# Liste der Baudenkmäler in Viersen (A–F)
Die Liste der Baudenkmäler in Viersen (A–F) enthält die denkmalgeschützten Bauwerke auf dem Gebiet der Stadt Viersen im Kreis Viersen in Nordrhein-Westfalen (Stand: September 2011). Diese Baudenkmäler sind in der Denkmalliste der Stadt Viersen eingetragen; Grundlage für die Aufnahme ist das Denkmalschutzgesetz Nordrhein-Westfalen (DSchG NRW).

| Bild                                            | Bezeichnung                                      | Lage                                                           | Beschreibung | Bauzeit                | Eingetragen seit   | Denkmal- nummer |
| ----------------------------------------------- | ------------------------------------------------ | -------------------------------------------------------------- | --- | ---------------------- | ------------------ | --------------- |
| weitere Bilder                                  | Alter Wasserturm Viersen                         | Viersen Aachener Weg 21 Karte                                  | Der Wasserturm am Aachener Weg, weithin sichtbar, bildet für Viersen eine wichtige Landmarke. Der 27,5 m hohe Backsteinrundbau mit Flachdach und dem zugehörigen Nebengebäude wurde 1890 gebaut. Streng gegliedert in acht Fensterachsen, mit Backsteinlisenen und Putzquaderung sowie von Horizontalgesimsen unterteilt, schließt der Turm oben mit einer Balustrade ab. Die dreigeschossige Sockelzone unterhalb des mittigen Horizontalgesimses beherbergt – um die, um den inneren Mauerzylinder emporsteigende, Wendeltreppe herum – Wohnräume. In diesem Wohnbereich liegen jeweils drei Fenster – während der Restaurierung 1983/84 erneuert – übereinander, deren mittleres mit Putzgewänden und schlichter Ausschmückung akzentuiert ist. Darüber beginnt dann hinter schmalhohen, noch originalen Stahlprofilfenstern die Behälterzone mit dem ca. 500 m³ fassenden, schmiedeeisernen Intze-Reservoir. Mit der Entwicklung einer systematischen zentralen Wasserversorgung der rasch wachsenden Städte in Deutschland Ende der 1970er Jahre entstand ein neuer Bautypus, der Wasserturm. Besondere Bedeutung erlangte hierbei der von dem Aachener TH-Professor Otto Intze, der auf vielen Gebieten des Wasserbaues sowie des allgemeinen Ingenieurbaues Bahnbrechendes leistete, entwickelte sog. „Intze-Behälter“, ein Wasserturmtyp mit schmiedeeisernem Reservoir, dessen Boden aus kugel- und kegelförmigen Segmenten zusammengesetzt war. Diese Form war statisch sehr günstig und führt zu der vielhundertfach ausgeführten Turmform mit bedachtem, umkleideten und über den Mauern steil hinausragendem Wasserbehälter und dem konisch sich verjüngenden Turmschaft. Ganz selten ist dieser Intze-Behälter auch als zylindrischer Turmbau ausgeführt worden, wobei ein Zylinder kleineren Durchmessers den schmiedeeisernen Behälter trug, ein zweiter, größerer Mauerwerkszylinder aber Behälter und inneres Mauerwerk umschloss. Um einen solchen, seltenen Wasserturmtypus handelt es sich bei dem Viersener Wasserturm. Damit repräsentiert er die technische Sonderform eines weit verbreiteten Bautyps und ist somit von hoher Bedeutung für die Entwicklung der Wasserturmarchitektur. Aus wissenschaftlichen, insbesondere aus landschaftsprägenden und hier insbesondere technikgeschichtlichen Gründen liegt die Erhaltung und die Nutzung des Wasserturmes gemäß § 2 (1) des Denkmalschutzgesetzes NRW im öffentlichen Interesse. | 1890                   | 10. Juli 1985      | 49              |
| Alter Wasserturm Dülken                         | Alter Wasserturm Dülken                          | Dülken Albert-Einstein-Straße 1a Karte                         | Alter Wasserturm Dülken | 1889                   | 5. September 1989  | 220             |
| weitere Bilder                                  | Devotionskapelle Viersen-Hamm                    | Viersen Alte Bachstraße Karte                                  | Die Kapelle an der Alten Bachstraße in Viersen-Hamm wurde 1911 nach einem Entwurf des Stadtbaumeisters Eugen Frielingsdorf errichtet (fertiggestellt vielleicht erst 1913), auf Betreiben der Pfarrgemeinde St. Josef und eines eigens hierfür gebildeten Komitees. Das Grundstück stellte der Landwirt Wellers zur Verfügung. Wegen der schon damals vorhandenen Abtrennungsbestrebungen für eine eigene Pfarre im wachsenden Stadtteil Hamm musste von der Pfarrgemeinde gegenüber der Stadt eigens versichert werden, dass die neubarocke Kapelle mit Portalvorbau (Dreiecksgiebel über Säulen) nicht zu Gottesdienstzwecken, sondern lediglich als „Heiligenhäuschen“ dienen sollte. Die Ausstattung, darunter mehrere Heiligenfiguren, stifteten v. a. Kommerzienrat Josef Kaiser und Frau sowie Landwirte von der Donk. Auf ihrem Walmdach besaß die Kapelle eigens einen Dachreiter mit Glocke, die zur Andacht an Verstorbene der Sektion läutete. Auch die Bittprozessionen der Pfarre schlossen die Kapelle ein. 1926/27 wurde neben der Kapelle ein Ehrenmal für die Gefallenen des Ersten Weltkriegs eingerichtet. Anfang der 1960er Jahre befand sich die Kapelle in stark sanierungsbedürftigem Zustand. Gemeinsam mit der inzwischen neu begründeten Kirchengemeinde St. Marien beschlossen die örtlichen Vereine daraufhin eine völlige Neugestaltung, die 1962 umgesetzt wurde. Das Äußere wurde durchgreifend verändert, und das ursprünglich neben der Kapelle befindliche Ehrenmal wurde in die Kapelle integriert, unter Aufgabe der alten Ausstattung. Der Umbau 1962 veränderte das Erscheinungsbild der Kapelle grundlegend. Der Portalvorbau wurde ersatzlos abgebrochen und dafür dem Kapellenraum eine neue Fassade in „expressionistischen“ Formen, wie sie eigentlich für die 1920er Jahre typisch waren, vorgesetzt. Prägend sind jetzt v. a. das reine Spitzbogenportal (d. h. die Bogenscheitel setzen direkt auf dem Grund auf) und die vom Boden zunächst nach innen geneigten Seiten, deren Linie unterhalb der Traufe dann wieder kurz nach außen geführt ist. Portal- und Fenstergewände sind klinkersichtig belassen, die Fassade selbst wie der gesamte Baukörper hell verputzt. Hinter der Fassade wurde der alte Baukörper von 1911 im Kern erhalten, er bekam jedoch ein neues Dach (Satteldach, über dem dreiseitigen Chor abgewalmt) und neue, ebenfalls dreieckig-spitzbogige Fensteröffnungen seitlich und am Chor. Der Dachreiter wurde beseitigt. Nicht durchfenstert ist die Stirnwand des Chores, sie bildet den geschlossenen Hintergrund für das Ehrenmal im Inneren, einen gemauerten Altartisch, über den sich ein Naturstein mit herausgearbeitetem Kreuz erhebt, darin die Inschrift „Sie starben für Euch“. Als Devotionskapelle und seit den 1960er Jahren bis heute als Ehrenmal für die Gefallenen der beiden Weltkriege ist die Kapelle an der Alten Bachstraße 1 in Viersen-Hamm bedeutend für Viersen. An ihrer Erhaltung und Nutzung besteht aus den beschriebenen ortsgeschichtlichen Gründen ein öffentliches Interesse. Architekturgeschichtlich ist außerdem von Interesse, wie bei der Neugestaltung 1962 typische expressionistische Formen der 1920er Jahre, vermittelt wohl durch ähnliche stilistische Tendenzen der Wirtschaftswunderjahre, aufgenommen wurden. Dies geschah in durchaus qualitätsvoller Weise, so dass die Kapelle auch in gestalterischer Hinsicht als erhaltenswert bezeichnet werden kann. Der Gedenkstein im Inneren besitzt selbst keinen künstlerischen Eigenwert, ist aber als integraler Teil der 1962 neu definierten Kapellennutzung erhaltenswert. Die Kapelle an der Alten Bachstraße in Viersen-Hamm ist ein Baudenkmal im Sinne des § 2 des Denkmalschutzgesetzes NRW. Sie ist bedeutend für Viersen. Erhaltung und Nutzung liegen aus wissenschaftlichen, hier orts- und architekturgeschichtlichen Gründen im öffentlichen Interesse. | 1911                   | 30. April 2009     | 488             |
| weitere Bilder                                  | Kath. Pfarrkirche St. Cornelius                  | Dülken Alter Markt 1 Karte                                     | Die St. Cornelius-Kirche ist ein Backsteinbau mit neugotischen Stilelementen. Der Grundriss ist gegliedert durch ein Langhaus zu fünf Jochen und einem nicht ausladenden Querhaus mit je einem Chorjoch in Breite der drei Mittelschiffe und einem geraden Abschluss, der durch Platzmangel bedingt ist. Die räumliche Beschränkung erklärt auch die verhältnismäßig große Breitenausdehnung der Kirche. Die drei mittleren Schiffe bilden eine mächtige Halle mit Kreuzgratgewölben über Bündelpfeilern. Die beiden äußeren Schiffe sind sehr niedrig und basilikal hinter niedrigen Rundpfeilern angefügt. Hohe Maßwerkfenster in den Außenwänden gliedern jedes Joch. Der hohe Westturm besitzt ein hohes Eingangsgewölbe und Nebenkapellen. Er geht über drei Geschosse, außen erkennbar durch je drei Spitzbogenblenden bzw. Schallarkaden auf jeder Seite, und findet seinen Abschluss in einem geschieferten Helm. Die äußeren Schiffe sind durch Pultdächer gedeckt, über denen sich Strebepfeiler erheben. Strebebögen stützen die Außenwände des Hauptschiffes, die in je fünf Giebeln mit Satteldächern enden. Besonders prächtig ausgebildet sind die nördliche Querhausfassade und das Westportal im Turm. Über dem Portaleingang des nördlichen Querhauses steht eine Muttergottes auf einem Mittelpfeiler, unter ihr knien Engel mit dem Stadtwappen, über ihr beten zwei weitere Engel. Über dem Westportal des Turmes ist ein Tyrnpanonrelief gearbeitet, das Jesus im Kreise seiner Jünger dargestellt. Rechts und links, separat auf Konsolen stehend, sind der Heilige Petrus und der Heilige Corneliusgearbeitet. An der Südostseite des Chores befindet sich die Marienkapelle, die nach einem Plan von Heinrich Wiethase errichtet wird. Die ursprünglich 1625 errichtete Marienkapelle an anderer Stelle in Dülken wird abgebrochen. Über dem Portal der Marienkapelle stehen sorgfältig ausgeführte Bauplastiken so z. B. eine Verkündigung und eine Pieta. Die Glasfenster der St.-Cornelius-Kirche werden sämtlich nach dem letzten Weltkrieg erneuert. | 1871–1908              | 20. Juni 1989      | 196             |
| Mariensäule                                     | Mariensäule                                      | Dülken Alter Markt 1 Karte                                     | Die Mariensäule wird im Jahr 1838 anstelle einer kleinen, jahrhundertelang bestehenden Kapelle, die 1838 abgebrochen wird, aufgestellt. Der ursprüngliche Standort der Säule ist in einer kleinen Anlage an der Gabelung Süchtelner Straße und Viersener Straße, von einem Schutzgitter umgeben. Der Entwurf der Säule stammt von Vincent Statz, Dombaumeister in Köln, die Figur von Peter Fuchs. Am 21. Oktober 1968 wird die Mariensäule aufgrund einer Straßenberichtigung in die dem Lunapark vorgelagerten Grünfläche umgesetzt. Auf einem zweistufigen Unterbau erhebt sich die aus Sandstein gebildete Mariensäule mit achteckigem Sockel, in dem die Jahreszahl 1838 eingraviert ist. Eine weitere Inschrift, von der noch schwache Farbspuren zu sehen sind, ist nicht mehr zu entziffern. Der darüber aufragende, ebenfalls oktogonale Säulenschaft wird aus schlanken Spitzbogenblenden miteingeschriebenen Dreipassformen gebildet. Hierauf folgt ein kleinerer, wiederum achtseitiger Aufbau, der die Gestaltung der unteren wiederholt. Ein Kranz mit Kreuzblumenmotiven schließt die Säule nach oben hin ab. Die bekrönende, in betender Haltung dargestellte Marienfigur aus Sandstein steht auf einer Halbkugel. Sie ist in ein langes Gewand gehüllt. Die ehemals farbige Gestaltung der Figur, wie auch die der übrigen Säule, wird 1948 zugunsten des natürlichen Sandsteinfarbtons beseitigt. Die Anfänge der Errichtung von Mariensäulen liegen in Italien zur Zeit der Renaissance um 1487. Im Barock kommt es aufgrund einer verbreiteten marianischen Volksfrömmigkeit zu einer vermehrten Aufstellung von Mariensäulen. Im Zeitalter der Aufklärung zurückgedrängt, erfährt die Marienverehrung und gleichzeitig die Errichtung von Mariensäulen durch die Verkündigung des Dogmas der Unbefleckten Empfängnis Marias durch Papst Pius IX im Jahr 1834 einen erneuten Aufschwung. In ebendiese Zeit fällt die Aufstellung der Dülkener Mariensäule, die als Bedeutungsträgerin ihrer Epoche sowohl religiöse als auch politische Inhalte vermittelt. Am 21. Okt. 2001 wird eine Replik der Mariensäule an ihrem historischen Standort eingeweiht. Die Originalfigur aus Sandstein wird 2002 im Eingangsbereich der Pfarrkirche St. Cornelius aufgestellt, um sie vor schädlichen Witterungseinflüssen zu schützen und weiterem Steinzerfall zu bewahren. Aus wissenschaftlichen, insbesondere religionsgeschichtlichen Gründen stehen Erhaltung und Nutzung der Mariensäule (Original) gemäß § 2 (l) des Denkmalschutzgesetzes NRW im öffentlichen Interesse. | 1838                   | 1. Februar 1991    | 253             |
| Wohn- und Geschäftshaus                         | Wohn- und Geschäftshaus                          | Dülken Alter Markt 2                                           | Das Gebäude in exponierter Ortslage, unmittelbar in der Nähe der Kirche gelegen, ist ein dreigeschossiges Eckhaus zur Börsenstraße. Die Backsteinputzfassade mit historisierenden Schmuckformen gliedert sich in 3 zu l zu 4 Achsen, wobei die Eckachse mit Giebel und einem Balkon besonders hervorgehoben wird. Das Obergeschoss, ursprünglich backsteinsichtig, wurde wie die übrige Fassade gestrichen. Die erdgeschossige Fassade ist durch den Einbau größerer Fenster verändert. Jedoch sind die Eingänge zu Wohnungen und Laden mit seitlich vorgeblendeten Lisenen erhalten geblieben. Die Wohnungseingangstüre. mit Schnitzwerk, ist im Originalzustand erhalten. Die ursprünglichen Fenster sind durch moderne Aluminiumfenster ersetzt worden. Ein breites Kranzgesims, auf Konsolen gelagert, leitet zum Dach über. Das Innere des Hauses ist durch Modernisierung weitgehend verändert. Vorhanden ist noch die alte Holztreppe mit verkleidetem Geländer sowie einige Türen mit Rahmen und Füllung. Der Kellerboden ist mit Ziegelsteinen gepflastert und wird von einer Kappenkonstruktion überdeckt. Das repräsentative Haus als Blickpunkt im Ortskern von Dülken gelegen ist durch seine Lage am Marktplatz auch von städtebaulicher Bedeutung. Weiter präsentiert es den Typ des zeitgenössischen, staatlichen Wohn- und Geschäftshauses, das durch seine Fassade, heute das historische Stadtbild erkennen lässt. Aus wissenschaftlichen, insbesondere städtebaulichen und architekturgeschichtlichen Gründen stehen Erhaltung und Nutzung des Gebäudes gemäß § 2 (1) des Denkmalschutzgesetzes NRW im öffentlichen Interesse. | 1887                   | 14. September 1988 | 162             |
| Wohn- und Geschäftshaus                         | Wohn- und Geschäftshaus                          | Dülken Alter Markt 4 Karte                                     | Das am Alten Markt in Dülken im letzten Drittel des 19. Jahrhunderts errichtete Zwei-Fenster-Haus ist dreigeschossig. Im Jahre 1890 wurden die bisherigen Schaufensteranlagen des Wohn- und Geschäftshauses erneuert. Der Eingang wurde in die Mitte versetzt, wobei gusseiserne Säulen und T-Träger eingesetzt wurden. Gleichzeitig erhielt das Fachwerkgebäude eine Putzfassade. Bei der 1892 vorgenommenen Umnutzung in eine Gaststätte wurde das Gebäude renoviert. Hierbei wurde der Eingang wieder seitlich versetzt, nämlich unterhalb der linken Fensterachse. Tür und Fenster des Erdgeschosses treten jetzt hinter die Stützkonstruktion der Gusssäulen zurück. Im Inneren wurde die alte Holztreppe sowie die Fußböden erneuert. Der tiefe Keller hat Kappendecken. Im 1. Obergeschoss sind noch ein Kehlfries sowie eine Stuckrosette erhalten. Die Putzfassade mit historisierenden Schmuckformen blieb erhalten. Die Symmetrie der vier schmalhohen Fenster wird vertikal durch die Einrahmung mit Bossenquaderung an beiden Seiten der Front (noch mindestens bis 1964 bis zum Kellersockel!) in den beiden Obergeschossen betont. Die Putzfelder zwischen den Fenstern sind geometrisch gegliedert. Die Fenster im Dachgeschoss besitzen Abschlusssteine. Der Putzschmuck der Fensterverdachung der Obergeschossfenster geht direkt über in die der Flächen unterhalb der darüberliegenden Fenster mit Stab- und Tellermotiven. Das Traufhaus, das in seiner Bauflucht schräg zur Straße nach hinten und dann abknickend (späterer Anbau) verläuft, musste sich offenbar älteren Bausubstanzen anpassen. Seine alte Innentreppe lag in der Mitte des schmalen Gebäudes. Die originale Putzfassade von 1890 in ihren historisierenden Schmuckformen mit Stuckgliederung, Fensterteilungen und Ausgestaltung des Erdgeschosses tragen wesentlich zur Unverwechselbarkeit des Straßenraumes bei, insbesondere da beide Nachbargebäude stark in ihrer Fassade verändert worden sind. Aus wissenschaftlichen, insbesondere städtebaulichen, platzprägenden, orts- und architekturgeschichtlichen Gründen liegen Erhaltung und Nutzung des Gebäudes gemäß § 2 (1) des Denkmalschutzgesetzes NRW im öffentlichen Interesse. | Ende 19. Jh.           | 10. April 1982     | 37              |
| Wohn- und Geschäftshaus                         | Wohn- und Geschäftshaus                          | Dülken Alter Markt 6 Karte                                     | Das am Alten Markt in Dülken Ende des 19. Jahrhunderts errichtete fünfachsige typische Wohn- und Geschäftshaus ist dreigeschossig. Hinter einer späteren Veränderung des Erdgeschosses hat sich die originale Gestaltung in Form von gusseisernen Stützen erhalten. Die Putzfassade mit Neurenaissanceschmuckformen wird von dem unteren Ladenbereich durch ein horizontales Stockwerk- und Sohlbankgesims getrennt. Die darüber liegenden Fensteröffnungen sind abwechselnd mit runden und flachen Dreiecksgiebeln überdeckt, wobei die Fenster des Obergeschosses von einem vorgeblendeten Balken überlagert sind. Die Fenster wurden durch neue Kunststofffenster ersetzt. Bemerkenswert ist die Ausbildung des stark strukturierten Kranzgesimses. Hier sind die Konsolen als Frauenköpfe ausgebildet. Im Inneren des Gebäudes sind in einzelnen Räumen die Decken mit Kehlfriesen ausgebildet. Die alte Holztreppe wurde erneuert. Außergewöhnlich niedrig ist der Speicherraum. Die Höhe entstand wohl durch die Anpassung an das Dach des Nachbargebäudes. Der Keller wird von Kappendecken überspannt. Die stilvolle originale Putzfassade des Hauses ist als wesentliches Identifikationsmerkmal des Alten Marktes zu betrachten und trägt somit für die Unverwechselbarkeit des Straßenraumes bei. Aus wissenschaftlichen, insbesondere städtebaulichen, platzprägenden, orts- und architekturgeschichtlichen Gründen liegen Erhaltung und Nutzung des Gebäudes gemäß § 2 (1) des Denkmalschutzgesetzes NRW im öffentlichen Interesse. | 1888                   | 5. Mai 1986        | 95              |
| Wohnhaus                                        | Wohnhaus                                         | Dülken Alter Markt 7 Karte                                     | Das nach Abbruch eines Vorgängerbaues 1888 errichtete Eckhaus ist dreigeschossig. Bezogen auf seine Ecke ist es in einer Gliederung 3 : 6 Achsen (Blauensteinstraße) erbaut. In einer für die Erbauungszeit typischen Ecklösung ist die Hausecke zur Straßenkreuzung hin in Breite einer Fensterachse abgeschrägt und mit einem zweigeschossigen Erker versehen. Die Putzfassade des Wohn-Geschäftshauses trägt Schmuckformen der Neurenaissance, die sich vornehmlich in den halbkreisförmigen Fensterverdachungen mit Rocaille des Obergeschosses und denen des Dachgeschosses mit Tellermotiven zeigen. Eine kräftige horizontale Gliederung des im Erdgeschoss in Quaderputz gehaltenen Gebäudes wird durch Haupt-, Fensterbank- und dem starken Kranzgesims erreicht. Im Hofraum wurden noch Ende des 20. Jahrhunderts bauliche Veränderungen vorgenommen, so auch 1906 und dann 1945, als die Fensteranlage der Erdgeschossfassade verändert wurde. 1982 fand eine Renovierung und Umnutzung statt. Die oberen Geschosse erhielten Wohnungen (Stuck blieb unter abgehängten Decken erhalten) und im Erdgeschoss wurde eine Gaststätte errichtet. Die erneuerten Fenster richteten sich nach dem alten Vorbild. Die Hofeingangstüren blieben. An der Eingangstür ist das Oberlicht erneuert. Das Stuckmotiv mit Trauben ist im Nebeneingang erhalten. Das Buntglasoberlicht dieses Eingangs ist noch vorhanden. Das alte Holztreppenhaus mit z. T. gedrechseltem Geländer besteht, die Dielenböden sind heute verdeckt. Der im 1. Obergeschoss liegende große Saal, durch 2 Gussstützen gehalten, besitzt 6 Stuckrosetten, von den jetzt abgehängten Decken versteckt. Zur Nebenstraße hin erstreckt sich ein Gewölbekeller (ca. 4,50 m breit, 2,25 m hoch, 4-5 m lang). Das repräsentative Gebäude in betonter Ecklage prägt mit seiner originalen äußeren Erscheinung, nämlich seiner Putzfassade mit neurenaissistischen Schmuckformen, seiner Fensteröffnungen und Aufteilungen den Straßenraum wesentlich mit. Es ist als Blickpunkt im Ortskern Dülkens gelegen auch im städtebaulichen Zusammenhang zu sehen. Hier trat anstelle einer älteren Bebauung der zeitgenössische Bautyp des stattlichen Wohn-Geschäftshauses mit eher großstädtischem Gepräge auf, der heute das historische Stadtbild mitträgt. Aus wissenschaftlichen, insbesondere architektur- und kunstgeschichtlichen, sowie städtebaulichen und stadtbildprägenden Gründen stehen Erhaltung und Nutzung des Gebäudes gemäß § 2 (1) des Denkmalschutzgesetzes NRW im öffentlichen Interesse. | 1888                   | 26. März 1985      | 31              |
| ehem. Lateinschule/Turnhalle                    | ehem. Lateinschule/Turnhalle                     | Viersen Am Alten Gymnasium 4 / Wilhelmstr.12 Karte             | Es handelt sich um ein zweiflügeliges Backsteingebäude zu zwei Geschossen über durchfenstertem Sockelgeschoss. Auf alten Fotos noch erkennbar, liegt von der Wilhelmstraße etwas zurückgesetzt, die heute nicht mehr vorhandene Einfriedungsmauer. Ebenso fehlen einige Gauben und ornamentierte Schornsteinköpfe auf dem Walmdach. Die Fassaden zur Wilhelmstraße und an der Stadtseite sind durch farbig (gelb bzw. dunkel) abgesetzte Lisenen, Spitzbogen-Trauffriese, Backsteinbänder sowie Stockgesimse, Fensterstürze, Eckwarte sowie übergiebelte Mittelachsen verhältnismäßig stark gegliedert. Dies reicht bis hin zu den erhaltenen historischen Mörtelfugen, die als kleine Wulste ausgebildet sind. Die Fensteröffnungen sind segmentbogig in die Wand eingeschnitten. Die steilen Giebelflächen der Mittelachsen sind in markanter Weise mit steigenden Spitzbogenblenden, die mittlere lanzettartig überhöht, gefüllt und schließen mit einem rechteckigen Akroter. Die Fassade zur Wilhelmstraße öffnet sich in zehn Fensterachsen, die zwei mittleren als übergiebelte Mittenbetonung zusammengerückt und mit segmentbogigem Eingang im Erdgeschoss. Ein doppelter Zahnfries („Deutsches Band“) trennt Erd- und Obergeschoss. Im Giebelfeld ist eine Platte mit dem Stadtwappen und der Jahreszahl 1876 angebracht. Die seitliche Fassade gliedert sich in zwölf Fensterachsen, von denen die mittleren sechs zu von Lisenen begleiteten Zweierpaaren zusammengerückt sind. An Stelle des Wappenfeldes trägt der Giebel hier ein kleines Rundbogenfensterchen. Die rückwärtigen Wandflächen sind wie üblich schlicht, im Wesentlichen ohne ornamentale Gliederung ausgebildet. Fenster und Eingangstüren sind erneuert, die Fenster zeigen angemessene Kreuzstockunterteilung. Im Inneren ist der ursprüngliche Grundriss in seinen Grundzügen mit Mittelgang und rückwärtigem Treppenhaus im Winkel der beiden Flügel erhalten. Das Treppenhaus ist seitlich und zu den Fluren in Spitzbögen geöffnet. Anbauten/Nebengebäude 1952/53 erhält die Schule von der Wilhelmstraße aus gesehen rechts einen bis zur Straße vorgezogenen Anbau für naturwissenschaftliche Räume und Hausmeisterwohnung (Architekt: August Reiners, Viersen). Dieser ist ohne Denkmalwert. Auf dem rückwärtigen Gelände befindet sich eine eingeschossige Turnhalle mit flachem Satteldach. Im Kern gehört sie als Aula wohl zum Ursprungsbau bzw. wird wenig später errichtet. Der heutige Zustand geht im Wesentlichen auf einen Umbau aus dem Jahr 1930 zurück (Bauunternehmung Freihoff & Rutsch). Die Fassade zum Hof ist durch Lisenen und hochrechteckige Fenster einfach aber fein gegliedert. Die zweiflügelige Eingangstür mit horizontal unterteilten Fenstereinsätzen sowie die charakteristisch kleinteilig gesprossten Fenster stammen wohl noch aus dem Umbau 1930. Die gut gestaltete Turnhalle war funktionaler Bestandteil der Schule und ist als historisches Gebäude erhalten. Sie ist einschließlich ihres niedrigen Sanitär-Anbaus daher Teil des Denkmals ehemaliges Gymnasium Wilhelmstraße. Denkmalwert: Die Wilhelmstraße repräsentiert in Verlauf und Bausubstanz die Entwicklung Viersens als einer rasch wachsenden Stadt in der zweiten Hälfte des 19. Jahrhunderts. Städtebaulich gesehen sind die geraden Straßenzüge beiderseits der Hauptstraße mit ihrer großen Zahl historischer Bauten ein wesentliches Charakteristikum Viersens. Grundlage hierfür ist der Stadtbauplan von 1858/60, auf den auch die Wilhelmstraße zurückgeht. Anhand der erhaltenen zeitgenössischen Pläne ist die Bebauung der Straße im Wesentlichen in den 1870er Jahren entstanden. Ein Großteil dieser Bauten ist heute noch erhalten und verleiht der Straße ein sehr anschauliches historisches Gepräge. Als ehemaliges Gymnasium der Stadt Viersen in der Nachfolge der seit dem 17. Jahrhundert sicher belegten Lateinschule ist das Gebäude Wilhelmstraße 12 bedeutend für Viersen. Da es in seiner qualitätsvollen historisierenden Gestaltung im Wesentlichen substanziell und anschaulich erhalten ist, besteht an der Erhaltung und Nutzung ein öffentliches Interesse aus wissenschaftlichen, insbesondere architektur- und ortsgeschichtlichen Gründen. Als größtes Gebäude und gleichsam Mittelpunkt des Ensembles Wilhelmstraße kommt ihm zudem städtebauliche Bedeutung zu. Es ist daher einschließlich seiner Turnhalle gemäß § 2 (1) des Denkmalschutzgesetzes NRW ein Baudenkmal. | 1875–1876              | 30. August 2005    | 462             |
| ehem. ev. Volksschule                           | ehem. ev. Volksschule                            | Viersen Am Alten Gymnasium 6 Karte                             | Es handelt sich um ein über hohem Sockelgeschoss zweigeschossiges Gebäude, auf querrechteckigem Grundriss mit teilweise abgewalmtem Steildach. Sockel- und Erdgeschoss bis halbe Höhe sind verklinkert. Der ursprünglich wohl helle Putz darüber ist derzeit durch einen dunklen Rauputz ersetzt. An der südwestlichen Längsseite ist eine Hälfte der Fassade als Risalit geringfügig vor die Flucht gezogen und endet mit einem Schweifgiebel. Durch den vorgesehenen zweiten Bauabschnitt hätte dieser Risalit ein Pendant auf der anderen Eckseite bekommen, ein weiterer Eingangsrisalit hätte auf der anderen Längsseite die Mitte betont. So hat der Baukörper seine asymmetrische Form und Erschließung bis heute behalten. Die mittig angeordnete Fensterachse des Risalits, in einem stehenden Oval-Okulus endend, markiert das dahinter liegende Treppenhaus. Auf der nordöstlichen Längsseite kennzeichnen sechs, zu zwei Dreiergruppen zusammengefasste Fensterachsen die Klassenräume. Dies hätte die Hauptfassade werden sollen, gerichtet zum Verbindungsweg zwischen Wilhelm- und Heimbachstraße. Die Fenster auf der Rückseite sind als Flurfenster schmaler. Eck- und Mittellisenen, in der Ausführungszeichnung von 1910 dargestellt, sind derzeit nur noch schwach erkennbar. Der Zugang erfolgt heute ebenerdig von der südlichen Schmalseite aus (der Eingang an der nördlichen Schmalseite, noch mit originaler Tür, liegt erhöht auf Erdgeschossniveau und wäre bei einem Weiterbau zum Flurdurchgang geworden). Man betritt das Innere durch eine originale zweiflügelige Holztür mit kleinen Fenstereinsätzen und Oberlicht. An den Glaseinsätzen der Tür sind, wie auch an einigen Fenstern, schmiedeeiserne Ziervergitterungen angebracht. Im Inneren sind innen neben dem einhüftigen Grundriss und Fenstern das Treppenhaus mit Steinstufen und Metallgeländer sowie alte Türrahmen erhalten. Architekturgeschichtliche Würdigung und Denkmalwert Die nicht mehr historistische, in sachlicher Weise jedoch weiter mit traditionellen Baukörpergliederungen und Formen arbeitende Gestaltung des Außenbaus entspricht der üblichen Praxis gemäßigt-konservativer Reformarchitektur vor dem Ersten Weltkrieg. Zwar blieb der Bau ein Torso, und die ursprüngliche Außengliederung ist zurzeit etwas beeinträchtigt, die ursprüngliche Gestaltungsabsicht ist aber nach wie vor vorhanden und ablesbar. Fenster und ihre Teilung tragen dazu wesentlich bei. Gemäßigte Reformvorstellungen prägen auch die Grundrissanordnung. Dass die Klassenräume aus städtebaulichen Gründen nach (Nord-) Osten ausgerichtet sind, widerspricht auch damals schon bekannten Erkenntnissen über deren optimale Belichtung. Die Einhüftigkeit (direkt belichteter Seitenflur statt dunklem Mittelflur) ist hingegen bemerkenswert fortschrittlich. Eugen Frielingsdorf (1869–1946) war von 1906 bis 1934 der erste Stadtbaurat in Viersen. Zahlreiche öffentliche Gebäude der seinerzeit wachsenden Stadt stammen aus seinem Büro, darunter neben der Festhalle auch zahlreiche Schulbauten. Die evangelische Schule steht zeitlich und auch gestalterisch zwischen der Schule Klosterstraße (1908) und der Körnerschule (1914), deren Abstand voneinander Werner Mellen so beschreibt: „Der axiale Aufbau der Schule Klosterstraße wird an der Körnerstraße abgelöst von einer freieren Grundrissdisposition, der relativ reiche Fassadenschmuck mit leichten Anklängen von Jugendstilmotiven weicht zurückhaltenden Putzgliederungen in der Fassade der Körnerschule.“ Die Zeit vor dem Ersten Weltkrieg war in Viersen wie vielerorts eine Hochphase des Schulbaus. 1930 musste die Verwaltung andererseits (im Buch Deutschlands Städtebau: Viersen, Dülken, Süchteln) feststellen, dass nach dem Krieg in Viersen keine nennenswerten baulichen Entwicklungen auf diesem Gebiet mehr stattgefunden hatten. Erst die Grundschule in Hamm brachte wieder einen zeitgemäßen Neubau, dessen bemerkenswerte architektonische Gestaltung durch Willy Esser im Vergleich mit u. a. der evangelischen Schule Wilhelmstraße einen auffälligen architektonischen Wandel verdeutlicht. Als ehemalige evangelische Volksschule im Zentrum Viersens ist das Gebäude Wilhelmstraße 12 bedeutend für Viersen. An ihrer Erhaltung und Nutzung besteht ein öffentliches Interesse aus den genannten wissenschaftlichen, insbesondere architektur- und schulentwicklungsgeschichtlichen Gründen. Sie ist daher ein Baudenkmal gemäß § 2 (1) des Denkmalschutzgesetzes NRW. | 1909                   | 30. August 2005    | 459             |
| weitere Bilder                                  | Rathaus Dülken                                   | Dülken Am Alten Rathaus 1 Karte                                | Das alte Rathaus der Stadt Dülken befand sich am Markt. Es ist überliefert, dass es 1660 restauriert wurde und sich 1765 in sehr schlechtem Zustand befand. 1791 brannte es ab. Vorübergehend fand die damalige Verwaltung Unterkunft ebenfalls am Markt. Seit 1835 war es im Kreuzherrenkloster untergebracht, seit 1857 in dem gegenüberliegenden von Heisterschen-Haus. Am 11. Okt. 1895 fand die Grundsteinlegung des ersten Teils des Rathauses in Anwesenheit des Stifters Eduard Wünnenberg, der einen Betrag von 30.000 Mark für den Rathausneubau stiftete, statt. Am 21. Nov. 1896 erfolgte die Einweihung. Die gesamten Kosten beliefen sich auf 78.800 Mark. Der Entwurf stammte von dem Stadtbaumeister Ulrich. Der 1909 fertiggestellte Erweiterungsbau an der damaligen Friedensstraße wurde von dem Viersener Architekten Esser, in Bezug auf die vorhandene Bausubstanz, geplant. Die mit roten und weißen Ziegeln, in Formen der Neurenaissance, farbig strukturierte Fassade ist unregelmäßig in Achsen aufgeteilt. Die gestalteten Bauteile richten sich zu den städtebaulichen Gegebenheiten. Der hohe, reich mit Ornamenten versehene Giebel mit Türmchen, überragt den alten Bauteil zum Rathausplatz und beherrscht demonstrativ die räumliche Situation zur Parkanlage an der Stadtmauer. Dem mächtigen Giebel ist ein kleinerer, geschweifter Knickgiebel vorgesetzt, der links die Ecke Turmstraße/Theodor-Frings-Allee zusätzlich mit einem Erker belebt. Über die Theodor-Frings-Allee, von der Venloer Straße kommend, kennzeichnet der für Rathäuser typische Turm mit aufgesetztem Kupferhelm den Zweck des Gebäudes. Der Turm, mit Adler gekrönt, hier auf der Ecke angeordnet, bestimmt den Rathausplatz. Daneben markiert ein kleinerer geschmückter Knickgiebel den Haupteingang des Gebäudes. Der später entstandene Erweiterungsbau des Rathauses, stark in der Ausdrucksform, fügt sich dennoch in Material und Detail dem alten an. Beim älteren Teil des Rathauses leitet ein stark strukturiertes Kranzgesims zu den Dachaufbauten über. Horizontal ziehen sich Fuß-, Gurt- und Sohlbankgesims, teils in hellem Ziegel oder in Konsolen, um das Gebäude. Die weißen Ziegel finden ihre Verwendung in der horizontalen Gliederung des Gebäudes sowie zur Einfassung der mit Rundbogen und Sturz überdeckten Fensteröffnungen. Im Inneren des Gebäudes ist der Flur mit Kreuzgewölben überspannt und der Boden mit den originalen Fliesen belassen. Im Eingangsbereich befindet sich eine Totengedenktafel. Der Sitzungssaal mit Holzvertäfelung aus der Erbauungszeit ist geschmückt mit einem Gemälde auf Leinwand. Das Thema des Bildes ist „Der Ritt um die Narrenmühle“, beschriftet und signiert: „Gloria Tibi Dülken, Hans Deiters 1892“. Des Weiteren sind hier noch zwei Bilder zu sehen: 1. Frühkirmes in Dülken 1809. Gemälde auf Leinwand, signiert H. Schündelen 1910 (Marktplatz und Pfarrkirche im alten Zustand), 2. Martinszug auf dem Alten Markt. Gemälde auf Leinwand, signiert H. Schündelen (Jahreszahl unter dem Rahmen, daher unleserlich). Das Rathaus an bevorzugter Stelle ist als Ausdruck der städtischen Neuplanung, die außerhalb des mittelalterlichen Stadtkerns durch den 1895 entworfenen Ausbau der Theodor-Frings-Allee (ehemalige Friedensstraße) erfolgte, zu sehen. In ihr ist die Baugesinnung einer Ende des 19. Jahrhunderts wirtschaftlichen, prosperierenden und aufstrebenden Kleinstadt wiederzufinden. Von Beginn an platz- und straßenbildgestaltend war das Rathaus in Material und Detail gestalterisch richtungsweisend für weitere Gebäude an der damaligen Friedensstraße. Aus wissenschaftlichen, insbesondere städtebaulichen, platzgestalterischen und straßenbildprägenden, architektur-, stadt- und kunstgeschichtlichen Gründen liegen Erhaltung und Nutzung des Gebäudes gemäß § 2 (1) des Denkmalschutzgesetzes NRW im öffentlichen Interesse. | 1895–1909              | 21. August 1985    | 60              |
| weitere Bilder                                  | Halbvilla                                        | Dülken Am Alten Rathaus 2 Karte                                | Bei der Halbvilla in direkter Nachbarschaft des alten Rathauses handelt es sich um den Bestandteil einer Gruppe aus Doppelvilla und freistehender Villa, die den räumlichen Abschluss westlich zum ehemaligen Rathausplatz bilden. Das Gebäude mit Walmdach ist akzentuiert durch einen auf der Ecke zum Rathaus liegenden, turmartigen Anbau sowie einem über dem Eingang angeordneten Erker und einem spitzen Dachgiebel. Das Haus erfährt durch eher sparsam verwendete Friese im Bereich der Stockwerkdecken und der Sohlbank eine horizontale Betonung an Erker und Anbau. Ebenso fein dosiert ist die florale Stuckierung in der Fassade. Die Fenster des Hauses sind modernisiert. Ebenso ist das Innere des Gebäudes zum größten Teil durch eine intensive Modernisierung in seiner ursprünglichen Ausstattung verändert. Erhalten geblieben sind im Flurbereich zum Teil die originalen Türleibungen sowie die ursprüngliche Holztreppenanlage. Im Obergeschoss ist der Dielenboden teilweise sichtbar erhalten, ebenso der alte Dachstuhl. Die Rückseite des Gebäudes wurde insgesamt verändert. Der Keller des Gebäudes ist von einer Kappendecke überspannt. Die repräsentative Halbvilla in unmittelbarer Nähe des Rathauses prägt hier den Bereich wesentlich mit. Darüber hinaus kennzeichnet die Fassadengestaltung den zeitgenössischen Bautyp des stattlichen Wohnhauses, das hier das historische Stadtbild widerspiegelt. Aus wissenschaftlichen, insbesondere städtebaulichen, orts- und architekturgeschichtlichen Gründen liegen Erhaltung und Nutzung des Gebäudes gemäß § 2 (l) des Denkmalschutzgesetzes NRW im öffentlichen Interesse. | 1914                   | 14. September 1988 | 160             |
| weitere Bilder                                  | Halbvilla                                        | Dülken Am Alten Rathaus 3 Karte                                | Bei der Halbvilla in direkter Nachbarschaft des Rathauses handelt es sich um den Bestandteil einer Gruppe aus Doppelvilla und freistehender Villa, die den räumlichen Abschluss westlich zum ehemaligen Rathaus bilden. Die Jahreszahl auf dem Erker verweist auf das Baujahr 1914. Das zweigeschossige Gebäude mit Walmdach ist akzentuiert durch einen eckbetonenden Turm mit Helmdach sowie einem mit über dem Erker liegenden segmentbogenförmig abschließenden Dachgiebel. Die Fenster des Hauses sind im Originalzustand erhalten. Die Villa erfährt durch eher sparsam verwendete Friese im Bereich der Geschossdecken und der Sohlbank eine horizontale Betonung an Erker und Turm. Ebenso fein dosiert ist die florale Stuckierung in der Fassade. Im Inneren des Gebäudes sind die Türen original erhalten. Die zusätzlichen Einbauten, wie zwei in Holz errichtete Säulen, die eine Art Wintergarten vom Wohnraum trennen und gleichzeitig durch den Sturz eine Holzkassettendecke abgrenzen, stammen vermutlich aus der Zeit der Erbauung. Die übrigen Räume sind mit einer stark strukturierten Stuckdecken mit floralem Dekor geschmückt, wobei die Räume des Obergeschosses als Abschluss zur Decke mit einem Hohlkehlenfries ausgestattet sind. Die originale Holztreppe, belichtet durch ein Oberlicht, befindet sich mittig gelegen im Eingangsbereich. Die Rückseite des Hauses ist unverändert. Die Villa in unmittelbarer Nähe des Rathauses, repräsentativ auch in ihrer Ausstattung, prägt den Bereich hier wesentlich mit. Darüber hinaus kennzeichnet die typische Fassaden- und Innenausstattung den zeitgenössischen Bautyp des stattlichen Wohnhauses, das hier das historische Stadtbild widerspiegelt. | 1914                   | 14. September 1988 | 161             |
| weitere Bilder                                  | Villa                                            | Dülken Am Alten Rathaus 4 Karte                                | In unmittelbarer Nähe des ehemaligen Rathauses, raumbildend an dem Platz „Am Alten Rathaus“ beteiligt, grenzt die zweigeschossige freistehende Villa an. Die Eingangsachse, turmartig zurückversetzt, mit einem Haubendach, leitet zur Doergensstraße ein. Die Putzfassade mit historisierenden Schmuckformen ist in unregelmäßigen Achsen gegliedert und erfährt ihre Gestaltung durch aufgesetzten Giebel mit vorgelagertem Erker, Balkon sowie erdgeschossigem Vorbau. Ein stark strukturiertes Kranzgesims leitet zu den Dachaufbauten über. Die Fenster, durch Stuckwerk an den Laibungen abgesetzt, sind zum größten Teil im originalen Zustand erhalten. Zusätzliches Schmuckwerk erfährt die Fassade durch vorgeblendete Lilienanker, die als Motiv stilisiert, auch in den Türlaibungen im Innern des Gebäudes wiederkehren. Das Haus ist umgeben von einem schmiedeeisernen Zaun mit floralem Dekor zwischen einer Anordnung von Säulen. In das Tor sind die Initialen CL (vermutlich Carl Lüning, Bauherr) eingearbeitet. Das Innere der Villa muss im Ganzen als wohl erhalten angesehen werden. So befinden sich die originalen, stark profilierten Stuckdecken sowie Parkett im Erdgeschoss und Dielenböden in den Obergeschossen in einem guten Zustand. Der Boden in der Diele ist in Marmor und die Decke darüber in Kassettenstuckwerk ausgeführt. Erwähnenswert sind die Ausbauarbeiten in Holz, wie die Zimmertüren mit Schnitzwerk in den Zargen und Messingklinken sowie die originale Eichenholztreppe. Die Flurlampe stammt ebenfalls aus der Erbauungszeit. Die ehemalige Küche mit buntgemusterten Fliesen befindet sich im Souterrain des Hauses. Die aufwändig gestaltete Villa prägt die Ende des 20. Jahrhunderts angelegte Theodor-Frings-Allee, die an dem ehemaligen Rathausplatz eine Erweiterung des Straßenraums erfährt, entscheidend mit. Weiterhin ist sie als Beispiel für die Baugesinnung am Ende des 19. Jahrhunderts in einer wirtschaftlich prosperierenden und aufstrebenden Kleinstadt zu sehen. Die originalen Stuckfassaden sowie Erker, Giebel und Turm tragen zu dem städtebaulichen Ensemble am Rathaus bei. Aus wissenschaftlichen, insbesondere städtebaulichen und architekturgeschichtlichen Gründen liegen Erhaltung und Nutzung des Gebäudes gem. § 2 (l) des Denkmalschutzgesetzes NRW im öffentlichen Interesse. | 1904                   | 30. Juli 1986      | 123             |
| Empfangsgebäude Bahnhof Dülken                  | Empfangsgebäude Bahnhof Dülken                   | Dülken Am Bahnhof 1 Karte                                      | Das Empfangsgebäude des Bahnhofs Dülken, an der 1866 eingeweihten Strecke Gladbach-Venlo gelegen, wurde um 1880 erbaut. Von den sieben Achsen des zweigeschossigen Baues mit flachem Satteldach sind die drei mittleren als übergiebelter Mittelrisalit leicht vorgezogen. An die rechte Seite ist ein dreigeschossiger, rechteckiger Turm mit flachem Walmdach angefügt, an diesen schließt sich der Güterschuppen an. Die Bänderputzfassade und die Rundbogenfenster folgen klassizistischen Vorbildern. Das Motiv des Zwillingsrundbogenfensters mit durchgezogenem Fensterbankgesims im Giebel wiederholt sich im zweiten Obergeschoss des Turmes in größerer Dimension. Teils sind noch die Rundbogenprofile über den Fenstern erhalten. Der Bänderputz erfolgt nur im Erdgeschoss unterhalb des umlaufenden Fensterbankgesimses. Die ehemals symmetrisch unter den Obergeschossfenstern angelegten rundbogigen Öffnungen im Erdgeschoss sind alle verändert, nun rechteckig und zum Teil verbreitert. Zu den Gleisen hin befindet sich ein Vordach in typischer Gusseisenkonstruktion mit gusseisernen Säulchen. Im Inneren der Empfangshalle befinden sich ein Plattenfußboden und eine Steinplattenwandverkleidung. Der Dülkener Bahnhof gehört zu einem häufiger errichteten Typ der wenigen erhaltenen, typischen frühen Bahnhofsgebäuden im Rheinland, dessen Besonderheit im seitlichen Turm liegt. Ein solcher ist bisher sonst unbekannt bzw. nicht erhalten. Der zunächst weit außerhalb der Stadt angelegte Bahnhof wirkte, wie auf den Stadtplänen unterschiedlicher Zeiten nachzuvollziehen, städtebaulich, indem das stadtnahe Gebiet sich zu Wohngebieten, das draußen liegende zum Industrie- und Gewerbegebiet entwickelte. So führt zum Bahnhofsgebäude eine Straßenachse, die im Zuge der Dülkener Stadterweiterung angelegt wurde. Daher ist aus städtebaulicher Sicht eine Erhaltung des Dülkener Bahnhofsgebäudes dringend erforderlich. Bei einem eventuellen Abriss würde das dahinter liegende Industriegelände von der Straße aus frei sichtig werden. Trotz der starken Veränderungen der Öffnungen im Erdgeschoss bildet das Gebäude einen Nachweis der frühzeitigen Verkehrsanbindung Dülkens, die im wirtschaftlichen Zusammenhang mit der aufblühenden Industrialisierung der Stadt zu sehen ist. Aus wissenschaftlichen, hier verkehrs- und lokalen wirtschaftlichen sowie städtebaulichen Gründen stehen Erhaltung und Nutzung des Gebäudes gemäß § 2 (1) des Denkmalschutzgesetzes NRW im öffentlichen Interesse. | um 1880                | 25. Juni 1987      | 154             |
| Altes Kinderkrankenhaus                         | Altes Kinderkrankenhaus                          | Viersen Am Klosterweiher 40 Karte                              | Das zweigeschossige Backsteingebäude mit steilen Satteldächern präsentiert sich in einheitlicher Formensprache, jedoch sind bei näherer Betrachtung farbige und formale Absetzungen im Mauerwerk erkennbar, die auf mehrere Bauphasen hinweisen. Zur Straße hin ist die durch einen hohen Giebel aufgelockerte Traufenständigkeit des linken Hauptgebäudes, das Zurücktreten des mittleren Flügels hinter einer Terrasse und die Schrägstellung des rechten, wieder an die Straße vorgezogenen kleinen Gebäudeteils baukörperprägend. Ursprünglich (1912) ist das linke Hauptgebäude, jedoch nur die drei Achsen des Giebels und die links anschließende Eingangsachse. Die Giebelfassade wird geprägt durch schlanke, hochrechteckige, sprossengegliederte Kreuzstockfenster, die im Obergeschoss durch Natursteinbrüstungsfelder betont werden. Die kleinen Fenster im Giebel weisen keinen Kreuzstock auf. Der Eingang, flankiert von zwei kleinen Fensterchen, ist tief eingenischt, darüber wird er durch ein getrepptes Werksteinrelief und vegetabile Schmuckformen hervorgehoben. Ein Werksteingesims trennt Erd- und Obergeschoss. Der linke, dreiachsige Anbau (1927/28) übernimmt im Obergeschoss bezüglich Fensterformat und Brüstungsfelder die Formen des Ursprungsbaus; im Erdgeschoss zeigen sich dagegen breite Schiebefenster mit nach oben zu schiebenden Scheiben unten. Unter diesen tritt im Gegensatz zum ursprünglichen Bau ein Sockelgeschoss mittels relativ großer Fensteröffnungen zur Belichtung der Küche zutage Das ausgebaute Dachgeschoss wird nach vorne lediglich durch drei kleine, übergiebelte Dachgauben erkennbar, während es auf der Rückseite in der Ansicht ein zweites Vollgeschoss ausbildet. Das steile Satteldach ist mit dunklen (grau-anthrazit) Ziegeln gedeckt. Die rechts des Ursprungsgiebels anstelle eines Eingangs entstandene Fensterachse (1937) weist das gleiche Fensterformat auf. Es fehlen jedoch im Obergeschoss die Werkstein-Brüstungsfelder. Im Erdgeschoss des seitlichen Giebels befindet sich ein dreiteiliges rundbogiges Fenster, das möglicherweise aus dem anschließenden zurückliegenden Flügel stammt und hier wiederverwertet ist. Die heute zur Terrasse sichtbaren hochrechteckigen Fenstertüren stammen nämlich ebenfalls aus dieser Umbauphase. Bei der Aufstockung dieses Traktes in den fünfziger Jahren wird über der Terrasse auf vorkragender dünner Betonplatte ein Balkon angebracht. Das ausgebaute Dachgeschoss darüber ist als Dachgaubenband mansardartig zwischen die beiden zur Straße tretenden Baukörper gespannt und durch seine Verschieferung farblich den dunklen Flächen angepasst. Der rechte Gebäudeteil schließlich zeigt im Erdgeschoss mit den hochrechteckigen Kreuzstockfenstern und dem werksteinrelief-bekrönten Eingang noch Elemente des Ursprungsbaus; die Aufstockung ist in Proportion und Fensterausbildung in einfachen Formen der Nachkriegszeit gehalten. Die auf Backsteinunterbau befindliche Terrasse ist heute mit einem einfachen Metallzaun geschlossen, in den zwanziger Jahren ist hier eine ornamental gestaltete Brüstungsmauer angebracht worden. Die Gartenseite des Gebäudes besitzt vor allem im Erdgeschoss noch originales Mauerwerk, Türen und Fenster, hier findet sich zum Teil der vorne noch in einem Beispiel vorhandene rundbogige Fenstertyp wieder. Vor das Erdgeschoss ist eine Glasüberdachung der ehemaligen Terrasse angebracht, die in den Garten überleitet. Ein Balkon befindet sich vor den ehemaligen Krankenzimmern des Mittelflügel-Obergeschosses. Im Inneren ist das Gebäude entsprechend den An- und Umbauten der Bauchronologie ebenfalls mehrfach verändert, zahlreiche Grundstrukturen und Details seiner Nutzung sind jedoch erhalten und anschaulich geblieben. Erschlossen werden die Geschosse durch zwei Treppenhäuser: eine ursprüngliche Holztreppe im linken und eine Kunststeintreppe mit Metallgeländer der fünfziger Jahre im rechten Gebäudeteil. Die 1997 noch am Anlaufpfosten im Erdgeschoss befindliche Schlange ist nicht mehr vorhanden. Vom ersten Absatz des älteren Treppenhauses aus gelangt man durch einen Durchbruch in den 1927/28 hinzugefügten, im Erdgeschoss höher gelegenen Anbau. Zentraler Raumteil des Krankenhauses sind ehemals Schlafraum und Liegesaal, die sich im rückwärtigen Teil des linken Gebäudeteils und in dem zurückliegenden Mittelflügel befinden. Die ursprünglich großen, nicht unterteilten Räume der Kinderbewahranstalt werden zunächst durch Glaswände untergliedert, dann seit den dreißiger Jahren durch eingestellte Zwischenwände in „Isolierboxen“ aufgeteilt, was in veränderten zeitgenössischen Einstellungen hinsichtlich der Unterbringung kranker Kinder begründet ist. Heute erscheint der Grundriss durch die Büronutzung der letzten Jahre weiter verunklärt, er ist aber im Bestandsplan anhand der Darstellung der massiven Wände noch deutlich ablesbar. Zwei der als Raumteiler fungierenden historischen Leichtbauwände sind kassettiert bzw. mit Glasfenstern versehen. Charakteristisch ist ferner, dass die ehemaligen Liegesäle durch große Fenster(-türen) zur Terrasse bzw. zum Garten geöffnet sind. Das kleine Zimmer links neben der straßenseitigen Terrasse kommt erst durch den Umbau der dreißiger Jahre zustande. Ehemals ist seine Rückfront Außenfassade und nimmt eine große doppelflügelige Tür auf, die direkt in die Liegesäle führt. Nach Schließung dieser Eingangslösung ist laut Plan ein Operationszimmer untergebracht. In diesem Zimmer, dessen neue Außenwand mit symmetrisch unter und neben dem Fenster angeordneten Wandschränken versehen ist, befindet sich auch das bekannte „Nikolausrelief“ des Viersener Künstlers Heinz Peter Dreimüller, das entgegen anderen Darstellungen wohl nicht versetzt wird, sondern nur durch den Umbau von außen nach innen gelangt. Ausstattung und Erlebbarkeit eines historischen Raumes sind in diesem Zimmer noch in besonderem Maße gegeben; hierzu tragen das Fenster der dreißiger Jahre nach vorne und wohl des Ursprungsbaus zur Seite bei. Den linken Gebäudeteil kennzeichnet eine kleinteilige Raumaufteilung, da hier einzelne Behandlungszimmer, aber auch Einzel-Krankenräume und Aufenthalts- bzw. Personalräume nachweisbar sind. Das Obergeschoss des Mittelflügels hingegen zeigt wieder größere, ehemals durch Leichtbauwände unterteilte Räume für Krankensäle bzw. Isolierkabinen. Auch hier führen Fenstertüren nach draußen auf die Balkone. Im zur Straße abgeknickten rechten Gebäude sind ehemals im Erdgeschoss ein Röntgenzimmer und im Obergeschoss ein Isolierzimmer angeordnet. Im heutigen Grundriss immer noch gut ablesbar ist der charakteristische, da die beengten Raumverhältnisse widerspiegelnde Mittelflur des Obergeschosses. Besonders bemerkenswert sind im Dachgeschoss darüber die kleinen Schlafzellen der Schwestern und Pfleger, die sich ebenfalls entlang eines Mittelflures aufreihen. Auf ihren Türen sind noch die Namen der Rauminhaber zu lesen. Insgesamt ist eine Vielzahl von Fenstern der 1910er bis 1930er Jahre mit originalen Beschlägen sowie originale Innentüren mit kassettierten Türblättern erhalten. Bautyp: Eine bautypologische Einordnung des Gebäudes ist nur bedingt möglich, da es zunächst als „Kinderbewahranstalt“, auch „Kinderbewahrschule“ (vergleichbar in etwa den heutigen Kindergärten) errichtet und erst in den zwanziger Jahren zum Kinderkrankenhaus umgewidmet wird. Beiden Bautypen gemein ist neben ihrer Ausrichtung auf Kinder ihre Entstehung im 19. Jahrhundert, so dass es sich bei beiden um Bauaufgaben der Moderne und des Industriezeitalters handelt. So hängt die Einrichtung von Kinderkrippen, -bewahranstalten, Kleinkinderschulen etc. eng mit der Industrialisierung zusammen, da die Kinder berufstätiger Eltern/Mütter, die sich keine private Betreuung leisten können, tagsüber untergebracht und versorgt werden müssen. Ebenso beginnt nach Vorläufern im 18. Jahrhundert etwa seit Mitte des 19. Jahrhunderts die Einrichtung eigener Kinderkrankenhäuser für Kinder bis 12, 14 oder 16 Jahre getrennt von den eigentlichen großen Krankenanstalten. Auch hier liegt es in der Natur der Sache, dass es sich dabei zunächst in erster Linie um Einrichtungen für mittellose Kreise handelt, die sich keine private ärztliche Versorgung leisten können. Die Anfänge werden zunächst auf privater Grundlage durch sozial engagierte Mediziner und Reformer geschaffen. 1897 kann das Handbuch der Architektur feststellen, dass vor allem in großen Städten eigene Kinderkrankenhäuser eingerichtet worden sind. Durch die Spezialisierung sollten die Kinder als noch besonders anfällige Patienten von den übrigen Kranken isoliert werden und diese zugleich vor den meist sehr ansteckenden Infektionskrankheiten der Kinder (z. B. Diphtherie, Scharlach, Keuchhusten, Masern) geschützt werden. Im allgemeinen Krankenhausbau ist die Zeit vor dem Ersten Weltkrieg gekennzeichnet von einem Rückgang der während des 19. Jahrhunderts noch sehr fortschrittlichen und häufig verwendeten reinen Pavillonbauweise hin zu wieder stärkerer Konzentration der medizinischen Einrichtungen, da die Pavillonbauweise zum einen sehr kostspielig ist, zum anderen hinsichtlich ihrer positiven Eigenschaften (gute Isolierung und Freiluftanbindung) durch andere bauliche Maßnahmen ersetzt wird. Hierzu zählen die striktere Anordnung der Gebäude zur Sonne (d. h. z. B. bei Liegeräumen nach Süden) und die Integration von Terrassen, Veranden und Balkonen in Gebäude und Therapie. Genau diese Elemente zeigt auch das Kinderkrankenhaus in Viersen. Es zeugt daher mit seiner erhaltenen Terrasse des Ursprungsbaus, dem darüber befindlichen Balkon(en), aber auch mit der Einbindung eines rückwärtigen Gartens von aktuellen Tendenzen im Krankenhausbau seiner Zeit, die bereits in der ursprünglichen Kinderbewahranstalt angelegt und übernommen werden. Denkmalwert: Als ehemalige Kinderbewahranstalt und dann Kinderkrankenhaus und damit als Zeugnis des (kirchlichen) Sozial- und Gesundheitsfürsorgewesens ist das Gebäude Am Klosterweiher 40 bedeutend für die Stadt Viersen. An seiner Erhaltung und Nutzung besteht ein öffentliches Interesse aus wissenschaftlichen, insbesondere sozialgeschichtlichen und architekturgeschichtlichen Gründen. Erstere ergeben sich aus seinem Zeugniswert für das öffentliche Kinderfürsorgewesen in der Stadt Viersen, letztere aus seiner bautypologischen Stellung und aus seiner gestalterischen Eigenart und Qualität. Das Gebäude ist außen in sehr traditionalistischen, landschaftstypischen Formen und Materialien gehalten: Backstein, Satteldach, Sprossenfenster, sparsame Schmuckformen. Besonders bemerkenswert ist die Anpassung aller Um- und Erweiterungsbauten an den ursprünglichen Baukörper. So ist der Erweiterungsbau von Frielingsdorf nur durch das etwas hellere Steinmaterial vom „Altbau“ zu unterscheiden. Sogar die besser identifizierbaren, etwas qualitätsloseren Teile der fünfziger Jahre führen den ursprünglichen Formgedanken fort, wie z. B. die leichte Abschleppung des Satteldaches auf dem rechten Gebäudeteil. Gut gelöst wird die städtebauliche Einbindung des Gebäudes, das den Richtungswechsel der Straße, die vor ihm eine leichte Kurve schreibt, durch die Zurücknahme des Mittelflügels und die vorgelagerte Terrasse überspielt bzw. vermittelt, so dass der rechte und der linke Gebäudeteil unterschiedlich ausgerichtet sind. Zum Zeitpunkt seiner grundlegenden Konzeption 1912/13 kann das Gebäude mit seinem antihistoristischen, sachlichen Traditionalismus gestalterisch als „auf der Höhe seiner Zeit“ gelten, augenfällig insbesondere im Vergleich zum nur unwesentlich älteren Nachgebäude Am Klosterweiher 42 von 1905. Für die darauffolgenden Um- und Anbauten kann dieses nicht mehr gelten, was jedoch in deren Anpassung an den Ursprungsbau begründet ist. Die betreffenden Teile wirken dennoch nicht ungestalt oder anachronistisch, was die bis in die fünfziger Jahre hinein wirksame Kontinuität traditionalistischen Bauens, einer der wichtigen Strömungen der Architekturgeschichte des 20. Jahrhunderts, belegt. Der Außenbau bringt zudem jeweils verschiedene Funktionen der inneren Raumnutzung zum Ausdruck. Besonders deutlich wird dies an den Fenstertüren vor Terrasse und Balkon, die die dahinter liegenden Schlafsäle bzw. -räume kennzeichnen. Das ehemalige Kinderkrankenhaus Am Klosterweiher 40 in Viersen ist bedeutend für die Stadt Viersen. Aus wissenschaftlichen, insbesondere sozial- und architekturgeschichtlichen Gründen liegen Erhaltung und Nutzung des Gebäudes Am Klosterweiher 40 gemäß § 2 (1) des Denkmalschutzgesetzes NRW im öffentlichen Interesse. | 1912                   | 23. Juni 1999      | 373             |
| Wohnhaus                                        | Wohnhaus                                         | Viersen Am Klosterweiher 42 Karte                              | Das Gebäude wird laut Bauakte 1904/05 für Otto Körfer errichtet. Es handelt sich um ein dreigeschossiges Wohngebäude aus Backstein mit ornamentierter Putzfassade zur Straße. Der im dunklen Ockerton gestrichene Verputz des Erdgeschosses imitiert Quadermauerwerk. Der Hauseingang befindet sich in der rechten Achse. Fenster und Türen haben ein weiß abgesetztes profiliertes Gewände mit einem rundbogigen Abschluss. Der Bogen ist durch Kämpfer- und Keilsteine zusätzlich betont. Ein Fensterbankgesims gibt der Fassade horizontale Struktur. Das erste Obergeschoss wird von einem großen dreiseitigen Erker dominiert, der die beiden rechten Fensterachsen annimmt. Die Brüstungszone unter den Fenstern und am Erker, zwischen dem Geschossgesims und dem auch hier vorhandenen Fensterbankgesims, ist jeweils ornamental gefüllt, am Erker umlaufend als Blendmaßwerk. Die Fenster werden bekrönt von einem flach stuckierten „Aufsatz“ aus kleinen seitlichen Pilasterandeutungen und einem rundbogig überhöhten Feld, dessen Fläche mit einer Kopffigur und weiteren floral-vegetabilen Schmuckformen gefüllt ist. Auf Kämpfer- und auf Traufenhöhe unterstützt jeweils ein weißes Putzband die horizontale Gliederung der Wandfläche. Der Erker besitzt unterhalb seiner Traufe ein ornamentierten Fries. Das zweite Obergeschoss ist einfacher gestaltet. Das Fensterbankgesims markiert optisch die Geschossgrenze, die real jedoch durch das flachere darunter liegende Putzband gegeben ist. Die vier im Format kleineren Fenster werden von einer getreppten Putzfläche bekrönt, deren unterer Abschluss als Sturz des Fensters vorhangigartig gerafft ist. Ein Spitzgiebelfries mit Blendmaßwerkfüllung bildet den Übergang zur Dachtraufe aus. In der Dachfläche spiegeln zwei zu einer breiten mittleren Dachgaube zusammengefasste Fenster den späteren Dachausbau wider. Das Gebäude besitzt noch seine originalen T-Stockfenster; die rundbogigen Oberlichter der EG-Fenster sind mit kleinteiligen Sprossen gefüllt. Die Grundstrukturen des Inneren sind im Wesentlichen unverändert erhalten: Grundriss, Treppenhaus mit einfacher Holztreppe, ornamentierter Fliesenboden im seitlichen Erdgeschoss-Eingangsflur und Türen. Im Erdgeschoss wird wohl in den fünfziger Jahren ein Durchbruch zum linken Nachgebäude Am Klosterweiher 40 (Kinderkrankenhaus) geschaffen. Hinten an das Gebäude schließt sich ein zweigeschossiges Hintergebäude mit geschlämmten Backsteinaußenwänden an, das im Inneren rundbogige Durchgänge mit kleinen Kapitellkämpfern aufweist. Insgesamt ergibt sich eine bemerkenswert große Gesamtraumfläche. Als in seiner wesentlichen Struktur und im gestalterischen Detail original erhaltenes Wohnhaus des frühen 20. Jahrhunderts, das nach dem Zweiten Weltkrieg als Teil des benachbarten Kinderkrankenhauses und dann als städtisches Verwaltungsgebäude genutzt wird, ist das stattliche Wohnhaus Am Klosterweiher 42 bedeutend für Viersen. Bautypologisch und hinsichtlich des gestalterischen Stils steht das Gebäude noch ganz in der späthistoristischen Tradition der Jahrzehnte davor und ist daher ein Beispiel, wie sehr der „Jugendstil“ der Jahre nach 1900 noch den Auffassungen der vorangegangenen Jahrzehnte verhaftet bleibt. Besonders deutlich wird diese architekturgeschichtliche Stellung im Vergleich zu dem nur wenige Jahre später (1912/13) geplanten Nachgebäude Am Klosterweiher 40, das in einer neusachlich-traditionalistischen Formensprache gehalten ist, die sich als „bodenständige“ Reformarchitektur bewusst von Jugendstil und Historismus absetzen will. Als typisches und substantiell sehr anschaulich erhaltenes Zeugnis dieser bauhistorischen Übergangsphase besteht an der Erhaltung und Nutzung des Gebäudes Am Klosterweiher 42 gemäß § 2 (1) des Denkmalschutzgesetzes NRW ein öffentliches Interesse. | 1904/05                | 23. Juni 1999      | 374             |
| +Bosch Heiligenhäuschen                         | +Bosch Heiligenhäuschen                          | Viersen Am Klosterweiher Karte                                 | Die 1720 errichtete, volkstümlich nach ihrem Stifter „Booschhellijehüske“ (Bosch-Heiligenhäuschen) genannte Kapelle befindet sich vor dem Ort des untergegangenen Klosters St. Pauli. Sie war und ist heute wieder der Schlusspunkt des Fußfall-Stationsweges von St. Remigius zum ehemaligen Kloster. Eine Sandsteinplatte über dem Eingang trägt als Inschrift Stifternamen und -datum: AD 1720 IHS [mit Herz und Kreuz] Antonvs Bosch. Margareta Bratel. Antonius Bosch war Verwalter der Wirtschaft des Klosters St. Pauli und ließ die Kapelle zu Ehren der Himmelskönigin errichten. Anfang des 20. Jahrhunderts war die Kapelle in Verfall geraten und musste daher 1927 umfassend instand gesetzt werden. Die ursprünglich in der Kapelle befindliche Madonna (2. Hälfte 15. Jahrhundert, aus dem Kloster St. Pauli) gelangte dabei in den Kunsthandel, konnte aber für die Kirche St. Josef zurückgekauft werden. Im Heiligenhäuschen steht seitdem eine Tonstatue der Himmelskönigin (Tönisberger Tonwerke). Die Backsteinkapelle erhebt sich auf rechteckigem Grundriss mit einem dreiseitigen Abschluss. Das Dach ist mit Schiefer gedeckt, der Eingang korbbogig und von kräftig profilierten Backsteinkämpfern gerahmt. Die Seitenwände sind durch rechteckige Blendfelder gegliedert. Im Giebel findet sich die erwähnte Inschriftplatte aus Sandstein, eine weitere Stifterinschrift ist am schmiedeeisernen Giebelkreuz angebracht: eine herzförmige Kupferplatte mit getriebener Inschrift TBMB 1720. Eine schwere Eichentür mit durch gedrechselte Stäbe geschlossenem Fenster (Traljen) führt ins Innere, das von einem Kreuzgratgewölbe überfangen wird. An der Rückwand steht der Altar mit der Muttergottes, der Boden ist mit Schmuckfliesen ausgelegt. Als jahrhundertealtes, heute noch lebendiges Zeugnis der Volksfrömmigkeit ist das Bosch-Heiligenhäuschen bedeutend für Viersen. An Erhaltung und Nutzung der substanziell gut erhaltenen Kapelle aus dem Anfang des 18. Jahrhunderts, die u. a. auch das Ende des ehemaligen Stationsweges und den Standort des untergegangenen Klosters veranschaulicht, besteht aus wissenschaftlichen, insbesondere ortsgeschichtlichen sowie aus volkskundlichen Gründen ein öffentliches Interesse. Es handelt sich daher gemäß § 2 des Denkmalschutzgesetzes NRW um ein Baudenkmal. | 1720                   | 14. Dezember 2007  | 473             |
| Wasserwerk Süchteln                             | Wasserwerk Süchteln                              | Süchteln Am Wasserwerk 9–11 Karte                              | Die zentrale Wasserversorgung in Viersen, Dülken und Süchteln wurde in den Jahren 1890–1907 für die drei Städte jeweils getrennt aufgebaut. Überall entstand ein eigenes Wasserwerk und das dazugehörende Versorgungsnetz. Das Süchtelner Wasserwerk wurde auf einer Parzelle mit besonders geeigneter Wasserentnahme 1907 in der Nähe des heutigen Butschenweges errichtet. Der Gebäudekomplex besteht aus dem ehemaligen Maschinenhaus, dem Behälterturm und dem dazugehörigen Wohnhaus. Das Maschinenhaus beinhaltete zwei Gasmotoren und zwei doppelt wirkende, horizontal liegende Plungerpumpen, die im tiefer gelegenen Teil der Halle eingebaut waren. Die Halle ist parallel zum Satteldach in vier Achsen gegliedert und schließt in einem vorgeblendeten Giebel, der durch turmartige im Grundriss quadratische Aufbauten einen Abschluss zur Traufe sowie zum Giebel erhält. Die überwiegend mit Ziegelsteinen verblendeten Fassadenflächen umfassen in Putz ausgeführte Felder, deren Form sehr vielfältig ist. Die ursprünglichen Fenster der Halle sind den neuen Holzfenstern vorgesetzt. Im Inneren der Halle, die zu einer Wohnung ausgebaut wurde, behält die filigrane Stahlfachwerkträgerkonstruktion die räumliche Gliederung des Innenraumes. Anschließend an die Halle, vom Wohnhaus umschlossen, ist der ehemalige Behälterturm angeordnet. Hier befindet sich erdgeschossig der mit einem Rundbogen überdeckte Haupteingang, über dem die verschiedenen Funktionsbereiche erschlossen wurden. Die originale zweiflügelige Eingangstüre befindet sich in einem sehr guten Zustand. Der viergeschossige Turm überragt den gesamten Gebäudekomplex und endet mit dem vorgeblendeten Fachwerk der Behälteretage, die von einem Krüppelwalmdach überdeckt wird. Das zweigeschossige Wohnhaus mit Mansardgiebeldach ist zum Maschinenhaus leicht versetzt angeordnet. Das Dach wird durch die unmittelbar neben dem Haupteingang liegende, repräsentativ gestaltete geschweifte Knickaufgieblung unterbrochen. Der aus dem Mansardgiebeldach resultierende, symmetrisch gegliederte Giebel erfährt eine, im oberen Teil mit vorgeblendetem Fachwerk, eher schlichte Ausbildung. Das Innere des Wohnhauses ist im ursprünglichen Bestand erhalten geblieben. Das alte Holztreppenhaus sowie die originalen Holztüren sind restauriert und in gutem Zustand. Der technisch-funktionale Baukörper des Maschinenhauses erfährt hier eine repräsentative Gestaltung vom Giebel bis hin zu den abschließenden Dachreitern des Behälterturms. Das Kleinwasserwerk gehört zu den noch gut erhaltenen Versorgungsgebäuden, wie sie für Kleinstädte typisch waren. Charakteristisch ist die gestaltete Ziegelsteinfassade mit Putzflächen sowie der Typus des Maschinenhauses. Es ist daher von Bedeutung für die Entwicklung der Stadt Süchteln sowie als Zeugnis für die ehemaligen Arbeits- und Produktionsverhältnisse. Erhaltung und Nutzung des Gebäudekomplexes liegen daher gemäß § 2 (1) des Denkmalschutzgesetzes NRW aus wissenschaftlichen, insbesondere technikgeschichtlichen und architekturgeschichtlichen Gründen im öffentlichen Interesse. | 1907                   | 26. Juni 1985      | 40              |
| Bildstock                                       | Bildstock                                        | Dülken Amerner Weg / Hochfeldweg L 372 Karte                   | Auf einem Stufensockel aus Beton ist eine 2,80 m hohe und 1,50 m breite, nach innen geschwungene rote Backsteinwand errichtet. Dunklere Ziegel, leicht hervorstehend, bilden ein Kreuz mit ungleichen Schenkeln. Daran ist eine ca. 1,70 m hohe Figur des gekreuzigten Christus angebracht. Ursprünglich war die Figur wie die anderen Reliefs aus Sandstein. Nachdem sie jedoch mehrfach durch Vandalismus zerstört worden war, ist durch den Bildhauer Krautwald ein Bronzeabguss nach Vorlage seiner Originalfigur gefertigt worden. Diese wurde 1998 angebracht. Besonders augenfällig sind die stark vortretenden Rippenknochen und die lang gestreckten Gliedmaßen. Auf dem linken, größeren Mauerfeld unterhalb des Querbalkens ist ein Sandsteinrelief mit zwei etwa 1,10 m hohen Figuren angebracht, die Maria, die Mutter Jesu, und Johannes, den Evangelisten, am Kreuz darstellen. Während Maria, ein Tuch mit ihrer rechten Hand vor ihren Mund haltend, den Kopf gebeugt nach unten hält, schaut Johannes, hinter ihr stehend, aufrecht zum Kreuz. Johannes rechter Arm ist zu Maria hinübergestreckt, so dass er ihre linke Hand nehmen kann. Unter dem Kreuz sind vier weitere, etwa 70 cm hohe Figuren, die vier Schutzpatrone zu finden Ihre Namen sind unter den Figuren eingeschlagen: Nikolaus von der Flühe (1417–1487): Er ist als hagerer, bärtiger Einsiedler mit aufrechter Körperhaltung und ungekämmten Haar, verschränkten Armen, mit Rosenkranz in seiner rechten Hand haltend dargestellt. Als Schutzpatron der Bauern nimmt er Bezug auf eine Vielzahl von Bewohnern der Nette. Krispiano (+ 287): Da er als Sohn einer vornehmen römischen Familie seinen Lebensunterhalt als Schuhmacher in Frankreich verdiente und den Armen unentgeltlich Schuhe überließ, wurde er Patron der Schuhmacher, Sattler, Gerber, Schneider, Weber und Handschuhmacher. Hier trägt er einen Schuh in seiner linken Hand. Krispiano ist Otto Vogels als Schirmherr des Jubiläumsschützenfestes und Mäzen des Bildstockes gewidmet. Barbara (Ende 3. Jh.-306): Barbara war vielleicht eine Märtyrerin unter Galerius Valerius Maximus, sie ist aber eine historisch eher unwahrscheinliche Figur. Es gibt eine Vielzahl von Legenden. Diese nehmen Bezug auf die Auseinandersetzung zwischen der dem christlichen Glauben zugetanen Barbara und ihrem heidnischen Vater. Nachdem sie trotz Gefangenschaft und Folter nicht bereit war, ihren Glauben abzuschwören, soll sie von ihrem eigenen Vater enthauptet worden sein. Im Relief des Bildstockes, der an der Oberfläche starke Verwitterungsspuren aufweist, hält sie mit beiden Händen einen Turm, der vermutlich ursprünglich drei Fenster als Sinnbild der Dreifaltigkeit aufwies. Als Schutzpatronin der Bergleute, aber auch der Eisengießer ist sie den vielen Bewohner der Nette gewidmet, die in den nahen Gießereien arbeiten. Cornelius (+253): Aus einer vornehmen römischen Familie der Cornelier stammend, wurde er 251 zum Bischof von Rom gewählt. Bereits zwei Jahre später starb er in der Verbannung. Er gehört zu den vier heiligen Marschällen, die „wegen ihre einzig dastehenden Verdienste und täglichen Hilfe“ Hofmarschälle Gottes und der Himmelsbürger genannt werden. Cornelius ist als Bischof mit Krone und Stab dargestellt. Zudem hält er in seiner rechten Hand sein Attribut, ein Horn. Er ist der Pfarrpatron der Pfarre St. Cornelius in Dülken. Ursprünglich stand vor dem Bildstock ein kleiner Mauerpfeiler, mit einer Inschrift. An dessen Stelle ist ein Blumenbeet angelegt worden, auf dessen Steineinfassung steht: St. Cornelius-Bruderschaft 1460–1960. Der Bildhauer Joseph Krautwald, 1916 in Borkendorf/Schlesien geboren und 2003 in Rheine/Westfalen gestorben, absolvierte eine Steinmetz- und Bildhauerlehre, besuchte eine Holzschnitzerschule sowie die Akademien für bildende Künste in München und Dresden, bevor er sich als selbstständiger Künstler in Rheine niederließ. Er arbeitete vornehmlich an Bildwerken christlicher Kunst. Die Vielfalt seines sakralen Schaffens umfasst die Gestaltung von Chorräumen, zum Beispiel mit von ihm geschaffenem Altar, Tabernakel, Ambo und Kreuz. Er hat rund 300 Kreuzwege, zudem bronzene Kirchenportale, Wegekreuze, Bildstöcke, Taufbecken, Grabreliefs- und -stelen sowie Krippenfiguren entworfen und geschaffen, überwiegend in den Bistümern Westfalens und Niedersachsen, aber auch im Rheinland. Im Stadtgebiet Viersen sind in der Dülkener Kirche Herz Jesu ein Kruzifix sowie die Kreuzwegstationen als Arbeiten von Joseph Krautwald vorzufinden. Der Bildstock in der Dülkener Honschaft Nette ist bedeutend für Viersen. Aus wissenschaftlichen, insbesondere orts- und religionsgeschichtlichen sowie volkskundlichen Gründen stehen Erhaltung und Nutzung des Bildstockes gemäß § 2 (1) des Denkmalschutzgesetzes NRW im öffentlichen Interesse. | 1961                   | 6. Juli 2004       | 453             |
| Hoferhof                                        | Hoferhof                                         | Süchteln Amrather Weg 13 Karte                                 | Bis auf nördlich des Wohnhauses gelegene Bauteile wird die geschlossene Hofanlage einheitlich, anstelle zweier älterer Höfe, 1884 erbaut, da Agnes Sleuwen 100 000 Goldmark Mitgift in die Ehe einbringt. Bis auf den Göpel (1 PS-Generator um 1900) an der Ostseite der Scheune sind diese Backsteingebäude noch vorhanden. Sie zeichnen sich durch gleichartige Bauformen und Details aus. Die Dachneigung ist einheitlich etwa 40°. Die Baukörper sind individuell je nach Funktion durch Lisenen vertikal und durch Rechteckfriese nach oben betont. In die Backsteinflächen sind neben den notwendigen Fenstern mit gemauerten Stürzen in den Giebeldreiecken, Blendfenster in Dreiergruppen angeordnet. Im Kuhstall befinden sich bemerkenswerte Gußsäulen mit Kapital und Basis, die gemauerte Bögen tragen. Das 2-geschossige, beidseitig angebaute Wohnhaus ist durch Lisenengliederung in 3 Felder aufgeteilt. Um die Mittelachse mit Eingang und einem Fenster im Obergeschoss sind seitlich je 2 Fensterachsen angefügt. Die Traufe wird nach oben mit einem Rundbogenfries und darüber mit einem Deutschen Band abgeschlossen. (Der Rundbogenfries harmonisiert nicht mit den Lisenen ...!) Im Inneren ist die normale Grundrissdisposition des Wohnhaustyps mit querrechteckiger Erschließung vorzufinden. Beiderseits des Flurs sind je annähernd quadratische Räume gelegen, die im Obergeschoss sinngemäß wiederholt werden. Im Erdgeschoss ist die aufwendige Ausstattung mit Stuckdecken und Originaltüren erhalten. Die Fenster sind in Kunststoff weiß erneuert. Als einheitlich gebaute Anlage am Ende des 19. Jahrhunderts gebaut, ist dieser Hof als seltenes Beispiel von Bedeutung. Aus wissenschaftlichen, insbesondere architekturgeschichtlichen und volkskundlichen Gründen, liegen Erhaltung und Nutzung des Gebäudes gemäß § 2 (l) des Denkmalschutzgesetzes NRW im öffentlichen Interesse. | 1884                   | 29. Mai 1991       | 269             |
| Weberhaus                                       | Weberhaus                                        | Süchteln An der Bleiche 6 Karte                                | Das zweigeschossige Backsteinhaus mit flachem Satteldach erstreckt sich auf rechteckiger Grundfläche traufständig zur Straße. Die Straßenfront gliedert sich in vier Fensterachsen, mit dem rundbogig überfangenen Hauseingang in der zweiten Achse von links. Die Blausteinfensterbänke der flach segmentbogigen Fensteröffnungen sind neu. Die linke Giebelseite wird im Erdgeschoss durch einen Anbau verdeckt, von innen sind hier nachträglich geschlossene Fensteröffnungen erkennbar; die rechte Giebelseite ist unpassend verkleidet. Die Gartenseite ist backsteinsichtig erhalten, z. T. durch Flickungen und modernes Fensterformat gestört. Innen findet sich ein charakteristischer Grundriss, der die Vermutung, dass es sich um ein ehemaliges „Weberhaus“ handelt, stützt. Vom Hauseingang aus führt ein Flur gerade zum rückwärtigen Ausgang in den Garten und teilt das Erdgeschoss damit etwa in zwei Hälften. Links von ihm befindet sich ein großer Raum, typischerweise die Webstube, die großzügige Belichtung durch Fenster sowohl der Trauf- als auch der Giebelseite erhielt. Rechts des Flures befinden sich kleinere Wohnräume. Während Terrazzoboden und Wandverkleidung im Flur einer jüngeren Zeitschicht (vielleicht 1920er oder 30er Jahre) angehören, reichen das Alter der Stiege und vereinzelter Türen bzw. Gewände (im Obergeschoss) näher an die Bauzeit des Hauses heran. Die typusartige Ausführung des Hauses, belegt durch die Ähnlichkeit z. B. mit dem ebenfalls zweigeschossigen ehem. Weberhaus Bruchstr. 22, und die genannten charakteristischen Grundrissmerkmale stützen die Annahme, dass es sich hier um ein ehemaliges „Weberhaus“ handeln könnte. Diese ehemals charakteristische Form des Wohnens und Arbeitens unter einem Dach prägte ganz wesentlich das soziale und wirtschaftliche Leben Süchtelns, bevor sie ab etwa 1870 von der fabrikmäßigen Industrialisierung der Textilweberei verdrängt wurde. Anschauliche bauliche Zeugnisse dieses Typs, d. h. weitgehend von verunstalteten Modernisierungen oder Ausbauten freie Baukörper mit der typischen Grundrissaufteilung des Inneren, sind heute in Süchteln sehr selten geworden – und auch unabhängig von der speziellen Frage, ob es sich um ein Weberhaus handelte oder nicht, ist das Haus an der Bleiche 6 in jedem Fall ein ungewöhnlich gut erhaltenes Beispiel einfachen Wohnens und Arbeitens aus der zweiten Hälfte des 19. Jahrhunderts. Gerade auch diese unscheinbaren Gebäude, deren Einfachheit ebenso typisch wie durch moderne Übernutzungen gefährdet ist, bedürfen des Schutzes durch die Denkmalpflege, um sie als Zeugnisse der Orts- und Sozialgeschichte erhalten zu können. Als anschaulich erhaltenes Zeugnis einer für Süchteln ehemals typischen Hausform, dessen Raumaufteilung die alten Arbeitsabläufe widerspiegelt, ist das Wohnhaus An der Bleiche 6 bedeutend für Viersen. An seiner Erhaltung und Nutzung besteht aus wissenschaftlichen, insbesondere orts- und sozialgeschichtlichen Gründen ein öffentliches Interesse. Es handelt sich daher gemäß § 2 des Denkmalschutzgesetzes NRW um ein Baudenkmal. | vor 1900               | 6. September 2000  | 396             |
| weitere Bilder                                  | Kath. Pfarrkirche St. Joseph                     | Alt-Viersen (Rintgen) An der Josefkirche 15 Karte              | Dreischiffige, neugotische Backsteinbasilika mit fünf Jochen im Langhaus, einem breiten Querhaus, zwei Vorchorjochen, Chorkapellen und Hochchor mit Fünfachtelschluss. Sakristei an Nordseite des Chores, Taufkapelle an der Südseite (seit 1934). Westfassade wird von dem Turm mit quadratischem Grundriss beherrscht; untere Geschosse von rechtwinklig angeordneten Strebepfeiler gestützt, die oberhalb des 2. Obergeschosses in hohen Fialen enden. Hinter diesen beginnt ein oktogonales drittes Obergeschoss, bekrönt von oktogonalem Helm mit Kreuz (89 m). Umlaufende Galerie mit Maßwerkbrüstung am Dachansatz in den 1970er Jahren durch Metallbrüstung ersetzt, Fialen und Kreuzblumen am Querhaus entfernt. Außenwände der Seitenschiffe durch Strebepfeiler gegliedert, auf jeder Seite am ersten Joch eine polygonale Kapelle (Marienkapelle im Norden, Josephskapelle im Süden); Seitenschiffe mit hohen, zweibahnigen Maßwerkfenstern. Hauptportal mit Archivolten mit Akanthusblüten, Wasserspeier und Medusenhäupter, Portalwimperg mit Maßwerkrosette, dahinter Kirchenfenster, das 1962 durch Mosaik ersetzt wurde. Innen: Im Mittelschiff Kreuzrippengewölbe mit Spitzbogenarkaden, darüber statt Triforium verputztes Mauerwerk, Obergadenfenster (Joseph Höttges, 1952). Rundpfeiler aus Sandstein mit vorgelegten Dreivierteldiensten, die vorbei am Mauerwerk steil aufsteigen und im oberen Kapitell mit Akanthusblüten enden. Übergang in Gewölberippen, die sich im runden Schlussstein treffen. Horizontale Gliederung des Wandaufbaus durch Gesimse. Vierung wird durch stärkere Bündelpfeiler hervorgehoben. In Seitenschiffen und Vierung noch zeitgenössische Bodenfliesen erhalten, im Mittelschiff erneuert. Bei der Kirche St. Joseph handelt es sich um eine der typischen historistischen Gotteshäuser, die Josef Kleesattel gegen Ende des 20. Jahrhunderts in mehreren Städten am Niederrhein errichtete. Sie prägt das Stadtbild in wesentlicher Weise und besitzt noch einen Großteil der originalen Einrichtung und Ausstattung. Der Orgel kommt als inzwischen selten gewordenem Exemplar besondere Bedeutung zu. Aus wissenschaftlichen, insbesondere architekturgeschichtlichen, städtebaulichen und kunsthistorischen Gründen liegen die Erhaltung und die sinnvolle Nutzung der Kirche gemäß § 2 des Denkmalschutzgesetzes NRW im öffentlichen Interesse. | 1889–1891              | 23. Februar 2000   | 378             |
| Kaisermühle                                     | Kaisermühle                                      | Viersen An der Kaisermühle 20 Karte                            | Vermutlich als eine der schon im Jahre 1246 urkundlich genannten Mühlen gilt die Abrahams- oder Kaisermühle. Damals existierten bereits 11 Mühlen in dem in charakteristischer Weise mit Bächen durchzogenen Viersen. Die Kaisermühle entstand im Quellgebiet der Viers, des der Stadt namensgebenden Baches. Auch gehörte sie zu den leistungsfähigsten Viersener Wassermühlen. Das ursprüngliche Mühlengebäude war nur aus Lehm-Holzfachwerk errichtet. Dieser Vorgängerbau brannte 1730 vollständig ab. Daraufhin wurde 1732 die Mühle als Ziegelsteingebäude wieder aufgebaut. Nur die dem Bach zugewandte südliche Giebelwand mit dem Krüppelwalm besteht noch aus Fachwerk. Diese Wand wurde vermutlich 1890 mit Ziegelmauerwerk verkleidet. Hier dreht sich das erneuerte, oberschlächtige Mühlrad. In dessen Bereich wurde ein halbkreisförmiges Fenster sowie daneben eine Fensteröffnung zur Tür im Rahmen der Renovierung erweitert. Ein Steg über den Bach führt von dieser Tür heute zur Sitzterrasse. Die mächtige, zweigeschossig ausgebaute Dachkonstruktion zwischen der nördlichen und südlichen Giebelwand ruht auf fünf Ständerpaaren im Abstand von ca. 2,50 m – 3,00 m. Infolge mahltechnischer Gründe – das Gebäude liegt tiefer als der aufgestaute Mühlenteich – befindet sich im ersten südlichen Giebelfach eine Mahlwerksgrube, die tief im Erdreich gründet. Darüber liegt eine Eichenständerkonstruktion, die das Gewicht der Mahlsteine zu tragen hatte. Die nördliche Giebelwand trägt in Ankersplinten die Jahreszahl 1732. In einem Deckenbalken des Erdgeschosses sind die Anfangsbuchstaben mehrerer Namen eingeritzt: A. B. H. A. H. I. A. HF.I. 1731. Die Tatsache, dass es sich um ein Bauernhaus nicht nur dem Haustyp nach handelt und dass mit der Müllerei üblicherweise auch Landwirtschaft sowie eine bescheidene Tierhaltung verbunden war, lässt sich aus den urkundlichen Nachrichten von 1756 und 1815 nachweisen. Im Jahre 1801 zog sich der letzte Prior des aufgelösten Kreuzherrenklosters in Dülken, Peter Dohr, Sohn des Müllers Wilhelm Dohr, in die inzwischen in der Mitte des 18. Jahrhunderts in den Besitz der Familie Dohr übergegangene Mühle zurück. Als Alterssitz ließ er einen Anbau aus Fachwerk an der Bachseite des Gebäudes unmittelbar an das Mittelschiff mit zwei übereinanderliegenden Wohnräumen errichten. Dieser kleine Anbau des Priors, der heute als „Priorstübchen“ in die Gaststätte integriert ist, ist auf einer Tuschezeichnung von 1837 dargestellt. Als 1905 Johann Heinrich Kesselburg, dessen Familie seit 1828 im Besitz der Mühle war, einen massiven, zweigeschossigen Ziegelsteinanbau mit Fachwerk in historisierendem Jugendstil erbaute, würden dabei Bauteile dieses älteren Seitentraktes mit einbezogen. Der neue, große angeschlossene Baukörper drängt seitdem das bis dahin freistehende eigentliche Mühlengebäude in den Hintergrund. Eine Umschließungsmauer mit Tor bildet einen Innenhof zur Straßenkreuzung hin. Der neue Trakt des Winkelbaues in drei zu einer Achse ist backsteingeschleimt. Er besitzt Giebelfachwerk und seine abgewalmten Zwerggiebel sind mit Holzfachwerk rundbogig verziert. Die Nordansicht zeigt drei Achsen, deren mittlere als vorgezogener Mittelrisalit die Eingangstür aufnimmt. Er endet in Firsthöhe mit eigenem, überdachtem Giebelaufbau, der ein Rundfenster umschließt. Der Bau wird durch aufgeputzte, breite Ecklisenen und zwischen den Geschossen horizontal verlaufenden Putzbändern gegliedert. Die betonten Fenstereinrahmungen, die Schmuckverdachungen der Fenster und Türöffnungen sowie das aufgesetzte Fachwerk geben der Fassade Struktur. Seit der Mitte des vorigen Jahrhunderts nahm die Mahlfähigkeit infolge Wassermangels ständig ab. Als Folge davon beherbergte das Mühlengebäude seit 1877 eine erste Gastronomie. Als am 1. Nov. 1890 das Wasserwerk im Einzugsbereich des Viersbaches eröffnet wurde, erreichte der Mühlenteich kaum noch die erforderliche Stauhöhe. Vermutlich damit zusammenhängend wurden Ende des 19. Jahrhunderts einige An- und Nebenbauten sowie ein Gartenpavillon für den Restaurationsbetrieb errichtet. Die inzwischen längst abgerissenen Gebäudeteile wurden zu einem beliebten Ausflugsziel. Im Jahre 1905 gab der letzte Müller der Kaisermühle, Johann Heinrich Kesselburg, die Müllerei endgültig auf. Bei dem langandauernden Grenzstreit (Mitte des 13. Jahrhunderts bis Mitte des 14. Jahrhunderts) zwischen Dülken und Viersen wird der Müller Peter to Abrahams namentlich erwähnt. Von 1575 bis ca. 1599 ist Keyser T ’Abrahams als Inhaber der Mühle bezeugt. Nach ihm erhielt die Mühle den Zusatznamen „Kaisermühle“. Nach mehrmaligem Eigentümerwechsel wurde die gesamte Anlage des Mühlengebäudes einschließlich des angebauten Jugendstiltraktes 1976 bis 1978 renoviert. Der Charakter des Gebäudes wurde dabei auch im Inneren nicht beeinträchtigt trotz der verschiedenen notwendigen Um- und Einbauten wie z. B. des Rundturm-Treppenhauses in den Räumen der Gaststätte. Die Renovierung umschloss ebenso eine neue Bedachung und Erneuerung der Fassaden sowie die Herausnahme der Ausfachungen im inneren Bereich des Lokals. Die Abrahams- oder Kaisermühle ist einer der für die Orts- und Siedlungsgeschichte bedeutsamsten Bauten Alt-Viersens, da sie die geschichtliche Kontinuität in siedlungstopographischem Sinne in anschaulicher Weise markiert. Nicht minderen Zeugniswert hat die im ältesten Siedlungskern Viersens gelegene Öl- und Getreidemühle durch die ununterbrochene Tradition des Müllerhandwerks, das seit über l00 Jahren durch die Tradition des Gaststättengewerbes erst ergänzend und dann seit 1905 abgelöst wird. Situationsprägend wirkt auch das Anwesen in Ecklage zur Straßenkreuzung Kaiserstraße/Noppdorfer Straße hin durch den als betonten Blickfang in Schweizer Landhausstil gestalteten straßenseitigen Giebel des Anbaues. Architektur wird auch hier zum Ausdruck des Zeitgeistes. Vom hochgelegenen Mühlenteich spiegelt der eigentliche, tiefer gelegene Mühlenbau mit sich drehendem Mühlrad vergangene Zeiten wider. Neben der Geschichtlichkeit des Hauses an diesem Platz tritt die an es gebundene Besitz- und Familiengeschichte. In der überlieferten Genealogie der Müllerfamilie entfaltete sich auch das soziale Geschehen Viersens, indem bekannte Namen wie Abrahams, Dohr und Kesselburg auftauchen, deren Träger die Geschichte der Stadt mit beeinflusst und gestaltet haben. Die Abrahams- oder Kaisermühle, in der landschaftlich gebundene und aus den Möglichkeiten des 19. Jahrhunderts geschaffene Bautonnen vereinigt sind, ist ein wichtiges Zeugnis für die Geschichte Viersens sowie für die Bauweisen der jeweiligen Entstehungszeit. Erhaltung und Nutzung der Abrahams- oder Kaisermühle liegen daher gemäß § 2(1) des Denkmalschutzgesetzes NRW aus wissenschaftlichen, insbesondere siedlungsgeschichtlichen und siedlungstopographischen, ortsgeschichtlichen und genealogischen Gründen im öffentlichen Interesse. | 1732                   | 11. Januar 1985    | 6               |
| Wohnhaus                                        | Wohnhaus                                         | Boisheim An St. Peter 1 Karte                                  | Bei dem zweigeschossigen Gebäude mit Satteldach handelt es sich um ein Wohngebäude. Es ist Bestandteil einer Häuserreihe mit Giebel und Traufhäusern, die aus dem 18.–19. Jahrhundert stammen. Die Bebauung ist insgesamt backsteinsichtig, jedoch wurde hier die fünfachsige Fassade geschlämmt. Auf der linken Achse des Hauses sind zwei originale Fenster mit Sprossen und Klappläden erhalten. Die übrigen Fenster sowie die Haustüre wurden durch moderne ersetzt. Der ursprüngliche Gewölbekeller des Hauses befindet sich unter der rechten hinteren Seite und wurde nachträglich durch eine Außentreppe zugänglich gemacht. Das in unmittelbarer Nähe der Kirche errichtete Haus ist zum Bestand der alten Ortsmitte zu zählen und somit für die geschichtliche Entwicklung der Stadt Boisheim von Bedeutung. Das Gebäude ist trotz der Veränderungen im Zusammenhang mit der insgesamt noch harmonischen Bebauung an der Straße St. Peter als ein Denkmal im Ensemble zu betrachten. Aus wissenschaftlichen, insbesondere städtebaulichen und siedlungsgeschichtlichen Gründen, stehen Erhaltung und Nutzung des Gebäudes an St. Peter l gemäß § 2 (l) des Denkmalschutzgesetzes NRW im öffentlichen Interesse. | 18./19. Jh.            | 13. März 1986      | 76              |
| weitere Bilder                                  | Kath. Pfarrkirche St.Peter (Boisheim)            | Boisheim An St. Peter 15 Karte                                 | Diese Beschreibung der Pfarrkirche ist dem Heimatbuch des Kreises Viersen entnommen und stammt aus einer Arbeit von Frau Eva Brües, die sie im Auftrag des Landeskonservators Rheinland für die Inventarisation durchführte. „Die erste urkundliche Nachricht über die sicherlich schon ältere Kapelle an diesem Ort gibt der zwischen 1258 und 1291 geschriebene Liber procurationum et petitionum archidiaconi Xantensis. Eine umstrittene Urkunde von 1304, der zufolge Walram von Kessel der Abtei S. Pantaleon in Köln den Rottzehnten überläßt, bezeugt, dass die Kirche damals bereits im Besitz des Kölner Klosters gewesen sein muss. Bis zur Säkularisation stellte S. Pantaleon die Pfarrer. Gerhard de Bell war, vor 1322, der erste namentlich bekannte; seit 1414 lückenlose Series pastorum 1487 wurde, gemäß einer Inschrift auf der Nordseite, die noch heute stehende Kirche errichtet. 1898 erhielt sie einen Erweiterungsbau nach Westen, dem der alte Turm zum Opfer fiel (Architekten: Rüdell und Odenthal aus Köln), 1901/02 Ausmalung der Kirche durch den Maler Jakob Rensing aus Köln. Nach Beschädigungen des Zweiten Weltkrieges seit 1952 Instandsetzung der gesamten Kirche; die Eingänge neben dem neugotischen Turm wurden zu Kapellen umgebaut und zwei Eingänge auf der Süd- und Nordseite neu erstellt (1953) und die gesamte Kirche durch Gangolf Minn, Brühl, farbig neu gefasst (1954). Restaurierung des Chorraums 1960. 1976 Restaurierung des Außenbaues, Restaurierung des Inneren vorgesehen. Backsteinbau; am Altbau streifenweise Tuffstein; Fenster Werkstein. Dreischiffig zu fünf Jochen mit vorgebautem Westturm, schmalem Chorjoch und Fünfachtelschluss. Der dreigeschossige Turm in neugotischen Formen, mit polygonalen Seitenkapellen, erhebt sich vor einem querhausartigen Westbau; an ihn schließt der Altbau an. Spitzbogenfenster zwischen Strebepfeilern hier wie dort. Auf der Nordseite des Altbaues zugesetztes korbbogenförmiges Portal mit der von Vierpässen und Engelkopf geschmückten Inschriftplatte (Trachyt): im iar ons here MCCCC LXXXVII.. Am l. Chorjoch derselben Seite ist das einbahnige Fenster niedriger, darunter korbbogenförmig eine Doppelarkade umgreifende Blende; ferner ein Strebepfeiler, der in die Ostwand des Nordseitenschiffes eingebaut wurde; deutet er darauf hin, dass der Chor ursprünglich eine größere Tiefe erhalten sollte? Über dem Eingang, im Westturm Orgelempore. Die beiden Joche des östlichen, hallenartigen Anbaus haben größere Breite und Tiefe als die des Altbaus, jedoch Kreuzrippengewölbe wie dieser; die Rippen liegen aber Pfeilern mit vorgesetzten Diensten auf. Sterngewölbe in den kapellenartigen Räumen seitlich des Turmes. Nach Westen schließt sich der dreischiffige, pseudobasilikale Altbau an. Zweimal zwei Rundpfeiler, bzw. Halbpfeiler auf polygonalen Sockeln und mit polygonaler Deckplatte über einem Blattfries tragen die abgestuften Spitzbogenarkaden und die Sargwände mit der Spitzbodenblende. Die Rippen setzen auf kurzen, von Konsolen getragenen Wandpfeilerchen an, auch an den Außenwänden der längsoblongen Seitenschiffsjoche. Im Chor sind die Pfeilerchen gedreht und enden auf fein gearbeiteten Kopfmasken, bzw. auf wappentragenden Engelskonsolen. Auf der Evangelienseite (Süden) Wappen Kessel: im silbernen Feld fünf rote Rauten, und Krickenbeck: im roten Feld silberne Gleve; auf der Epistelseite Wappen des Vincenz von Moers-Saarwerden: schwarzer Querbalken im goldenen Feld, silberner Doppeladler im schwarzen Feld, versetzt. Stufenartig abgesetzter Triumphbogen, Eine Kopfkonsole an der Außenwand des südlichen Seitenschiffes stellt wahrscheinlich den Baumeister dar (s. Kempen, Chor der Propsteikirche). Zwei weitere Kopfkonsolen an der Innenwand des südlichen Seitenschiffes. Kurze dreiteilige Maßwerkfenster mit Vier- und Dreipässen im Langhaus, hohe zweigeteilte im Chor. Der Altbau gehört in eine Gruppe spätgotischer niederrheinischer Pseudobasiliken zusammen mit Amern St. Anton, Waldniel und Dilkrath, ist aber feiner durchgearbeitet als die genannten Bauten. Der Neubau schließt sich harmonisch an; die Lösung ähnelt der in Dilkrath ist aber hier, weil der Anbau auf die Eingangsseite gelegt wurde, für den optischen Eindruck des Innenraumes günstiger. Freilich musste dadurch der alte Turm weichen.“ Im Jahre 1981 wurde im Innern eine Orgelempore und an den Seitenschiffen je ein Portal errichtet. Die Erweiterung der Sakristei wurde 1985 fertiggestellt. Eine detaillierte Aufführung der zugehörigen Einrichtungs- und Ausstattungsstücke sowie eine weitere Beschreibung von Paul Clemen aus dem Buch Die Kunstdenkmäler des Kreises Kempen sind in der Anlage beigefügt. Aus wissenschaftlichen, insbesondere kunst-, architektur- und ortsgeschichtlichen Gründen liegen Erhaltung und Nutzung der Pfarrkirche St. Peter gemäß § 2 (l) des Denkmalschutzgesetzes NRW im öffentlichen Interesse. | 1487/1898              | 13. März 1986      | 77              |
| Siedlungsgehöft Peetzen                         | Siedlungsgehöft Peetzen                          | Süchteln Anrather Str. 70 Karte                                | Bei dem Gehöft handelt es sich um ein Siedlungsgehöft, das in seiner Konstruktionsweise dem landschaftstypischen Wohnstallhaus nachempfunden ist. Jedoch ist der Wohnteil des Gebäudes in Massivbauweise zwischen zwei Quergefachen errichtet. Die Diele, der zentrale Raum, bildet einen Übergangsbereich zwischen Wohn- und Stallbereich. Der Stallteil umfasst drei Gefache. Im Hauptschiff ist die Futterdiele und in den Nebenschiffen sind die Stallungen untergebracht. Das Mittelschiff ist entsprechend der Fachwerkkonstruktion höher als die beiden Seitenschiffe. Bei der Planung des Gehöfts wird der Versuch gemacht, einen neuzeitlichen, landwirtschaftlichen Betrieb in einer traditionellen Hausform unterzubringen. Von Anfang an wird, wie aus der Bauakte ersichtlich, die Erweiterung der Anlage mit eingeplant. Sie weicht jedoch von der typischen Geschlossenheit eines Vierkanthofes ab. Das Siedlungsgehöft ist dem damaligen Zeitgeist entsprechend in der traditionellen Konstruktionsweise des Niederrheinischen Wohnstallhauses erbaut. Dabei wird eine Synthese aus traditioneller Formgliederung und modernen Wohnbedürfnissen angestrebt. Aus wissenschaftlichen, insbesondere historischen und baugeschichtlichen Gründen liegen Erhaltung und Nutzung gemäß § 2 (1) des Denkmalschutzgesetzes NRW im öffentlichen Interesse. | 1939                   | 20. Juni 1989      | 198             |
| weitere Bilder                                  | ehem. Brückenwärterhaus Nordkanal                | Stadtpark Robend Antwerpener Platz 1 Karte                     | Das Brückenwärterhaus ist ein eingeschossiger Backsteinbau auf hohem, durch ein Gesims aus Basaltlava abgeschlossenen Sockel; über einem hohen Drempel bedeckt ein Satteldach den Bau. An den Giebeln treten breite Kamine von querrechteckigem Grundriss aus. Die Traufseiten haben jeweils drei Achsen: zur Stadt hin drei Rundbogenfenster mit Sohlbänken aus Werkstein (anscheinend Sandstein oder Mergel); zur ehemaligen Kanalseite hin in der Mittelachse eine Rundbogentür – das Bogenfeld wurde in jüngerer Zeit zugemauert –, seitlich rechteckige Fenster mit Stürzen und Sohlbänken aus Werkstein. Ein weiteres Fenster dieser Art befindet sich seitlich versetzt im nördlichen Giebel; das Giebeldreieck durchbrechen zwei weitere Rechteckfenster ohne Stürze, die anscheinend nachträglich eingebrochen wurden. Dachdeckung besteht aus Hohlfalzziegeln, die Ortgänge sind mit Windbrettern versehen. Über der Eingangstür sitzt ein kleines Dachhäuschen mit Walmdach, das im Vergleich mit den anderen bekannten Wärterhäusern ursprünglich sein dürfte. Offensichtliche spätere Veränderungen sind der Verputz des Südgiebels und die heutige hohe Freitreppe. Die sogenannte „Krampfader-Verfugung“, die heute den Bau überzieht, stammt sicher erst aus den 1920er Jahren und steht vermutlich mit der Errichtung des benachbarten Pförtnerhauses im Zusammenhang. Ferner zeigt das Mauerwerk Flickungen; die Süd-West-Ecke ist möglicherweise einmal erneuert worden. Im Inneren besitzt das Hauptgeschoss einen Mittelflur. Der Bereich südlich des Flurs ist in zwei Räume unterteilt; auf der nördlichen Seite befindet sich ein einziges Zimmer, das in der Mitte der Giebelwand auf einem Backsteinsockel einen ehemals offenen Kamin aus geraden Werksteinen mit Scharrierung besitzt. Sein sehr massiver Unterbau im Keller zeigt, dass es sich bei ihm um eine alte Anlage und nicht um einen späteren Einbau handelt. Die Treppensituation ist den Detailformen des Geländers nach wohl um 1900 verändert worden. Der Abgang in den Keller durchbricht unten eine alte Wand; daneben ist die vermauerte Öffnung des ursprünglichen Kellerabgangs zu erkennen. Die Kellerdecken sind vermutlich zur gleichen Zeit in Beton bzw. Bimssteinkappen zwischen Doppel-T-Trägern erneuert worden. Der Grundriss scheint dabei aber nicht wesentlich verändert worden zu sein. Auch die Grundrisseinteilung im Obergeschoss scheint alt zu sein, die Art der Dielen ebenso wie der Türen deutet aber ebenfalls auf einen Umbau um 1900 hin. Der Dachstuhl entspricht – soweit er derzeit zu sehen ist – den überlieferten Konstruktionen der Kanalhäuser. In der Folge der Französischen Revolution und der Revolutionskriege besetzten die Franzosen 1794 die Lande links des Rheins und vereinigten sie 1797 mit Frankreich, bei dem sie bis 1814 blieben. Der linke Niederrhein gehörte zum Departement de la Roer mit der Hauptstadt Aachen. Zu den wenigen baulichen Zeugnissen dieser „Franzosenzeit“ gehören die Reste des Nordkanals – „Grand Canal du Nord“ –, dessen Bau bereits 1797 angeregt worden war und der den Rhein mit der Maas und Antwerpen verbinden und den Handel von den holländischen Häfen abziehen sollte. Nach mehrjährigen Voruntersuchungen zur günstigsten Trassierung begannen die Arbeiten im Jahre 1808. Nachdem die Niederlande 1810 Bestandteil Frankreichs geworden waren, entfiel ein wesentlicher Grund für den Bau des Kanals, der 1811 eingestellt wurde. Fertig wurden unter anderem mehrere Kanalwärterhäuser, von denen bislang zwei bekannt waren: ein eingeschossiger niedriger Bau mit Walmdach in Neuss, Kölner Str. 1, und ein zweigeschossiges Haus mit Satteldach in Straelen-Niederdorf, Schlousweg 5. Ein weiteres Brückenwärterhaus südlich von Willich-Neersen an der Straße von Krefeld nach Gladbach ist anscheinend erst vor wenigen Jahren in Unkenntnis seiner Bedeutung abgebrochen worden. Zu diesen bisher in der einschlägigen Literatur bekannten Häusern (v. a. Hans Scheller: Der Nordkanal zwischen Neuss und Venlo. (= Schriftenreihe des Stadtarchivs Neuss. Band 7). Neuss 1980; ferner Gudrun Loewe: Kreis Kempen-Krefeld. (= Archäologische Funde und Denkmäler des Rheinlandes, Band 3). Düsseldorf 1971, bes, S. 83–88) kommt nun das Viersener Brückenwärterhaus, das als einziges noch das ursprünglich beabsichtigte Erscheinungsbild eines Backsteinbaus zeigt. Darüber hinaus bezeugt das Haus, dass die Kanalhäuser weniger einheitlich waren als gedacht, wobei aber die Prinzipien von Abmessungen, Grundriss und Gestaltung gleich waren. Das Gebäude ist bedeutend für die Geschichte des Menschen, weil es eines der wenigen baulichen Dokumente der „Franzosenzeit“ darstellt. Trotz zahlreicher Härten, die diese Zeit – insbesondere in den ersten Jahren – für die Bevölkerung mit sich brachte und obwohl sie insgesamt nur zwanzig Jahre dauerte, legte sie einen wesentlichen Grund für eine moderne Entwicklung der Rheinlande. Insbesondere ist hier die Einführung eines einheitlichen Rechtssystems zu nennen, das auch durch die nachfolgende preußische Verwaltung nicht aufgehoben wurde. Für die Erhaltung und Nutzung liegen künstlerische Gründe vor, weil das Gebäude ein trotz einiger Veränderungen wohlerhaltenes Beispiel der sog. Revolutionsarchitektur darstellt, eines Architekturstils, der wesentlich durch die Verwendung stereometrischer Grundformen gekennzeichnet wird. Für die Erhaltung und Nutzung liegen ferner wissenschaftliche Gründe vor, weil gerade der Vergleich des Viersener Hauses mit den beiden anderen bekannten Kanalwärterhäusern zeigt, welche Defizite noch in der Erforschung dieser Epoche und ihrer Hinterlassenschaften bestehen. | 1810                   | 25. Februar 1998   | 366             |
| Kreuz des Ostens                                | Kreuz des Ostens                                 | Dülken Arnoldstraße Friedhof Karte                             | Das „Kreuz des Ostens“ auf dem Dülkener Friedhof ist ein etwa 7,50 m hohes schlichtes lateinisches Kreuz aus Stahl (eventuell Corten-Stahl). Dem Kreuz vorgelagert befindet sich rechts davon eine Stele aus demselben Material mit zwei Inschriftentafeln, beginnend mit der linken Tafel: „KREUZ DES DEUTSCHEN OSTENS ERRICHTET 1951 DURCH DIE EHEMALIGE STADT DÜLKEN AUF INITIATIVE DER VERTRIEBENEN AUS OSTPREUSSEN WESTPREUSSEN DANZIG POMMERN OSTBRAN-DENBURG NIEDERSCHLESIEN OBERSCHLESIEN SUDETENLAND WARTHEGAU“ und die rechte Seite trägt die Inschrift: „ZUM GEDENKEN AN DIE OPFER DER VERTREIBUNG IM DEUTSCHEN OSTEN IM ZWEITEN WELTKRIEG UND DEN VERLUST DER HEIMAT ALS MAHNUNG GEGEN KRIEG UND VERTREIBUNG“. Das lateinische Kreuz aus Stahl ersetzt seit 1966/1969 das ursprüngliche Kreuz aus Eichenholz, das am 25.11.1951 feierlich eingeweiht wurde. Die Stele mitsamt den Inschriftentafeln aus Bronze wurde 2005 an Stelle einer Kupferplatte aufgestellt. Begründung der Denkmaleigenschaft: Bedeutung für Viersen-Dülken Das „Kreuz des Deutschen Ostens“ ist die erste Erinnerungsstätte an die Vertreibungen im Zusammenhang mit dem Zweiten Weltkrieg im Kreis Viersen. In den ersten Nachkriegsjahren fanden über 40.000 Personen Zuflucht und eine neue Heimat im heutigen Kreisgebiet, während über drei Millionen Menschen in dieser Zeit der Vertreibung starben. Insgesamt wurden etwa 15 Millionen aus den ehemaligen ostdeutschen Gebieten vertrieben. Es soll auch einen Stellvertreter der Gräber im Osten darstellen. Bereits im Frühjahr 1951 wurde in Dülken und Süchteln über den Aufstellungsort des Kreuzes diskutiert, zur Disposition standen hierbei der Vorplatz des Dülkener Rathauses, der Standort an der Alten Stadtmauer und die Aufstellung auf dem Dülkener Friedhof. Für die letztere Variante entschloss man sich im Juli 1951. Das 1200 DM teure Eichenkreuz wurde mittels Spenden und der Beteiligung der Stadt Dülken finanziert. Initiatoren waren in erster Linie die Landsmannschaften in Dülken. Deren Gründung geht zurück auf organisierte Schicksalsgemeinschaften der Vertriebenen nach dem Zweiten Weltkrieg. Zunächst wurden diese organisierten Zusammenschlüsse von der britischen Militärregierung verboten, doch für die Vertriebenen war gerade der enge Kontakt zu den Familienangehörigen und Landsleuten besonders wichtig, zumal die selbst kriegsbeschädigten Ortsansässigen zunächst nicht mit offenen Armen auf die Heimatlosen zugingen. Das Verbot der Flüchtlingsverbände wurde 1948 durch die Briten gelockert und es wurde der Zusammenschluss nach „kultureller und wohlfahrtsmäßiger“ Art gestattet. Im August 1948 kamen Vertreter von 78 Interessensgemeinschaften in Rheydt zusammen, hier wurde letztlich der Grundstein für die Gründung des Bunds der Vertriebenen in Nordrhein-Westfalen gelegt. In Dülken trat die Interessensgemeinschaft in Form eines Dachverbandes der Vertriebenen in Dülken ab 1949 in Erscheinung. Am Totensonntag, den 25.11.1951 wurde dann das Kreuz eingeweiht. Anwesend waren etwa 1000 Menschen - darunter Heimkehrer, Kriegsbeschädigte, Witwen, Waisen, Flüchtlinge und Heimatvertriebene. In den folgenden Jahren war die Gedenkstätte häufig das Ziel von Kundgebungen und Schweigemärschen der Vertriebenen. In der Zwischenzeit hat sich die Anzahl der Landsmannschaften von fünf auf zwei reduziert, den BdV-Ortsverband in Dülken gibt es nicht mehr. Dennoch hat sich 2005 eine Initiative zur Restaurierung des Kreuzes gebildet. Mitglieder des „Verkehrs- und Verschönerungsverein Dülken e. V.“ reinigten das Stahl-Kreuz, die umgebende Platzanlage wurde mit einer kreuzförmigen Kopfsteinpflasterung versehen und sie ließen die Kupferplatten mitsamt der Texte ersetzen, zumal die Inschrift „Gedenket der Toten im Deutschen Osten“ ihrer Meinung nach für die heutigen Generationen nicht mehr verständlich sei. So fertigte der ortsansässige Schmiedemeister Klaus Dommers die Stele mit den beiden Tafeln an. An dieser Initiative zeigt sich ein weiterer Aspekt der ortsgeschichtlichen Bedeutung. War die Gedenkstätte ursprünglich als Ort der Erinnerung an die verstorbenen und vertriebenen Landsleute gedacht, sollte es zugleich symbolisieren, dass die Vertriebenen in Dülken aufgenommen und akzeptiert wurden. Allein in Dülken haben sich 3.000 Vertriebene fest niedergelassen. Die jüngste Initiative beweist, dass die Integration der Heimatvertriebenen in Dülken geglückt ist und sie einen integralen Bestandteil der Gesellschaft darstellen. Wissenschaftliche, hier kulturgeschichtliche Gründe für die Erhaltung und Nutzung Bereits kurze Zeit nach Flucht, Vertreibung und Deportation im ehemals ostdeutschen Gebiet begannen die Überlebenden in Westdeutschland mit der Errichtung von Gedenkstätten für Angehörige, Freunde und Nachbarn, die gewaltsam oder durch Erschöpfung, Hunger und Krankheit zu Tode gekommen waren. Die wesentliche Motivation bestand darin, den Verstorbenen aus der Heimat, deren Gräber unbekannt blieben oder aufgrund der räumlichen Entfernung nicht zu pflegen waren, einen Ort der bleibenden Erinnerung zu geben und somit das Andenken zu bewahren. Der Bund der Vertriebenen dokumentiert und sammelt das Wissen um die Erinnerungsstätten, dessen Datenbank zählt derzeit etwa 1400 Mahnmale und Gedenkstätten. Die älteste der dokumentierten Gedenkstätte wurde im Jahr 1947 in Immenhausen in Hessen errichtet und die jüngste Stätte wurde erst 2005 eingeweiht, was die kontinuierliche Bedeutung der Thematik bis heute unterstreicht. Die seit Anfang der 1950er Jahre im Westen Deutschlands errichteten Gedenkstätten variieren sehr stark in Form, Gestalt und Material. Zum Teil handelt es sich um schlichte Kreuze oder Gedenksteine, zum Teil aber auch regelrechte Kunstwerke mit hohem künstlerischem Anspruch. Letztlich ist die Form auch nachrangig, schließlich steht der symbolhafte Charakter der Gedenkstätten im Vordergrund. Seit der Wiedervereinigung wurden auch in Brandenburg, Mecklenburg-Vorpommern, Sachsen-Anhalt, Sachsen/Schlesische Lausitz und Thüringen zahlreiche Gedenkstätten eingeweiht. Diese divergierende und vielgestaltige Gedenkstättenlandschaft dieses Teils der deutschen Geschichte zu dokumentieren und zu erhalten ist ein wesentlicher Beitrag zur Bewahrung der Erinnerung an die deutsche Geschichte. Auch das „Kreuz des Ostens“ in Dülken und dessen Erhaltung trägt zur Bewahrung des kulturgeschichtlichen und historischen Wissens im Gedächtnis der Gesellschaft und der folgenden Generationen bei. Schutzumfang: Das oben beschriebene „Kreuz des Ostens“ mit der flankierenden Stele. | 1951/1969              | 23. Juli 2014      | 514             |
| Grabstätte der Familie Tonnar                   | Grabstätte der Familie Tonnar                    | Dülken Arnoldstraße Friedhof Karte                             | Das Grabmal der Familie Tonnar befindet sich auf dem 1873 neu angelegten dritten Friedhof der Stadt (Kommunal-Friedhof). Die Anlage des neuen Friedhofs 1873 trug dem raschen Wachstum Rechnung, den die Stadt Dülken zwischen 1830 und 1900 aufgrund ihrer Bedeutung als Industriestandort erlebte. 1826/30 war der erste Friedhof an der Kirche aufgelassen worden. Den zweiten Friedhof gründete man wenige hundert Meter nördlich der alten Stadtmauer, weil aus hygienischen Gründen die Toten nicht mehr innerhalb der Stadt beigesetzt werden sollten. Die Errichtung des Bahnhofs nördlich der Stadt im Jahre 1866 führte dazu, dass dieser bald inmitten eines sich rasch entwickelnden Stadtteiles lag, so dass man sich zur Anlage eines neuen Friedhofs jenseits der Bahnlinie entschloss. Den neuen Standort wählte man in einiger Entfernung zum bestehenden Stadtkörper, da man optimistische Erwartungen für die zukünftige Entwicklung der Stadt hatte, was u. a. der Bebauungsplan von 1894 belegt. Diese Erwartungen erfüllen sich allerdings nicht, weswegen der Friedhof auch heute noch nur lose städtebaulich eingebunden ist. Beschreibung Das Grabmal der Familie Tonnar wurde um 1912 von dem Kölner Bildhauer Wilhelm Fassbinder geschaffen. In einem Rahmenbau aus schwarzem Granit befindet sich eine lebensgroße Christusfigur aus weißem Marmor. Sie steht frontal ausgerichtet auf einem Sockel aus weißem Marmor, der auf der linken Seite die Inschrift des Künstlers trägt. Christus, der in ein bodenlanges Gewand gehüllt ist, wird mit segnender Gestik dargestellt. Der linke Fuß tritt ein wenig über den Sockel hinaus. Über dem Haupt Christi befindet sich ein Strahlennimbus. Er ist als der Erlöser nach der Christusfigur „Christus Consolator“ von Bertel Thorvaldsen aus dem Jahre 1821 gestaltet; wenn auch in seiner Ausführung etwas schlichter. Jedoch weist er gerade in der Gestaltung des Gesichts mit seinem berühmten Vorbild große Ähnlichkeiten auf. Der Kopf ist leicht nach unten gewandt; die Gesichtszüge sind schmal. Er trägt einen Bart und langes, in der Mitte gescheiteltes Haar. Die Christusfigur ist keine komplett freistehende Statue. Um die Figur herum ist eine Rahmenarchitektur gebaut, bestehend aus einer Fassade mit Spitzgiebel und einer nach innen mehrfach abgestuften Rundbogenöffnung, ähnlich der eines romanischen Archivolten-Portals. Dieser Torbogen kann als Himmelspforte verstanden werden, an der Jesus Christus den Verstorbenen empfängt. Beiderseits des Portals treten Granitpfeiler hervor, die jeweils von einem griechischen Kreuz mit vier gleich lange Armen aus dem gleichen Material bekrönt werden. Christus-Darstellungen sind im Vergleich zu Kreuzen und Engeln seltener zu finden. Am häufigsten findet sich der stehende Christus. Die Gestaltung, der Ausdruck, der Faltenwurf und die Haltung der Hände variieren, je nachdem ob Christus als Erlöser, Mittler und Lehrer oder Leidender am Kreuz gezeigt wird. Mitte Sockel: RUHESTÄTTE DER FAMILIE FELIX TONNAR Stele linke Seite von oben nach unten: FELIX TONNAR GEB. 16. MAI 1829 GEST. 27. MAI 1912 PAULINE TONNAR GEB. FORDER GEB. 8. FEBR. 1840 GEST. 2. OKT. 1928 Stele rechte Seite von oben nach unten: ALPHONS TONNAR GEB. 19. APRIL 1863 GEST. 24. MAI 1926 Das Familiengrab, zu dem zehn Grabstellen gehören, wurde 1910 von Felix Tonnar erworben. Nur drei der Grabstellen sind belegt. Die Grabanlage wird von einer niedrigen Hecke eingefasst, in welcher mittig eine steinerne Stufe eingelassen ist. Familie Felix Joseph Tonnar war der Sohn von Arnold Lambert Tonnar und seiner Frau Maria Elisabeth geb. Hoen. Er wurde am 16. Mai 1829 in Eupen als zweitjüngstes Kind von sieben Geschwistern geboren. Er studierte in Lüttich Maschinenbau und kam 1859 als Ingenieur und Fachmann für Gaswerke nach Dülken. Dort baute er Dülkens erste Gasanstalt. 29 Jahre lang leitete Felix Tonnar das Dülkener Gaswerk, bevor er die Maschinenbau-Anstalt und Eisengießerei Felix Tonnar gründete. Er ließ vor allem Webstühle fertigen, aber auch andere Textilmaschinen wie zum Beispiel Spulmaschinen und Zubehörteile für Maschinen. Zunächst waren die Geschäftsbeziehungen weitgehend auf Deutschland, besonders auf die nähere Umgebung Dülkens beschränkt. Am 27. Mai 1862 feierte er mit 33 Jahren seine Hochzeit mit seiner fast 11 Jahre jüngeren, aus Dülken stammenden Frau Pauline Forder. Zwischen 1863 und 1882 bekamen die Eheleute Tonnar sieben Kinder; drei Söhne und vier Töchter. Die Familie Tonnar wohnte standesgemäß für eine großbürgerliche, wohlhabende Familie in einem repräsentativen Haus auf der Marktstraße. Das ehemalige Wohnhaus der Familie Tonnar ist heute noch, inzwischen restauriert, an der Marktstraße 22 zu finden und steht seit 1986 unter Denkmalschutz. Der Familiensitz lag in unmittelbarer Nähe der neuen Fabrik, die Tonnar ab 1873 bauen ließ. Nur durch den Garten getrennt, war dies für das 19. Jahrhundert eine durchaus übliche Erscheinung. Von 1893 bis 1910 war er Stadtverordneter und ab 1881 ein Mitglied des Kirchenvorstandes. Außerdem war er ein Mitglied in der Bau-, Bibliotheks-, Gas- und Wasserwerks-, Schul- und Kirchen- und der Verkehrskommission sowie im Kuratorium der gewerblichen Fortbildungsschule. Felix Tonnar starb am 27. Mai 1912 im Alter von 83 Jahren am Tage seiner Goldhochzeit. Nach dem Tod seines Vaters wurde Alfons Tonnar Chef der Firma. Zu diesem Zeitpunkt war der am 19. April 1863 geborene Alfons schon 49 Jahre alt, Maschinenbauingenieur und seit einiger Zeit für die Firma tätig. Mittlerweile waren die Geschäftsbeziehungen der Firma Tonnar nicht mehr nur auf Deutschland und die nächste Umgebung beschränkt; es wurde auch nach Wien, Lodz, Moskau, Barcelona und Frankreich geliefert. Während des Ersten und Zweiten Weltkrieges verlagerte sich die Produktion auf die Herstellung von Kriegsgeschossen, auch wenn weiterhin Webstühle gebaut und verkauft wurden. Alfons Tonnar verstarb zwischen den beiden Weltkriegen am 25. Mai 1926 im Alter von nur 63 Jahren. Zwei Jahre später starb auch seine Mutter Pauline. Später übernahm Paul Born, der Schwiegersohn Alfons Tonnars als alleiniger Geschäftsführer die Leitung des Unternehmens, welcher 1970 seinen Sohn Alfons Born in die Firma holte. Alfons Born versuchte durch Veränderung der Firmenstruktur die Liquidität der Firma zu erhöhen und gravierende Mängel zu beheben. Dieser Schritt kam allerdings zu spät; die Firma musste 1977 Konkurs anmelden. Künstler Das Grabmal ist im Marmorsockel signiert: Fassbinder, Köln Der Bildhauer Wilhelm Fassbinder wurde am 20. April 1858 in Köln geboren. Seine Ausbildung bekam er bei seinem Stiefvater, dem Kölner Bildhauer Johann Nothen in dekorativer und figürlicher Bildhauerei; ansonsten war er Autodidakt. Innerhalb kürzester Zeit erlangten seine Arbeiten hohe Qualität und große Anerkennung. Sein Schaffensschwerpunkt lag im Denkmal- und Porträtfach. Durch seine Kaiser- und Kriegerdenkmäler in den preußischen Provinzen Rheinland und Westfalen wurde er überregional bekannt. Solche Denkmäler schuf er in Langerwehe (1897), Dortmund (1903), Euskirchen (1903), Malmedy (1904), Altenkirchen (1905), Bernkastel (1906), Heinsberg (1908), Arzfeld (1908), Dessau (1911), Daun (1911) und Gerolstein (o. Datum). Ein wesentlicher Teil seines Werkes im Bereich der Sepulkralkunst ist auf dem Melaten-Friedhof in Köln zu finden. Dort schuf er 71 Grabmäler mit zum Teil überlebensgroßen Naturstein-Skulpturen und Bronzeapplikationen. Stilistisch sind seine Arbeiten bis etwa 1900 dem Eklektizismus zuzuordnen, danach vorzugsweise der Reformkunst und dem Neoklassizismus. Er war Mitglied des 1890 in Düsseldorf gegründeten „Verein zur Förderung der Bildhauerkunst im Rheinland und in Westfalen“, der sich gegen die Dominanz der Berliner Bildhauer in der Rheinprovinz zu wehren versuchte. Außerdem war er Mitbegründer der „Vereinigung Kölner Bildhauer“ in den späten 1890er Jahren, die die Beteiligung Kölner Bildhauer an der Restaurierung des Kölner Ratsturms und die Erneuerung von dessen Figurenprogramm organisierte. Weiterhin war er Mitglied der „Künstler-Vereinigung deutscher Bildhauer“, im Ausschuss für das „Kölner Haus“ in der Kölner Werksbundausstellung 1914 und Vorsitzender des „Meister-Wilhelm-Bundes“ in Köln. Wilhelm Fassbinder, der mit der Tochter des Rektors der Domschule, Gertrud Hinsen verheiratet war, starb am 10. August 1915 im Alter von nur 57 Jahren unerwartet an einem Schlaganfall. Denkmalwert Die um 1912 errichtete Grabstätte ist mit ihren erlesenen Materialien und ihrer monumentalen Grabfigur typisch für den repräsentativen Anspruch des damaligen wohlhabenden Bürgertums. Die Ausgestaltung des Grabmals und der dazugehörigen Anlage spiegelte die gesellschaftliche Stellung der Bevölkerung wider; eine typische Entwicklung der Sepulkralkultur des 19. Jahrhunderts. Während die weniger Bemittelten in einem Reihengrab, meist schmucklos und räumlich getrennt, bestattet wurden, erwarben sich die gehobenen bürgerlichen Kreise große Grabanlagen oder Gruften und zierten diese mit aufwendigen Denkmälern. Mit dem Standort ihres Wahlgrabes zeigten sie ihre herausgehobene Stellung in der Gesellschaft. So liegt das Familiengrab der Familie Tonnar im Süden des Dülkener Friedhofs direkt an einem der beiden Eingänge an der Arnoldstraße, neben anderen bedeutenden Dülkener Familien. Außerdem beauftragte die Familie mit Wilhelm Fassbinder einen zu der Zeit bedeutenden Kölner Steinmetz mit der Gestaltung und dem Bau des Grabmals. Die durch die Technisierung und Industrialisierung auch in der Bearbeitung von Grabdenkmälern im Verlauf des 19. Jahrhunderts gegebenen Möglichkeiten zeigen sich zudem in den verwendeten Materialien. Durch Eisenbahnen und Dampfschiffe wurde der Transport von Hartgestein auch aus fernen Regionen und Ländern möglich und brachte eine große Auswahl. Die Christusgestalt spiegelt die Frömmigkeit und Nähe der Familie zur katholischen Kirche wider. Er interpretiert den Glauben an die Erlösung und Auferstehung der Toten. Aus wissenschaftlichen, hier künstlerischen und lokalhistorischen Gründen liegen Erhaltung und Nutzung der Grabanlage der Familie Felix Tonnar gemäß § 2 (1) Denkmalschutzgesetz im öffentlichen Interesse. Quellen Stadtarchiv Viersen Literatur - Gunnar Schirrmacher: Das Dülkener Unternehmen Felix Tonnar – Ein Beitrag zur niederrheinischen Sozial- und Wirtschaftsgeschichte 1829–1988. Verein für Heimatpflege e. V. Viersen und Stadtarchiv Viersen. - Josef Abt, Joh. Ralf Beines, Celia Körber-Leupold: Melaten – Kölner Gräber und Geschichte. Greven Verlag, Köln. - Josef Abt: Der Kölner Friedhof Melaten: Begegnung mit Vergangenem u. Vergessenem aus rhein. Geschichte u. Kunst. Greven Verlag, Köln 1980 - K. G. Saur: Allgemeines Künstler-Lexikon – Die Bildenden Künstler aller Zeiten und Völker. Band 37, Saur, Leipzig 2003. | um 1912                | 8. April 2015      | 516             |
| Grabstätte der Familie Gatzenmeier / Schmitz    | Grabstätte der Familie Gatzenmeier / Schmitz     | Dülken Arnoldstraße Friedhof Block 1, Grabstelle 320-237 Karte | Die Anlage des Friedhofs an der Arnoldstraße 1873 trug dem raschen Wachstum Rechnung, dass die Stadt Dülken zwischen 1830 und 1900 aufgrund ihrer Bedeutung als Industriestandort erlebte. 1826/30 war der Kirchhof bei der Kirche St. Cornelius im Ortskern aufgelassen worden, weil aus hygienischen Gründen die Toten nicht mehr innerhalb der Stadt beigesetzt werden sollten. Einen neuen Friedhof gründete man zunächst wenige hundert Meter nördlich der alten Stadtmauer. Nicht zuletzt die Errichtung des Bahnhofs nördlich der Stadt im Jahre 1866 führte jedoch dazu, dass dieser bald inmitten eines sich rasch entwickelnden Stadtteiles lag, so dass man sich zur Anlage eines neuen Friedhofs jenseits der Bahnlinie entschloss. Den Standort wählte man in einiger Entfernung zum bestehenden Stadtkörper, da man optimistische Erwartungen für die zukünftige Entwicklung der Stadt hatte, was u. a. der Bebauungsplan von 1894 belegt. Diese Erwartungen erfüllten sich allerdings nicht, weswegen der Friedhof auch heute noch nur lose städtebaulich eingebunden ist. Auf dem Friedhof befindet sich eine große Anzahl beachtenswerter Grab- und Ehrenmäler, die wichtige Zeugnisse der Geschichte und Bedeutung Dülkens sind. Beschreibung Auf einem allseitig überstehenden Sockel aus schariertem Naturstein erhebt sich ein hohes, mehrstufiges Postament aus Granit, das von geschwungenen Stützen flankiert wird. Das Postament wird gegliedert durch geometrische Formen. So ist im Sockelbereich vorderseitig eine polygonale „Tafel“ ausgearbeitet, die die Inschrift trägt: Dem Auge fern, Dem Herzen immer nah. Im oberen Mittelteil sind die Familiennamen der Grabstätte eingemeißelt: Familie Gerhard Gatzenmeier P. W. Schmitz Auf dem Postament befindet sich ein im Profil wiedergegebener Engel in Gestalt einer jungen Frau. Die lebensgroße Figur trägt nazarenische Züge. Ihr mittellanges lockiges Haar wird durch einen Mittelscheitel geteilt. Ihr langes wallendes Kleid wird durch eine Halskette mit einem kleinen Kreuzanhänger geschmückt. Mit gesenktem Kopf, ernsten und verinnerlichten Gesichtszügen blickt sie auf ein mit blühenden Blumen geschmücktes Band, das sie mit ihren Händen der ausgestreckten Arme umfasst. Ihre Engelsflügel gleichen dem Gefieder eines Raubvogels. Der Engel steht mit einem angewinkelten Bein vor einem Kreuz, das sich auf der nur grob angedeuteten Darstellung eines Felsens erhebt. Seine Kreuzenden sind „abgebrochen“. Um den Kreuzstamm windet sich eine Blumengirlande. Sowohl das Kreuz als auch der Engel sind aus Marmor gearbeitet. Engel spielen in vielen Kulturen eine wichtige Rolle. Im Judentum, im Islam und im Christentum sind Engel Boten oder Geistwesen, die als Vermittler zwischen Himmel und Erde fungieren. Als Grabengel sollen sie eine Verbindung zwischen dem Verstorbenen und seiner Familie herstellen. Als Schutz für den Verstorbenen, hier ein Kind, soll der Engel es auf seiner letzten Reise begleiten. Die 1890 errichtete Grabanlage ist in ihrer heterogenen Zusammenfügung von aufwendigen Materialien und monumentaler Grabfigur typisch für den repräsentativen Anspruch des damaligen Bürgertums, zu der die Kaufmannsfamilie Gatzenmeier zählte. Gerhard Hubert Gatzenmeier wurde am 21. Oktober 1853 in Coerrenzig bei Erkelenz geboren. Er gründete 1878 ein Handelsgeschäft für Leder- und Schuhmacherbedarfsartikel in Dülken, das im Laufe der Jahre zu einem der bedeutendsten dieser Branche wurde und international tätig war. Der Firmensitz befand sich an der Viersener Straße 6. Nach dem Tod des Firmengründers am 5. März 1905 übernahm zunächst sein Sohn Hubert die Firmenleitung. Nach dessen frühen Tod im Alter von 27 Jahren wurde die Firma 1912 unter dem Namen G. H. Gatzenmeier Nachfolger unter der Leitung der Herren Carl Lünger und Alfred Linkenbach weitergeführt. Gerhard Gatzenmeier heiratete die Dülkenerin Thekla Klingen. Aus dieser Ehe gingen vier Kinder hervor. Die älteste Tochter Maria verstarb im Alter von 8 Jahren 1890. Die zweitälteste Tochter Agatha heiratete den Steueroberinspektor Peter Wilhelm Schmitz aus Dülken. Lediglich die jüngste Tochter Laura verzog mit ihrem Ehemann in seine Heimatstadt Mainz. Die Familie Gatzenmeier wohnte zuletzt in der repräsentativen Villa Am alten Rathaus 4. Aus wissenschaftlichen, insbesondere kunstgeschichtlichen und lokalhistorischen Gründen liegen Erhaltung und Nutzung des Grabsteins gemäß § 2 (1) Denkmalschutzgesetz im öffentlichen Interesse. Quellen Stadtarchiv Viersen Quellenrecherche Verein Geschichte für Alle e. V. Viersen Literatur - Eva Brües: Die Denkmäler der ehemaligen Stadt Dülken, Teil 1: Die sakralen Denkmäler. In: Oberkreisdirektor Viersen (Hrsg.): Heimatbuch des Kreises Viersen 1980. 31. Folge, S. 129. - Hugo Doergens: Chronik der Stadt Dülken. Dülken 1925, S. 303. | um 1890                | 15. März 2012      | 501             |
| ehem. Leichenhalle Friedhof Dülken              | ehem. Leichenhalle Friedhof Dülken               | Dülken Arnoldstraße 48 Karte                                   | Die ehemalige Leichenhalle mit Totengräberwohnung steht am westlichen Ende der Haupt-Querachse des 1873 in rechtwinkligem Raster angelegten Friedhofsareals (1914 und 1925 nach Norden und Osten erweitert). Der zweigeschossige Backsteinbau erhebt sich über annähernd quadratischem Grundriss und ist auf der Nord- und der Südseite mit aufwändig gestalteten Stufengiebeln geziert. Die Zugänge befinden sich auf den beiden traufständigen Seiten. Entsprechend der funktionalen inneren Aufteilung des Gebäudes in zwei annähernd gleich große Bereiche (Leichenhalle und Totengräberwohnung) sind die beiden Eingangsfassaden unterschiedlich gestaltet. Auf der dem Friedhof zugewandten Seite ist der Eingang zur Leichenhalle durch einen Vorbau mit Giebel auf der Mittelachse des Gebäudes ausgezeichnet. Links neben dem Vorbau führt eine Tür in den Raum, welcher auf dem Plan der Erbauungszeit als Obduktionszimmer bezeichnet ist. Das Fenster rechts neben dem Vorbau gehört zur ehemaligen Leichenhalle, die zwei Drittel der Gebäudebreite einnimmt. Während die dem Friedhof zugewandte Seite nur ein Geschoss zeigt, ist die gegenüberliegende Seite als zweigeschossige, dreiachsige Fassade gestaltet, hinter der Wohnung und Amtsstube des Totengräbers ungefähr den halben Baukörper belegen. Die auch hier mittige Tür führt auf einen Flur, der die Räume des Erdgeschosses quer erschließt. Auf der von den Hauptzugangswegen am wenigsten einsehbaren Nordseite schließlich befindet sich ein niedriger, flachgedeckter Anbau. Der Charakter des Anbaus lässt dessen ursprüngliche Funktion als Schuppen und Aufbewahrungsort für Friedhofsutensilien erkennen. Die Gestaltung des Äußeren verrät einen bemerkenswerten, repräsentativen Anspruch der Stadtgemeinde. Wichtigstes Schaustück des Gebäudes sind die beiden Stufengiebel, die sich auf der Nord- und auf der Südseite befinden: Über einem niedrigen Erdgeschoss mit drei durch einfache Vorsprünge getrennten Fensterbahnen und abschließendem Konsolgesims, erhebt sich ein fünfbahniger Stufengiebel. Die äußeren zwei Stufen stehen jeweils über der äußeren Fensterbahn während die Giebelmitte die ganze Breite der mittleren Fensterbahn einnimmt. Während die seitlichen Stufen einfach aus einer pfeilerartigen Begrenzung und zurückgesetzten Flächen mit Lanzettblenden zusammengesetzt sind, ist die Mitte gleichsam als Giebel im Giebel gestaltet. Das Feld mit drei gestaffelten und zusammengefassten Lanzettblenden bekrönt ein dreistufiger Giebel, dessen kleinere Abstufungen einen bewegten Kontrast zu den breiteren Stufen der seitlichen Giebelbahnen bilden. Der Wunsch nach formaler Bereicherung und Verlebendigung klingt auch in den vier seitlichen Giebelbahnen an, wo auf zwei schmalere Lanzettblenden außen zur Mitte hin je eine größere folgt. Neben den Giebelseiten ist der Eingang zur Leichenhalle besonders hervorgehoben: Über dem spitzbogigen Portal des Vorbaus erhebt sich ein Dreiecksgiebel mit gestufter Binnengliederung. Wegen der schmalen Proportionen entsteht zwischen Portal und Giebelfeld eine Fläche, die mit einer Rundblende geschmückt ist. Die Stufen der Binnengliederung ruhen auf Konsolen. Auch bei diesem Giebel ist die Mitte besonders hervorgehoben. Aus kräftigen Vorsprüngen, die einen Lanzettbogen bilden, erhebt sich die kaminartige Giebelbekrönung. Das Konsolgesims am Dachansatz auf beiden Seiten des Vorbaus ist kräftiger und höher als die übrigen Gesimse des Baus und dient dazu, der traufständigen Eingangsfassade mehr Höhe und damit mehr Gewicht neben der seitlichen Giebelfront zu verleihen. Neben den genannten Mitteln, eine vielfältige und repräsentative Gestaltung des Äußeren zu erreichen, ist schließlich noch der Einsatz unterschiedlich farbiger Ziegel als ein weiteres zu nennen. Ausgerichtet an den Fenster- und Türhöhen sowie als Angabe der Geschossteilung sind in regelmäßigen Abständen Bänder aus zwei Reihen dunklerer Ziegel angebracht. Dieser Farbwechsel findet sich auch an der Laibung des spitzbogigen Portals der Leichenhalle und an den flachbogigen Fensterabschlüssen des Erdgeschosses. Bemerkenswerterweise fehlt die Bänderung an der Nordseite, der vom Hauptzugangsweg abgewandten Seite des Gebäudes, die somit eindeutig als geringerwertige Ansichtsseite gestaltet wurde. Allerdings weisen die Außenwände der Schuppen-Anbauten als oberen Anschluss das gleiche Konsolgesims auf, das auch an den anderen, den Schauseiten, zu finden ist. Die eingreifendste Veränderung am Außenbau betrifft ebendiese Schuppenanbauten: Die ursprünglich zwei Flügel wurden zu einem unbekannten Zeitpunkt durch einen Einbau zwischen ihnen zusammengefasst. Die Fenster sind neu, die Fensteröffnungen allerdings weitgehend unverändert (nur im Obergeschoss der Westseite wurden sie etwas erweitert). Auch die Türen sind neu, mit Ausnahme der Eingangstür zur Wohnung des Totengräbers. Von der Ausstattung des Inneren ist nur noch der Treppenaufgang ins Obergeschoss aus der Erbauungszeit erhalten. Begründung des Denkmalwerts: Das Gebäude ist durch die Angabe des Jahres 1876 auf dem Schlussstein des Portalbogens am Eingang zur Leichenhalle datiert. Die Datierung bezieht sich wahrscheinlich auf das Jahr der Vollendung. Der Baumeister ist derzeit unbekannt; da Dülken zu jener Zeit noch keinen eigenen Stadtbaumeister besaß, kommen hierfür vielleicht der damalige Kreisbaumeister, eventuell sogar die Bauabteilung der königlichen Regierung in Düsseldorf in Frage. Letztere, vertreten durch ihren Leiter Baurat Krüger, hatte 1872, also kurz zuvor den Entwurf für die Höhere Bürgerschule an der heutigen Theodor-Frings-Allee angefertigt, bei der ebenfalls Anklänge an die Backsteingotik ein repräsentatives Äußeres herstellen. Die ehemalige Leichenhalle ist nicht nur ein prägender Bestandteil im Erscheinungsbild der historischen Friedhofsanlage, sondern darüber hinaus ein Zeugnis für die Geschichte der Stadt im ausgehenden 19. Jahrhundert. Die in der zweiten Hälfte des 19. Jahrhunderts aufstrebende Industriestadt Dülken errichtete hier ein öffentliches Gebäude mit bemerkenswertem gestalterischen Anspruch, einem der frühesten in einer Reihe weiterer aufwändiger kommunaler Bauten der Zeit zwischen 1870 und dem Ersten Weltkrieg (neben der Höheren Bürgerschule z. B. Rathaus, Amtsgericht, Synagoge, Hallenbad). Auch bezeugt die Anlage des neuen Friedhofs 1873 in einiger Distanz von der Stadt den damaligen planerischen Optimismus in Bezug auf eine expansive Stadtentwicklung, die im Folgenden allerdings weit weniger rasch vonstattenging als erwartet. Das Gebäude für den städtischen Totengräber spiegelt daher in seiner Gestalt und seiner städtebaulichen Position die Aufbruchsstimmung jener Zeit wider. Die ehemalige Leichenhalle mit Totengräberhaus ist daher bedeutend für Dülken, Stadt Viersen. Seine oben beschriebene, für die Bauaufgabe bemerkenswert aufwändige Gestaltung in Formen, die Anklänge an die regional hier eigentlich untypische Backsteingotik aufweisen, ist im Wesentlichen unverändert und anschaulich erhalten. Wegen seines daher vorhandenen Zeugniswertes für das öffentliche Bauen des ausgehenden 19. Jahrhunderts und für eine qualitätsvolle Lösung dieser speziellen Bauaufgabe besteht an der Erhaltung und Nutzung aus wissenschaftlichen, hier architekturgeschichtlichen Gründen ein öffentliches Interesse. Hinzu kommen die erwähnten stadtentwicklungsgeschichtlichen Gründe. Es handelt sich daher gemäß § 2 des Denkmalschutzgesetzes NRW um ein Baudenkmal. | 1876                   | 4. Dezember 2007   | 471             |
| weitere Bilder                                  | Bongartzmühle                                    | Unterbeberich Bachstraße 39 a Karte                            | Der sich zwischen dem Hammer Bach und der Bachstraße hinziehende backsteinsichtige Gebäudekomplex der Bongartzmühle umfasst umfangreiche Stall- und Nebengebäude sowie Gesindehäuser, die zur rückwärtigen Giebelseite des eigentlichen Mühlenbaues einen dreieckförmigen Innenhof bilden. An der traufseitig zur Straße hin gelegenen Mühlengebäude schließt sich das Torhausnebengebäude hart entlang der heute etwas erhöhten Straße an. Eine große Scheune – 1864 erneuert und vergrößert, 1955 Erneuerung des abgebrannten Dachstuhles – die quer zur Straße und zur Frontgiebelseite der Mühle steht, markiert vor dieser einen größeren Hofplatz, auf dem sich ein kürzlich erst aufgefundener alter Kieselsteinbelag (Keienboden, Kieselboden) befindet. Die gesamte Hofanlage ist weitgehend in Backsteinausgeführt, wobei einzelne Wandteile der Nebengebäude in Fachwerk und mit Feldbrandsteinen – bzw. Putzfläche zum Innenhof hin – ausgefacht sind. Die zum Hammer Bach hingewandte Seite der Mühle zeigt noch Quadermauerreste eines Vorgängerbaues sowie verschiedene Baunähte. Die Fensteröffnungen sind dort unregelmäßig angeordnet. Der Mühlenhof, an dessen Stelle sich bereits im 14. Jahrhundert eine Vorgängermühle befand und der vermutlich schon unter den im Jahre 1246 genannten 12 Viersener Mühlen zu suchen ist, ist in Ständerbauweise (Eichenholzkonstruktion) ausgeführt. Das Ständerwerk und weitere Reste der Konstruktion stammen aus dem 17.–18. Jahrhundert (ca. 1780). Das heutige Erscheinungsbild beruht im Wesentlichen auf baulichen Veränderungen des 19. Jahrhunderts. An der Frontgiebelseite des zweigeschossigen Mühlenbaus befinden sich rechts von der Eingangstür nach oben versetzte, übereinanderliegende Fenster- bzw. Türöffnungen mit der Führungsrolle zum Getreideaufzug. Fenster und Türen sind von gemauerten Stichbögen überdeckt. Im Inneren der Mühle dominiert das Ständerwerk und das noch vollständig erhaltene Mahlwerk, während das Mühlrad selbst verloren ist. Im Fußboden der Halle – bei deren Anheben jetzt ein alter Brunnen gefunden wurde – sowie des Gewölbekellers unter der Opkamer sind die alten Mühlsteine eingelassen. Der Kamin befindet sich noch an alter Stelle. Kölner Decken schmücken die Wohn/Schlafstuben. Seit 1981 wird die Bongartzmühle restauriert. Angestrebt wird vom jetzigen Eigentümer nach beendeter Instandsetzung und wieder Heranführung des Hammer Baches an das Mühlengebäude eine völlige Funktionsfähigkeit des Mahlwerkes. Die Wassermühle am Hammer Bach ist an Stelle der 1569 als Herdermolen erwähnten Vorgängermühle errichtet, im Jahre 1408 als Molen-ter-Poertzen urkundlich genannt, 1423 als Lehnsgut („mit dem Gute zu der Portzen, mit Mühlen, mit Weihern, mit Mahl-, Dienst- und Zinsleuten“) in den Besitz der Herren zu Tüschenbroich gelangt und seit 1578 als Bongartzmühle bekannt; sie erfährt ihre Bedeutung als typisches Beispiel der zahlreichen, meist untergegangenen, ehemaligen Wassermühlen im Viersener Siedlungsgebiet. Alter und Geschichtlichkeit der Bongartzmühle sind daher für die Viersener Ortsgeschichte von großer Bedeutung. Darüber hinaus muss sie als typisches Beispiel der den Viersener Raum ehemals prägenden signifikanten topographischen Siedlungsorganismen gelten und ist daher für die Siedlungsgeschichte wesentlich. Außer in der Vermittlung der optischen Wahrnehmbarkeit früherer Arbeits- und Produktionsverhältnisse bietet das gut erhaltene Mahlwerk technisch-wissenschaftliche Information. Die Erhaltung der Bongartzmühle liegt daher gemäß § 2 (1) des Denkmalschutzgesetzes NRW aus historischen, volkskundlichen-, orts- und siedlungsgeschichtlichen, technisch-wissenschaftlichen Gründen sowie als Zeugnis der Geschichte der Arbeits- und Produktionsverhältnisse im öffentlichen Interesse. | 1569                   | 8. Januar 1985     | 4               |
| Volksschule Hamm                                | Volksschule Hamm                                 | Hamm Bachstraße 201 Karte                                      | Die „Hammer Grundschule“ zeigt sich in einer konstruktiven L-Form. Sie gliedert sich in den Schultrakt, die Turnhalle und den Wohnteil, der früheren Rektorwohnung, jetzt Hausmeisterwohnung. Der Schultrakt, ein dreigeschossiges Gebäude mit einem Flachdach, weist eine profilierte Klinkerfassade auf. Diese präsentiert sich in farblich unterschiedlichen Klinkersteinen, in den Farbtönen dunkelrot und hellrot, wobei hier die Farbgebung dunkelrot dominiert. Die Profilierung der Fassade besteht im Wechselspiel zwischen den Läufer- und Bindersteinen, wobei die Binder gegenüber dem Läufermauerwerk geringfügig vorspringen. Das Schulgebäude ist über den Haupteingang zugänglich. Dieser ist in die östliche Längsform des Schulhauses eingeschoben und durch ein winkliges Treppenpodest erhöht abgesetzt sowie mit einem Flachdach überdeckt. Der Haupteingang wird betont zum einen durch die architektonische Rahmung, einem Werksteinrahmen, und zum anderen durch die originale Haupteingangstür. Diese ist eine zweiflüglige Holz-Glastür. Das Schulgebäude weist zur Ostseite eine Unterbrechung der baulichen Geradlinigkeit auf. Diese Seite des Gebäudes erfährt eine Betonung in der Mitte des Baukörpers, dem Treppenhausbereich. Das Treppenhaus wird zum einen durch die bauliche Konstruktion und zum anderen durch den Fensterbereich geprägt. Das Treppenhausfenster, ein hochrechteckiges Fenster, das über zwei Geschosse reicht, ist in einem Werksteinrahmen gehalten. Das Fenster weist drei nebeneinanderliegende Fensterflächen und fünf untereinanderliegende Fensterflächen auf. Der Glaseinsatz ist in einer farbigen Bleiverglasung gehalten. Das Treppenhaus kristallisiert sich durch seine bauliche Konstruktion als ein eigenständiger Kubus vom sonst durchgehenden Wohngebäude ab. Die Fassade links vom Treppenhaus gelegen, mit den dahinter liegenden Klassenräumen, zeigt im Erdgeschoss- und 1. Obergeschossbereich zwei nebeneinanderliegende hochrechteckige Fensterflächen auf und im 2. Obergeschoss ein Fensterband. Die Fenster sind mit einem Werksteinrahmen versehen. Bemerkenswert ist die Fassadengestaltung des rechts vom Treppenhaus bestehenden Schulgebäudes. Zwischen den im l. und 2. Obergeschoss aneinandergereihten Sprossenfenstern sind geometrische Klinkerornamente zu finden. Diese heben sich in ihrer Struktur von der sonst vorherrschenden, hier im Hintergrund erscheinenden, profilierten Klinkerfassade ab. Die Klinkerornamente sind quadratisch bis rechteckförmig ausgebildet. Sie sind mit einem in hellrotem Klinker gehaltenen äußeren Ring versehen. Dem hingegen ist das nach innen abgesetzte Quadrat bzw. Rechteck in einem dunkelroten Klinker gehalten, wobei hier die Klinkersteine unterschiedlich vermauert sind, einerseits in horizontaler und andererseits in vertikaler Setzrichtung. Den Mittelpunkt dieser Ornamentform bildet ein in hellrotem Klinkerstein gemauertes Quadrat bzw. Rechteck. Neben den Klinkerornamenten sind die Fensteranreihungen im l. und 2. Obergeschoss mit einem Werksteinband geschmückt, zum einen als oberer Fensterabschluss und zum anderen als Sohlbankgesims. Die Westseite des Schultraktes, zum Schulgarten hin, zeigt sich in der Fassadengestaltung schlicht. Im Erdgeschossbereich sind die Fenster mit einem in Klinkerstein gemauerten Fenstersturz versehen und im l. und 2. Obergeschoss sind jeweils vier aneinandergereihte Fenstergruppen zu finden, die von einem Werksteinrahmen umgrenzt sind. Die Giebelseite, die Südseite des Gebäudes, erfährt eine Auflockerung und leichte Verspieltheit der Fassade durch das Erdgeschoss. Dort springt zum einen das Mauerwerk im Bereich der Fenster- bzw. Türöffnungen geringfügig zurück und zum anderen sind die Öffnungen mit einem Rundbogen versehen. Die darüber liegenden Fenster sind in einer rechteckigen Form mit Werksteinrahmung gehalten. Die nördliche Giebelseite des Schulgebäudes setzt Akzente im oberen Eckbereich. Dort sind die gleichen quadratischen Klinkerornamente verwendet worden, wie an der östlichen Längsform des Gebäudes. Sie zeigen hier eine optische Begrenzung der Gebäudebreite auf. Einen nahtlosen Übergang bildet das an dieser Giebelseite befindliche Wohngebäude, die Hausmeisterwohnung, mit dem Schulgebäude. Das Wohngebäude ist zweigeschossig und mit einem Flachdach versehen. Der Hauseingang sowie die Fenster sind von einem Werksteinrahmen umgrenzt. Die Fassade zeigt ebenfalls wie das Schulgebäude eine profilierte Klinkerfassade auf. Die Turnhalle, die an der Ostseite des Schulgebäudes angrenzt, ist ein eingeschossiger Baukörper mit einem Flachdach. Die Turnhalle weist an ihrer nördlichen Längsform, zum Schulhof hin, hochrechteckige Fenster und in südlicher Richtung quadratische Fenster auf. Die Fenster werden von einem Werksteinrahmen umgrenzt. Die östliche Giebelseite des Turnhallengebäudes ist zum einen mit Klinkerornamenten geschmückt, die in horizontaler Richtung aneinandergereiht sind, und zum anderen mit vier Wandpfeilern, die ebenfalls eine Klinkerausführung erfahren. Die Klinkerornamente umgibt ein Werksteinband. Das Dachgesims der drei Gebäudeteile, dem Schulgebäude, dem Wohngebäude und der Turnhalle, ist in Werkstein ausgeführt. Der Grundriss des Schulgebäudes ist nahezu unverändert. So betritt man vom Haupteingang kommend den Windfang und dann das Treppenhaus. Beide Räumlichkeiten werden getrennt durch eine zweiflügelige, sprossenunterteilte Glastür. Durch die im Treppenhaus befindliche Treppe ist ein Zugang zu den einzelnen Geschossen, hier Erdgeschoss, l. und 2. Obergeschoss, gegeben. Die Treppenform ist gerade, dreiläufig mit gleichsinnigem Richtungswechsel. Das Treppengeländer zeigt eine geometrische Ornamentik auf. Mit Tageslicht versorgt wird das Treppenhaus durch ein hochrechteckiges Fenster, das über zwei Geschosse führt. Im Erdgeschoss bleibend geht man, vom Treppenhaus auf den zur Westseite hin gelegenen Flur. Der Flur unterstreicht durch seine Geradlinigkeit und Durchgängigkeit die Längsform des Schulgebäudes. Der Flurbereich ist mit einem farbigen Steinfußboden ausgestattet. Der Flur weist zu seiner Rechten getrennte Umkleideräume für Mädchen und Jungen und einen Umkleideraum für die Lehrer auf. Danebenliegend befinden sich bis 1970 die Wasch- und Schulküche. Diese beiden letztgenannten Räume werden 1971 zu einem Schulkindergarten umgebaut. Linksseitig vom Flur aus gesehen, also zur Ostseite hin, ist die Turnhalle gelegen. Vor dem Turnhallentrakt sind Waschräume (früher ein Schulbad) und Umkleideräume zu finden. Die Turnhalle ist mit einem Parkettfußboden ausgestattet. Ebenfalls im Erdgeschoss untergebracht sind, in der früheren Hausmeisterwohnung, die Büroräume des Lehrkörpers. Zugänglich sind diese Räume über den Windfang des Haupteinganges oder direkt vom Eingangsportal. Über einen Vorraum gelangt man auf einen kleinen Flur, der mit farbigen Bodenfliesen ausgestattet ist, hinter dem das Sekretariat und die anderen Büroräume liegen. Von diesem Flur aus betrachtet ist rechtsseitig eine Treppe zu finden, die in das Kellergeschoss führt. Das l. Obergeschoss ist gegliedert in einen schmalen durchgehenden Flur, dem links neben dem Treppenhaus liegenden Lehrerzimmer und einem Versammlungsraum. Demgegenüber sind die Klassenräume zu finden. Im 2. Obergeschoss sind links neben dem Treppenhaus der frühere Zeichensaal, jetzt Klassen- bzw. Theaterraum und auf der anderen Seite der Flur mit den Klassenräumen. An der Nordwestseite des Schulgebäudes ist in der früheren Rektorwohnung die Hausmeisterwohnung. Die Hausmeisterwohnung ist durch den an der nördlichen Giebelseite befindlichen Wohnungseingang zugänglich. Das Gebäude nimmt Anklänge an den Expressionismus der Architektur, einmal die zurückhaltende Fassadengestaltung und zum anderen die auffälligen Details, wie die geometrischen Klinkerornamente und der verwendete Werksteinrahmen. Die Gebäudeteile bilden stilistisch durch das bewusste Streben nach einer Symmetrie eine Einheit. Sie sind würfelförmig als Kubusse angeordnet, wobei sie in Höhe und Breite differenzieren. Hervorzuheben ist die moderne Formsprache. Sie zeigt sich hier in der Klinkerausführung der Fassade, dem durchgängig beibehaltenen Flachdach und der Geschossigkeit der Gebäude. Im Jahre 1930 entwirft der Viersener Architekt Willy Esser die Hammer Volksschule, jetzt Grundschule. Willy Esser genießt zu dieser Zeit eine regionale Bedeutung. Bekannt geworden ist er durch verschiedene Entwürfe historistischer Bauten, wie der Rathauserweiterung in Dülken, das Stadtbad in Viersen, der Fabrik Pongs & Zahn und seiner Villa in der Carl-von-Ossietzky-Straße 2, sowie eine Vielzahl anderer Häuser im Stadtgebiet. Auffallend ist, dass er für den Bau der Volksschule eine moderne Architektur, den Expressionismus, wählt. Dies zeigt, dass er sich von der Architektur des Historismus, das sein Schaffen im 20. Jahrhundert beeinflusst, löst und zu einer modernen Architektur findet. Aus wissenschaftlichen, insbesondere architekturgeschichtlichen und stadtgeschichtlichen Gründen liegen Erhaltung und Nutzung des Gebäudes gemäß § 2 (l) des Denkmalschutzgesetzes NRW im öffentlichen Interesse. | 1930                   | 11. Dezember 1991  | 296             |
| Nothaus                                         | Nothaus                                          | Viersen Bachstraße 329 Karte                                   | In den Jahren 1949/50 errichtet die Stadt Viersen nach Zeichnungen des Architekten Hans Rangette, Dülken, 9 Fertighäuser mit der Typenbezeichnung H.B.W. 49 an der Bachstraße. Die Häuser sind nach dem Grundgedanken des Fachwerkbaues konstruiert, wobei an Stelle des früher mit Lehm oder Steinen aufgefüllten Gefachs die Verschalung mit Leichtbauplatten und Isolierung durch wärmehaltende Stoffe tritt. Die Außenwände sind mit einem Edelputz versehen. Das vollunterkellerte Haus mit Satteldach ist über einer Fläche von 4,60 m × 6,26 m – 28,80 m² errichtet. Der Innenraum ist geschickt aufgeteilt. Nur knapp drei Quadratmeter Fläche entfallen auf die Diele und einen nebenliegenden Abort, der ganze übrige Raum ist restlos zu Wohnzwecken ausgenutzt. Im Erdgeschoss sind Wohnzimmer (4,34 m × 3,10 m) und Küche (2,62 m × 2,17 m) miteinander verbunden. Vom Wohnzimmer aus gelangt man über eine neben der Küche zu findende Holzstiege ins Obergeschoss. Im Obergeschoss sind zwei Schlafräume hintereinander angeordnet. Der über beide Räume des Obergeschosses laufende Dachboden ist durch eine Deckenluke zu erreichen. Das Bad und die Waschküche sind in dem 23 Quadratmeter großen Keller untergebracht, der von außen zugänglich ist. Die „Nothäuser“, auch als „Fetten-Häuser“ bekannt, sind in ihrer Größe, Form und Ausführung einmalig in der Stadt Viersen und prägen den Bereich vor und hinter der Eisenbahnbrücke/-tunnel an der Bachstraße eindeutig. Dr. Fetten von den Holz-Baustoffwerken Dülken entwickelt mit dem Eigenheim Typ 49 ein Haus, dessen großflächige wärme- und schallisolierende Bauelemente vorfabriziert und am Bauplatz montiert werden können. Die Errichtung der Häuser ist somit schnell und kostengünstig. Der Preis (ca. 9000 DM) entspricht dem mageren Geldbeutel der Wohnungssuchenden und der beschränkten Finanzierungskraft der Gemeinden. In der Sitzung des Bau- und Liegenschaftsausschusses am 30. August 1949 wird die Aufstellung von 9 „Fetten-Häusern“ beschlossen. Die Presse nimmt regen Anteil an der Aufstellung der Fertighäuser. Sie preist die kurze und knappe Bauzeit sowie ihre Kostengünstigkeit. In den Pressemeldungen werden die einzelnen Bauabschnitte dokumentiert. Die Häuser sind ungewöhnliche Beispiele zur Beseitigung der Wohnungsnot der Nachkriegszeit. Sie vereinbaren in sich den in der Nachkriegszeit bestehenden unabweisbaren Zwang schnellstens Wohnungen zu schaffen und die nicht minder dringende Forderung, den Baupreis so niedrig wie möglich zu halten. Solche Wohnungen bzw. Häuser der ersten Nachkriegsjahre müssen schon deshalb das Interesse der Denkmalpflege finden, weil Beispiele dafür im landesweiten Überblick nur noch äußerst selten vorhanden sind. Dazu kommt der hervorragende Erhaltungszustand der Viersener Häuser und ihre Bedeutung für die Geschichte des Menschen. Aus wissenschaftlichen, insbesondere bauhistorischen, geschichtlichen und hauskundlichen Gründen liegen Erhaltung und Nutzung der Gebäude Bachstraße 329, 331, 333, 335, 345, 347, 349, 351, gemäß § 2 Abs. l des Denkmalschutzgesetzes NRW im öffentlichen Interesse. | 1949/50                | 13. Mai 1993       | 313             |
| Nothaus                                         | Nothaus                                          | Viersen Bachstraße 331 Karte                                   | In den Jahren 1949/50 errichtet die Stadt Viersen nach Zeichnungen des Architekten Hans Rangette, Dülken, 9 Fertighäuser mit der Typenbezeichnung H.B.W. 49 an der Bachstraße. Die Häuser sind nach dem Grundgedanken des Fachwerkbaues konstruiert, wobei an Stelle des früher mit Lehm oder Steinen aufgefüllten Gefachs die Verschalung mit Leichtbauplatten und Isolierung durch wärmehaltende Stoffe tritt. Die Außenwände sind mit einem Edelputz versehen. Das vollunterkellerte Haus mit Satteldach ist über einer Fläche von 4,60 m × 6,26 m – 28,80 m² errichtet. Der Innenraum ist geschickt aufgeteilt. Nur knapp drei Quadratmeter Fläche entfallen auf die Diele und einen nebenliegenden Abort, der ganze übrige Raum ist restlos zu Wohnzwecken ausgenutzt. Im Erdgeschoss sind Wohnzimmer (4,34 m × 3,10 m) und Küche (2,62 m × 2,17 m) miteinander verbunden. Vom Wohnzimmer aus gelangt man über eine neben der Küche zu findende Holzstiege ins Obergeschoss. Im Obergeschoss sind zwei Schlafräume hintereinander angeordnet. Der über beide Räume des Obergeschosses laufende Dachboden ist durch eine Deckenluke zu erreichen. Das Bad und die Waschküche sind in dem 23 Quadratmeter großen Keller untergebracht, der von außen zugänglich ist. Die „Nothäuser“, auch als „Fetten-Häuser“ bekannt, sind in ihrer Größe, Form und Ausführung einmalig in der Stadt Viersen und prägen den Bereich vor und hinter der Eisenbahnbrücke/-tunnel an der Bachstraße eindeutig. Dr. Fetten von den Holz-Baustoffwerken Dülken entwickelt mit dem Eigenheim Typ 49 ein Haus, dessen großflächige wärme- und schallisolierende Bauelemente vorfabriziert und am Bauplatz montiert werden können. Die Errichtung der Häuser ist somit schnell und kostengünstig. Der Preis (ca. 9000 DM) entspricht dem mageren Geldbeutel der Wohnungssuchenden und der beschränkten Finanzierungskraft der Gemeinden. In der Sitzung des Bau- und Liegenschaftsausschusses am 30. August 1949 wird die Aufstellung von 9 „Fetten-Häusern“ beschlossen. Die Presse nimmt regen Anteil an der Aufstellung der Fertighäuser. Sie preist die kurze und knappe Bauzeit sowie ihre Kostengünstigkeit. In den Pressemeldungen werden die einzelnen Bauabschnitte dokumentiert. Die Häuser sind ungewöhnliche Beispiele zur Beseitigung der Wohnungsnot der Nachkriegszeit. Sie vereinbaren in sich den in der Nachkriegszeit bestehenden unabweisbaren Zwang schnellstens Wohnungen zu schaffen und die nicht minder dringende Forderung, den Baupreis so niedrig wie möglich zu halten. Solche Wohnungen bzw. Häuser der ersten Nachkriegsjahre müssen schon deshalb das Interesse der Denkmalpflege finden, weil Beispiele dafür im landesweiten Überblick nur noch äußerst selten vorhanden sind. Dazu kommt der hervorragende Erhaltungszustand der Viersener Häuser und ihre Bedeutung für die Geschichte des Menschen. Aus wissenschaftlichen, insbesondere bauhistorischen, geschichtlichen und hauskundlichen Gründen liegen Erhaltung und Nutzung der Gebäude Bachstraße 329, 331, 333, 335, 345, 347, 349, 351, gemäß § 2 Abs. l des Denkmalschutzgesetzes NRW im öffentlichen Interesse. | 1949/50                | 13. Mai 1993       | 314             |
| Nothaus                                         | Nothaus                                          | Viersen Bachstraße 333 Karte                                   | In den Jahren 1949/50 errichtet die Stadt Viersen nach Zeichnungen des Architekten Hans Rangette, Dülken, 9 Fertighäuser mit der Typenbezeichnung H.B.W. 49 an der Bachstraße. Die Häuser sind nach dem Grundgedanken des Fachwerkbaues konstruiert, wobei an Stelle des früher mit Lehm oder Steinen aufgefüllten Gefachs die Verschalung mit Leichtbauplatten und Isolierung durch wärmehaltende Stoffe tritt. Die Außenwände sind mit einem Edelputz versehen. Das vollunterkellerte Haus mit Satteldach ist über einer Fläche von 4,60 m × 6,26 m – 28,80 m² errichtet. Der Innenraum ist geschickt aufgeteilt. Nur knapp drei Quadratmeter Fläche entfallen auf die Diele und einen nebenliegenden Abort, der ganze übrige Raum ist restlos zu Wohnzwecken ausgenutzt. Im Erdgeschoss sind Wohnzimmer (4,34 m × 3,10 m) und Küche (2,62 m × 2,17 m) miteinander verbunden. Vom Wohnzimmer aus gelangt man über eine neben der Küche zu findende Holzstiege ins Obergeschoss. Im Obergeschoss sind zwei Schlafräume hintereinander angeordnet. Der über beide Räume des Obergeschosses laufende Dachboden ist durch eine Deckenluke zu erreichen. Das Bad und die Waschküche sind in dem 23 Quadratmeter großen Keller untergebracht, der von außen zugänglich ist. Die „Nothäuser“, auch als „Fetten-Häuser“ bekannt, sind in ihrer Größe, Form und Ausführung einmalig in der Stadt Viersen und prägen den Bereich vor und hinter der Eisenbahnbrücke/-tunnel an der Bachstraße eindeutig. Dr. Fetten von den Holz-Baustoffwerken Dülken entwickelt mit dem Eigenheim Typ 49 ein Haus, dessen großflächige wärme- und schallisolierende Bauelemente vorfabriziert und am Bauplatz montiert werden können. Die Errichtung der Häuser ist somit schnell und kostengünstig. Der Preis (ca. 9000 DM) entspricht dem mageren Geldbeutel der Wohnungssuchenden und der beschränkten Finanzierungskraft der Gemeinden. In der Sitzung des Bau- und Liegenschaftsausschusses am 30. August 1949 wird die Aufstellung von 9 „Fetten-Häusern“ beschlossen. Die Presse nimmt regen Anteil an der Aufstellung der Fertighäuser. Sie preist die kurze und knappe Bauzeit sowie ihre Kostengünstigkeit. In den Pressemeldungen werden die einzelnen Bauabschnitte dokumentiert. Die Häuser sind ungewöhnliche Beispiele zur Beseitigung der Wohnungsnot der Nachkriegszeit. Sie vereinbaren in sich den in der Nachkriegszeit bestehenden unabweisbaren Zwang schnellstens Wohnungen zu schaffen und die nicht minder dringende Forderung, den Baupreis so niedrig wie möglich zu halten. Solche Wohnungen bzw. Häuser der ersten Nachkriegsjahre müssen schon deshalb das Interesse der Denkmalpflege finden, weil Beispiele dafür im landesweiten Überblick nur noch äußerst selten vorhanden sind. Dazu kommt der hervorragende Erhaltungszustand der Viersener Häuser und ihre Bedeutung für die Geschichte des Menschen. Aus wissenschaftlichen, insbesondere bauhistorischen, geschichtlichen und hauskundlichen Gründen liegen Erhaltung und Nutzung der Gebäude Bachstraße 329, 331, 333, 335, 345, 347, 349, 351, gemäß § 2 Abs. l des Denkmalschutzgesetzes NRW im öffentlichen Interesse. | 1949/50                | 13. Mai 1993       | 315             |
| Nothaus                                         | Nothaus                                          | Viersen Bachstraße 335 Karte                                   | In den Jahren 1949/50 errichtet die Stadt Viersen nach Zeichnungen des Architekten Hans Rangette, Dülken, 9 Fertighäuser mit der Typenbezeichnung H.B.W. 49 an der Bachstraße. Die Häuser sind nach dem Grundgedanken des Fachwerkbaues konstruiert, wobei an Stelle des früher mit Lehm oder Steinen aufgefüllten Gefachs die Verschalung mit Leichtbauplatten und Isolierung durch wärmehaltende Stoffe tritt. Die Außenwände sind mit einem Edelputz versehen. Das vollunterkellerte Haus mit Satteldach ist über einer Fläche von 4,60 m × 6,26 m – 28,80 m² errichtet. Der Innenraum ist geschickt aufgeteilt. Nur knapp drei Quadratmeter Fläche entfallen auf die Diele und einen nebenliegenden Abort, der ganze übrige Raum ist restlos zu Wohnzwecken ausgenutzt. Im Erdgeschoss sind Wohnzimmer (4,34 m × 3,10 m) und Küche (2,62 m × 2,17 m) miteinander verbunden. Vom Wohnzimmer aus gelangt man über eine neben der Küche zu findende Holzstiege ins Obergeschoss. Im Obergeschoss sind zwei Schlafräume hintereinander angeordnet. Der über beide Räume des Obergeschosses laufende Dachboden ist durch eine Deckenluke zu erreichen. Das Bad und die Waschküche sind in dem 23 Quadratmeter großen Keller untergebracht, der von außen zugänglich ist. Die „Nothäuser“, auch als „Fetten-Häuser“ bekannt, sind in ihrer Größe, Form und Ausführung einmalig in der Stadt Viersen und prägen den Bereich vor und hinter der Eisenbahnbrücke/-tunnel an der Bachstraße eindeutig. Dr. Fetten von den Holz-Baustoffwerken Dülken entwickelt mit dem Eigenheim Typ 49 ein Haus, dessen großflächige wärme- und schallisolierende Bauelemente vorfabriziert und am Bauplatz montiert werden können. Die Errichtung der Häuser ist somit schnell und kostengünstig. Der Preis (ca. 9000 DM) entspricht dem mageren Geldbeutel der Wohnungssuchenden und der beschränkten Finanzierungskraft der Gemeinden. In der Sitzung des Bau- und Liegenschaftsausschusses am 30. August 1949 wird die Aufstellung von 9 „Fetten-Häusern“ beschlossen. Die Presse nimmt regen Anteil an der Aufstellung der Fertighäuser. Sie preist die kurze und knappe Bauzeit sowie ihre Kostengünstigkeit. In den Pressemeldungen werden die einzelnen Bauabschnitte dokumentiert. Die Häuser sind ungewöhnliche Beispiele zur Beseitigung der Wohnungsnot der Nachkriegszeit. Sie vereinbaren in sich den in der Nachkriegszeit bestehenden unabweisbaren Zwang schnellstens Wohnungen zu schaffen und die nicht minder dringende Forderung, den Baupreis so niedrig wie möglich zu halten. Solche Wohnungen bzw. Häuser der ersten Nachkriegsjahre müssen schon deshalb das Interesse der Denkmalpflege finden, weil Beispiele dafür im landesweiten Überblick nur noch äußerst selten vorhanden sind. Dazu kommt der hervorragende Erhaltungszustand der Viersener Häuser und ihre Bedeutung für die Geschichte des Menschen. Aus wissenschaftlichen, insbesondere bauhistorischen, geschichtlichen und hauskundlichen Gründen liegen Erhaltung und Nutzung der Gebäude Bachstraße 329, 331, 333, 335, 345, 347, 349, 351, gemäß § 2 Abs. l des Denkmalschutzgesetzes NRW im öffentlichen Interesse. | 1949/50                | 13. Mai 1993       | 316             |
| Nothaus                                         | Nothaus                                          | Viersen Bachstraße 345 Karte                                   | In den Jahren 1949/50 errichtet die Stadt Viersen nach Zeichnungen des Architekten Hans Rangette, Dülken, 9 Fertighäuser mit der Typenbezeichnung H.B.W. 49 an der Bachstraße. Die Häuser sind nach dem Grundgedanken des Fachwerkbaues konstruiert, wobei an Stelle des früher mit Lehm oder Steinen aufgefüllten Gefachs die Verschalung mit Leichtbauplatten und Isolierung durch wärmehaltende Stoffe tritt. Die Außenwände sind mit einem Edelputz versehen. Das vollunterkellerte Haus mit Satteldach ist über einer Fläche von 4,60 m × 6,26 m – 28,80 m² errichtet. Der Innenraum ist geschickt aufgeteilt. Nur knapp drei Quadratmeter Fläche entfallen auf die Diele und einen nebenliegenden Abort, der ganze übrige Raum ist restlos zu Wohnzwecken ausgenutzt. Im Erdgeschoss sind Wohnzimmer (4,34 m × 3,10 m) und Küche (2,62 m × 2,17 m) miteinander verbunden. Vom Wohnzimmer aus gelangt man über eine neben der Küche zu findende Holzstiege ins Obergeschoss. Im Obergeschoss sind zwei Schlafräume hintereinander angeordnet. Der über beide Räume des Obergeschosses laufende Dachboden ist durch eine Deckenluke zu erreichen. Das Bad und die Waschküche sind in dem 23 Quadratmeter großen Keller untergebracht, der von außen zugänglich ist. Die „Nothäuser“, auch als „Fetten-Häuser“ bekannt, sind in ihrer Größe, Form und Ausführung einmalig in der Stadt Viersen und prägen den Bereich vor und hinter der Eisenbahnbrücke/-tunnel an der Bachstraße eindeutig. Dr. Fetten von den Holz-Baustoffwerken Dülken entwickelt mit dem Eigenheim Typ 49 ein Haus, dessen großflächige wärme- und schallisolierende Bauelemente vorfabriziert und am Bauplatz montiert werden können. Die Errichtung der Häuser ist somit schnell und kostengünstig. Der Preis (ca. 9000 DM) entspricht dem mageren Geldbeutel der Wohnungssuchenden und der beschränkten Finanzierungskraft der Gemeinden. In der Sitzung des Bau- und Liegenschaftsausschusses am 30. August 1949 wird die Aufstellung von 9 „Fetten-Häusern“ beschlossen. Die Presse nimmt regen Anteil an der Aufstellung der Fertighäuser. Sie preist die kurze und knappe Bauzeit sowie ihre Kostengünstigkeit. In den Pressemeldungen werden die einzelnen Bauabschnitte dokumentiert. Die Häuser sind ungewöhnliche Beispiele zur Beseitigung der Wohnungsnot der Nachkriegszeit. Sie vereinbaren in sich den in der Nachkriegszeit bestehenden unabweisbaren Zwang schnellstens Wohnungen zu schaffen und die nicht minder dringende Forderung, den Baupreis so niedrig wie möglich zu halten. Solche Wohnungen bzw. Häuser der ersten Nachkriegsjahre müssen schon deshalb das Interesse der Denkmalpflege finden, weil Beispiele dafür im landesweiten Überblick nur noch äußerst selten vorhanden sind. Dazu kommt der hervorragende Erhaltungszustand der Viersener Häuser und ihre Bedeutung für die Geschichte des Menschen. Aus wissenschaftlichen, insbesondere bauhistorischen, geschichtlichen und hauskundlichen Gründen liegen Erhaltung und Nutzung der Gebäude Bachstraße 329, 331, 333, 335, 345, 347, 349, 351, gemäß § 2 Abs. l des Denkmalschutzgesetzes NRW im öffentlichen Interesse. | 1949/50                | 13. Mai 1993       | 317             |
| Nothaus                                         | Nothaus                                          | Viersen Bachstraße 347 Karte                                   | In den Jahren 1949/50 errichtet die Stadt Viersen nach Zeichnungen des Architekten Hans Rangette, Dülken, 9 Fertighäuser mit der Typenbezeichnung H.B.W. 49 an der Bachstraße. Die Häuser sind nach dem Grundgedanken des Fachwerkbaues konstruiert, wobei an Stelle des früher mit Lehm oder Steinen aufgefüllten Gefachs die Verschalung mit Leichtbauplatten und Isolierung durch wärmehaltende Stoffe tritt. Die Außenwände sind mit einem Edelputz versehen. Das vollunterkellerte Haus mit Satteldach ist über einer Fläche von 4,60 m × 6,26 m – 28,80 m² errichtet. Der Innenraum ist geschickt aufgeteilt. Nur knapp drei Quadratmeter Fläche entfallen auf die Diele und einen nebenliegenden Abort, der ganze übrige Raum ist restlos zu Wohnzwecken ausgenutzt. Im Erdgeschoss sind Wohnzimmer (4,34 m × 3,10 m) und Küche (2,62 m × 2,17 m) miteinander verbunden. Vom Wohnzimmer aus gelangt man über eine neben der Küche zu findende Holzstiege ins Obergeschoss. Im Obergeschoss sind zwei Schlafräume hintereinander angeordnet. Der über beide Räume des Obergeschosses laufende Dachboden ist durch eine Deckenluke zu erreichen. Das Bad und die Waschküche sind in dem 23 Quadratmeter großen Keller untergebracht, der von außen zugänglich ist. Die „Nothäuser“, auch als „Fetten-Häuser“ bekannt, sind in ihrer Größe, Form und Ausführung einmalig in der Stadt Viersen und prägen den Bereich vor und hinter der Eisenbahnbrücke/-tunnel an der Bachstraße eindeutig. Dr. Fetten von den Holz-Baustoffwerken Dülken entwickelt mit dem Eigenheim Typ 49 ein Haus, dessen großflächige wärme- und schallisolierende Bauelemente vorfabriziert und am Bauplatz montiert werden können. Die Errichtung der Häuser ist somit schnell und kostengünstig. Der Preis (ca. 9000 DM) entspricht dem mageren Geldbeutel der Wohnungssuchenden und der beschränkten Finanzierungskraft der Gemeinden. In der Sitzung des Bau- und Liegenschaftsausschusses am 30. August 1949 wird die Aufstellung von 9 „Fetten-Häusern“ beschlossen. Die Presse nimmt regen Anteil an der Aufstellung der Fertighäuser. Sie preist die kurze und knappe Bauzeit sowie ihre Kostengünstigkeit. In den Pressemeldungen werden die einzelnen Bauabschnitte dokumentiert. Die Häuser sind ungewöhnliche Beispiele zur Beseitigung der Wohnungsnot der Nachkriegszeit. Sie vereinbaren in sich den in der Nachkriegszeit bestehenden unabweisbaren Zwang schnellstens Wohnungen zu schaffen und die nicht minder dringende Forderung, den Baupreis so niedrig wie möglich zu halten. Solche Wohnungen bzw. Häuser der ersten Nachkriegsjahre müssen schon deshalb das Interesse der Denkmalpflege finden, weil Beispiele dafür im landesweiten Überblick nur noch äußerst selten vorhanden sind. Dazu kommt der hervorragende Erhaltungszustand der Viersener Häuser und ihre Bedeutung für die Geschichte des Menschen. Aus wissenschaftlichen, insbesondere bauhistorischen, geschichtlichen und hauskundlichen Gründen liegen Erhaltung und Nutzung der Gebäude Bachstraße 329, 331, 333, 335, 345, 347, 349, 351, gemäß § 2 Abs. l des Denkmalschutzgesetzes NRW im öffentlichen Interesse. | 1949/50                | 13. Mai 1993       | 318             |
| Nothaus                                         | Nothaus                                          | Viersen Bachstraße 349 Karte                                   | In den Jahren 1949/50 errichtet die Stadt Viersen nach Zeichnungen des Architekten Hans Rangette, Dülken, 9 Fertighäuser mit der Typenbezeichnung H.B.W. 49 an der Bachstraße. Die Häuser sind nach dem Grundgedanken des Fachwerkbaues konstruiert, wobei an Stelle des früher mit Lehm oder Steinen aufgefüllten Gefachs die Verschalung mit Leichtbauplatten und Isolierung durch wärmehaltende Stoffe tritt. Die Außenwände sind mit einem Edelputz versehen. Das vollunterkellerte Haus mit Satteldach ist über einer Fläche von 4,60 m × 6,26 m – 28,80 m² errichtet. Der Innenraum ist geschickt aufgeteilt. Nur knapp drei Quadratmeter Fläche entfallen auf die Diele und einen nebenliegenden Abort, der ganze übrige Raum ist restlos zu Wohnzwecken ausgenutzt. Im Erdgeschoss sind Wohnzimmer (4,34 m × 3,10 m) und Küche (2,62 m × 2,17 m) miteinander verbunden. Vom Wohnzimmer aus gelangt man über eine neben der Küche zu findende Holzstiege ins Obergeschoss. Im Obergeschoss sind zwei Schlafräume hintereinander angeordnet. Der über beide Räume des Obergeschosses laufende Dachboden ist durch eine Deckenluke zu erreichen. Das Bad und die Waschküche sind in dem 23 Quadratmeter großen Keller untergebracht, der von außen zugänglich ist. Die „Nothäuser“, auch als „Fetten-Häuser“ bekannt, sind in ihrer Größe, Form und Ausführung einmalig in der Stadt Viersen und prägen den Bereich vor und hinter der Eisenbahnbrücke/-tunnel an der Bachstraße eindeutig. Dr. Fetten von den Holz-Baustoffwerken Dülken entwickelt mit dem Eigenheim Typ 49 ein Haus, dessen großflächige wärme- und schallisolierende Bauelemente vorfabriziert und am Bauplatz montiert werden können. Die Errichtung der Häuser ist somit schnell und kostengünstig. Der Preis (ca. 9000 DM) entspricht dem mageren Geldbeutel der Wohnungssuchenden und der beschränkten Finanzierungskraft der Gemeinden. In der Sitzung des Bau- und Liegenschaftsausschusses am 30. August 1949 wird die Aufstellung von 9 „Fetten-Häusern“ beschlossen. Die Presse nimmt regen Anteil an der Aufstellung der Fertighäuser. Sie preist die kurze und knappe Bauzeit sowie ihre Kostengünstigkeit. In den Pressemeldungen werden die einzelnen Bauabschnitte dokumentiert. Die Häuser sind ungewöhnliche Beispiele zur Beseitigung der Wohnungsnot der Nachkriegszeit. Sie vereinbaren in sich den in der Nachkriegszeit bestehenden unabweisbaren Zwang schnellstens Wohnungen zu schaffen und die nicht minder dringende Forderung, den Baupreis so niedrig wie möglich zu halten. Solche Wohnungen bzw. Häuser der ersten Nachkriegsjahre müssen schon deshalb das Interesse der Denkmalpflege finden, weil Beispiele dafür im landesweiten Überblick nur noch äußerst selten vorhanden sind. Dazu kommt der hervorragende Erhaltungszustand der Viersener Häuser und ihre Bedeutung für die Geschichte des Menschen. Aus wissenschaftlichen, insbesondere bauhistorischen, geschichtlichen und hauskundlichen Gründen liegen Erhaltung und Nutzung der Gebäude Bachstraße 329, 331, 333, 335, 345, 347, 349, 351, gemäß § 2 Abs. l des Denkmalschutzgesetzes NRW im öffentlichen Interesse. | 1949/50                | 13. Mai 1993       | 319             |
| Nothaus                                         | Nothaus                                          | Viersen Bachstraße 351 Karte                                   | In den Jahren 1949/50 errichtet die Stadt Viersen nach Zeichnungen des Architekten Hans Rangette, Dülken, 9 Fertighäuser mit der Typenbezeichnung H.B.W. 49 an der Bachstraße. Die Häuser sind nach dem Grundgedanken des Fachwerkbaues konstruiert, wobei an Stelle des früher mit Lehm oder Steinen aufgefüllten Gefachs die Verschalung mit Leichtbauplatten und Isolierung durch wärmehaltende Stoffe tritt. Die Außenwände sind mit einem Edelputz versehen. Das vollunterkellerte Haus mit Satteldach ist über einer Fläche von 4,60 m × 6,26 m – 28,80 m² errichtet. Der Innenraum ist geschickt aufgeteilt. Nur knapp drei Quadratmeter Fläche entfallen auf die Diele und einen nebenliegenden Abort, der ganze übrige Raum ist restlos zu Wohnzwecken ausgenutzt. Im Erdgeschoss sind Wohnzimmer (4,34 m × 3,10 m) und Küche (2,62 m × 2,17 m) miteinander verbunden. Vom Wohnzimmer aus gelangt man über eine neben der Küche zu findende Holzstiege ins Obergeschoss. Im Obergeschoss sind zwei Schlafräume hintereinander angeordnet. Der über beide Räume des Obergeschosses laufende Dachboden ist durch eine Deckenluke zu erreichen. Das Bad und die Waschküche sind in dem 23 Quadratmeter großen Keller untergebracht, der von außen zugänglich ist. Die „Nothäuser“, auch als „Fetten-Häuser“ bekannt, sind in ihrer Größe, Form und Ausführung einmalig in der Stadt Viersen und prägen den Bereich vor und hinter der Eisenbahnbrücke/-tunnel an der Bachstraße eindeutig. Dr. Fetten von den Holz-Baustoffwerken Dülken entwickelt mit dem Eigenheim Typ 49 ein Haus, dessen großflächige wärme- und schallisolierende Bauelemente vorfabriziert und am Bauplatz montiert werden können. Die Errichtung der Häuser ist somit schnell und kostengünstig. Der Preis (ca. 9000 DM) entspricht dem mageren Geldbeutel der Wohnungssuchenden und der beschränkten Finanzierungskraft der Gemeinden. In der Sitzung des Bau- und Liegenschaftsausschusses am 30. August 1949 wird die Aufstellung von 9 „Fetten-Häusern“ beschlossen. Die Presse nimmt regen Anteil an der Aufstellung der Fertighäuser. Sie preist die kurze und knappe Bauzeit sowie ihre Kostengünstigkeit. In den Pressemeldungen werden die einzelnen Bauabschnitte dokumentiert. Die Häuser sind ungewöhnliche Beispiele zur Beseitigung der Wohnungsnot der Nachkriegszeit. Sie vereinbaren in sich den in der Nachkriegszeit bestehenden unabweisbaren Zwang schnellstens Wohnungen zu schaffen und die nicht minder dringende Forderung, den Baupreis so niedrig wie möglich zu halten. Solche Wohnungen bzw. Häuser der ersten Nachkriegsjahre müssen schon deshalb das Interesse der Denkmalpflege finden, weil Beispiele dafür im landesweiten Überblick nur noch äußerst selten vorhanden sind. Dazu kommt der hervorragende Erhaltungszustand der Viersener Häuser und ihre Bedeutung für die Geschichte des Menschen. Aus wissenschaftlichen, insbesondere bauhistorischen, geschichtlichen und hauskundlichen Gründen liegen Erhaltung und Nutzung der Gebäude Bachstraße 329, 331, 333, 335, 345, 347, 349, 351, gemäß § 2 Abs. l des Denkmalschutzgesetzes NRW im öffentlichen Interesse. | 1949/50                | 13. Mai 1993       | 320             |
| Empfangsgebäude Bahnhof Viersen                 | Empfangsgebäude Bahnhof Viersen                  | Alt-Viersen (Rintgen) Bahnhofsplatz 1 Karte                    | 1. Geschichte: Seit 1848 war Viersen in das neu entstehende Netz der deutschen Eisenbahnen einbezogen. Am 5. Okt. 1849 wurde die Strecke Viersen-Homberg der Ruhrort-Crefeld-Kreis Gladbacher Eisenbahn eröffnet, die Ende 1851 bis Gladbach fertiggestellt war. 1865 sah die Eröffnung der Strecke nach Dülken, seit 1861 existierten bessere Verbindungen nach Köln und Duisburg über Neuss. Über Grevenbroich lief dann ab der Zeit kurz vor dem Ersten Weltkrieg die Durchgangslinie Köln-Niederlande. Infolge des so angestiegenen Verkehrs auf den nun zügigeren Bahnverbindungen wurde kurz vor dem Ersten Weltkrieg der Neubau einer diesen Bedingungen angemessenen Situation notwendig, für die außerhalb des Zentrums der heutige Platz am damals freien Gelände „Am Eichelnbusch“ gewählt wurde. Gleichzeitig und analog zu anderen Städten verlegte man die Eisenbahntrasse zur Erleichterung der Kreuzung mit dem Straßenverkehr in die höhere Ebene, was zur Anschüttung des Dammes nördlich des Bahnhofes führte und der heutigen Situation entspricht. 1917 (nach anderen Quellen 1921, was sich vermutlich auf die Fertigstellung der gesamten Bahnanlagen bezieht) wurde der Bau in Betrieb genommen. 2. Beschreibung: Um einen dominanten Zentralbau mit vorgelagertem Mittelrisalit unter Dreiecksgiebel und Pilastern in Kolossalordnung gruppieren sich in barocker Grundrissdisposition zurücktretende Zwischentrakte und ein hervortretender, pavillonartiger Eckbau. Die zentrale Halle ist mit einem Walmdach überdeckt, in dessen Firstmitte ein belvedereartiger Aufsatz zu finden ist. Das Dreiecks-Giebelfeld über dem Hauptzugang ist geziert durch einen uhrtragenden Okulus, der ursprünglich von stuckiertem Rahmenwerk umgeben war. Über der gequaderten Sockelzone belichten fünf Hochrechteck-Fensterflächen zwischen den Pilastern die Empfangshalle hinter der klassizierenden Fassade. Nach Westen schließt unter Sockeldach der niedriger gehaltene, von fünf Fensteröffnungen belichtete Gastronomietrakt an, der überleitet zu dem pavillonartigen Eckbau von drei Achsen Breite, dessen Walmdach im rechten Winkel zum Verbindungstrakt verläuft. Mehrfach gestufte Laibungszonen des zweigeschossigen Aufrisses sorgen für eine Eckbetonung, die Brüstungsfelder sind durch Putzmotive schmückend betont. Nach Osten hin folgt der Empfangshalle ein vier Achsen breiter, zweigeschossiger Flügelbau auf winkelförmigem Grundriss, der überleitet zu einem rechtwinklig ansetzenden, zurückstehenden Seitenflügel, wiederum parallel zum Gleiskörper. Auch dieser Trakt weist die Ziermotive des westlichen Eckpavillons auf. Die Empfangshalle besitzt im Inneren einen dreifachen, über mehrfacher Kehlung zurückgesetzten Deckenspiegel mit eng stehenden Putzkonsolen, in dessen Mitte die durch ornamentiertes Gitter geschlossene, zum Belvedere überleitende zentrale Entlüftungsöffnung sitzt. Es ist dies nicht die einzige Ornamentierung des ansonsten nüchtern-strengen Empfangsgebäudes. Im Westtrakt haben sich zur Gleisseite hin originale Hölztäfelungen über Hohlkehlen an der Decke des Restaurants erhalten, ebenso sehr qualitätsvolle, rautenförmig angeordnete Stuckierungen im zum Bahnhofsplatz gelegenen Gebäudeteil. Unterführung und Brückenaufgänge sowie Bahnsteigaufbauten sind nicht weiter von historischem Interesse. Hier haben Veränderungen des ursprünglichen Zustands zu weit verunklärt. 3. Bewertung: Der im Zuge der zusammenfassenden Modernisierung und gleichzeitigen Höherlegung der Bahntrasse entstandene Viersener Hauptbahnhof ist im oben beschriebenen Umfang ein Denkmal im Sinne des § 2 (1) des Denkmalschutzgesetzes NRW. Seine Erhaltung und Nutzung liegt im öffentlichen Interesse, da der Bau bedeutend für die Städte und Siedlungen sowie für die Entwicklung der Arbeits- und Produktionsverhältnisse ist. Für Erhaltung und Nutzung liegen künstlerische, wissenschaftliche und städtebauliche Gründe vor. Dies gilt für den Außenbau, ebenfalls aber für die unter römisch zwei genannten Ausstattungsdetails. Der in dem Zusammenhang einer eigens neu geschaffenen Bahnhofsvorplatzanlage gestellte Bau macht mit klassizierenden Einzelformen über barocker Grundrissdisposition die bis zum Ersten Weltkrieg stark gestiegene Bedeutung der Station Viersen deutlich. Sein repräsentativer Anspruch unterstreicht das Selbstgefühl der prosperierenden Industriestadt Viersen im Verbund des rheinischen Wirtschafts- und Verkehrsraums. 1922 hielten in Viersen täglich 12 D-Züge, 20 Eilzüge und 64 Personenzüge in der noch heute für den grenzüberschreitenden Verkehr Köln–Den Haag wichtigen Station. Baugeschichtlich steht die Anlage für die werkgerechte Gestaltung des klassizierenden Putzbaues nach dem Jugendstil. Die ruhige, aber nicht unlebendige Front schließt würdig die von weiteren denkmalwerten Bauten umschlossene Fläche des Bahnhofplatzes. Die vereinfachende Renovierung (Belvedere, Giebeldreieck) hat die Qualität des Bauwerks nicht beeinträchtigen können. Der Bau ist ein beispielgebender Repräsentant der zweiten Generation mittelstädtischer Empfangsgebäude, die nach der Höherlegung der Bahntrassen seit den 1890er Jahren nötig geworden sind. | 1917                   | 21. Juni 2002      | 440             |
| Wohnhausblock Kaisers Kaffee Goethestr.2        | Wohnhausblock Kaisers Kaffee Goethestr.2         | Viersen Bahnhofsplatz 6, 7, 8, 9, Lessingstraße 1 Karte        | Außerhalb des Zentrums von Viersen wurde kurz vor dem Ersten Weltkrieg im Zuge einer Neu- und Hochverlegung der Bahntrasse ein neuer Bahnhof angelegt. Das Empfangsgebäude wurde 1917 in Betrieb genommen. Im Zuge dieser Maßnahme wurde auch der Bahnhofsvorplatz angelegt, der jedoch an seinen übrigen Seiten vorerst noch ohne weitere Bebauung und damit städtebauliche Fassung blieb. Erst in den dreißiger Jahren wurde durch den hier in Frage stehenden Wohnhausblock versucht, diese unbefriedigende Situation zu verbessern Kaisers Kaffee auf, um sie als Bauherrin für ein entsprechendes Projekt zu gewinnen. Zu diesem Zweck nahm die Stadt laut den erhaltenen Unterlagen 1935 Verhandlungen mit der Firma perspektivischen Skizze vom März 1937 ist der Block Teil einer umfangreicheren Bebauung, die sich in die Bahnhofstraße hinein fortsetzt. Wohl durch den Krieg bedingt blieb er jedoch der einzige Teil, der zur Ausführung kommen konnte. Als Verfasser der Baupläne (Bauantrag April 1937) zeichnet Emil Fahrenkamp. Baubeschreibung Die Wohnhausgruppe besteht aus zwei Eckhäusern und vier Doppelwohnhäusern, die in der Ansicht zu einem einheitlichen zweigeschossigen Baukörper mit ausgebautem Steildach (altschwarze Ludowici-Hohlfalzziegel) entlang des Bahnhofplatzes zusammengefasst sind. Zum Bahnhofsplatz besitzt er insgesamt vier Eingänge (und damit Treppenhäuser), zu den beiden Seitenstraße hin jeweils einen. Jedes Treppenhaus der Bahnhofsplatzseite erschließt jeweils vier Wohneinheiten in zwei Geschossen. Anders als die gewöhnlich schlichteren Wohnhausblocks jener Zeit ist dieser, entsprechend seiner städtebaulichen Funktion, von auffallender architektonischer Gestalt, in einer gemäßigt neoklassizistisch-traditionalistischen Formensprache. Hierzu tragen bei zum ersten die strenge Axialität der Fassade: Türen und Fenster sowie die Dachfenster liegen jeweils in einer Achse. Die Achse der Tür und des dahinter befindlichen Treppenhauses (mit jeweils zwei übereinanderliegenden Rundfenstern) ist zudem durch andersfarbigen Putz und eine Fassung der Seiten besonders betont. Auch die Fenster besitzen eigene Putzumrahmungen. Hinzu kommt ein Putzband unterhalb der Traufe. Ein weiteres besonderes Gestaltungselement ist die Hervorhebung der Eckblöcke Bahnhofsplatz/Seitenstraßen in einer eckpavillonartigen Weise durch geringfügiges Hervorziehen vor die Flucht und Abwalmung des Daches. In dem zur Innenstadt hin gelegenen Eckgebäude war ehemals ein Ladengeschäft untergebracht (1969 zu einer Wohnung umgebaut). Zum rückwärtigen Garten hin besitzen die Wohnungen jeweils einen Balkon. Die strenge Fensterreihung der Vorderfront ist hier zugunsten einer stärkeren Bündelung entsprechend den Wohneinheiten aufgelöst. Die Wohnungen der mittleren Wohneinheiten zeigen einen schlichten Grundriss mit zentraler Diele und sie umgebenden Zimmern: Küche, Bad, Schlafzimmer, Kinderzimmer, Wohnzimmer. Da die Wohnungen von Beginn an bereits Bäder mit Toilette enthielten, was für die Entstehungszeit durchaus ungewöhnlich ist, sind Grundrissveränderungen in den Wohnungen bis heute nach Auskunft der Eigentümer unterbleiben. Das ebenfalls schon ursprünglich ausgebaute Dachgeschoss bot zudem für jede Wohnung noch eine zusätzlich nutzbare Kammer (heute i. d. R. außer Gebrauch) und einen gemeinsamen Speicher. Die Wohnungen in den Eckhäusern besitzen die gleiche Raumaufteilung, allerdings auf etwas größerer Grundfläche. Infolge von Modernisierungsmaßnahmen haben sich nur noch wenige originale Türen (Treppenhaustüren; Haustüren durchweg neu) und Holzfenster erhalten (u. a. Rundfenster der Treppenhäuser). Bodenplatten der Treppenhäuser und Treppen selbst (Holztreppen mit einfachen Stabgeländern) sind ebenfalls erhalten. Der Architekt Emil Fahrenkamp (1885–1966) muss als einer der wichtigsten deutschen Architekten des 20. Jahrhunderts angesehen werden. Geboren in Aachen, erhielt er seine Ausbildung an der dortigen Kunstgewerbeschule und TH sowie vor allem in Düsseldorf, im Büro von Wilhelm Kreis und an der Kunstgewerbeschule. Schon in den zwanziger Jahren war er an der Düsseldorfer Kunstakademie dann selbst als Dozent tätig. Schon sein Frühwerk jener Jahre umfasst die gesamte Bandbreite architektonischen Ausdrucks, von neoklassizistischer Haltung wie beim Hotel Breidenbacher Hof in Düsseldorf oder seinem Beitrag im Völkerbundwettbewerb 1927 bis hin zu funktionalistischen Bauten höchster Qualität wie dem berühmten Shellhaus in Berlin oder dem Kaufhaus Michel in Elberfeld. Mit diesen Bauten erlangte Fahrenkamp auch internationale Anerkennung. Im Dritten Reich fügten sich Fahrenkamps neoklassizistische Entwürfe in hervorragender Weise in die Architekturpolitik des Regimes, wobei er überwiegend einen purifizierten Klassizismus pflegte, mit klaren Kuben und strengen Lochfassaden. Mit Bauten beteiligt und damit in der „ersten Reihe“ deutscher Architekten war er bei der Neugestaltung Berlins, daneben auch mit Gebäuden und Entwürfen im Rheinland (Stadtplanung Düsseldorf; Ausstellung „Schaffendes Volk“ Düsseldorf; Malerschule Kronenburg; Verwaltungsgebäude Bayerwerke, Leverkusen u. a.) Auch blieb er weiter Lehrer an der Düsseldorfer Akademie (ab 1939 als ihr Leiter). Nach 1945 war er als Belasteter nur noch vereinzelt tätig; nach seiner Amtsenthebung an der Akademie zog er sich aus öffentlichen Tätigkeiten zurück. Denkmalwert Der Wohnhausblock Bahnhofstraße 6,7,8,9/Goethestraße 2/Lessingstraße 1 in Viersen ist bedeutend für die Geschichte des Menschen als Zeugnis des Bauwesens der dreißiger Jahre, in dem sich eine typische Form des städtischen Mietwohnungsbaus jener Jahre mit städtebaulichen Ordnungsabsichten verband. Im großzügigen Wohnungszuschnitt und der durchgestalteten Fassadenoptik der Gebäude kommt ein besonderes Anspruchsniveau zum Ausdruck. Dass es sich dabei nicht um „Massenwohnungsbau“ handelte, sondern um eine aus anderen Gründen veranlasste Maßnahme, entspricht ebenfalls gängiger Praxis der Wohnungsbaupolitik unter den schwierigen Bedingungen der dreißiger Jahre (Baustoffbeschränkungen; nationalsozialistische Planungslenkung). Der genannte Komplex ist ferner bedeutend für Viersen als Zeugnis der Stadtplanung und der Stadterweiterung des 20. Jahrhunderts, hier der Gestaltung des neuen Bahnhofumfeldes. Die Bedeutung dieser Maßnahme für die Stadt kommt auch darin zum Ausdruck, dass die Stadtverwaltung selbst diesen Bau durch einen privaten Bauherren veranlasste und dass hierzu ein außerordentlich renommierter Architekt verpflichtet wurde. An der Erhaltung der Wohnhausgruppe besteht ein öffentliches Interesse aus wissenschaftlichen, insbesondere architekturgeschichtlichen Gründen, da es sich um ein stilistisch zeittypisches, gestalterisch aber für die Bauaufgabe überdurchschnittlich qualitätvolles Zeugnis des Bauens der dreißiger Jahre handelt, welches durch einen der seinerzeit bedeutendsten deutschen Architekten geplant wurde. Eine architekturgeschichtliche Dissertation über Emil Fahrenkamp, in dem die Wohnhausgruppe auch Erwähnung finden wird, ist zurzeit in Vorbereitung (durch Christoph Heuter). Die Gebäude sind ferner erhaltenswert aus städtebaulichen Gründen, als qualitätvolle und wichtige Platzwand des Bahnhofplatzes und Gegenüber dem Bahnhofgebäude von 1917. Die Gebäude Bahnhofstraße 6,7,8,9/Goethestraße 2/Lessingstraße 1 in Viersen sind bedeutend für die Geschichte des Menschen und die Stadt Viersen. An ihrer Erhaltung besteht ein öffentliches Interesse aus wissenschaftlichen, insbesondere architekturgeschichtlichen sowie städtebaulichen Gründen. Sie sind daher ein Baudenkmal gemäß § 2 des Denkmalschutzgesetzes NRW. | 1937                   | 23. Februar 2000   | 377             |
| Alter Stadtgarten                               | Alter Stadtgarten                                | Viersen Bahnhofstraße Karte                                    | Auf allgemeinen Wunsch nach einem Stadtgarten in Viersen wird ein ehemaliger Gemüsegarten vor dem damaligen Bahnhof als geeignetes Parkgelände ausersehen. Nach der Beauftragung eines Düsseldorfer Gartenarchitekten beginnen die Arbeiten im Jahr 1901. Bei der Anlage handelt es sich um einen Barockgarten mit zeitgetreuen Stilelementen der Gartenkunst. Der Garten ist symmetrisch in seinen Gestaltungsmerkmalen aufgebaut. Zentraler Mittelpunkt ist das Wasserbecken in seiner ursprünglichen Form. An einer Seite befindet sich eine geschwungene Brüstung mit Kandelabern aus Sandstein. Die in der Mitte vorspringende Mauerbrüstung trägt drei bronzene Wasserspeier in Form von Löwenköpfen. Obwohl nur noch fragmentarisch als eine typische Parkanlage der Jahrhundertwende zu sehen, stehen Erhaltung und Nutzung des Alten Stadtgartens aus wissenschaftlichen, insbesondere gartenkunstgeschichtlichen und lokalhistorischen Gründen gemäß § 2 (l) des Denkmalschutzgesetzes NRW im öffentlichen Interesse. | 1901                   | 6. November 1990   | 240             |
| Rathaus Viersen                                 | Rathaus Viersen                                  | Viersen Bahnhofstraße 23–29 Karte                              | Geschichte: Das älteste Viersener Rathaus wurde 1538 am Alten Markt/Remigiusplatz erbaut. 1854 erwarb die Stadt von Dr. Corty ein Haus Ecke Hauptstraße/Petersstraße. Während der Herrichtung dieses Gebäudes gab es gleichzeitig 1855/56 Planungen für einen Neubau an der Hauptstraße (Entwurf Friedrich-Wilhelm Heyden, Stadtbaumeister in Krefeld), die jedoch scheiterten. 1856, im Jahr der Stadtrechtsverleihung, wurde das neue Rathaus bezogen, am Markt verblieb das Friedensgericht. 1863 erhielt das Rathaus einen rückwärtigen Erweiterungsbau für Gefängnis und Friedensgericht (Entwurf: Frenken mit Stadtbaumeister Raschdorf, Köln). Ständige Erweiterung der städtischen Verwaltung und deren notwendige Raumbedürfnisse sind fortan ein immer wiederkehrendes Thema. Nach Löhr bestand die gesamte Verwaltung einschließlich Polizei 1865 noch aus 13 Personen, während es 1900 schon 20 waren. 1887 beschließt der Stadtrat, ein Lager- und Bürogebäude der Firma Gebhard & Co. an der Casinostraße, der heutigen Bahnhofstraße, als Rathaus anzukaufen; der Mönchengladbacher Architekt Wilhelm Weigelt gestaltet den bis dahin unverputzten Backsteinbau repräsentativ um (Bahnhofstraße 29). Die wachsende Raumnot der städtischen Verwaltung (bereits 1909 klagt die Stadtsparkasse über Raumnot) macht 1915 den Erwerb eines benachbarten Wohnhauses als Bürgermeisterwohnung nötig (Bahnhofstraße 25). Des Weiteren werden das ehemalige Haus Preyer an der Hauptstraße (Stadthaus II) und das Casinogebäude an der Bahnhofstraße (Stadthaus III) für Verwaltungszwecke herangezogen. Um dieser räumlichen Zersplitterung abzuhelfen, wird in den 1930er Jahren ein Wettbewerb für einen Rathaus-Neubau vorbereitet (1934/35 an der Langmaack-Straße); Stadthaus I soll dafür abgebrochen, Stadthaus II (Hauptstraße) zu einem Museum o. ä. umgenutzt werden. Der Krieg setzt diesem Vorhaben ein vorläufiges Ende. Nach dem Zweiten Weltkrieg wird das bestehende Rathaus an der Bahnhofstraße (29 und 25) weitergenutzt und 1949-52 durch einen Neubau unmittelbar im Anschluss bis zur Ecke Königsallee (23) erweitert. Entsprechend ihrer unterschiedlichen Bau- und Nutzungsgeschichte werden die drei Gebäudeteile Bahnhofstraße 23, 25, und 29 getrennt voneinander beschrieben. Bahnhofstraße 29: Baujahr: 1872 Bauherr: Fa. Gebhard & Co., Vohwinkel ursprüngliche Nutzung: Lagergebäude Umbau zum Rathaus: Baujahr: 1887 Architekt: Wilhelm Weigelt, Mönchengladbach ausführende Unternehmer: Gebr. Quacken (Vorderseite, Verputz), Cuylen (Rückseite, Ausfugung) Bauherr: Stadt Viersen Nutzung: Verwaltungsgebäude (Rathaus, ursprünglich mit Bürgermeisterwohnung) Das stattliche dreigeschossige Gebäude erstreckt sich mit 11 Achsen entlang der Bahnhofstraße. Der Baukörper wurde 1872 als Kontor- und Lagergebäude errichtet. Nach dem Ankauf durch die Stadt 1887 erhielt er für seine neue Nutzung als Rathaus an seinen straßenseitigen Fassaden (Bahnhof- und Burgstraße) eine repräsentative Putzdekoration. Den Entwurf hierzu lieferte der Mönchengladbacher Architekt Wilhelm Weigelt. Zusätzlich wurde auf dem rückwärtigen Hof ein „Spritzenhaus“ errichtet (Plan: C. Schnitzler, Ausführung: Gebr. Gormanns). 1900/09 verzeichnen die Quellen folgendes Raumprogramm: Erdgeschoss: Sparkasse, Polizeiamt; 1. Obergeschoss: Stadtratssaal, Standesamt, Bürgermeisterzimmer; 2. Obergeschoss: Steuerbüro, Registratur, Armenkasse, Stadtsekretär; die Bürgermeisterwohnung war auf alle Geschosse verteilt. Die Putzfassade ist im Erdgeschoss mit einer kräftigen Putzbänderung versehen; die mit Keilsteinen akzentuierten geraden Stürze der Fensteröffnungen werden von löwenkopfbesetzten Volutensteinen bekrönt. Über einem breiten Geschoss-/Sohlbankgesims mit Wasserwogenfries erheben sich die beiden verputzten Obergeschosse mit einer dichten Gliederung aus zwischen die Fensterachsen gestellten, über beide Geschosse durchlaufenden Wandpilastern mit hohen, vegetabil ornamentierten Postamenten, kannelierten Schäften und korinthischen Kapitellen. Der vierachsige rechte Hausteil, ehemals wohl die Bürgermeisterwohnung, wird durch eine doppelte Pilasterstellung vom übrigen Teil abgesetzt, in ihm sind darüber hinaus die beiden mittleren Fensterachsen ohne zwischengestellten Pilaster dafür mit figuriertem Relief-Feld zusammengefasst. Die Fenster besitzen eine breite, ädikulaartige Rahmung, im ersten Obergeschoss werden sie abwechselnd von konsoltem Gebälk oder Kartuschen bekrönt. Die Fenster des zweiten Obergeschosses sind ebenfalls alternierend unterschiedlich ausgestaltet: über geradem Gebälk im 1. Obergeschoss sitzen die Fenster auf kleinen seitlichen Konsölchen auf und haben breite Putzrahmen mit geraden Verdachungen, über den Kartuschen ist die Rahmung einfach gehalten, dafür erfolgt die Bekrönung dort mit Konsolstein und geschweiften Verdachungen. Ein profiliertes Putzgesims schließt diese Putzgliederung, die farbig von der verbleibenden Wandfläche abgesetzt ist, nach oben ab. Eine schmale Putzfläche leitet dann zum klassizierenden Balkenkopf-Trauffries und dem flachen Walmdach über. Die ebenfalls stuckierte Seitenfassade zur Burgstraße ist strukturell entsprechend, im Detail aber schlichter ausgeführt, mit lediglich zwei, weit auseinander stehenden Fensterachsen und demgemäß größeren Wandflächen. Die Fenster sind als Blenden geschlossen. Die Gebäuderückseite ist schmucklos backsteinsichtig belassen. Hinterhausflügel sowie die historischen Fuhrparkgaragen bilden eine Hofsituation aus, die zur Burgstraße mit einer dem Hauptbau angeglichenen Gestaltung geschlossen ist. Der alte Hauseingang mit zweiflügeliger Haustür und rundbogigem Oberlicht ist nicht mittelachsig angeordnet, sondern seitlich zur ehemaligen Bürgermeisterwohnung gerückt. Über dem Eingang ist eine Wappenkartusche mit dem Stadtwappen Alt-Viersens angebracht. Im Inneren haben sich prägnante Reste der historischen Ausstattung erhalten. Hervorzuheben sind das Vestibül mit Schmuckfliesen-Boden und einem sichergestellten Rest alter Wanddekoration sowie die alte Holztreppe, gerade zweiläufig mit Wendepodest und gedrechselten Geländerstäben. Alte zweiflügelige Holzfenster mit geteiltem Oberlicht entsprechen dem Entwurfsplan. Die noch junge Stadt Viersen beauftragte für diese prominente Bauaufgabe nicht einen lokalen Baumeister, sondern den bekannten Mönchengladbacher Architekten Wilhelm Weigelt. Weigelt ist als Architekt zwischen 1876 und 1900 greifbar. Von ihm stammen in Mönchengladbach u. a. das Casino der Gesellschaft „Erholung“ in der Abteistraße 11 und das 1880 neu errichtete Wohnhaus der Burg Zoppenbroich. In Rheydt ist er mit siebzehn zum. Teil prominenten Bauten nachgewiesen, überwiegend im Stil italienischer oder französischer Renaissance. Auch für die Villa von M.A. Rossié in Süchteln, Düsseldorfer Straße 25 und für das Gebäude Bahnhofstraße 36 (heute Gesellschaft Erholung) lieferte er den Entwurf. Seit über einhundert Jahren Rathaus der Stadt Viersen ist das Gebäude Bahnhofstraße 29 bedeutend für Viersen. Seine an die italienische Renaissance angelehnte qualitätvolle Schmuckfassade macht es zu einem weitreichenden Blickpunkt innerhalb des Ensembles historischer Bauten an der Bahnhofstraße, deren städtebauliche Anordnung auf den Stadtbauplan von 1860 zurückgeht. Da bis in Innenraumdetails substanziell anschaulich erhalten, ist es als wertvolles Zeugnis städtischer Repräsentationsarchitektur des späten 19. Jahrhunderts anzusprechen. An der Erhaltung und Nutzung des Gebäudes Bahnhofstraße 29 besteht daher aus wissenschaftlichen, insbesondere architektur- und ortsgeschichtlichen sowie aus städtebaulichen Gründen ein öffentliches Interesse. Bahnhofstraße 25: Baujahr: 1877 Baumeister: C. Schnitzler Bauherr: Mathias Lüps; Besitzer ca. 1880 bis 1915: Wilhelm de Joncheere, Leinenfabrikant ursprüngliche Nutzung: Wohnhaus (ab 1915: Bürgermeisterwohnung) heutige Nutzung: Verwaltungsgebäude (Rathaus) 1899 rückwärtiger Anbau (L. Hansen) 1915 Umbau zur Bürgermeisterwohnung (Stadtbauamt) 1937 Umbau der Bürgermeisterwohnung zu Büroräumen (Stadtbauamt) Nach den Forschungen anlässlich der Ausstellung „Auf dem Wege zur Stadt“ wurde dieses Gebäude 1877 für den Bauherren Mathias Lüps errichtet. Die vorhandene Bauakte beginnt jedoch erst 1880, als Wilhelm de Joncheere ein Trottoir vor „seinem“ Wohnhause beantragt. Die Familien Lüps und de Joncheere waren eng miteinander verwandt: Anna Susanna Lüps, die Ehefrau von Johannes Mathias Lüps jr., war eine geborene de Joncheere aus Dordrecht und damit eine Verwandte der Viersener de Joncheere, Teilhabern der Leinenweberei de Joncheere & Küppers (Ulrich, S. 127 u. ebd., Anm. 497). 1915 wird de Joncheere in den Kaufverhandlungen mit der Stadt als „Rentier, Cleve, Wasserburg“ bezeichnet. Bis zur Übernahme durch die Stadt 1915 war das Gebäude im Besitz de Joncheeres. Danach diente es zunächst als Bürgermeisterwohnung, 1937 erfolgte ein Umbau zu Büroräumen, der das bis dahin innen wohl noch in sich abgeschlossene Gebäude auch baulich mit dem benachbarten Rathaus verband. Es handelt sich um ein dreigeschossiges Gebäude, das mit seiner Höhe und insgesamt vier Fensterachsen die Kubatur des links anschließenden älteren Rathausgebäudes fortsetzt. Eine weitere Achse tritt als Eingangsachse deutlich hinter die Fluchtlinie zurück und vermittelt heute nach rechts zu dem weiter fortführenden, ebenfalls zurücktretenden Neubau der 1950er Jahre. Das Erdgeschoss ist als grob gebänderte Putzfassade rustiziert, die Fenster sind dort rundbogig ausgeführt; die Geschosse darüber sind backsteinsichtig belassen (1. Obergeschoss) bzw. verputzt (2. Obergeschoss), die Fenster mit geraden Stürzen versehen. Zwischen Erd- und erstem Obergeschoss vermitteln zwei horizontale Linien aus Geschoss- und Sohlbankgesims. Das erste Obergeschoss ist zudem durch die variierte Fensterverdachung aus Dreiecksgiebelchen über den beiden linken Achsen, geradem Gebälk rechts anschließend und dann wieder Dreiecksgiebel in der Eingangsachse als Beletage ausgezeichnet. Lediglich ein dünnes Sohlbankgesims leitet zum zweiten Obergeschoss über, mit einfachen niedrigeren Rechteckfenstern und einem abschließenden Klötzchentrauffries. Die Gebäuderückseite ist zeitüblich schlicht gestaltet und wird fast gänzlich vom ehemaligen Wirtschaftsflügel und dem risalitartig vorstehenden Verandazimmer des Erdgeschosses geprägt. Den mit Schmuckfliesen gestalteten Weg zum Hauseingang begleitet rechts ein Mäuerchen, links eine in den Obergeschossen fensterlose Seitenwand, die im rustizierten Erdgeschoss eine Nische mit eingestellter Frauenstatue aufweist: „Nachbildung in gebranntem Ton, hergestellt von der Firma E. March Söhne, Charlottenburg bei Berlin, ca. 1,60 m. hoch, um 1880“ (aus dem Katalog Auf dem Wege zur Stadt, Nr. 73). Die originale zweiflügelige Haustür mit Halbrund-Oberlicht ist mit antikisierender Pilaster-Postament-Gliederung aufwändig gestaltet. Trotz der erfolgten Nutzungsänderung sind im Innern zahlreiche Ausstattungselemente erhalten, die vom ehemaligen herrschaftlichen Anspruch des Hauses zeugen. Hierzu zählen der Zimmergrundriss, insbesondere der repräsentativen Räume „Salon“, „Zimmer“ und „Verandazimmer“ sowie des Treppenhauses im Erdgeschoss, bis hin in den ablesbar erhaltenen ehemaligen rückwärtigen Wirtschaftsflügel. Im Erdgeschoss des Treppenhauses (Treppe gerade zweiläufig mit Wendepodest) liegt ein Schmuckfliesenboden, zudem sind hier Decken- und Wandstuckierung hervorzuheben, mit Raumteilern aus gebälktragenden Wandpilastern und mehrfach profilierter Deckenkehle. In den Zimmern des Erdgeschosses befinden sich weitere ausgestaltete Decken: im vorderen ehemaligen „Salon“ unterteilen eierstabartige Friese die Fläche mit Mittelrosette, begleitet von einem Konsölchenfries in den Kehlen; im mittleren „Zimmer“ Mittelrosette mit stuckiertem Kehlfries, im hinteren „Verandazimmer“ schließlich eine aufwändige Kassettendecke aus Holz, deren Felder durch von Konsölchen begleitete Stege voneinander getrennt werden. Zum historischen Baubestand zählen ferner alte Holzfenster, zumeist zweiflügelig mit Oberlicht. Als Teil des Rathauses, ehemals Bürgermeisterwohnung und ursprünglich Wohnhaus wichtiger Unternehmer ist das Gebäude Bahnhofstraße 25 bedeutend für Viersen. Als bis in Details der Innenausstattung gut erhaltenes Zeugnis gehobener Wohnkultur des späten 19. Jahrhunderts sowie wegen seiner stadthistorischen Bedeutung als Bürgermeisterwohnung/Rathaus besteht an seiner Erhaltung und Nutzung aus wissenschaftlichen, insbesondere architektur- und ortsgeschichtlichen Gründen ein öffentliches Interesse. Da es ein prägender Bestandteil des Ensembles etwa zeitgleicher historischer Gebäude an der Bahnhofstraße ist, treten städtebauliche Gründe hinzu. Bahnhofstraße 23: Baujahr: 1949-52 Architekt: Stadtbauamt Bauherr: Stadt Viersen ursprüngliche Nutzung: Verwaltungsgebäude (Rathaus) heutige Nutzung: Verwaltungsgebäude (Rathaus) Der Raum zwischen Rathaus und Königsallee war bis zum Zweiten Weltkrieg kleinteilig parzelliert und mit verschiedenen Gebäuden bebaut. 1877/78 sind Hotelier Caspar Walrafen, 1899 Hotelier Jos. Dikob mit Eigentum belegt (Hotel mit Saalbau auf Ecke Königsallee/Casinostraße). Weiterer Parzellenbesitz findet sich 1892 in der Hand von Johann Heinrich Lüps, Johann Mathias Lüps und Gebr. Müser, 1899 von Dinsing. Gänzlich neue bauliche Verhältnisse schuf erst 1949–1952 der Rathausneubau, der die bestehenden Rathausgebäude bis zur Königsallee erweiterte. Es handelt sich um ein langgestrecktes dreigeschossiges Backsteingebäude mit abgewalmtem Steildach und einem natursteinverkleideten Eingangsrisalit, der mit einer offenen Kolonnade den davorliegenden Bürgersteig überbaut. Die in regelmäßiger Axialität gereihten Fenster besitzen Werksteingewände und ruhen an der Fassade zur Bahnhofstraße im Erd- und oberstem Geschoss auf einem dünnen Sohlbankgesims. Die zweiflügeligen Fenster sind hochrechteckig mit Kreuzstockteilung sowie weiterer Sprossung der Teilflächen; diejenigen im ersten Obergeschoss des Risalits sind durch ihre Größe hervorgehoben und kennzeichnen so den dahinter befindlichen Ratssaal. Seiten- und rückwärtige Fassade sind entsprechend gestaltet, jedoch mit reduzierter Gliederung bzw. als glatte Lochfassaden. Im Risalit der Rückseite befindet sich ein Hintereingang mit originaler zweiflügeliger Holz-Glastür. Die Dachflächen sind durchweg durch Gauben bzw. Fensterbänder geöffnet. Man betritt das Gebäude über flache Treppenstufen durch eine zweiflügelige Glastür mit goldeloxierter Rahmung, die bereits andeutet, dass im Inneren die Raumausstattung der Ursprungszeit in den öffentlichen bzw. repräsentativen Bereichen Eingang, Foyer, Treppenhaus, Ratssaal und teilweise Fluren noch umfänglich erhalten ist. Der Eingangs-Windfang mit halbhoher marmorierter Wandverkleidung, goldeloxierter Heizkörperverkleidung und ebensolchem Handlauf führt über einige weitere Stufen und eine weitere zweiflügelige Tür mit Oberlicht in der Art der Eingangstür in das Foyer. Von dort aus erschließt sich der regelmäßige Grundriss dieses Gebäudeteils: an das in jedem Geschoss angeordnete Foyer schließt sich ein Mittelflur an, an dem beidseitig die Büroräume aufgereiht sind. Die Geschosse verbindet das an der Rückseite des Eingangsrisalits befindliche, durch hochrechteckige Öffnungen akzentuierte Treppenhaus mit einer gerade dreiläufigen Treppe mit gleichsinnigem Richtungswechsel und buntverglasten Fenstern. Im Foyer selbst tragen rechteckige, marmorverkleidete Pfeiler die Unterzüge der Decke. An Pfeilern und Wänden der Foyers in den einzelnen Geschossen sind verschiedene Wandlampentypen der Ursprungszeit erhalten, ebenso Deckenlampen. Das Brüstungsgeländer der Treppe ist als niedrige Brüstung mit marmorner Abdeckung und darauf aufgestelztem goldeloxierten Handlauf gestaltet. Wichtige Details wie Heizkörperverkleidungen und in die Wand integrierte Schaukästen, aber auch der kleinteilige Plattenboden im Erdgeschoss mit den erhaltenen hölzernen Wartebänken in den Fluren tragen zum historischen Raumeindruck wesentlich bei. In den Foyers und in den Fluren wird die Unterzugkonstruktion des Gebäudes als raumgestaltendes- und rhythmisierendes Element betont. Besonders repräsentativ und damit als wichtigster Raum ausgezeichnet ist der Sitzungssaal (Alter Ratssaal) im ersten Obergeschoss. Er ist vom Foyer aus durch zwei hohe Eingänge mit zweiflügeligen Holztüren in Rahmen-Füllungs-Bauweise zu erreichen. Der Saal selbst besitzt einen Parkettboden und eine quer zum Gebäudegrundriss durch Stege in querrechteckige Felder kassettierte Decke. Die Reihung großer, lanzettartig hochrechteckiger Fenster mit Kreuz- und Sprossenteilung, verbunden mit einer hölzernen Wandvertäfelung mit integrierten Heizkörperverkleidungen, stellt eine der Funktion gemäße Würdeform dar. Annähernd raumhohe Falttüren trennen den Saal von den angrenzenden Räumen. Im ersten Obergeschoss (Flur, Alter Ratssaal) schmücken großformatige Gemälde des Malers Matthäus Schiestl (1869–1939) die Wände. Die zum Teil religiösen, teils allegorische Motiven sowie Szenen aus der Sagen- und Minnewelt des Rheinlandes waren im Auftrag von Josef Kaiser 1924/25 für das „Schiestl-Zimmer“ in Haus Clee in Waldniel angefertigt worden. 1950 schenkte Kaiser Gemälde und Möbel des Bruders Heinz Schiestl seiner Vaterstadt. Schiestl war zu seiner Zeit ein vor allem in Süddeutschland sehr bekannter Maler und Grafiker, der sich fast ausschließlich religiösen und volkstümlichen („altdeutschen“) Themen in gegenständlicher Darstellung widmete. Durch Reproduktionsgrafik („Schiestl-Bildchen“) fanden seine Bilder weite Verbreitung. Nach seinem Tode war Schiestl bis zu seiner „Wiederentdeckung“ durch eine Dissertation 1988/90 weitgehend vergessen. Die Viersener Bilder aus Haus Clee sind einige der ganz wenigen Werke Schiestls für Auftraggeber außerhalb Bayerns (zu nennen noch: Gemälde für St. Elisabeth in Bonn, 1911-21). Die Verbindung zu Josef Kaiser stellte wahrscheinlich der Bonner Restaurator Hermann Goldkuhle her. Baugeschichtlich ist das Gebäude stark den Repräsentations- und Würdeformen der 1920er und 1930er Jahre verpflichtet, was typisch für die frühe Planung 1949 ist. Zu diesem Zeitpunkt war die Gleichsetzung des Neuen Bauens mit demokratischer Architektur in der neuen Bundesrepublik noch nicht etabliert, und gerade öffentliche Baubehörden bevorzugten nach wie vor konservativ-„gediegene“ Bauformen. Der natursteinverkleidete Eingangsrisalit nimmt darüber hinaus mit seiner Überbauung des Bürgersteiges ein klassisches ikonographisches Motiv des Rathausbaus seit dem Mittelalter, die offene Laube, in abstrahierter Form wieder auf. Traditionalistisch-konservative Würdeformen prägen auch die in beachtlicher Vollständigkeit erhaltene Raumausstattung. Stimmig zur Bauauffassung verhalten sich auch die Gemälde von Matthäus Schiestl, auch wenn sie ursprünglich nicht für dieses Gebäude angefertigt wurden. Als Rathaus und wichtigster Repräsentationsbau der Stadt aus der Zeit des Wiederaufbaus nach 1945 ist das Gebäude Bahnhofstraße 23 bedeutend für Viersen. Zusammen mit den benachbarten evangelischen Gemeindehaus bildet es einen städtebaulichen Fokus öffentlicher Gebäude mit qualitätsvoller traditionalistischer Formensprache der 1950er Jahre im Zentrum der Stadt. An seiner Erhaltung und Nutzung besteht aus dargelegten wissenschaftlichen, insbesondere orts- und architekturgeschichtlichen sowie aus städtebaulichen Gründen ein öffentliches Interesse. Insgesamt ist das Gebäude Bahnhofstraße 23-29 als Rathaus bedeutend für Viersen. Aus den im Einzelnen angeführten architektur- und ortsgeschichtlichen sowie städtebaulichen Gründen besteht an seiner Erhaltung und Nutzung ein öffentliches Interesse. Es handelt sich daher gemäß § 2 (1) des Denkmalschutzgesetzes NRW insgesamt um ein Baudenkmal. | 1856/1863              | 30. August 2005    | 458             |
| Wohnhaus                                        | Wohnhaus                                         | Viersen Bahnhofstraße 24 Karte                                 | Das zweigeschossige Gebäude mit Mezzanin (Kniestock) und Satteldach wurde 1893 als Wohnhaus errichtet. Die originale Putzfassade mit aufwendigem, historistischem Dekor wird horizontal gegliedert durch Bänderputz an allen Stockwerken, durch Sockel-, Sohlbank- und Geschossgesimse. Von den vier Fensterachsen werden die linke durch den Eingang mit Treppenstufen, die zweite von rechts durch einen auskragenden Erker im 1. Obergeschoss hervorgehoben. Die originale, reich mit Schnitzereien verzierte Eingangstür wird von zwei volutengekrönten Pfeilern flankiert, auf deren Kämpfern ein Türsturz mit pflanzlichen Ornamenten lagert. Die Fenster des Erdgeschosses werden von konsolenähnlichen Schlusssteinen bekrönt. Die Fensterbrüstung (Blendbalustrade) des Erkers wiederholt sich am linken Fenster des Obergeschosses, ebenso die geschwungene Verdachung mit Rocailleornamentik. Die Brüstungen der Fenster links und rechts des Erkers sind mit pflanzlichen Motiven geschmückt, die Verdachungen, hier spitzgiebelig, weisen ebenfalls Rocailleformen auf. Die Verkleidung der Rollladenkästen des Erkers nimmt den gesamten Rundbogenteil des mittleren Erkerfensters ein. Die Fenster des Mezzaningeschosses werden von stuckgeschmückten Rundbögen überfangen, über den das Dachgesims, auf Konsolen gestützt, lagert. Das Innere des Hauses ist insgesamt in einem sehr gut erhaltenen Zustand, viele Details der ursprünglichen Ausstattung existieren noch. Auffallend ist das aufwendig gestaltete Treppenhaus mit antikisierenden Wandmalereien (z. B. gemalte Wandverkleidung mit imitierter Marmorkassettierung, figürliche und pflanzliche Motive). Der originale Marmorboden des Treppenhauses ist erhalten, ebenso der größte Teil der Stuckdecken im gesamten Haus. Im Flur erfolgten kleinere Reparaturen an der Decke und den Wänden. Die alten Zimmertüren sind noch vorhanden, weiterhin die Holztreppe mit gedrechseltem Geländer und kanneliertem Anfangspfosten mit Leuchter. Von der ursprünglichen Ausstattung sind außerdem vorhanden die Fenster, die Boden- und Wandfliesen in der Küche und der Toilette, ein originaler Keramikofen im Salon (Villeroy & Boch). Vom Keller mit Gewölbe führt die alte Kellertür in den Garten. Das Gebäude bildet zusammen mit den Häusern Bahnhofstraße 26 und 28 einen Teil der ehemaligen, die Bahnhofstraße prägenden Bebauung. Der Stadtbauplan von 1860 war Grundlage für die Entwicklung der Viersener Innenstadt. Der noch erhaltene Teil der alten Bauflucht ist Ergebnis dieser Städteplanung und daher ein Zeugnis der Stadtentwicklungsgeschichte. Darüber hinaus geben der hohe Anteil der Originalsubstanz sowie der gute Erhaltungszustand einen unverfälschten Eindruck von der bürgerlichen Wohnkultur des späten 19. Jahrhunderts. Aus wissenschaftlichen, insbesondere kunsthistorischen als auch architektur- und städtebaugeschichtlichen Gründen liegen Erhaltung und Nutzung des Gebäudes gemäß § 2 (1) des Denkmalschutzgesetzes NRW im öffentlichen Interesse. | 1893                   | 6. September 2000  | 394             |
| Wohnhaus                                        | Wohnhaus                                         | Viersen Bahnhofstraße 26 Karte                                 | Das Wohnhaus Bahnhofstraße 26 ist der linke Teil eines Doppel-Wohnhauses, das 1893 durch den Bauherren Peter van der Straeten errichtet wird. Planverfasser ist Jos. Lusch. Es handelt sich um ein traufständiges zweigeschossiges Wohnhaus zu drei Fensterachsen. Das Dach ist zur Straße als schiefergedecktes Mansarddach mit zwei kleinen Zwerchhäusern ausgebildet. Die Fassadengestaltung der beiden Haushälften ist im Prinzip spiegelsymmetrisch gehalten. Geschoss-, Trauf- und angedeutete Sohlbankgesimse akzentuieren die Horizontale, hochrechteckige Fenster- und Türöffnungen die Vertikale. Das Erdgeschoss ist über dem Sockel mit einem Bänderputz versehen. Der Hauseingang sitzt, tief eingenischt und über mehreren Stufen erhöht, in der rechten Achse, in der linken Achse befindet sich unter dem Fenster ein Kellereinlass. Die geputzten, schmucklosen Gewände der Wandöffnungen werden von volutenförmigen Konsolsteinen bekrönt. Das Obergeschoss zeigt eine Backstein-Putzgliederung und ist durch seine aufwändigeren Schmuckformen hervorgehoben. Insbesondere das Fenster über dem Hauseingang ist durch seine gebänderte Putzrahmung mit Blend-Balusterbrüstung und muschelnischenartiger Bekrönung besonders ausgezeichnet. Diese Eingangsachse wird von einem verschieferten Turmaufbau überhöht, der deutlich über den Mansardknick hinausreicht. Die beiden anderen Fenster sind ebenfalls mit einer, allerdings schmaleren und flacheren Putzrahmung und einer geraden Verdachung versehen. Die Eingangsnische ist seitlich und an der Decke durch Putzspiegel gestaltet. Die zweiflügelige hölzerne Haustür entstammt einer Reparatur des Hauses nach dem Zweiten Weltkrieg. Sie ist mit ihren schlanken, kreuzgeteilten Glaseinsätzen eine in Stil und Qualität angemessene qualitätvolle Ergänzung. Der Eingangsflur weist noch seinen originalen Schmuckfliesenboden der Bauzeit auf. Er führt zum etwa in der Mitte der Haustiefe angeordneten Treppenhaus mit quergelagerter, ursprünglicher Treppe. Der Fliesenboden hier entstammt wahrscheinlich dem Umbau 1931/32. Die Treppe mit schlichtem, als mehrteiliger Rotationskörper gestaltetem Anfänger führt mit gezogenen Stufen anstelle eines Podestes gewendet zum Obergeschoss. Ein verglaster Lichtschacht belichtet das Treppenhaus von oben. Der in den Bauplänen angelegte Grundriss erfährt hinsichtlich seiner konstituierenden Elemente lediglich eine nennenswerte Veränderung, als 1931/32 der neue Besitzer Josef Booms die ehemals offene Veranda zugunsten einer Vergrößerung des Wohnzimmers schließen lässt. Das heute zum Garten hin raumabschließende dreiteilige Schiebefenster entstammt noch diesem Umbau (im Obergeschoss darüber befindet sich noch ein zweites Fenster dieser Art). Wohnzimmer und vorderer „Salon“ werden von einer breiten zweiflügeligen Rahmenfüllungstür getrennt. Auch bei den anderen Zimmern sind alte Rahmenfüllungstüren und Holzfenster mit T-Teilung erhalten. Der Bauherr des Doppelhauses Bahnhofstraße 26/28 Peter van der Straeten übernimmt 1896 die 1867 errichtete und danach immer wieder ausgebaute Bindfaden- und Spinnnadelfabrik (später Dachpappenfabrik) Peter Genenger. Zusammen mit seinem Teilhaber Wilhelm Doussier richtet er in den Firmenhallen eine Schuhmacherei ein. Aus einem Dokument im Stadtarchiv Viersen geht hervor, dass van der Straeten im Jahr 1902 41 Jahre alt ist, also um 1861 geboren sein muss (aber nicht in Viersen). 1902 wohnt er im Haus am Kloster 2. Die Anlage der Bahnhofstraße, ehemals Casinostraße, geht auf den Viersener Stadtbauplan von 1856/60 zurück. Sie führt von der Hauptstraße zum ehemals an ihrem Ende etwa auf Höhe des heutigen Freiheitsringes gelegenen Bahnhof, bevor dieser in den 1910er Jahren an seine heutige Stelle verlegt wird. In ihrem Verlauf sind noch zahlreiche innerstädtische Wohngebäude des späten 19./frühen 20. Jahrhunderts erhalten, die ein anschauliches Bild von der wachsenden Stadt Viersen jener Zeit vermitteln. Funktionale und städtebauliche Dominante dieses Straßenzugs ist das Rathaus, dessen heute dreiteiliger Komplex sich jenseits der Kreuzung mit der Königsallee schräg gegenüber von dem Wohnhaus Bahnhofstraße 26 erstreckt. In seiner unmittelbaren Umgebung ist das hier beschriebene Wohnhaus Teil eines kleinen Ensembles vergleichbarer Haustypen, zusammen mit den beiden bereits unter Denkmalschutz stehenden Häusern Bahnhofstraße 24 und 28, letzteres in Doppelhausmanier ein annähernd spiegelbildliches Pendant. Die Reihe dieses Ensembles wird gegenüber dem Rathaus mit den Häusern Bahnhofstraße 32, 34, 34a, 34b und 36 fortgesetzt, so dass sich insgesamt eine städtebaulich höchst wertvolle Situation historischer Gebäude ergibt. Das Wohnhaus Bahnhofstraße 26 bezieht seinen Wert aber nicht nur aus dieser städtebaulichen Beziehung, sondern auch aus seinem Charakter als außen und innen sehr gut erhaltenes Zeugnis eines typischen innerstädtischen Wohnhauses im Kern der 1890er Jahre mit einigen wenigen, seinem Stil angemessenen Veränderungen aus der Mitte des 20. Jahrhunderts. Als Bestandteil der historisch geprägten Bahnhofstraße und gut erhaltenes Zeugnis seiner Bauzeit ist das Wohnhaus Bahnhofstraße 26 bedeutend für Viersen. An seiner Erhaltung und Nutzung besteht aus wissenschaftlichen, hier architekturgeschichtlichen sowie aus städtebaulichen Gründen ein öffentliches Interesse. Da die Voraussetzungen des § 2 (1) des Denkmalschutzgesetzes NRW somit erfüllt sind, handelt es sich um ein Baudenkmal. | 1893                   | 18. April 2002     | 428             |
| Wohnhaus                                        | Wohnhaus                                         | Viersen Bahnhofstraße 28 Karte                                 | Das zweigeschossige Wohnhaus mit Mansarddach wurde gleichzeitig und in gestalterischer Einheit mit dem Nachbarhaus Bahnhofstraße 26 im Jahr 1893 errichtet. Die Backsteinputzfassade mit historistischem Dekor erfährt durch den stark strukturierten Bänderputz des Erdgeschosses sowie durch Sockel-, Geschoss- und Sohlbankgesimse eine horizontale Gliederung. Von den drei Fensterachsen wird die linke durch den tief im Haus liegenden Eingang mit Treppe, die mittlere Achse durch eine kannelierte Fenstereinfassung im 1. Obergeschoss akzentuiert. Die Öffnungen des Erdgeschosses werden von stilisierten Tierköpfen bekrönt, im 1. Obergeschoss bilden die Backsteinfassade und die ausgemauerten Fensterbrüstungen einen lebhaften Kontrast zu den hellen Fenstereinfassungen und -verdachungen. Im Dachgeschoss befinden sich zwei zwischen den Achsen gelegenen Dachgauben mit bogenförmigen Verdachungen. Die Fenster und die Eingangstür wurden nach dem Krieg erneuert, die Türen im Hausinnern sind noch als Originale vorhanden. Im Innern des Gebäudes sind in einigen Räumen des Erd- und Obergeschosses die Stuckdecken mit floralem und geometrischem Dekor erhalten. Das Treppenhaus und der Flur sind in nahezu unverändertem Zustand: eine originale Holztreppe mit gedrechseltem Geländer und verziertem Anfangspfosten, farbige Bodenfliesen, Stuckaturen in der Laibung des Eingangsbogens. Weiterhin sind noch alte gusseiserne Heizkörperverkleidungen und Lampen vorhanden. Das Gebäude Bahnhofstraße 28 ist zusammen mit dem Haus Bahnhofstraße 26 Bestandteil eines die Bahnhofstraße prägenden Ensembles. Der Stadtbauplan von 1860 war die Grundlage für die Entwicklung der Viersener Innenstadt. Dieser noch erhaltene, zusammenhängende Teil der alten Bauflucht ist Ergebnis der Städteplanung des 19. Jahrhunderts und daher Zeugnis der Stadtentwicklungsgeschichte. Aus wissenschaftlichen, insbesondere architekturhistorischen und städtebaulichen Gründen liegen die Erhaltung und Nutzung des Gebäudes gemäß § 2 (1) des Denkmalschutzgesetzes NRW im öffentlichen Interesse. | 1893                   | 23. Februar 2000   | 381             |
| Villa,einschl.Remise und Einfriedungsmauer      | Villa,einschl.Remise und Einfriedungsmauer       | Viersen Bahnhofstraße 31 Karte                                 | Die zweigeschossige Villa mit Mansarddach wird in der Hauptansicht zur Bahnhofstraße in fünf und zur Burgstraße in drei Achsen errichtet. Im rückwärtigen Bereich öffnet sich das Haus, in Form eines „L“s errichtet, zu einer parkähnlichen Anlage. Die Hauptansicht wird zentralsymmetrisch mit einem in der Mitte liegenden Eingang gestaltet. Die Mittelachse ist durch einen flachen Risalit betont. Die Schmuckformen entsprechen denen der Neu-Renaissance. Insgesamt erhält die Fassade durch den erdgeschossigen Bänderputz sowie Sohlbank und Geschossgesims eine horizontale Gliederung. Den Abschluss zum Mansarddach bildet ein weit ausladendes Kranzgesims. Die Fassade zur Burgstraße wird im Obergeschoss in den fensterfreien Achsen mit einem Medaillon auf jeder Seite geschmückt. Das linke beinhaltet die Darstellung des Merkur oder Hermes. Er ist der Patron der Kaufleute, der Hirten und des Handels, daneben Bote des Zeus. Seine Attribute sind der geflügelte Reisehut und der schlangenumwundene Heroldsstab, ferner zwei Flügel an den Füßen sowie einen Geldbeutel in der Hand. Im rechten Medaillon wird Vulkanus oder Hephästos, ursprünglich der Blitzgott, dann der Gott des Feuers, der Kunst und des Handwerks, dargestellt. Er ist charakterisiert durch eine halbrunde Kappe, durch Hammer oder ähnliches Werkzeug; er ist bärtig dargestellt. Weitere Figuren schmücken den Eingangsbereich. Hier sind in Wandnischen zwei Amoretten oder Eroten platziert (muntere Knaben, die einer Beschäftigung von Erwachsenen nachgehen). Zur Linken befindet sich die Figur eines Knaben mit Hammer, Zange und Amboss, der hier Vulkanus nacheifert. Diesem gegenüber steht ein Knabe mit Anker, Geldbeutel und Fass, der in der Kleidung des Hermes dargestellt ist. Den Eingangsbereich im Innern des Hauses gliedern Lisenen in Marmordekor. Weiter führt der Flurbereich zu der mit kunstvollen Schnitzereien versehenen Holztreppe. Den Treppenpfosten krönt eine Holzbüste der Anna Susanna Lüps, der Ehefrau des Bauherren. Die weitere Ausstattung, auf hohem handwerklichem und künstlerischem Niveau, ist in der Symbolik und der figuralen Darstellung, z. B. in der Übergiebelung einer Zimmertür, auf die römische Mythologie bezogen. Besonders hervorzuheben sind die feinen Bemalungen in den Kassetten der Füllungstüren. Ebenso prachtvoll erscheinen die farbigen Stuckdecken. Hier trennen Girlanden die einzelnen Kassetten aus filigranem floralen Stuckwerk mit Engelsköpfen und Musikinstrumenten wie z. B. Geige und Flöte. Auf dem rückwärtigen Gartengelände befindet sich ein ehemaliges Ökonomiegebäude, das 1880 errichtet und 1927 zu einer Garage umgebaut wird. Durch den Umbau wird die Wand zur Burgstraße, in der sich zwei Fenster befinden, in eine Öffnung in der Größe eines Garagentores vergrößert. Bemerkenswert ist die Ausbildung zweier Dachgauben mit schmückendem Schnitzwerk. Weiter wird das Gebäude von einem Pferdekopf und einer Wetterfahne akzentuiert. Die architektonische Qualität des Hauses sowie die repräsentative Innenausstattung und die Nachbarschaft weiterer repräsentativer Gebäude um den Park machen das Gebäude zu einem außergewöhnlichen Dokument derzeitiger demonstrativer Bauweise in der Mitte der Stadt. Aus wissenschaftlichen, insbesondere städtebaulichen, kunsthistorischen und architekturgeschichtlichen Gründen liegen Erhaltung und Nutzung des Wohnhauses und der Garage gemäß § 2 (1) des Denkmalschutzgesetzes NRW im öffentlichen Interesse. | 1880–1927              | 30. August 1990    | 234             |
| Wohnhaus                                        | Wohnhaus                                         | Viersen Bahnhofstraße 32 Karte                                 | Das wohl um 1897 errichtete Wohnhaus ist ein Eckgebäude zur Bahnhofsstraße bzw. Königsallee. Das Haus ist dreigeschossig (einschließlich Mansardgeschoss) und ist bezogen auf die Ecke, in einer Gliederung von 5 : 2 Achsen. In einer für die Erbauungszeit typischen Ecklösung ist die Hausecke zur Straßenkreuzung abgerundet und mit einem kleinen Eckturmversehen, der das gesamte Gebäude mit seiner lanzenartigen Spitze überragt. Eine weitere Betonung erfährt das Haus in der Hauptfassade zur Bahnhofstraße. Hier ist die mittlere der fünf Achsen durch den mit Säulen getragenen Erker und dem darüber liegenden geschmückten Dachhaus betont. Der mit Rundbogenüberdeckte zurückliegende Eingang liegt darunter. Daneben befinden sich jeweils zwei durchlaufende Fensterachsen, die in den mit Stuck geschmückten Dachgauben des Mansarddachs enden. Die Fassade zur Königsallee ist mit zwei Fensterachsen versehen, wobei die Fenster der rechten Achse vorgeblendet sind. Zwischen den beiden Achsen ist mittig im Obergeschoss ein Männerkopf mit schmückendem Stuckwerk zu sehen. Eine kräftige horizontale Gliederung des im Erdgeschoss in Quaderputz gehaltenen Gebäudes wird durch Haupt-, Fensterbank und ein stark strukturiertes Kranzgesims erreicht. Das Obergeschoss ist mit einem gelben Backstein verblendet. Im Inneren des Gebäudes sind erdgeschossig strukturierte Stuckdecken vorhanden. Der originale Bodenbelag im Flur ist stark beschädigt. Das gesamte Gebäude ist unterkellert. Die Kellerdecke ist als Kappendecke ausgebildet. Das repräsentative Gebäude in betonter Ecklage prägt mit seinen bis auf die Fenster originalen äußeren und seiner Backsteinputzfassade mit Neurenaissance-Schmuckformen den Straßenraum wesentlich mit. Es ist als Blickpunkt im Stadtkern von Viersen gelegen und auch im städtebaulichen Zusammenhang zu sehen. Mit einer Reihe weiterer Häuser gleichen Entstehungsdatums leitete die Bahnhofstraße vom ehemaligen Bahnhof zur Hauptstraße und war seinerzeit einer der repräsentativsten Straßen der Stadt. Hier spiegelt der zeitgenössische Bautyp des stattlichen Wohnhauses das historische Stadtbild wider. Aus wissenschaftlichen, insbesondere architekturgeschichtlichen sowie städtebaulichen und stadtbildprägenden Gründen stehen Erhaltung und Nutzung des Gebäudes gemäß § 2(1) des Denkmalschutzgesetzes NRW im öffentlichen Interesse. | 1897                   | 26. Juni 1985      | 41              |
| Gastwirtschaft                                  | Gastwirtschaft                                   | Viersen Bahnhofstraße 33 Karte                                 | Das Gebäude befindet sich in markanter Ecklage Bahnhofstraße/Parkstraße. Seine städtebauliche Wirkung wird besonders dadurch betont, dass es frei steht, ohne unmittelbare Nachbarbebauung; zu beiden Seiten schließt sich lediglich eine hohe, zeitgenössische Backsteinmauer an, die die angrenzenden Gartengrundstücke zur Straße abschirmt. Zur Zeit seiner Erbauung befand es sich damit direkt am alten Bahnhof der Stadt, der im Bereich der heutigen Einmündung der Bahnhofstraße in die Freiheitsstraße lag und auf den die Bahnhofstraße (damals noch Casinostraße) direkt zulief. Funktion und Anordnung des Gebäudes erklären sich z. T. aus dieser ehemaligen Lage. Nach lokaler mündlicher Überlieferung wurde das Haus vom Eigentümer des benachbarten Hauses Bahnhofstraße 31, des Bankiers und Unternehmers Lüps, für eine „Geliebte“ errichtet. Ursprünglich war in ihm eine Gastwirtschaft untergebracht, was bereits im Außenbau durch die abgeschrägte Ecke mit dem ehemaligen Eingang in die Wirtschaft, einem typischen Erkennungsmerkmal dieser Nutzung, angedeutet wird. Zwar sind derzeit keine Bauakten auffindbar, jedoch ist im Stadtarchiv die betr. Konzessionsakte erhalten. Demnach wurde die Wirtschaft von einem Peter Heinrichs bzw. von seiner Witwe betrieben, der zuvor bereits eine Schankwirtschaft in der Heierstraße unterhielt. Ein Konzessionsgesuch der Witwe datiert aus dem Jahr 1890; da das Nachbarhaus Bahnhofstraße 31 1880 errichtet wurde, sind die 1880er Jahre als Bauzeit für das Gebäude Bahnhofstraße 33 anzunehmen. Es handelt sich um einen stattlichen dreigeschossigen Putzbau mit historisierenden Fassadendekor. Zur Bahnhofstraße besitzt er fünf, in der abgeschrägten Ecke eine und zur Parkstraße drei regelmäßige Fensterachsen. Eingänge befinden sich in der mittleren Achse zur Bahnhofstraße und, heute vermauert, in der Eckachse. Das Erdgeschoss ist durch eine Putzbänderung akzentuiert. Die Eingänge werden antikisierend gerahmt (Pilaster auf Postamenten mit Gebälk), die durch ein Sohlbankgesims miteinander verbundenen hochrechteckigen Fenster von kleinen volutenförmigen Schlusssteinen bekrönt. Erd- und Obergeschoss trennt ein umlaufendes Gesims. Darüber verbindet wieder ein Sohlbankgesims die reicher gerahmten und verdachten Fenster des ersten Obergeschosses, welches so als beletage-artiges Hauptgeschoss ausgezeichnet ist. Die Fenster über den Eingängen sind durch aufwändige antikisierende Rahmungen (auf der Ecke Dreiviertelsäulen, seitlich Pilaster) mit Brüstungs-Blendbalustern und bekrönenden Segmentgiebeln besonders hervorgehoben. Konsolen und Schäfte am Fenster der Eckachse sind mit Maskenköpfen und vegetabilem Schmuck versehen. Das zweite Obergeschoss wird lediglich durch ein Sohlbankgesims horizontal akzentuiert, Rahmung und Verdachung der Fenster sind hier weniger aufwändig wie im Hauptgeschoss, Dreiecksgiebel zeichnen die Fenster der Eingangsachsen aus. Ein kräftiges Kranzgesims leitet zu dem flach geneigten, abgewalmten Dach über. Die Fassaden zu den Gartenseiten sind backsteinsichtig gehalten, mit einfach in die Wand eingeschnittenen Öffnungen ohne Rahmung oder Profilierung, jedoch mit stichbogiger Sturzmauerung. Im Inneren ist der typische Gastwirtschaftsgrundriss im Erdgeschoss noch ablesbar erhalten. Charakteristisch sind der große ehemalige Schankraum mit eigenem Zugang in abgeschrägter Ecke und der danebenliegende getrennte Zugang für die anderen Räumlichkeiten, der auch zu einem innenliegenden Treppenhaus führt. In der Ecke zu den beiden Gärten hin, in einen eingeschossigen Anbau ausgreifend, war ehemals die Küche angeordnet. Weitere „Wirtschaftsräume“ waren laut Konzessionsgesuch von 1890 in den beiden anderen Zimmern des Erdgeschosses und im Eckzimmer des ersten Obergeschosses untergebracht. Leider wurde durch spätere Umbauten die originale Ausstattung weitgehend entfernt. Erhalten sind lediglich Reste von Deckenstuck im Eingangsflur und im Eckzimmer des ersten Obergeschosses (beide mit Rosette) sowie die schlichte Holztreppe. Zu dem Gebäude gehört eine hohe Backsteinmauer entlang der Parkstraße mit Eckpylonen und Portal. Als Zeugnis der Stadtentwicklung Viersens um 1900, dem ehemaligen Bahnhofsumfeld unmittelbar zugehörig und daher in städtebaulich und stadtbaugeschichtlich prominenter Lage, ist das Gebäude Bahnhofstraße 33 bedeutend für Viersen. Es ist außerdem ein wichtiger Bestandteil der historischen Strukturen und Gebäudeensembles im Bereich Bahnhofstraße/Stadtgarten/Park- und Poststraße. Es handelt sich um ein gestalterisch typisches und mit seinem historisierenden Ornamentdekor qualitätvolles Beispiel des Baues um 1880/90 im Allgemeinen und der Bauaufgabe Gaststätte im Besonderen. Das Äußere ist im Wesentlichen unversehrt anschaulich erhalten, im Inneren gibt trotz der späteren Umnutzung vor allem der typische Grundriss die ursprüngliche Bestimmung als Gaststätte noch wider. An der Erhaltung und Nutzung des Gebäudes besteht daher aus wissenschaftlichen, insbesondere architektur- und ortsgeschichtlichen Gründen ein öffentliches Interesse. Darüber hinaus liegen städtebauliche Gründe vor, da sich das Gebäude in exponierter Ecklage am Beginn einer der Hauptzufahrtsstraßen in die Innenstadt von Viersen befindet und einen historisch und ästhetisch stimmigen Hintergrund für die vorgelagerten öffentlichen Grün- und Gartenanlagen bildet. Hinzu kommt die bereits oben erwähnte Ensemblewirkung des Bereichs, zu der das Haus einen wichtigen Teil beiträgt. Von städtebaulicher Bedeutung ist schließlich auch die Gartenmauer zur Parkstraße, die zusammen mit ihrem Pendant an der Bahnhofstraße auch die vermutete Beziehung zum Haus Bahnhofstraße 31 (Villa Lüps) andeutet. Da die Voraussetzungen des § 2 Denkmalschutzgesetzes NRW somit vorliegen, handelt es sich bei dem Gebäude Bahnhofstraße 33 in Viersen einschließlich der angrenzenden Gartenmauer um ein Baudenkmal. | 1880–1890              | 23. Februar 2000   | 382             |
| Wohnhaus                                        | Wohnhaus                                         | Viersen Bahnhofstraße 34 Karte                                 | Das zweigeschossige Wohnhaus mit Mansardgeschoss wurde 1897 zusammen mit dem Eckgebäude Bahnhofstraße 32/Königsallee 24 errichtet und nimmt gestalterisch Bezug auf dessen Erscheinung. Das Haus mit originaler Backsteinputzfassade ist kräftig horizontal gegliedert durch Quaderputz im Erdgeschoss und Sockel-, Sohlbank- und Geschossgesimse. Das Obergeschoss ist mit Backsteinen verblendet, die von waagerechten Putzstreifen unterbrochen werden. Die Gliederung der Fassade setzt sich im Haus Bahnhofstraße 32 fort. Von den drei Fensterachsen wird die mittlere durch den von Lisenen flankierten Eingang mit originaler Haustür hervorgehoben. Darüber kragt ein balustergeschmückter Balkon über zwei Konsolen aus. Die historisierenden Stuckornamente konzentrieren sich auf die Fensterbrüstungen und geraden Fensterverdachungen mit Girlandenmotiven im 1. Obergeschoss, die Blendpfeiler und die geschweiften Dachgauben des Mansardengeschosses. Das Innere des Hauses ist intensiv modernisiert, allein im Treppenhaus sind noch Stuckdecke und Treppe mit gedrechseltem Geländer und kanneliertem Anfangspfosten mit Pflanzenmotiven erhalten. Das Gebäude mit seiner engen gestalterischen Anlehnung an das Haus Bahnhofstraße 32 bildet zusammen mit den Nachbarbauten ein die Bahnhofstraße prägendes Ensemble der Gründerzeit. Der Stadtbauplan von 1860 war die Grundlage für die Entwicklung der Viersener Innenstadt. Die zusammenhängende Häuserzeile ist Ergebnis dieser Planung und stellt somit ein Zeugnis der Stadtentwicklungsgeschichte dar. Aus wissenschaftlichen, insbesondere architekturgeschichtlichen und städtebaulichen Gründen, liegen Erhaltung und Nutzung des Gebäudes gemäß § 2 (1) des Denkmalschutzgesetzes NRW im öffentlichen Interesse. | 1897                   | 6. September 2000  | 395             |
| Wohnhaus                                        | Wohnhaus                                         | Viersen Bahnhofstraße 34 a Karte                               | Das dreigeschossige Gebäude mit Satteldach entstand, genau wie das Nachbarhaus 34b, im Jahr 1914 auf den noch unbebauten Grundstücken zwischen den kurz vor der Jahrhundertwende errichteten Wohnhäusern entlang der ehemaligen Casinostraße. Die originale Putzfassade mit drei Fensterachsen wird in der Waagerechten nur zurückhaltend von Stuckdekoration gegliedert, dominanter ist die vertikale Gliederung durch den in der Mittelachse über dem Erdgeschoss auskragenden Erker mit Rundbogenfenstern sowie den geschwungenen Ziergiebel, der nahezu die gesamte Straßenseite des Hauses überspannt. Der Eingang in der rechten Achse wird gestalterisch nicht betont, die Tür mit einem kleinen Rundbogenfenster wurde nach dem Vorbild der originalen Tür erneuert, wobei schmückende Teile (vorgeblendete Pfosten mit Kapitellen, Beschläge) von der ersten Tür übernommen wurden. Unter dem Erkerfenster im 1. Obergeschoss und allen Fenstern des 2. Obergeschosses sind Stuckkassetten mit Girlandenmotiven angebracht, die die gliedernde Funktion eines Stockwerkgesimses übernehmen, wie es zwischen Erdgeschoss und Obergeschoss der Fall ist. Die Fenster sind durchgehend erneuert. Das Innere des Hauses ist bis auf das Treppenhaus modernisiert. Neben der originalen Holztreppe mit verziertem Anfangspfosten sind noch die ursprünglichen schwarzen und weißen Bodenfliesen, ein Garderobenschrank und zwei gusseiserne Heizkörper, mit pflanzlichen Motiven des Jugendstils verziert, erhalten, außerdem die Windfangtür und eine Deckenlampe. Das Gebäude mit seiner zurückhaltenden eleganten Fassadengestaltung bildet mit den benachbarten Gebäuden ein die Bahnhofstraße prägendes Ensemble. Der Stadtbauplan von 1860 war die Grundlage für die Entwicklung der Viersener Innenstadt. Die zusammenhängende Häuserzeile stellt ein noch erhaltenes Ergebnis dieser langfristig konzipierten Planung dar und ist somit Zeugnis der Stadtentwicklungsgeschichte. Aus wissenschaftlichen, insbesondere architekturgeschichtlichen und städtebaulichen Gründen liegen die Erhaltung und Nutzung des Gebäudes gem. § 2 (1) des Denkmalschutzgesetzes NRW im öffentlichen Interesse. | 1914                   | 23. Februar 2000   | 380             |
| Wohnhaus                                        | Wohnhaus                                         | Viersen Bahnhofstraße 34 b Karte                               | Das dreigeschossige Gebäude mit Satteldach entsteht wie das Nachbargebäude Bahnhofstraße 34a im Jahr 1913 auf einem der beiden noch unbebauten Grundstücke zwischen den kurz vor der Jahrhundertwende errichteten Wohnhäusern entlang der ehemaligen Casinostraße (heute Bahnhofstraße). Die straßenseitige originale Putzfassade ist sowohl vertikal als auch horizontal unterschiedlich geschossweise gegliedert und zeigt Stilmerkmale des Spätklassizismus sowie des Jugendstils auf. Im Erdgeschoss ist rechtsseitig der Hauseingang zum Hochparterre zu finden, der gestalterisch beidseitig durch zwei kannelierte Pilaster mit ionischen Kapitellen gerahmt wird. Darüber befindet sich über einem profilierten Gesims ein aufrecht stehendes ovales Fenster, das von einem festonartigen vegetabilen Kranz umsäumt wird. Linksseitig wird die durch Quaderputz strukturierte Fassade durch zwei Fensterachsen und eine Tür zum Souterrain gegliedert. Die beiden Fenster werden durch zwei Ziergitter gesichert. Das Hochparterre zeigt sich in Bänderputz und wird neben dem rechtsseitigen ovalen Oberlicht des Hauseingangs linksseitig durch ein dreiflügeliges Fenster mit senkrecht kleinteilig untergliederten Oberlichtern geprägt. Das zweite Obergeschoss wiederum weist in der Achse des Fensters des Hochparterres einen dreiseitigen Erker auf, der im Dachgeschoss in einer Brüstung für einen Balkon endet. Rechtsseitig findet sich außerhalb der Eingangsachse ein zweiflügeliges Fenster mit Oberlicht wieder. Die Fassade wird zum Hochparterre durch durchgängige Gesimsbänder im Sockelbereich des Erkers und Brüstungsbereich der Fenster unterteilt. Der Erker wird oberhalb der Fenster durch zwei und als Abschluss der Brüstung durch ein Putzgesims gegliedert. Die Brüstung selber ist durch eingelegte Putzkassetten mit vegetabilen Schmuckformen dekoriert. Das Dachgeschoss wird durch einen bis nahezu in Firsthöhe errichteten Ziergiebel dominiert, der im unteren Bereich einmal geschweift ist und im oberen Bereich einen dem Spätklassizismus zuzuordnenden Dreiecksgiebel aufweist. Der Übergang dieser beiden Giebelabschnitte wird optisch durch drei Fensterachsen im unteren Bereich sichtbar. Diese werden durch ein durchgängiges vegetabiles Schmuckgesims bekrönt. Im oberen Giebelbereich zeigt sich mittig ein rundes Schmuckfenster und links- und rechtsseitig im Traufenbereich des Dreiecksgiebels ein Mäanderdekor. Rückseitig präsentiert sich die Fassade als schlichte Putzfassade. Die rückwärtigen Fenster weisen die gleichen Unterteilungen wie die straßenseitigen auf. Im Inneren präsentiert sich das Haus im Grundriss unverändert. Hervorzuheben ist die Trennung des Wohntraktes zum Küchentrakt durch ein Hochparterre- und Souterraingeschoss. Die ehemalige Küche ist großzügig zugeschnitten und durch eine durchgängige Wandplattierung mit weißen Fliesen und im Karomuster verlegten weißen und dunklen Bodenfliesen geprägt. Ins Souterrain führt eine weiße Marmortreppe. Das Treppengeländer ist der Formensprache des Art déco zuzuordnen. In die weiteren Geschosse führen Holztreppen mit einfachen gedrechselten Stabgeländern. Eine Vielzahl der Innentüren und eine Oberlichtverglasung zur Belichtung des Treppenhauses sind original erhalten. Das Gebäude mit seiner zurückhaltenden, jedoch in der Formensprachen unentschiedenen Fassadengestaltung (Jugendstil/Spätklassizismus) ist im Zusammenhang mit dem Nachbargebäude Bahnhofstraße 34a im Ensemble zu betrachten, das das Straßenbild prägt. Der Stadtbauplan von 1860 ist die Grundlage für die Entwicklung der Viersener Innenstadt. Die zusammenhängende Häuserzeile stellt ein noch erhaltenes Ergebnis dieser langfristig konzipierten Planung dar und ist somit ein Zeugnis der Stadtentwicklungsgeschichte Aus wissenschaftlichen, insbesondere architekturgeschichtlichen und städtebaulichen Gründen liegen Erhaltung und Nutzung des Gebäudes Bahnhofstraße 34b gemäß § 2 (1) des Denkmalschutzgesetzes NRW im öffentlichen Interesse. | 1913                   | 23. Juni 1999      | 375             |
| Villa Corty                                     | Villa Corty                                      | Viersen Bahnhofstraße 36 Karte                                 | Geschichte: Das Haus Bahnhofstraße 36 wurde 1883 durch Ewald Corty als Wohnhaus mit Anbau errichtet. Der nachfolgende Besitzer, Walter Kaiser, ließ das Gebäude 1926 vor allem im Innern um- und einen Teil des Daches zur Dachterrasse ausbauen. 1932 kaufte der „Verein Erholung e. V.“ das Haus für 35.000 Mark, nachdem sich die „Aktiengesellschaft Erholung“, 1877 gegründet, in die Aktiengesellschaft und den Verein Erholung gespalten hatte. Gegründet als Verein „zur geselligen Erholung“, der Wein ein- und verkaufte und ein Gesellschaftslokal zur Bewirtung der Mitglieder führte, entwickelte sich die „Gesellschaft Erholung“ immer mehr zu einer Einrichtung mit Kostüm- und Karnevalsveranstaltungen, Vorträgen und Diskussionen, Bällen und Festen. Schon 1939 war der Bau einer Kegelbahn am Ende des Grundstücks beantragt worden, aber erst 1951 ausgeführt. Seit November 1972 war das Standesamt der Stadt Mieter im 1. OG des Hauses. Seit 1997 hat die Gesellschaft für Stadtentwicklung dort ihren Sitz. Beschreibung: Bei dem Gebäude handelt es sich um eine zweigeschossige Villa mit fünf Fensterachsen und einem Mansardwalmdach. Das Eingangsportal mit zwei Fenstern im Obergeschoss liegt links um einige Meter zurückversetzt. Die originale Putzfassade, erdgeschossig in Bänderputz ausgeführt, wird horizontal durch ein Sockelgesims mit Kellerfenstern, Stockwerk- und Sohlbankgesims gegliedert. das Dachgesims wird von blattverzierten Konsolen getragen, Die Fensterbrüstung im Erdgeschoss wird von Stuckkassetten und Stuckrosetten unterbrochen. Die vertikale Gliederung erfolgt durch Eckquaderung und fünf Fensterachsen, von denen die mittlere durch einen hervorkragenden Balkon im 1. OG, der von zwei Säulen getragen, betont wird. Außerdem zeigt das mittlere Fenster des Obergeschosses eine konsolengestützte, bogenförmige Fensterbekrönung mit Girlanden- und Volutendekor und den Buchstaben „EC“ (Ewald Corty). Die Balustrade des Balkons wird unter den übrigen Fenstern im Obergeschoss formal weitergeführt. Die Zwickel oberhalb der originalen Rundbogenfenster im Erdgeschoss und die Dreiecksgiebel über den erneuerten Fenstern im Obergeschoss sind mit pflanzlichen Ornamenten der Neorenaissance geschmückt. Über der Mittelachse und zwischen den äußeren Achsen liegen drei Dachgauben mit Dreiecksgiebel (Fenster sind neu). Die über eine Treppe zugängliche Eingangshalle wird von zwei das Geschossgesims stützenden Säulen flankiert; ein Triglyphenfries leitet zum Dreiecksgiebel mit den verzierten Buchstaben „EC“ über. Im Innern fällt das zum größten Teil im Original erhaltene repräsentative Treppenhaus mit reich verzierten Stuckdecken und einer Holztreppe mit aufwendigem gusseisernem Gitter auf. Die Räume in Erdgeschoss und Obergeschoss werden gestalterisch von den Stuckdecken mit geometrischen und floralen Mustern bestimmt. Die Fenster im 1. OG zur Straßenseite sind erneuert, ansonsten sind die alten Fenster und Türen überwiegend erhalten. Einige Fenster im Anbau weisen noch die alten Bleiverglasungen auf. Der Stadtbauplan von 1860 war die Grundlage für die Entwicklung der Viersener Innenstadt. Das Gebäude ist ein noch erhaltener Teil der ursprünglichen Bauflucht und bildet mit den Nachbarhäusern ein Ensemble, das wesentlich den Charakter der Bahnhofstraße prägt. Das Haus ist ein Zeugnis der Stadtentwicklungsgeschichte und weist darüber hinaus einen hohen Anteil an qualitätsvoller Originalsubstanz auf, die sich in gut erhaltenem Zustand befindet und Aufschluss gibt über die gehobene Wohnkultur des letzten Viertels des 19. Jahrhunderts. Aus wissenschaftlichen, insbesondere städtebaulichen und architekturgeschichtlichen Gründen liegen Erhaltung und Nutzung des Gebäudes gemäß § 2 (1) des Denkmalschutzgesetzes NRW im öffentlichen Interesse. | 1883                   | 23. Februar 2000   | 379             |
| Kriegerdenkmal                                  | Kriegerdenkmal                                   | Viersen Bahnhofstraße / Ecke Freiheitsstraße Karte             | Ein Kriegerdenkmal wird zur Erinnerung an gefallene Soldaten errichtet. Schon während des Ersten Weltkrieges hatte der Viersener Unternehmer Otto Pongs eine Kriegsanleihe in Höhe von 15.000,00 Mark zum „Gedächtnis der gefallenen Söhne unserer Stadt“ gestiftet, die jedoch nach Kriegsende durch die Inflation verloren ging. 1925 stellte er für den gleichen Zweck 10.000 Mark zur Verfügung. Weitere Vereine unterstützten das Vorhaben, u. a. durch Sammlungen in der Bürgerschaft. Vorbehalte aus der Bevölkerung, in sozialer Notlage das Geld besser für ein Kriegerheim oder die Errichtung eines Jugendheimes mit einer Jugendherberge für Kinder ehemaliger Krieger zur Verfügung zu stellen, blieben unberücksichtigt. Am 23. Nov. 1925 trat zum 1. Mal der „Denkmalausschuss“ zusammen. Er setzte sich zusammen aus 3 Vertretern der Stadtverordnetenversammlung (Herrn Hendricksen, Herrn Blankartz, Herrn Scholl), aus 3 Vertretern der militärischen Vereinigung Viersen sowie 2 Vertretern aus der Bürgerschaft (Herrn Pongs als Stifter und Architekt Esser). Der Ausschuss entschied sich, dem Wunsch des Stifters entsprechend, für einen Standort auf dem ehemaligen Bahnhofsgelände gegen die Alternativen Neumarkt und Hoher Busch. In einem Zeitungsbericht aus dem Jahr 1925 wird von einem Ideenwettbewerb zur „Erlangung künstlerischer Entwürfe“ berichtet. Ob dieser durchgeführt worden war bzw. wie es zur Auftragsvergabe an Fritz Behn gekommen ist, ist nicht mehr nachvollziehbar. Die Grundsteinlegung fand am 9. Mai 1926, dem ersten Sonntag nach Abzug der Besatzungsmacht, in Gestalt eines Volksfestes statt. Nach einem Besuch von Ausschussvertretern des Ateliers Fritz Behns in München, bei dem das fertige Denkmal, eine trauernde Mutter mit ihrem toten Sohn auf dem Schoß aus Muschelkalk, besichtigt wurde, beschloss der Denkmalausschuss im Juni 1926 den Auftrag entsprechend zu vergeben. Der Sockel und das Fundament sollte in Viersen gefertigt werden. Entgegen der ursprünglichen Gestaltung wurde nach Protesten aus der Bürgerschaft der nackte Sohn mit einem Lendenschurz versehen. Am 9. August 1926 fand dann, wiederum im Rahmen eines umfangreichen Programms mit Platzkonzerten, Festzug und Fackelsternlauf die feierliche Enthüllung des Kriegerdenkmals statt. Beschreibung: Auf einem zweistufigen Unterbau aus Muschelkalk erhebt sich ein mehrfach abgetreppter Sockel desselben Materials. Dieser Sockel trägt die Figurengruppe, die ebenfalls aus Muschelkalk hergestellt ist. In überlebensgroßer Ausführung, etwa 4,00 m hoch, ist eine trauernde Mutter, die einen toten Soldaten, ihren Sohn, auf dem Schoß hält, dargestellt. Die Frau trägt ein langes Gewand. Ihr Kopf wird von einem Schleier bedeckt, der aus einem feinkörnigen Muschelkalk verlängert wird und den ursprünglichen nackten Soldaten bedeckt. Der Sohn liegt zurückgebogen, Kopf und Arme fallen nach hinten, auf dem Schoß der Mutter. Seine rechte Hand umklammert ein zerbrochenes Schwert. Die Figurengruppe, der traditionellen Pietà-Darstellung nachempfunden, ist streng frontal ausgerichtet. Die strenge Linienführung wird durch nur sparsam angewandte Gewandfalten und die nur grob angedeuteten Gesichtszüge unterstrichen. Auf der Vorderseite des Sockels stehen lediglich zwei Worte: F Ü R S V A T E R L A N D. Auf der Rückseite befinden sich die Jahreszahlen 1914–1918. Ferner sind die beiden zum Denkmal gehörenden Sitzbänke anzuführen, die rechts und links davorgeordnet sind. Eine Sitzplatte wird von jeweils drei niedrigen, geschwungenen Stützen getragen. Auch diese Bauelemente sind aus Muschelkalk hergestellt. Fritz Behn entstammte einer Lübecker Patrizierfamilie. 1878 in Klein-Grabow/Mecklenburg auf dem Landgut der Familie geboren, wuchs er in Lübeck auf. Von 1898 bis 1900 studierte er in München Bildhauerei bei Wilhelm von Rümann. Ab 1907 bereiste er mehrfach Afrika und Südamerika, teilweise lebte er dort. In den frühen 1920er Jahren arbeitete er als freier Künstler in Scharnitz/Tirol. Ab 1925 lehrte er an der Kunstakademie München, von 1936 bis 1946 war er Professor an der Wiener Akademie. Danach betrieb er eine eigene Bildhauerschule in Ehrwald/Tirol, um schließlich 1951 nach München zurückzukehren, wo er 1970 starb. Fritz Behn ist mit seinen eigenständigen Beiträgen im Bereich der figürlichen Darstellung und der Kleinplastik mit Beginn der 1920er Jahre hervorgetreten. Insbesondere seine Tierplastiken (z. B. Bremer Kolonialdenkmal) und Porträts (z. B. Rainer Maria Rilke, Gerhart Hauptmann, Maria Callas, Ricarda Huch, Albert Schweitzer, Theodor Heuss, Pius XII.) genossen internationalen Ruf. Er zeigte „großzügige“ Bilder verbunden mit einer außergewöhnlichen handwerklichen Perfektion. Seit Beginn des Ersten Weltkrieges vertrat er z. T. antidemokratische und antinationalistische Positionen, was sich in seinem Werk seit Ende der 20 Jahre deutlich ausdrückte. Auch seine widersprüchliche Haltung in der NS-Zeit führten seit den 70er Jahren zur kritischen Betrachtung und zurückgehender Anerkennung seiner Werke. Heute hat sich demgegenüber eine positivere Würdigung seines Beitrags zur figürlichen Plastik im 20. Jahrhundert durchgesetzt. Das Kriegerdenkmal ist in dieser Ausführung ein typisches Beispiel seiner Zeit, in der Ehrenmale als Sinnbilder für Opfermut und Heldentum sowie als Appell, alles „für das Vaterland“ zu geben, verstanden werden. Nach der Französischen Revolution und den Befreiungskriegen wurde der Krieg durch die Einführung der allgemeinen Wehrpflicht demokratisiert und die soziale Stellung der Soldaten deutlich gesteigert. Ein Kriegerdenkmal soll die Angehörigen trösten, dem Tod einen Sinn verleihen und die Überlebenden auf das Vorbild der Opfer verpflichten. Die gehaltenen Reden zur Grundsteinlegung und Enthüllung des Viersener Kriegerdenkmals spiegeln den Zeitgeist wider. Dennoch handelt sich um ein betont unheroisches Denkmal, das Trauer und Leid in den Mittelpunkt stellt, indem es einen toten Soldaten und eine trauernde Mutter zeigt. Damit steht das Viersener Denkmal im deutlichen Gegensatz zur schon damals nicht unüblichen und vor allem zehn Jahre später normalen Heldendarstellung wie z. B. der „Siegfried“ von Willi Meller in Dülken. Das gewählte Motiv der Pietà war eine der beliebtesten Darstellungen für Kriegerdenkmäler. Entnommen aus der christlichen Ikonographie stellt sie ein vertrautes Bild dar, erfährt aber einen neuen Kontext. Die Pietà wird verweltlich und zur Mutter-Sohn-Gruppe verändert. Insbesondere der Schmerz der trauernden Mutter um ihren geliebten Sohn wird thematisiert. Bürgerliche und christliche Wertvorstellungen finden zusammen. Es stellt den „Versuch einer moralischen Bewältigung des Krieges dar, den die Überlebenden im Denkmal geleistet zu haben glauben“. Das Kriegerdenkmal ist, bei aller Distanz aus heutiger Sicht zum Inhalt, ein qualitätsvolles Monument eines überregional bekannten Künstlers, der ein klassisches Motiv der Kunstgeschichte, die Pietà, für einen neuen Symbolgehalt abwandelte. Aus wissenschaftlichen, insbesondere lokalhistorischen und künstlerischen Gründen stehen Erhaltung und Nutzung des Kriegerdenkmals gemäß § 2 (l) des Denkmalschutzgesetzes NRW im öffentlichen Interesse. | 1926                   | 29. November 2005  | 464             |
| weitere Bilder                                  | Kath. Pfarrkirche St.Maria Helferin der Christen | Dornbusch Barionstraße 12 Karte                                | Geschichte: Die Kirche St. Maria Hilfe der Christen in Dornbusch ist die Pfarrkirche der umliegenden Bauerschaften Dornbusch, Kölsum und Rennekoven. Wegen der großen Entfernung aus dem lose besiedelten bäuerlichen Gebiet zu den bestehenden Pfarrkirchen in Süchteln, Dülken oder Lobberich wird sie 1855-58, zunächst als Kapelle, nach einem Entwurf des Kölner Baumeisters Vincenz Statz errichtet. Die erste urkundliche Erwähnung von Dornbusch findet sich 1465 in einem Zehnt-Vertrag des Kanonikers Matthias zu Rade (als „dor den Busch“; StA Köln, Pantaleon, 421). Neben Dorp/Vorst, Sittard und Hagenbroich ist Dornbusch eine der vier Honschaften des spätmittelalterlichen Kirchspiels Süchteln. Seine „durch den (Hohen) Busch“ erreichbaren Höfe sind dem Schultheißenhof und der Pfarrkirche in Süchteln kurmutpflichtig. 1663 wird eine Irmgardis-Bruderschaft Dornbusch gegründet. Am 20. Mrz. 1854 beantragt die Gemeinde St. Clemens (Süchteln), Pfarrer Ringelhoven, beim Generalvikariat Köln wegen der entfernten Lage der Honschaft den Bau einer eigenen Kapelle in Dornbusch. Der Bauplatz wird außerhalb der eigentlichen Honschaft gewählt, um den anderen zur Betreuung vorgesehenen Honschaften Rennekoven und Kölsum näher zu kommen. Die Grundsteinlegung erfolgt am 21. Nov. 1855, am 1. Dez. 1857 wird die neue Kapelle benefiziert. Nach der endgültigen Fertigstellung wird zum 12. Okt. 1858 Hermann Josef Koch als erster Rektor angestellt. Weitere wichtige Schritte in der kirchlichen Entwicklung Dornbuschs sind 1862 die Einrichtung einer Volksschule, am 30. Okt. 1889 die Errichtung der Kapellengemeinde und am 22. Aug. 1892 die Konsekration der Kapelle. 1903-09 wird die Kapelle baulich zu einer Kirche erweitert. Hierzu wird ein Turm samt anschließendem Hauptschiffjochen aufgeführt (Fa. Johannes Feldges, Lobberich). Der Kirchenmaler Heinrich Brey aus Geldern malt 1912 (mit Heinrich Froitzheim) den neuen Kirchenraum aus, als vorerst letzte große bauliche Maßnahme erfolgt dann 1916 der Einbau einer Heizung. Zum 6. Okt. 1918 erlangt Dornbusch schließlich die angestrebte Pfarrerhebung. Die Kirche wird von 1968 bis 1973 (Bauleitung: Lorenz Henenkes) und 1987/88 (Turmsanierung; Architekt: Bolten) grundlegend instand gesetzt. Beschreibung: Die katholische Pfarrkirche St. Maria Hilfe der Christen ist eine gotisierende dreischiffige Backsteinbasilika zu fünf Jochen und Chorraum mit dreiseitigem Schluss, ohne Querschiff. Die gesamte Länge des Mittelschiffs beträgt nach Brües (s. u.) 23,35 m, die Breite 13,28 m. Die verschieferte Dachlandschaft zeigt sich über dem Mittelschiff als Satteldach, über den niedrigen, durch Strebepfeiler rhythmisierten Seitenschiffen, als Pultdächer. Die Außenwände werden vornehmlich gegliedert durch kurze Spitzbogenfenster zwischen flachen Lisenen im Obergaden sowie zweibahnige Fenster zwischen Strebepfeilern an den Langhauswänden und im Chor. Der halb eingebaute, das Langhaus überragende Turm mit seitlich halbrundem Treppenturm schließt in vier Ecktürmchen und mittlerem Spitzhelm. Im Innern sind Mittel- und Seitenschiffe durch beiderseits vier Blausteinsäulen auf achteckigen Sockeln geschieden; die fünf Joche werden von Kreuzrippengewölben bekrönt. Im Westen ragt über Mittelschiffbreite eine hölzerne Orgelempore mit spitzbogiger Blendarkatur in den Raum. Der Chorschluss, ebenfalls in Breite des Mittelschiffs, ist über zwei flachen Stufen erhöht und wird seitlich von je einem quadratischen Annexraum (im Süden: Sakristei) flankiert. Haupt- und Seitenschiffe besitzen einen alten Steinplattenfußboden. Während der Chorraum einschließlich Altar und anderer Ausstattung in den 1990er Jahren neu gestaltet wird (die Ausstattung wird zuvor in den 1940er Jahren bereits teilweise erneuert), beeindruckt im Innenraum heute noch neben dem nicht ursprünglichen alten Gestühl das umfängliche Ausmalungsprogramm aus 1912. Als alte Ausstattungsstücke sind weiterhin erwähnenswert die Fensterverglasung (im Chor figürlich), die Klais-Orgel von 1912 und einige weitere neugotische Ausstattungsstücke. Als religiöser Mittelpunkt im Norden von Viersen (Dornbusch) einschließlich der heute zu Nettetal zugehörigen Bauerschaften Kölsum und Rennekoven ist die Kirche in Dornbusch bedeutend für Viersen und die umgebende Kulturlandschaft, innerhalb derer sie einen markanten Blickpunkt darstellt. An ihrer Erhaltung und Nutzung besteht aus den dargelegten künstlerischen sowie aus wissenschaftlichen, insbesondere orts- und architekturgeschichtlichen Gründen ein öffentliches Interesse. Sie ist daher gemäß § 2 (1) des Denkmalschutzgesetzes NRW ein Baudenkmal. | 1855–1857              | 18. Juli 2001      | 418             |
| Kath. Volksschule Dornbusch                     | Kath. Volksschule Dornbusch                      | Dornbusch Barionstraße 31 Karte                                | Geschichte: Dornbusch, 1465 erstmals erwähnt, ist neben Sittard, Vorst und Hagenbroich eine von vier Honschaften, die immer zu Süchteln zählte. Entlang der alten Heerstraße von Lobberich nach Süchteln an einem von der Höhe nach Westen herabfließenden Wasserlauf entwickelte sich Dornbusch auf der Hauptterrasse. Die Grenze zu Lobberich bildete der Pletschbach bzw. der Hanersgraben. 1827 Dornbusch gehört als Teil der Süchtelner Pfarre St. Clemens kirchlich zum Bistum Köln 20.03.1854 Antrag der Gemeinde St. Clemens beim Generalvikariat Köln wegen der entfernten Lage der Honschaft zum Bau einer eigenen Kapelle in Dornbusch. Der Bauplatz wird außerhalb der eigentlichen Honschaft gewählt, um den anderen zur Betreuung vorgesehenen Honschaften Rennekoven und Kölsum räumlich entgegenzukommen 1855-1857 Errichtung einer Kapelle 1862 Beschluss des Rates der Stadt Süchteln auf Gründung einer einklassigen Schule in Dornbusch, um den Kindern den langen Schulweg zu ersparen. Bis dahin besuchten die meisten Dornbuscher Kinder die Schule in Lobberich-Dyck. Zudem kam der Kinderreichtum der Landbevölkerung, der zu Raumnot führte. Auftrag der königlichen Regierung an den Lehrer Jakob Kösters, sich bezügliche Übernahme des Unterrichts an den Pfarrer Lambertz zu wenden. Jakob Kösters gibt bis zu seinem Tode 1898 an der Dornbuscher Volksschule Unterricht. 02.08.1862 Beginn des Unterrichts im Lokal des Wohnhauses von Gerhard Naus Die Anmietung erfolgte durch die Gemeinde Süchteln. Später wurde das Hinterhaus des Wohnhauses für die Schule in Nutzung genommen. 14.10.1869 Einweihung des neuen Schulgebäudes einschließlich Lehrerwohnung und Anbau für Toilettenanlage und Fahrradschuppen durch Pfarrer Lambertz 1870 Errichtung eines eigenen Pastorats 03.09.1877 Einführung des Zweiklassensystems und des Halbtagsunterrichts wegen Lehrermangel. In der Regel erteilten zwei Lehrpersonen Unterricht. 1891 Erhebung zu Kapellengemeinschaft 1903-1909 Bauliche Erweiterung der Kapelle zu einer Kirche 1918 Erhebung zur Pfarre 1940-1944 ständige Belegung eines oder beider Klassenräume durch Einquartierung von Soldate 08.4.1940 Spende der Schulglocke zum Geburtstags Adolf Hitlers 01.03.1945-26.04.1945 Quartier amerikanischer Soldaten, die gesamten Lehrmittel wurden als „Andenken“ mitgenommen. September 1945 Wiederaufnahme des Unterrichts 1946 Einführung der Schulspeisung durch die englische Militärregierung 40 % der Schüler an der Dornbuscher Volksschule sind wegen der Hungersnot unterernährt. 1959 Errichtung einer Pausenhalle und Vergrößerung des Fahrradschuppens 1966 Einführung des 9. Volksschuljahres Gliederung der Volksschule in Grundschule (Jahrgänge 1-4) und Hauptschule (Jahrgänge 5-9) 1968 Auflösung der „Zwergschule“ Dornbusch 1969 Verkauf des Schulgebäudes Beschreibung Das 1869 errichtete zweigeschossige Backsteingebäude mit Satteldach steht traufständig zur Barionstraße. Die beiden traufständigen Fassaden werden jeweils durch fünf Fensterachsen regelmäßig gegliedert. Die beiden Giebelseiten sind ursprünglich nicht durchfenstert. Lediglich die Schuleingangstür befindet sich auf dem Nordgiebel. Als reiner Zweckbau weist das Gebäude keine Dekorationen im Mauerwerk auf. Im Inneren sind die charakteristischen Grundrisselemente erhalten. Hervorzuheben ist vor allem, dass die beiden gleich großen Klassensäle nach wie vor ungeteilt und daher anschaulich vorhanden sind. Man betritt durch die Schuleingangstür einen Flur, der die gesamte Querachse einnimmt und dadurch von beiden Seiten belichtet wird. Zwei Türen führen jeweils in einen Klassenraum. Durch die Querteilung des Gebäudes gibt es jeweils einen Raum zur Straße bzw. Schulhof und einen Raum zum Garten mit jeweils vier Fensterachsen. Im Flur führt eine Holztreppe mit Mittelpodest ins Obergeschoss in die ursprüngliche Lehrerwohnung. Der Grundriss im Obergeschoss ist über die Querachse gespiegelt. Die Treppe führt weiter ins Dachgeschoss, dass laut Archivakten bereits Anfang des 20. Jahrhunderts zu Wohnzwecken genutzt worden ist. Volksschulen besaßen neben den Kirchen als öffentliche Gebäude in den oft sehr weitläufigen Honschaften durchweg große identitätsstiftende Bedeutung. Die Wege zur Teilnahme am religiösen oder schulischen Leben waren für die Gemeinde, insbesondere für die Kinder weit und bei schlechter Witterung oder im Winter nicht selten unmöglich. Dies galt auch für die Honschaft Dornbusch mit ihrer Anbindung an die Pfarre St. Clemens in Süchteln. Seit 1852 bemühten sich die Einwohner der Honschaft Dornbusch um eine eigene Pfarre, die sie letztendlich nach Errichtung der Pfarrkirche 1918 erhielten. Ebenso wurde aufgrund des langen Schulweges 1862 beschlossen, eine Schule zu bauen. Diese wird in Nähe der kurz zuvor errichteten Kapelle errichtet, so dass nach und nach ein kirchliches „Dienstleistungszentrum“ mit Pfarrkirche, Pfarrhaus, Josefsheim und Volksschule in Dornbusch entsteht. In Süchteln erhielten die Honschaften um 1870 eigene Schulhäuser, nur das Gebäude der Schule in Hagenbroich (Heerbahn/Mühlenheuweg) ist mit Baujahr 1845 älter. Mit der Aufgabe des Zwergschulwesens in der 2. Hälfte des 20. Jahrhunderts wurde diese Nutzung zu einer abgeschlossenen Geschichtsepoche. Das Gebäude Barionstraße Straße 31 ist daher als ehemalige katholische Volksschule der Honschaft Dornbusch bedeutend für Viersen. An seiner Erhaltung und Nutzung besteht aufgrund der anschaulichen Überlieferung der Gestalt und der funktionalen Konzeption aus wissenschaftlichen, insbesondere orts- sowie architekturgeschichtlichen Gründen ein öffentliches Interesse. Quellen Chronik Schule Dornbusch – 1917–1968 Inventarnummer 15.04.131 Fachbereich 50/II - Stadtarchiv Sü 3007 – Schulverwaltung: Schulbau, Instandsetzung ….1949-1962 Fachbereich 50/II - Stadtarchiv Sü 3069 – Schulverwaltung: Neuordnung des Schulwesens in Süchteln Fachbereich 50/II - Stadtarchiv Akte Barionstraße 31 Fachbereich 80/II – Bauordnung/Bauarchiv Literatur - Abrosius Sleegers: Die Volksschule in Süchteln-Dornbusch. In: Süchteln 1558–1958. Eine Festschrift der Stadt. (= Schriftenreihe des Landkreises Kempen-Krefeld. Band 5). Süchteln 1958. - Geschichte für Alle e. V./ Stadtarchiv Viersen: Die Pfarrchronik von Süchteln-Dornbusch. Viersen 2010, S. 171ff. | 1869                   | 15. März 2012      | 500             |
| Villa, Wirtschaftsgebäude u. Garten             | Villa, Wirtschaftsgebäude u. Garten              | Süchteln Beckstraße 28 / Düsseldorfer Straße 19 Karte          | LAGE UND ENTSTEHUNGSDATEN: Südöstlich vom Altstadtbereich in Viersen-Süchteln, an der Düsseldorfer Straße, errichtete der Architekt Balzer aus Oberkassel 1904/05 für Carl Freudenberg eine zweigeschossige Villa im Landhausstil mit Fachwerkgiebeln. Sie liegt in einer situationsreichen, detailliert gestalteten Garten- und Parkanlage, die überwiegend nach dem Erwerb der Villa durch Eduard Bong 1926 angelegt worden ist. Grundstückserwerbungen von 1926 bis 1956 durch Bong deuten auf eine allmähliche Erweiterung der Anlage in diesem Zeitraum hin. Die Gliederung der Anlage: Die Anlage erstreckt sich auf einem unregelmäßigen, ummauerten Gelände, das im Südwesten an die Düsseldorfer Straße, im Südosten an die Beckstraße heranreicht. Mehrere Gartenabschnitte sind zu unterscheiden: a) der Vorgarten vor der Villa an der Düsseldorfer Straße mit dem Eingangstor und der Zufahrt, b) das Rasenparterre mit einem Brunnen im Schnittpunkt eines Wegekreuzes, c) ein mit abwechslungsreicher Baumflora bestandener Landschaftsgarten nordöstlich im Anschluss an das Rasenparterre; dieser Landschaftsteil setzt sich in südöstlicher Richtung bis zur Beckstraße fort, wobei er eine von Baumbewuchs freie Teichregion umschließt, an die wiederum als Besonderheit ein terrassierter Felsengarten grenzt, d) der Nutzgarten an der Beckstraße im Anschluss an den landschaftlichen Gartenteil. Die Garten- und Parkteile: a) Zufahrt und Vorgarten: Die Einfahrt, durch ein Gittertor geschlossen, flankieren zwei hochrechteckige, aus schweren Quaderblöcken gefügte Werksteinpforten mit Abschlussgesims und Laterne in der Mitte, deren runder konsolenartiger Untersatz mit Eierstabzier mit dem Keilstein der Pforten verschmolzen ist. Den gepflasterten Zufahrtsweg begrenzt rechts eine Ziegelmauer mit rundbogigen Nischen, in die Puttenplastiken aus Majolika gestellt sind. Auf der linken Seite der Zufahrt wechseln Laternen auf Gusssteinpfosten mit Bäumen ab. Einfahrtstor und die angrenzende Mauer mit Majolikaplastiken stammen von 1928 (Architekt Willy Esser, Viersen). Der Vorgarten der Villa ist durch die Zufahrt im Südosten, eine Mauer mit Gitter an der Düsseldorfer Straße und eine hohe Ziegelmauer zum nordwestlichen Nachbargrundstück hin begrenzt. An die Zufahrt stößt ein kleines Rasenstück, dreiseitig abgepflanzt durch Strauchwerk, vor allem Rhododendron. Von diesem Rasenstück aus führen zur Villa hin einige Stufen in ein niedrigeres Terrain mit einem Rondell. Eine kräftige Bruchsteintreppe steigt von hier aus auf eine höhere Gartenebene vor der Front des Hauses, dem Hauptteil des Vorgartens. Dieser besteht aus einem Rasenstück, das wiederum eingetieft ist, zum Haus hin durch eine Bruchsteinmauer scharf abgegrenzt, an den Seiten teilweise sanft abgeböscht. Am Ende des Rasenstücks nahe dem Gitter an der Düsseldorfer Straße liegt ein ovales Zierbeet, kreuzförmig mit bruchsteingeplatteten Wegen durchgliedert und in der Mitte die Ovalform wiederholend; sie war mit Rosen ausgestattet (Reste erhalten). Zur Straße hin ist der Vorgarten durch eine Hainbuchenhecke abgeschirmt; sie folgt dem oval geführten Weg um das Rosenbeet herum. An der nordwestlichen Grenzmauer steht ein achteckiger Gartenpavillon aus schmuckvoll¤ verarbeitetem Lattenwerk, und in der Flucht dieses Pavillons, in der Nähe der Straße, findet sich ein bewachsener Hügel, eine besondere Modellierung des Vorgartengeländes an dieser Stelle. b) Das Rasenparterre: Auf der Rückseite der Villa führt eine vierstufige Bruchsteintreppe hinunter in ein großflächiges Rasenparterre, das durch ein Wegekreuz gegliedert ist (Grundstücke 1926 und 1928 erworben). Da die Längsachse auf die Treppe und letztlich auf die Villa bezogen ist, erscheint das Achsenkreuz innerhalb der Rasenfläche asymmetrisch verschoben. Im Schnittpunkt der Wegeachsen liegt ein runder Brunnen mit vier Froschskulpturen auf dem mit Bruchstein abgedeckten Beckenrand. Wegeachsen und Brunnenrondell sind begleitet von Blumenrabatten. Den Brunnen umgibt ein Weg aus Bruchsteinplatten. Dieses in der Wirkung rustikale Material spielt überhaupt im Erscheinungsbild der Anlage eine wichtige Rolle. Entweder werden Wege mit Bruchstein ausgelegt und Bruchsteintreppen errichtet, oder die Wege sind mit hochgestellten Bruchsteinplatten sauber eingefasst. c) Der landschaftliche Gartenteil: Nordöstlich auf das Rasenparterre folgt ein mit botanischen Raritäten abwechslungsreich bestandener Landschaftsgarten mit geschlängelter Wegeführung (Grundstücke 1926 erworben). Der Übergang von der Freifläche des Rasenparterres zum Waldteil ist nicht hart gestaltet, sondern in die Rasenfläche sind Solitärbäume hineingezogen, so dass ein malerischer Übergang entsteht. Auch die Wege im Landschaftsteil sind in gleicher Weise wie im Vorgarten und im Rasenparterre mit Bruchstein eingefasst. Ein besonderes Erlebnis im landschaftlich gestalteten Gartenteil ist die Wechselwirkung zwischen dichtwachsendem Strauchgehölz und einzeln gestellten Bäumen. Auffallend, wie bewusst auf kleine, packende Naturszenerien, die sich beim Durchschreiten ergeben, Wert gelegt ist; dem kommt die Verwendung dunkler Nadelgehölze im Kontrast mit Laubbäumen in verschiedenen Farbnuancen entgegen. Ein schöner Blick bietet sich aus dem Landschaftsgarten über die Brunnenachse auf die Villa. Geschickt ist in den Nordostteil des Landschaftsgartens ein Schwimmbecken mit Blockhütte hineingelegt. Nach Südosten erstreckt sich in Richtung auf die Beckstraße ein langgezogenes Rasenstück, das ringsum von Baumgruppen umstanden ist, der die Wegeführung folgt (erworben 1951 und 1952). Ehemals lag inmitten des Rasenstücks ein asymmetrisch geschwungener Teich; er ist heute verlandet, zeichnet sich im Gelände aber noch deutlich ab. An der Südwestseite der Teichregion erhebt sich ein hügeliger Felsengarten, mit Bruchsteinblöcken terrassenartig gegliedert, in der Ausbildung bewusst unregelmäßig. Wege erschließen diese Gartenpartie, und kleine Treppen führen von Stufe zu Stufe. Der Felsengarten ist u. a. mit Koniferen, Wacholder, Rhododendron und anderen Strauchgewächsen bepflanzt, die geschickt aufeinander bezogen sind: so entsteht ein malerisches Bild aus pyramidalen und strauchartigen Formen – ein Anblick, der zu den optisch reizvollsten Erscheinungen der Gartenanlage zählt und dem Besucher, sobald er aus dem Landschaftsteil in den Freiraum der Teichregion kommt, ein besonderes Überraschungsmoment bietet. d) Der Nutzgarten; An den langgestreckten landschaftlichen Gartenteil mit dem ehemaligen Teich schließt sich nach Nordosten und an die Beckstraße grenzend der großflächige Nutzgarten an (erworben 1956). Er ist durch ein regelmäßiges Wegenetz gegliedert. Hochgestellte Bruchsteinplatten fassen auch hier die Wege ein, an dem in der Regel die Obstbäume und Sträucher angeordnet sind. Sie betonen zusätzlich die strenge, regelmäßige Disposition der Anlage. Diese gehört gleichgewichtig wie die übrigen Gartenteile in die gartenkünstlerische Gesamtkonzeption und schließt sich formal an die Gestalt barocker Nutzgärten an. 1957 wurde in einem Geviert dieses Gartens ein Tennisplatz angelegt. Garten- und Wirtschaftsgebäude an der Nordwestseite des Nutzgartens stammen ebenfalls von 1957 (Architekt Willy Esser, Viersen). WÜRDIGUNG UND BEGRÜNDUNG DER DENKMALEIGENSCHAFT: Im Garten und Park der Villa Bong lassen sich verschiedene gartenkünstlerische Gestaltungsauffassungen im frühen 20. Jahrhundert erkennen. Einerseits ist die Anlage noch dem Landschaftsgarten verpflichtet, der Hang, eine Vielzahl von Gehölzen, teilweise Solitärpflanzen, zu verwenden, führte zu einer dendrologischen Musterkollektion von Bäumen und Sträuchern (sie verdienten eine botanische Spezialuntersuchung). Solche Bestrebungen sind charakteristisch für Villengärten des ausgehenden 19. Jahrhunderts (1). Hinzu kommt ein neues Element – typisch für die Entwicklung der Gartenkunst nach 1900: die Ausbildung von Flächen und Ordnungsbezügen (Rasenparterre mit Wegeachsensystem), womit auf Elemente barocker Gartengestaltung zurückgegriffen wird (2). Hierbei ist das Wohnhaus durch die Achsen des Parterres formal in die Gesamtanlage eingebunden. Auch der regelmäßig durch Wegeachsen gegliederte Nutzgarten ist Ausdruck für die zeittypische Rückbesinnung auf barocke Ordnungsgefüge, nun aber begründet mit ökonomischen Anforderungen. Gartenkünstlerische Bestrebungen des frühen 20. Jahrhunderts, durch Architekten wie Hermann Muthesius formuliert (3), zeigen sich auch in der Differenzierung des Gartenbildes im Nahbereich des Hauses: Durch das Gestalten mit verschiedenen Ebenen, die durch Böschungen, Mauern und Treppen in rustikalem Bruchstein, durch Baum-, Hecken- und Strauchpflanzungen künstlerisch überspielt werden. Auch das Gartenideal der Zeit um 1920, mit den sparsamsten Mitteln zum vollendeten Garten zu gelangen (4), wird spürbar. Die Garten- und Parkanlage um die Villa Bong zeichnet sich durch einen hervorragenden Erhaltungszustand aus; alle Strukturen der gartenkünstlerischen Konzeption sind bis heute deutlich abzulesen. Die Anlage bietet eine ungewöhnliche Vielfalt an Gartenbildern und zeittypischen Erscheinungsformen, die verschiedensten Tendenzen der Gartenkunst um und nach 1900 verpflichtet und hier miteinander in künstlerisch bedeutungsvoller Weise verschmolzen sind. Ein vergleichbares Beispiel ist bislang im Rheinland nicht bekannt, so dass die Anlage exemplarischen Aussagewert für die Geschichte der Gartenkunst in dieser Region besitzt. Die Garten- und Parkanlage der Villa Bong ist im öffentlichen Interesse schützens- und erhaltenswert aus künstlerischen und wissenschaftlichen, hier insbesondere gartengeschichtlichen Gründen. | 1904/1905              | 7. Februar 2005    | 339             |
| Kriegerdenkmal / Sektionskreuz Oberbeberich     | Kriegerdenkmal / Sektionskreuz Oberbeberich      | Oberbeberich Bebericher Straße Karte                           | Während zunächst die Vereine und Kirchengemeinden in den Jahren zwischen 1919 und 1925 Denkmäler zur Erinnerung an ihre Toten des Ersten Weltkrieges aufstellten, folgten ab 1926 bis 1932 die Zivilgemeinde Viersen und ihre Sektionen. In der Sektion Oberbeberich wurde dies mit einer kirchlichen Feier verbunden. Auf dem von der Familie Heinrichs zur Verfügung gestellten Platz sollte das Kriegerdenkmal auch als Sektionskreuz aufgestellt werden. Unter der Leitung des Lehrers Thoma und unterstützt durch den Pfarrer Andreas Gilles und durch die Stadtverwaltung schlug eine Kommission den Bewohnern einen Entwurf des Krefelder Bildhauers Wilhelm Röttges vor. Die Finanzierung erfolgte durch Spenden der Einwohner Oberbeberichs. Die Weihe des Sektionskreuzes erfolgte am 17. Mai 1928 durch Pfarrer Gilles. Beschreibung: Vier Stufen führen zu einem Altarsockel, auf dem ein Kruzifix aus Eichenholz unter einem Schutzdach steht. Der horizontale Balken wird rechts und links durch abgetreppte Streben mit dem vertikalen Balken gestützt. Die Christusfigur zeigt den seit der Gotik gebräuchlichen Dreinageltypus, bei dem die Beine übereinandergeschlagen werden und beide Füße von nur einem Nagel durchbohrt sind. Zudem ist unter den Füßen des Gekreuzigten ein Stützbrett angebracht. Die Figur ist lediglich mit einem Lendentuch bekleidet. Christus weist einem vom Leiden gezeichneten Körper und Gesichtsausdruck auf und ist bereits tot. Über dem Kopf befindet sich ein INRI-Schildchen. An der Front des Altarsockels ist ein Muschelkalkrelief angebracht, auf dem zwei kniende Engel in langen, weiten Gewändern ein Spruchband in den Händen halten. Darauf stehen die Worte: O crux ave vitae lignum. Um den Altarsockel ist eine ovale, 1,80 m hohe und 40 cm breite Abschlussmauer aus Backsteinen gemauert. Darin sind jeweils 5 Muschelkalkplatten mit Namen der Gefallenen des Ersten Weltkriegs eingelassen. Links ist die Überschrift. „Aus Dankbarkeit 1914“ und rechts „Unsern Gefallenen 1918“ zu lesen. Der Entwurf für das Kriegerdenkmal in der Honschaft Oberbereich stammt von dem Krefelder Bildhauer Wilhelm Röttges. Eine überregionale Bedeutung kommt ihm nicht zu. In Schiefbahn wurde 1927 auf dem Kirchplatz ebenfalls ein Ehrenmal für die Gefallenen des Ersten Weltkriegs nach seinem Entwurf errichtet. Röttges stellt einen sterbenden Soldaten dar, der sich liegend aufrichtet und in den Himmel schaut. Ein weiteres Ehrenmal für die Gefallenen des Ersten Weltkrieges entwarf Röttges für die Krefelder Fleischerinnung. 1933 wurde das Denkmal im Schlachthof eingeweiht. Die Denkmäler nach dem Ersten Weltkrieg zeigen eine große Motivvielfalt. Dabei sind christliche Attribute, allein oder in Verbindung mit weltlichen Symbolen, häufig vorzufinden. Seit der Regierungszeit des römischen Kaisers Konstantin des Großen (324–337 n. Chr.) ist das Kreuz das am häufigsten gestaltete Objekt in der christlichen Kunst, seit dem 6. Jahrhundert meist in Form des Kruzifixes. Das Kreuz symbolisiert zum einen den Opfertod Jesu Christi. Zum anderen symbolisiert es die Verbundenheit des Menschen mit der Erde und den Mitmenschen (waagerechte Achse des Kreuzes) sowie mit dem Göttlichen (senkrechte Achse des Kreuzes). Es soll die Trauernden in ihrem Schmerz trösten. So sprach Pfarrer Gilles bei der Weihe des Sektionskreuzes: „Das Kreuz passe für den Opfergeist der Helden, die das Opferkreuz trugen, schwer und kantig.“ Die beiden Engel im Bildrelief stellen die Verbindung zwischen dem Himmel und der Erde her. Sie empfangen die Seele der Toten und geleiten sie ins Jenseits. Als Lichtwesen tun sie Gottes Willen kund. Kriegerdenkmale, die nicht nur an Feldherren oder Offiziere erinnern, sondern auch an einfache Soldaten, entstanden erst in der Neuzeit (Französische Revolution). Nach Einführung der allgemeinen Wehrpflicht war die breite Masse der Bevölkerung vom Krieg betroffen. Das Wehrpflichtsystem begünstigte eine rücksichtslose Kriegführung mit riesigen Verlusten durch die Mobilisierung einer bislang unvorstellbaren Zahl von Soldaten. Die erstmalige Erwähnung der Namen einfacher Soldaten auf Gedenktafeln und Denkmälern sollte die Angehörigen trösten, indem es dem Tod ihrer Verwandten Sinn verlieh. Die Namenstafeln sind die eindrücklichste Form, die Erinnerung an die Toten zu bewahren. Der Name identifiziert den einzelnen Menschen über seinen Tod hinaus. Das Kriegerdenkmal, zugleich Sektionskreuz in Oberbeberich, ist ein Beispiel für den Gemeinschaftssinn der Bürger einer Sektion. Das ausgeführte Monument spiegelt ihre tiefe Verwurzelung im katholischen Glauben wider. Aus wissenschaftlichen, insbesondere lokalhistorischen und kunstgeschichtlichen Gründen stehen Erhaltung und Nutzung des Kriegerdenkmals gemäß § 2 (l) des Denkmalschutzgesetzes NRW im öffentlichen Interesse. | 1928                   | 30. November 2007  | 469             |
| Kamphof mit Kamp                                | Kamphof mit Kamp                                 | Viersen Bebericher Straße 175 Karte                            | Bei dem stattlichen Bauernhaus handelt es sich um den Kamphof. Er befindet sich auf dem südlichen, etwas erhöhten Teil (vielleicht künstlich) der Sitzstadt, heute noch als „Kämpken“ bezeichnet. Das im 17. und 18. Jahrhundert errichtete Haus ist bekannt durch die ehemalige Weinwirtschaft Stappen, ein beliebtes Ausflugsziel. Der ehemalige eingeschossige Fachwerkhof ist heute überwiegend in Backstein sichtig. Die Eingangsseite ist eingezogen und mit einem Krüppelwalmdach überdeckt. An dem auf einem T-förmigen Grundriss errichteten früheren Wirtschaftsteil ist ein zweigeschossiger Wohnteil mit Walmdach als Querriegel und fünf Fensterachsen wohl im 18. Jahrhundert angeschlossen. Die Fenster sind in Blockrahmen angeschlagen. Die alte Tür wurde im 20. Jahrhundert verändert. Der eingeschossige Wirtschaftsteil ist für Wohnzwecke umgebaut. Das landschaftsprägende Bauernhaus weist nicht nur auf den Typ eines T-Hauses, sondern zeigt ebenso anschaulich die fortschreitende bautechnische Entwicklung der niederrheinischen Bauernhausarchitektur. Den Kamphof umgibt eine inselartige Freifläche, die im Westen durch den Verlauf des Hammer Baches und im Osten durch die heutige Bebericher Straße begrenzt wird. Heute ebenso wie schon auf den ältesten zuverlässigen Karten des 19. Jahrhunderts hebt sich diese Fläche deutlich hervor und bildet eine Art Mittelpunkt der Siedlungslage. Die Darstellung bei Norrenberg, S. 81 verzeichnet als Umgrenzung der mit einem „Baumgarten“ bestandenen Erhebung eine Wallhecke. Historisch bezeichnet im niederrheinischen/Viersener Raum ein „Kamp“ ein „ursprünglich (…) mit einem Wall und Hecken und Bäumen umfriedetes größeres zusammenhängendes Feld“ oder eine umzäunte Wiese hinter dem Hause, meist mit Obstbäumen bestanden (Rheinische Flurnamen, S. 128). Die Freifläche, die dem um 1600 bereits erwähnten „Kamphof“ seinen Namen gab, spiegelt also heute noch ihre historische Bedeutung wider. Optisch, topografisch und siedlungsgeschichtlich bilden Gebäude und Kamp eine für das Verständnis des Denkmals wesentliche Einheit. Aus wissenschaftlichen, insbesondere architekturgeschichtlichen, landschaftsbezogen und siedlungstopografischen Gründen liegt die Erhaltung und Nutzung des Kamphofes (Gebäude und Kamp) gemäß § 2 (l) des Denkmalschutzgesetzes NRW im öffentlichen Interesse. | 17.–18. Jh.            | 9. Oktober 1985    | 69              |
| Könneshof                                       | Könneshof                                        | Viersen Bebericher Straße 341 Karte                            | Die 4-flügelige Backsteinhofanlage mit Fachwerktoreinfahrt liegt heute traufseitig an der Bebericher Straße, die um 1800 „Viehweg“ hieß. Die Fassade ist – wie im Mauerwerk direkt ablesbar – verändert worden: Im 18. Jahrhundert (1779?) wurde der 1½-geschossige Giebel durch Abwalmung im oberen Bereich abgetragen und zu den Seiten hin ergänzt, so dass ein durchlaufend 2-geschossiger Baukörper entstand – mit besseren Raum- und Lichtverhältnissen. Diese Änderung ist ein bedeutendes Zeugnis der Entwicklung vom niederrheinischen Hallenhaus zum T-Typ, bei dem Wohn- und Stallteil sich T-förmig absondern – entsprechend den größer gewordenen Raumbedürfnissen. (Zippelius, S. 76/77) Die Fassade ist in 5 Achsen unregelmäßig gegliedert, die drei inneren entsprechen dem Mittelschiff des Wohnstallhauses, daher springen sie zurück. Über einem ehemaligen Entlastungsbogen befindet sich eine kleine Sandsteintafel mit barock gerahmter Inschrift: JHS ANNO 1770 H N M N H EL NN (oder M?) in den Ecken noch einmal 1770. Darüber Nische mit neuer Muttergottes (Clasen, S. 27) Ganz ungewöhnlich ist ebenfalls, dass hier die Funktionen des Wohnstallhauses ursprünglichen bis heute noch in Betrieb sind! Im Stallbereich ist die Holzkonstruktion durch Gußstützen und Eisenträger ersetzt. Im Wohnbereich sind die Abseiten der Tradition entsprechend vorgezogen, der gesamte Grundriss ist wenig verändert. Die übrigen Wirtschaftsgebäude sind aus dem 19. und 20. Jahrhundert. Die Scheune wurde nach einem Brand 1937 neu errichtet. Die Einfahrt zum Wirtschaftshof in Fachwerk ist in Einfahrtstor und -tür geschieden, vorbildlich in Idee und Ausführung. Auf dem Sturzbalken die Worte (in Kapitalen) PETER EVEKERMANS + MARIKETRIN BURGERS 1805 Aus wissenschaftlichen, insbesondere architekturgeschichtlichen und volkskundlichen Gründen, liegen Erhaltung und Nutzung des Gebäudes gemäß § 2 (1) des Denkmalschutzgesetzes NRW im öffentlichen Interesse. | 18. Jh.                | 3. Juni 1987       | 148             |
| Wohnhaus                                        | Wohnhaus                                         | Süchteln Bergstraße 27 Karte                                   | Außerhalb der ehemaligen Stadtbefestigung Süchtelns wurde das 2-geschossige Gebäude auf dem damaligen Heiligenbergsweg errichtet. Das Haus mit Walmdach und nicht durchgezogenen Achsen erfährt hier eine Betonung der Ecke, indem auf jeder Seite zwei übereinander liegende Fenster angeordnet sind. Obergeschossig ragt kurz ein in sichtbarem Fachwerk konstruiertes Erkerfenster aus. Über der originalen Eingangstüre beeinträchtigt das Fenster zur Belichtung des Flurs mit bunten Glasbausteinen, die sonst unveränderte Fassade. Das Walmdachüberdeckt den seitlichen Anbau sowie das Erkerfenster und erhält somit unterschiedliche Traufhöhen. Der Sockel des Hauses ist in Backsteinen verblendet. Die Fenster des Hauses mit den für den Architekten typischen Sprossendetails, die jeweils die oberen Ecken eines Fensters abgrenzen, sind in gutem Zustand erhalten. Im Inneren des Hauses sind alle Holzausbauten wie Türen und Holztreppe erhalten geblieben. An den Türen findet sich im Lichtausschnitt der Türe das Detail der Fenstersprosse, hier konstruktiv bedingt in anderer Form wieder. Ebenso sind die rechteckigen Geländerstäbe zum Handlauf hin abgeschrägt. Sinngemäß ist das schmiedeeiserne Geländer der Eingangstüre ausgebildet. In den Räumen sind teilweise Stuckfriese mit 3 Kehlen erhalten. Das Haus in konventioneller Konstruktion von dem bekannten Architekten Karl Buschhüter (1872–1956) aus Krefeld mit den Formen des Jugendstils in den Fenstern, bringt mit seiner Gesamtkonzeption den Einklang zwischen Fassade und Innenraum durch die konsequente Fortführung der Details zum Tragen. Weiterhin macht die qualitätsvolle Ausführung und der nahezu erhaltene Originalzustand das Haus zu einem Dokument für das künstlerische Schaffen des Architekten. Aus wissenschaftlichen, insbesondere künstlerischen und architekturgeschichtlichen Gründen liegen Erhaltung und Nutzung des Gebäudes gemäß § 2 (l) des Denkmalschutzgesetzes NRW im öffentlichen Interesse. | 1902                   | 14. September 1988 | 176             |
| Grabstätte Rossie Friedhof Süchteln             | Grabstätte Rossie Friedhof Süchteln              | Süchteln Bergstraße Karte                                      | Bei dem Objekt handelt es sich um eine Familiengrabstätte mit einer Front von ca. 20 m, die durch acht mit Ketten verbundene halbhohe Säulen zum Hauptweg des Friedhofs abgegrenzt wird. Die Sandsteinsäulen, deren Schäfte aus grünem Granit gearbeitet sind, tragen kugelförmige Kapitelle. Diese Kugeln sind mit Friesen umlegt, die zahlreiche vegetabile und geometrische Ornamentik präsentieren (z. B. Akanthus, Palmetten, Laub- und Blattfries, Flechtband). Von einem ca. 5 m hohen Rundbogen mit Dreiecksgiebel geht in halber Höhe symmetrisch zu beiden Seiten eine halbbogenförmig angelegte Pergolakonstruktion ab. Sie verläuft über drei Säulen (Sandstein/Granit) und einem klassizistischen Grabpfeiler (Zeltdach) in eine Brüstung und endet rechtwinklig in drei weiteren halbhohen Säulen, von denen die jeweils frontbegrenzende Säule mit einer Kelchschale mit reichem Ornament geschmückt ist. Auch die Basen und Kapitelle der Säulen sowie die Friese der Grabpfeiler tragen aufwendig gearbeitetes Ornament. (s. o.) In der Sandsteinbrüstung wechseln die – in romanisches Rundbogenfries gefassten – Grabinschriften mit unbeschrifteten Teilen, die von Malteserkreuzen durchbrochen sind. Die Grabinschriften – in Blei gegossene Buchstaben – lauten nach rechts außen verlaufend: - Frau C. Adolph Rossié / geb. Elisabeth Dütting / geb. 16. Dez. 1850 / gest. 3. Jan. 1937. - Carl A. Rossié / königl. Kommerzienrat / geb. 11. Juni 1842 / gest. 27. Dez. 1917 / R.I.P. - Die Inschrift im unteren Grabpfeiler sowie die folgende Grabinschrift in der Brüstung sind zerstört. - Elisabeth Rossié / Geb. Dütting / geb. 16.12.1850 / gest. 9.1.193( ) - Bürgermeister / Carl Odendal / geb. 5. Aug. 1840 / gest. 2. Jan. 1919 / R.I.P. - Sophie Odendal / geb. Rossié / geb. 31. März 1834 / gest. 14. Dez. 1914 / R.I.P. Die Inschriften nach links außen verlaufend lauten - Frau Math. Rossié / geb. Marie Moubis / geb. 1. Oktob. 1846 / gest. 15. Juni 1926 / R.I.P. - Mathias Rossié / geb. 5. Mai 1840 / gest. 5. März 1911 / R.I.P. Im Pfeiler oben - Alfred Rossié / geb. 14.6.1888 / gest. 19.6.1953 / R.I.P. - Thomas Rossié / geb. 25. Jan. 1838 / gest. 17. April 1909 / R.I.P. - August Rossié / geb. 24. Febr. 1836 / gest. 22. Febr. 1899 / R.I.P. - Clara Rossié / 18. Mai 1832 / 20. Dez. 1851 / R.I.P. Den Mittelpunkt der Anlage bildet der – aus Sandsteinblöcken errichtete – Rundbogen mit klassizistischem Dreiecksgiebel, der einen weiteren Dreiecksgiebel mit Akroter trägt. Den Akroter schmückt ein Relief aus Mohnkapseln (Attribut des griechischen Gottes Thanatos = Allegorie des Schlafes). Der Giebelaufsatz ist mit romanischem Rundbogenfries bearbeitet und trägt als Medaillon das in den Stein gearbeitete Relief JHS. Der Hauptgiebel ist mit romanischen Zickzackgiebeln geschmückt. Der Rundbogen wird im oberen Innenraum von einer in den Sandstein gearbeiteten – gewundenen Dornenhecke eingefasst. Darunter befinden sich links und rechts je zwei Säulenpaare (Sandstein/Granit), deren romanische Würfelkapitelle reich mit wechselndem Palmettenornament besetzt sind. Der Bogen fasst ein weißes Marmorkreuz, auf dem sich – als aufgesetztes Relief – der Kopf des gekreuzigten Jesus findet. Mit Bart, langem Haar und Dornenkrone entspricht er dem byzentinisch geprägten Christusbild. Vor dem Sockel des Kreuzes, der die Inschriften Familie Carl Jos. Rossié trägt, steht auf zwei Stufen eine Frauenfigur aus weißem Marmor in Profilansicht. Mit gesenktem Haupt, leicht gebeugter Haltung in ein Gebet versunken, verkörpert sie Maria Magdalena, die als Büßerin seit dem 14. Jahrhundert als Begleitfigur der Kreuzigungsszene zu finden ist. Die Grabstelle wird von der Familie C.J. Rossie im Jahre 1898 erworben. Die Anlage entsteht im Jahre 1906 im „Atelier für Grabdenkmäler und Figuren D. Meinardus“. Sie ist in der rechten äußeren Grabsäule signiert: D. Meinardus 1906. Diese renommierte Düsseldorfer Werkstätte, die in dritter Generation von Siegfried Meinardus (1874–1932) geleitet wird, entwirft zahlreiche Grabsteine auf rheinischen Friedhöfen. Carl Josef Rossie (1794–1871) ist Goldschmied in Süchteln. Seine Söhne Carl Adolph, Thomas, Mathias und August gründen im Jahre 1864 die Textilfabrikation Gebr. Rossié die nahezu einhundert Jahre in Süchteln existiert. Carl Odendal ist mit einer Schwester der Brüder Rossié verheiratet. Er ist von 1872 bis 1908 Bürgermeister in Süchteln-Carl Adolph Rossié, der jüngste der Gebr. Rossié, wird 1912 zum königlichen Kommerzienrat ernannt. Die Grabanlage ist beispielhaft für die Sepulkralkunst des Großbürgertums des Wilhelminischen Zeitalters. Ganz im Stil des Historismus vermischen sich hier romanische, gotische und klassizistische Elemente, in Form, Materialien und Ornamentik. Die aufwendig gearbeitete, dekorativ repräsentative Grabanlage soll die wirtschaftliche Bedeutung der Unternehmerfamilie widerspiegeln. Aus wissenschaftlichen, insbesondere kultur- und ortsgeschichtlichen Gründen stehen Erhaltung und Nutzung der Grabanlage gemäß § 2 (1) des Denkmalschutzgesetzes NRW im öffentlichen Interesse. | 1906                   | 1. Februar 1991    | 248             |
| Wohnhaus                                        | Wohnhaus                                         | Süchteln Bergstraße 26 Karte                                   | Das um 1906 von Herrn Joh. Korsten als Bauleiter und Bauherr errichtete zweigeschossige Wohnhaus mit Satteldach und zur Straße gerichtetem Zwerggiebel, erstreckt sich entlang der Bergstraße. Die Backsteinputzfassade erfährt durch die Steinbänder eine horizontale sowie vertikale Gliederung der Fassade. Dadurch entsteht eine Teilung in vier Felder, in denen Fensteröffnungen in unregelmäßigen Achsen die Fassade beleben. Das Dachgeschoss bildet in Fachwerk eine eigenständige Konstruktion, aus der ein Giebelhäuschen in Ständer- und bogenförmigen Streben konstruiert, hervorragt. Weiterhin belebt eine kleine Dachgaube mit Helmdach, Spitze und dreiseitiger Fensterordnung das Dach. Die Tür in der Fassade ist ursprünglich; die Fenster sind erneuert. Die rückwärtige Fassade sowie der zweigeschossige Anbau mit Pultdach und verzierten Sparrenköpfen ist insgesamt backsteinsichtig. Das Innere des Gebäudes muss als insgesamt unverändert angesehen werden. So befindet sich im Flur des Hauses eine fein detaillierte Treppe mit gedrechselten Abschlüssen an der Untersicht des Zwischenpodestes und ein mit senk- und waagerechten Zierstäben gegliedertes Geländer mit abschließendem Holm. Weiterhin befinden sich in einigen Räumen Putzhohlkehlfriese als Deckenabschluss Die Innentüren mit Rahmen und Füllung sowie Zargen mit Schnitzwerk sind nahezu in allen Räumen vorhanden. Das Gebäude ist modernisiert. Das in zentraler Lage Süchtelns, außerhalb der ehemaligen Stadtmauer gelegene Wohnhaus repräsentiert die typische Bürgerhausarchitektur des 19. und frühen 20. Jahrhunderts und spiegelt an dieser Stelle das historische Stadtbild wider. Darüber hinaus ist die eher schlichte Fassadengestaltung sowie die qualitätsvolle Ausstattung überwiegend im ursprünglichen Zustand belassen und machen das Gebäude zu einem historischen Dokument. Aus wissenschaftlichen, insbesondere architekturgeschichtlichen und historischen Gründen liegen Erhaltung und Nutzung des Gebäudes gemäß § 2 (l) des Denkmalschutzgesetzes NRW im öffentlichen Interesse. | 1906                   | 14. September 1988 | 169             |
| weitere Bilder                                  | Irmgardisstift                                   | Süchteln Bergstraße 54 Karte                                   | Das mächtige Bauwerk des Irmgardisstiftes, 1907–1909 errichtet, besteht aus einer dreigeschossigen, dreiflügeligen Anlage auf U-förmigem Grundriss. Das Gebäude besitzt ein hohes Souterrain und ein schiefer-gedecktes Mansard-Walmdach mit Dachreiter (als Glockenstuhl dienend) und breite Schleppgauben. Die Eingangsmittelachse ist risalitartig vorgezogen und wird durch einen geschweiften Knickgiebel zusätzlich betont. Die gotisierenden Formen werden hier durch renaissancistische Elemente bereichert. Über einem Inschrift-Band: Pensionat St. Irmgardis befindet sich eine Werksteinskulptur (die heilige Imgardis?) auf einem Konsölchen. Eine Seitenachse ist ebenfalls an der Ecke risalitmäßig ausgebildet. Im zweiten Obergeschoss des Eckrisalits befindet sich ein Maßwerkfenster. Die Backstein-Putzfassaden mit historisierendem Werksteindekor (hauptsächlich aus gelbem Sandstein) sind als Gliederungselemente eingesetzt. So sind die beiden Obergeschosse verputzt, Souterrain, Eingangs-, Eck- und Treppenrisalit backsteinsichtig. Im Sockelbereich befindet sich auch Quadermauerwerk. Um das hohe Gebäude zusätzlich in der Horizontalen zu gliedern, laufen Fenster- und Sockelgesimse um. Als Gestaltungselement sind die unterschiedlich eingesetzten Formen der originalen Fenster zu sehen, während eine Gliederung der Fenster nicht in durchgezogenen Achsen stattfindet, sondern durch paarweise Anordnung bzw. in Bezug aufeinander. So wechseln sich Rundbogenfenster mit gemauerten Stichbögen, hohe Doppelfenster mit gemeinsamen Sandsteinfensterstürzen, abgetreppte Dreierfenster mit Werksteinsturz und Sohlbank, Fensterreihen mit Werksteinfries und backsteingemauerten Stichbögen, kleine schmalhohe Rundbogenfenster sowie kleinste Fenster ab. Alle sind noch mit originalen Fensterstöcken z. T. in Maßwerk und originaler Aufteilung erhalten. Der Kapellentrakt besitzt Maßwerkfenster im neugotischen Stil. Das dort darüberliegende Mansardgeschoss ist verschindelt. Der dortige Seiteneingang ist ebenfalls risalitartig vorgezogen und schließt mit einem Treppengiebel ab. Auch eine Loggia mit Holzbrüstung und darunter befindlichen bleigefassten bunten Fenstern dekorieren diese Wand. Ein weiteres Treppenhaus ist als vorspringender polygonaler Treppenturm mit eigenem Helmdach gestaltet. Ebenso ist auch die Eingangstür zum Hof hin risalitartig vorgezogen und besitzt einen eigenen Giebel. Die betonten Eingänge haben verzierte Holztüren mit Eisenbeschlägen. Zum Haupteingang im Mittelrisalit der Frontfassade führt eine zweiseitige Freitreppe mit Gitter. Über der geschmückten Holzeingangstür befindet sich eine Supraporte in Maßwerk mit Kopfkonsölchen und einem Fenster mit bleigefassten bunten Glasscheiben. Bei den Nebeneingängen sind in Werkstein gefasste Oberlichter in buntem, bleigefasstem Glas zu finden. Vom Hauptportal führt eine Treppe, über der sich ein schmales Werksteinkreuzgewölbe spannt, durch eine Holztür mit kleinformatigen Fenstern in eine Vorhalle mit zwei Werksteinsäulen. Sie besitzen eine hohe Basis, ihr Hals ist geriffelt und ihr Säulenkopf schwingt aus, um das Maßwerkgewölbe zu tragen. Hier wie im gesamten Bereich der Gänge und Flure ist der Fußboden mit grauen, weißen und roten Kacheln gefliest. Das gemauerte Treppenhaus ist hier durch Bogenöffnungen mit Sandsteingewänden gestaltet. Sämtliche hohen Holztüren im Innern besitzen Oberlichter und sind z. T. mit schmiedeeisernen Türgriffen versehen. Die Kapellentür aus Holz mit verzierten schmiedeeisernen Beschlägen und Türgriff hat ein Werksteingewände und im Tympanonstil einen Werksteintürsturz. Zwei Wappen zeigen die Erbauungsjahreszahl von 1907. Die Kapelle mit flacher, neuer Holzdecke und quadratischem Chor hat noch die ursprüngliche Holzempore und die bunten Glasfenster der Erbauungszeit. Braune Bodenfliesen tragen ein Lilienmuster und ein Löwenmuster, das einen Kreis aus vier Kacheln mit je einem laufenden Löwen bildet. Das Gebäude liegt in einem parkähnlichen Grundstück, das noch die ursprüngliche Einteilung von Obstgarten, Gemüsegarten, Blumengarten in rechteckiger Form durch Wege, teils mit Buchsbaum eingefasst, untergliedert aufzeigt. Dieser charakteristische Konventsbau in der Tradition des Historismus erbaut, wurde von dem Architekten Kaspar Clemens Pickel (1847–1939), der vornehmlich durch zahlreiche Kirchenbauten in romanischem und gotischem Stil hervorgetreten war, errichtet. Dabei zeichnete er sich durch eigentümliche Fortentwicklungen der Stilvorbilder in Grundriss und Raumwirkung aus. Überhaupt ist er einer der bedeutendsten Baumeister des 19. Jahrhunderts auf dem Gebiet der Sakralarchitektur. Der Stiftsbau bietet vom Typus her wenige Ansatzpunkte für die Entfaltung architektonischen Könnens. Hier handelt es sich um einen im Wesentlichen gotischen Formen verpflichteten Bau. Die Qualität des Architekten zeigt sich dabei vor allem im Detail, mit der er der primär auf die Erfüllung eines großen Raumprogramms angelegten Architektur die Monotonie genommen hat. Wichtigstes Mittel war hierbei die Variation der Fensterformen und deren Zuordnung zueinander, die hier einen besonders großen Einfallsreichtum zeigen. Die gesamte Anlage ist nahezu symmetrisch. In der Schlichtheit und Monumentalität der Gesamtwirkung sind außerdem Zeitströmungen der Erbauungszeit erkennbar, die in historisierende Architektur integriert worden sind. Innerhalb der Gruppe vergleichbarer Schulgebäude fällt das Irmgardisstift wegen seiner gelungenen Gestaltung auf. Der stattliche Bau ist in neugotischen Formen errichtet und hat im Inneren neben den Gewölben des Treppenhauses und den alten Fliesenböden vor allem zahlreiche originale Holztüren, die von guter Qualität sind. Die Kapelle mit der ursprünglichen Empore, den Glasfenstern und dem Fliesenboden verdient ebenso Aufmerksamkeit. Der Zustand besonders der Details im Inneren ist gut. Nach einer schulischen Vorgeschichte, die bis in die Mitte des 20. Jahrhunderts zurückreicht, wurde das Irmgardisstift von den Franziskanerinnen 1909 als Pensionat für Mädchen eingeweiht. Ab 1939 erlitt das Gebäude eine wechselvolle Geschichte. Als beispielhafte Architektur des beginnenden Jahrhunderts in Süchteln bildet das Gebäude heute einen markanten Akzent im Stadtbild mit herausragender Silhouette. Daher stehen Nutzung und Erhaltung des Imgardisstiftes aus wissenschaftlichen, insbesondere kultur- (hier Schulgeschichte), orts- und architekturgeschichtlichen sowie städtebaulichen Gründen gem. § 2 (1) des Denkmalschutzgesetzes NRW im öffentlichen Interesse. | 1907–1909              | 26. Juni 1985      | 42              |
| weitere Bilder                                  | 7 Fußfallstationen                               | Süchteln Bergstraße / Heiligenberg Karte                       | In Süchteln begleiten seit 1704 sieben Fußfallstationen den Weg von der Pfarrkirche St. Clemens im Ortskern zur 1664 auf den Süchtelner Höhen errichteten Irmgardiskapelle. Dieser Weg, die heutige Bergstraße, wird schon im Kirchen-Lagerbuch von St. Pantaleon von 1589 unter dem Namen „Naffers Wegh“ verzeichnet. Der Begriff Fußfall leitet sich ab von den Kniefällen des Beters vor den Stationen. Es war üblich, vor den Fußfällen bei besonderen Anliegen z. B. Krankheits- und Sterbefällen zu beten. Die Kreuzwegandacht entsteht im späten 15. Jahrhundert als Ersatz für die Pilgerfahrt nach Jerusalem. Der Leidensweg Christi wird in Lage und Entfernung den realen Verhältnissen entsprechend übernommen. Die sieben Kreuzwegstationen an der Bergstraße in Süchteln sind der sogenannten Römerfahrt nachgebildet. Die in sieben verschiedenen Kirchen Roms aufgestellten Abbildungen des Leidens Jesu zeigen folgende Szenen: 1. Am Ölberg 2. Geißelung 3. Dornenkrönung 4. Verspottung 5. Kreuztragung 6. Annagelung 7. Kreuzestod. Eine Inschrift am Giebelfeld der ursprüngliche ersten, heute zweiten Station gibt den Süchtelner Schultheißen Peter Hermann May und seine Ehefrau Maria Agnes Halveren als Stifter und den 4. Mai 1704 als Datum der Errichtung an: EX VOTO. PETRUS HERMANN (US) MAY / PRO TEMPORE PRAETOR ET MARIA (-) / AGNES HALVEREN. CONIUGES. 1704, / den 4. MAY Alle 7 Stationen haben die gleiche äußere Form: in einem pfeilerartigen Aufbau aus Werksteinquadern befindet sich eine tiefe quadratische Nische, die mit einem schmiedeeisernen Gitter verschlossen ist. Jede Nische enthält ein Terrakotta-Relief des Bildhauers Bernhard Imhoff aus Köln, der sie 1880 als Ersatz für ältere entwarf. Seit einer Restaurierung im Jahre 1984 werden die Reliefs durch Panzerglasscheiben geschützt. Über der Nische befinden sich ein vorkragendes Gesims und ein etwas zurücktretender giebelförmiger Aufsatz mit verschiedenartigen Reliefs im Giebelfeld – z. B. Totenkopf, Blumenmotive, Christuskopf. Als Bekrönung ist auf der Giebelspitze ein kleines Kreuz angebracht. Diese Kreuze stehen als Ersatz für diejenigen, die während der Besetzung durch die Franzosen Ende des 18. Jahrhunderts abgeschlagen wurden. Das Ende des Stationsweges bildet an der Kapelle ein 1706 errichtetes Hochkreuz aus Basaltlava. 1. Fußfallstation: Am Ölberg Das Relief des 1. Fußfalles zeigt die Ölbergszene, in der Jesus wacht und betet, während seine Jünger schlafen. Im Hintergrund sieht der Betrachter eine schwach angedeutete hügelige Landschaft, die nähere Umgebung wird durch einzelne Bäume charakterisiert. Christus kniet auf dem Boden, die Arme erhoben, er scheint sich in sein Schicksal zu fügen. Aus den Wolken ragt eine Hand, die ihm den Kelch reicht. 2. Fußfallstation: Geißelung Der 2. Fußfall trägt im Giebelfeld die reliefartige Darstellung des Christuskopfes. Das Bildnis in der Nische enthält die Geißelung Christi im Richthaus. Der Innenraum stellt eine Art Gefängnis dar, denn die Fenster sind vergittert. 3 Soldaten geißeln den gefesselten, nur mit einem Lendenschurz gekleideten Christus. Er steht in leicht gekrümmter Haltung vor dem Fragment einer Säule, der so genannten Geißelsäule. Die Soldaten tragen kurze Röcke, 2 von Ihnen schlagen mit Ruten, einer mit einem Seil auf Jesus ein. 3. Fußfallstation: Dornenkrönung Das Relief im 3. Bildstock stellt die Dornenkrönung vermutlich im Statthalterpalast des Pilatus dar. Der Innenraum wird durch Rundbögen, Säulen, Rundfenster und Stufenfußboden geprägt. Jesus trägt die Dornenkrone, während 2 Soldaten mit Stöcken in den Händen neben ihm stehen. Rechts im Bild erscheint ein Mann im langen Gewand mit einer Schriftrolle in der Hand. Vermutlich handelt es sich um Pilatus. 4. Fußfallstation: Verspottung Im Giebel der 4. Fußfallstation erscheint ein rosettenförmig angeordnetes Blumenmotiv. Die bildliche Darstellung in der Bildstocknische demonstriert die Verspottungsszene Christi, die sich hier vor der Stadtmauer abspielt. Letztere ist als glatt durchgehende Mauer mit einem Rundbogenfries als oberem Abschluss wiedergegeben. Über der Stadtmauer erscheinen Häuser, im Hintergrund eine hügelige Landschaft. Jesus steht auf einem 3-stufigen sich nach oben verjüngenden Sockel. Er ist in einen langen Umhang gekleidet und trägt die Dornenkrone. Er wird auf jeder Seite von jeweils 2 Männern flankiert, die ihn verspotten. Der 1. Mann rechts von Jesus trägt ein kurzes Gewand und eine bis zu den Knien reichende Hose, der zweite mit einem Turban auf dem Kopf ist in ein langes Gewand gehüllt und hat den linken Arm hoch erhoben. Auf der linken Seite kniet einer vor Jesus nieder mit empor gehobenen, wie zum Gebet aneinander gelegten Händen. Der andere befindet sich ganz links außen, etwas abgesondert von den anderen. Er ist in voller Ausrüstung wiedergegeben mit Schild, Lanze, Helm und Kriegsstiefeln. Aufgrund seiner Abwendung von der Szene scheint er sich nicht an der Verhöhnung zu beteiligen. 5. Fußfallstation: Kreuztragung Ein schwer erkennbares Blumen- oder Pflanzenmotiv erscheint im Giebel der 5. Kreuzwegstation. Die Kreuztragung ist Thema des Nischenreliefs. Im Vordergrund erscheint eine Stadtarchitektur mit Stadtmauer und Durchgangstor. Im Hintergrund eine Hügellandschaft mit dem Berg Golgatha, auf dem bereits 2 Kreuze aufgestellt sind; ein Hinweis auf die beiden Schächer, die zusammen mit Jesus gekreuzigt wurden. Letzterer im langen Gewand trägt das Kreuz. Ein Soldat, vermutlich der Hauptmann von Kyrene, hilft ihm. 3 Frauen, die 3 Marien, folgen Jesus aus der Stadt hinaus zur Kreuzigungsstätte. Ein Soldat, mit Lanze und Schild bewaffnet, führt die Gruppe an. Links unten erscheint die Signatur des Künstlers: Bernhard Imhoff. 6. Fußfallstation: Annagelung m Relief der 6. Station ist die Annagelung ans Kreuz dargestellt. Auf dem Berg Golgatha liegt das Kreuz Christi auf dem Boden, er selbst ist bereits daran gefesselt. 2 Soldaten nageln Jesus an Händen und Füßen ans Kreuz. Ein 3. Soldat steht mit Schild und Lanze neben der Szene. Weit im Hintergrund erscheinen die drei verzweifelten, weinenden Frauen, von denen eine die Arme zum Himmel erhebt. Auch auf diesem Relief befindet sich die Signatur: Bernhard Imhoff. 7. Fußfallstation: Kreuzestod Die 7. und letzte Kreuzwegstation befindet sich auf der Anhöhe unweit der Irmgardiskapelle. Das Nischenbildnis gibt Christi Tod am Kreuz wieder. Dabei handelt es sich nicht um das seit der Gotik übliche Dreinagelkruzifix, sondern um das Viernagelkruzifix, hier werden die Füße Jesu, die auf einer kleinen Konsole ruhen nebeneinander ans Kreuz geschlagen. Im Bildvordergrund erscheinen wiederum die drei Frauen mit trauernden, verzweifelten Gebärden, eine von ihnen, vermutlich Maria Magdalena, umklammert auf den Knien liegend den Kreuzfuß. Die volksreligiöse Tradition der sieben Fußfälle entstand im Spätmittelalter und hatte, ausgehend von Süddeutschland und danach bis in die Niederlande ausgreifend, ihre größte Bedeutung im 17. und 18. Jahrhundert. Sie ist angelehnt an die Erzählung, wonach Christus bei seiner Passion siebenmal unter dem Kreuz gefallen sei. Nachweislich spielt jedoch auch die Symbolik der Zahl „7“ für sich genommen eine große Rolle bei den verschiedenen Formen von Gebetsritualen für Sterbende oder Tote, welche an solchen Fußfällen stattfanden. Das Rheinland gilt dabei als ein Zentrum des Fußfall-Brauchtums mit Nachleben bis weit in das 19. und 20. Jahrhundert, als eigentlich schon die neuere und dann auch „kirchenamtliche“ Variante der 14 Kreuzwegstationen für die Darstellung des Leidensweges Christi in Gebrauch war. Die 7 Süchtelner Fußfälle vom Anfang des 18. Jahrhunderts sind dafür ein wichtiger Beleg, gehören sie doch zu den wenigen vollständig und an ihrem alten Ort erhaltenen Anlagen dieser Art im Rheinland (lediglich Straßenraumänderungen machten an der Bergstraße geringfügige Umsetzungen erforderlich). Folglich bestehen hier auch die historischen Bezugspunkte an Anfang und Ende des Stationsweges unverändert fort (Ortskern einerseits, Heiligenberg mit Irmgardiskapelle andererseits), so dass insgesamt eine historische Gesamtheit von hoher Prägnanz erhalten ist. Die sieben Fußfälle an der Bergstraße in Süchteln sind daher bedeutend für Viersen und die Geschichte des Menschen. Aus den dargelegten wissenschaftlichen, insbesondere religionsgeschichtlichen sowie volkskundlichen Gründen stehen Erhaltung und Nutzung der Fußfallstationen gemäß § 2 (1) des Denkmalschutzgesetzes NRW im öffentlichen Interesse. | 1704                   | 23. März 2004      | 449             |
| Wohnhaus                                        | Wohnhaus                                         | Viersen Bismarckstraße 5 Karte                                 | Das Doppelwohnhaus Bismarckstraße 5/7 wurde 1925 nach einem Entwurf von Josef Gormanns jun. errichtet. Bauherr war die Firma M. Arnold Hüpkes, das Baugrundstück gehörte 1925 laut Lageplan Heinz Hüpkes, der nach Aussage der heutigen Eigentümer von Bismarckstraße 7 das Haus aber nicht selber bezog. Die rechte Haushälfte Bismarckstraße 5 ist bekannt als Wohnhaus des langjährigen Viersener Stadtbaurates Max Lawaczeck. Unmittelbar nach Errichtung erhielt die Doppelhaushälfte nach dem Entwurf von Josef Gormanns rückwärtig einen Anbau (Esszimmer/Wintergarten). 1934 wurde nach den Plänen von F.W. Söndgerath eine Einfriedungsmauer zur Straße hin errichtet. Beide Hausteile besitzen ferner seitlich jüngere Garagenanbauten. Der zweigeschossige, auf querrechteckigem Grundriss breit gelagerte Baukörper mit Walmdach erstreckt sich gemäß der seinerzeit vorgegebenen Baufluchtlinie 5,00 m von der Straße abgerückt, hinter einem kleinen Vorgarten. Ihm vorgelagert ist ein eingeschossiger Vorbau, der nach vorne in vier und seitlich in je einem Rundbogen geöffnet ist und dem Obergeschoss als Austritt dient. Er ist ebenso wie der hohe, bis zur Sohlbank der Erdgeschossfenster reichende Sockel und das umlaufende Sohlbankgesims farbig von der verputzten Wandfläche abgesetzt. Die Dachflächen sind unten leicht abgeschleppt, nach vorne akzentuiert eine breit gelagerte Dachgaube mit eingezogenem spitzen Dreiecksgiebel die Hausmitte. Die beiden Fenster im Erdgeschoss rechts und links neben dem Vorbau sind dreiteilig und annähernd quadratisch im Format, mit kleinen dreieckigen Sturzbetonungen. Hier wie auch bei den übrigen, in der Regel zweiteiligen Fenstern ist die Sprossenteilung in liegende Felder zeittypisch und charakteristisch. Im Obergeschoss sind zwischen den je zwei Fenstern der Haushälften mit Schlagläden in der Mitte zwei schmale Einzelfenster angeordnet, die durch eine durchlaufende Verdachung mit mittiger Dreieckspitze verbunden sind. Als freistehendes Haus ist das Gebäude – wie in den zwanziger Jahren inzwischen die Regel – allseitig in der Art der Front durchgestaltet, also vor allem mit Verputz und Anstrich sowie gleichartigen, weitgehend regelmäßig angeordneten Fenstern auch auf der Rückseite. Unter dem Vorbau, dessen Bögen auf fischgrätartig scharrierten, steinsichtig belassenen Pfeilern ruhen, sind die Hauseingänge angeordnet, begleitet jeweils von einem weiteren Fenster. An den Durchfensterungen der originalen zweiflügeligen Türen sind ebenso wieder Dreieckmotive zu finden wie am niedrigen Brüstungsgitter des Austritts im Obergeschoss. Die beiden Wohnungsgrundrisse sind spiegelsymmetrisch zueinander entwickelt. Man betritt zunächst eine Diele, von der aus zwei der drei Zimmer des Erdgeschosses sowie über die Treppe das Obergeschoss mit jeweils drei weiteren (Schlaf-) Zimmern erschlossen sind. Die beiden Räume an den Schmalseiten, im Entwurf als Wohn- und Esszimmer vorgesehen, sind untereinander durch einen breiten Durchgang verbunden. Die rechte Haushälfte Bismarckstraße 5 erhielt 1926 einen rückwärtigen Anbau an die Wohnräume, der als Esszimmer dienen sollte und in jüngerer Zeit zu einem weiteren, wintergartenähnlichen Wohnraum umfunktioniert wurde; zu diesem Zweck wurde seine bis dahin geschlossene Gartenseite durch Fenster und Tür mit angepasster liegender Sprossenteilung geöffnet. Bis dahin bestand die einzige Belichtung dieses Raumes in einem dreiseitig durchfensterten, erkerartigen Vorbau an der rechten Hausseite. Vom anschließenden Wohnraum ist dieser Bauteil durch eine breite Flügeltür mit integrierter Wandverkleidung bzw. -schränken getrennt. Die Treppen in beiden Haushälften, in der rechten Haushälfte mit etwas aufwändigerem, eckigem Anlaufpfosten und Geländerstäben im Erdgeschoss, ansonsten durchweg mit schlanken gedrechselten Geländerpfosten, sind einläufig parallel zur Firstrichtung platziert, mit in den Raum gedrehten An- und Ausläufen. Im Erdgeschoss führt unter der Treppe ein stichbogenüberfangener Durchgang in die Küche. Alte Fenster, vereinzelt noch mit innenliegenden Klappläden, und Rahmenfüllungstüren sind erhalten. Die Firma Martin Arnold Hüpkes, die als Bauherr des Hauses fungierte, wurde 1860 als Holz-, Kohle- und Baustoffhandel in Viersen gegründet. 1899 wurde eine Ziegelei, 1910 ein Plattengeschäft angegliedert. 1960, zu ihrem 100-jährigen Jubiläum, amtierte Heinz Hüpkes in vierter Generation als Firmenchef. Hüpkes, geboren am 1. September 1900, ist ortsgeschichtlich bekannt, da er im „Dritten Reich“ verschiedene Funktionen innehatte (NSKK-Standartenführer, Leiter der Ortsgruppe Viersen-Mitte der NSDAP). In den 1950er Jahren war er Ratsmitglied (SPD). Für Heinz Hüpkes soll das Gebäude Bismarckstraße 5/7 errichtet worden sein, nach Auskunft heutiger Besitzer hat er es aber selbst nie bezogen. Stadtgeschichtlich bekanntester Bewohner des Hauses Bismarckstraße 5 war der langjährige Stadtbaurat Max Lawaczeck, der von 1932 bis zu seiner Pensionierung 1958 in der Viersener Bauverwaltung tätig war und dabei insbesondere im Wiederaufbau nach 1945 eine prägende Rolle für die Stadt-, Verkehrs- und Neubauplanung Viersens spielte. Außerdem galten u. a. die Kleingärten im Rahser, das Stadion am Hohen Busch, der Umbau der Festhalle und der Rathausneubau von 1951 schon den Zeitgenossen als bedeutende Schwerpunkte von Lawaczecks Arbeit. Bemerkenswert war auch sein Engagement im sozialen Wohnungsbau, den er als führendes Mitglied in mehreren Genossenschaften und Bauvereinen förderte. Architekturgeschichtlich handelt es sich um ein qualitätsvolles Wohnhaus gehobenen Stils in für die Bauzeit Mitte der 1920er Jahre typischer Formensprache. Die Grundform mit Walmdach und dem rundbogigen „Portalbau“ als Würdezeichen ist dabei durchaus traditionalistisch, ist aber mit modernen Elementen wie den horizontalbetonenden, das Erdgeschoss optisch aufhöhenden Sohlbankgesimsen oder den immer wiederkehrenden Dreiecks- bzw. Rautenmotiven angereichert. Auch die breite Lagerung des Baukörpers, die fensterbandartige gleichmäßige Reihung der Fenster und Schlagläden im Obergeschoss und die liegende Sprossenteilung sind typische Gestaltungselemente. Die jeweils Sechszimmer-Wohnungen im Inneren sind nicht überdurchschnittlich groß und traditionell aufgeteilt, mit durch Durchgang verbundenen Wohnräumen im Erdgeschoss, wobei in der Haushälfte Bismarckstraße 5 durch den rückwärtigen Ausbau separate „Herren-“ und „Wohnzimmer“ unterschieden werden konnten. Die heutige Bismarckstraße bestand als Weg schon Ende des 19. Jahrhunderts, zur Wohnstraße ausgebaut wurde sie aber erst in den 1920er Jahren. Sie verlängerte damit die bereits existierende Florastraße zwischen Süchtelner und Rahserstraße und trug zunächst auch ihren Namen, bevor sie 1933 umbenannt wurde. Der ersten Planungs- und Bauphase, die von 1924 bis 1927 reichte, gehören die Häuser auf der rechten Seite (ungerade Hausnummern) bis Bismarckstraße 15 an, insgesamt neun Wohnhäuser, darunter drei Doppelhäuser. Bauherren waren nach derzeitigem Kenntnisstand überwiegend Unternehmer, was auch in dem bis heute repräsentativen Baubestand zum Ausdruck kam. Die städtebauliche Anlage dieses ursprünglichen Abschnitts mit frei stehenden zweigeschossigen Wohnhäusern sowie annähernd einheitlicher Flucht- und Einfriedungslinie trägt zu diesem Charakter bei. Das Haus ist außen wie innen außergewöhnlich gut erhalten und damit von hohem Zeugniswert sowohl für die gehobene Wohnhausarchitektur der 1920er Jahre als auch innerhalb des wertvollen städtebaulichen Zusammenhangs der Bismarckstraße. Als qualitätvoll gestaltetes, weitgehend unverändertes Wohnhaus der 1920er Jahre und Bestandteil eines wertvollen städtebaulichen Zusammenhangs ist das Wohnhaus Bismarckstraße 5, rechte Hälfte des Doppelhauses Bismarckstraße 5/7, bedeutend für Viersen. Aus den beschriebenen Gründen besteht an seiner Erhaltung und Nutzung aus wissenschaftlichen, insbesondere architekturgeschichtlichen sowie aus städtebaulichen Gründen ein öffentliches Interesse. Hinzu können wegen der Person des zeitweiligen Bewohners der Doppelhaushälfte Bismarckstraße 5, des langjährigen Stadtbaurates Max Lawaczeck, ortsgeschichtliche Gründe treten. Es handelt sich daher gemäß § 2 (1) des Denkmalschutzgesetzes NRW um ein Baudenkmal. Als auch zeitlich zum Ursprungsbestand zugehöriger Bauteil ist der rückwärtige Anbau an der Doppelhaushälfte Bismarckstraße 5 Bestandteil des Denkmals, ebenso die vordere Einfriedung wegen ihrer städtebaulichen Wirkung für das Gesamtbild der Straße. Ohne Denkmalwert ist hingegen die seitliche Garage. | 1925                   | 6. Mai 2003        | 442             |
| Wohnhaus                                        | Wohnhaus                                         | Viersen Bismarckstraße 7 Karte                                 | Das Doppelwohnhaus Bismarckstraße 5/7 wurde 1925 nach einem Entwurf von Josef Gormanns jun. errichtet. Bauherr war die Firma M. Arnold Hüpkes, das Baugrundstück gehörte 1925 laut Lageplan Heinz Hüpkes, der nach Aussage der heutigen Eigentümer von Bismarckstraße 7 das Haus aber nicht selber bezog. Die rechte Haushälfte Bismarckstraße 5 ist bekannt als Wohnhaus des langjährigen Viersener Stadtbaurates Max Lawaczeck. 1934 wurde nach Plan von F.W. Söndgerath eine Einfriedungsmauer zur Straße hin errichtet. Beide Hausteile besitzen ferner seitlich jüngere Garagenanbauten. Der zweigeschossige, auf querrechteckigem Grundriss breit gelagerte Baukörper mit Walmdach erstreckt sich gemäß der seinerzeit vorgegebenen Baufluchtlinie 5,00 m von der Straße abgerückt, hinter einem kleinen Vorgarten. Ihm vorgelagert ist ein eingeschossiger Vorbau, der nach vorne in vier und seitlich in je einem Rundbogen geöffnet ist und dem Obergeschoss als Austritt dient. Er ist ebenso wie der hohe, bis zur Sohlbank der Erdgeschossfenster reichende Sockel und das umlaufende Sohlbankgesims farbig von der verputzten Wandfläche abgesetzt. Die Dachflächen sind unten leicht abgeschleppt, nach vorne akzentuiert eine breit gelagerte Dachgaube mit eingezogenem spitzen Dreiecksgiebel die Hausmitte. Die beiden Fenster im Erdgeschoss rechts und links neben dem Vorbau sind dreiteilig und annähernd quadratisch im Format, mit kleinen dreieckigen Sturzbetonungen. Hier wie auch bei den übrigen, in der Regel zweiteiligen Fenstern ist die Sprossenteilung in liegende Felder zeittypisch und charakteristisch. Im Obergeschoss sind zwischen den je zwei Fenstern der Haushälften mit Schlagläden in der Mitte zwei schmale Einzelfenster angeordnet, die durch eine durchlaufende Verdachung mit mittiger Dreieckspitze verbunden sind. Als frei stehendes Haus ist das Gebäude – wie in den zwanziger Jahren inzwischen die Regel – allseitig in der Art der Front durchgestaltet, also vor allem mit Verputz und Anstrich sowie gleichartigen, weitgehend regelmäßig angeordneten Fenstern auch auf der Rückseite. Unter dem Vorbau, dessen Bögen auf fischgrätartig scharrierten, steinsichtig belassenen Pfeilern ruhen, sind die Hauseingänge angeordnet, begleitet jeweils von einem weiteren Fenster. An den Durchfensterungen der originalen zweiflügeligen Türen sind ebenso wieder Dreieckmotive zu finden wie am niedrigen Brüstungsgitter des Austritts im Obergeschoss. Die beiden Wohnungsgrundrisse sind spiegelsymmetrisch zueinander entwickelt. Man betritt zunächst eine Diele, von der aus zwei der drei Zimmer des Erdgeschosses sowie über die Treppe das Obergeschoss mit jeweils drei weiteren (Schlaf-) Zimmern erschlossen sind. Die beiden Räume an den Schmalseiten, im Entwurf als Wohn- und Esszimmer vorgesehen, sind untereinander durch einen breiten Durchgang verbunden. Die Treppen in beiden Haushälften, in der rechten Haushälfte mit etwas aufwändigerem, eckigem Anlaufpfosten und Geländerstäben im Erdgeschoss, ansonsten durchweg mit schlanken gedrechselten Geländerpfosten, sind einläufig parallel zur Firstrichtung platziert, mit in den Raum gedrehten An- und Ausläufen. Ein Oberlicht belichtet im Spitzdachboden das Treppenhaus. Im Erdgeschoss führt unter der Treppe ein rundbogenüberfangener Durchgang in die Küche. Der Flurboden besteht aus Solnhofer Platten. Alte Fenster, vereinzelt noch mit innenliegenden Klappläden, und Rahmenfüllungstüren sind erhalten. Die Firma Martin Arnold Hüpkes, die als Bauherr des Hauses fungierte, wurde 1860 als Holz-, Kohle- und Baustoffhandel in Viersen gegründet. 1899 wurde eine Ziegelei, 1910 ein Plattengeschäft angegliedert. 1960, zu ihrem 100-jährigen Jubiläum, amtierte Heinz Hüpkes in vierter Generation als Firmenchef. Hüpkes, geboren am 1. September 1900, ist ortsgeschichtlich bekannt, da er im „Dritten Reich“ verschiedene Funktionen innehatte (NSKK-Standartenführer, Leiter der Ortsgruppe Viersen-Mitte der NSDAP). In den 1950er Jahren war er Ratsmitglied (SPD). Für Heinz Hüpkes soll das Gebäude Bismarckstraße 5/7 errichtet worden sein, nach Auskunft heutiger Besitzer hat er es aber selbst nie bezogen. Architekturgeschichtlich handelt es sich um ein qualitätsvolles Wohnhaus gehobenen Stils in für die Bauzeit Mitte der 1920er Jahre typischer Formensprache. Die Grundform mit Steildach und dem rundbogigen „Portalbau“ als Würdezeichen ist dabei durchaus traditionalistisch, ist aber mit modernen Elementen wie den horizontalbetonenden, das Erdgeschoss optisch aufhöhenden Sohlbankgesimsen oder den immer wiederkehrenden Dreiecks- bzw. Rautenmotiven angereichert. Auch die breite Lagerung des Baukörpers, die fensterbandartige gleichmäßige Reihung der Fenster und Schlagläden im Obergeschoss und die liegende Sprossenteilung sind typische Gestaltungselemente. Die jeweils Sechszimmer-Wohnungen im Inneren sind nicht überdurchschnittlich groß und traditionell aufgeteilt, mit durch Durchgang verbundenen Wohnräumen im Erdgeschoss. Das Haus ist außen wie innen außergewöhnlich gut erhalten und damit von hohem Zeugniswert sowohl für die gehobene Wohnhausarchitektur der 1920er Jahre als auch innerhalb des wertvollen städtebaulichen Zusammenhangs der Bismarckstraße. Die heutige Bismarckstraße bestand als Weg schon Ende des 19. Jahrhunderts, zur Wohnstraße ausgebaut wurde sie aber erst in den 1920er Jahren. Sie verlängerte damit die bereits existierende Florastraße zwischen Süchtelner und Rahserstraße und trug zunächst auch ihren Namen, bevor sie 1933 umbenannt wurde. Der ersten Planungs- und Bauphase, die von 1924 bis 1927 reichte, gehören die Häuser auf der rechten Seite (ungerade Hausnummern) bis Bismarckstraße 15 an, insgesamt neun Wohnhäuser, darunter drei Doppelhäuser. Bauherren waren nach derzeitigem Kenntnisstand überwiegend Unternehmer, was auch in dem bis heute repräsentativen Baubestand zum Ausdruck kam. Die städtebauliche Anlage dieses ursprünglichen Abschnitts mit frei stehenden zweigeschossigen Wohnhäusern sowie annähernd einheitlicher Flucht- und Einfriedungslinie trägt zu diesem Charakter bei. Als qualitätsvoll gestaltetes, weitgehend unverändertes Wohnhaus der 1920er Jahre und Bestandteil eines wertvollen städtebaulichen Zusammenhangs ist das Wohnhaus Bismarckstraße 7, linke Hälfte des Doppelhauses Bismarckstraße 5/7, bedeutend für Viersen. Aus den beschriebenen Gründen besteht an seiner Erhaltung und Nutzung aus wissenschaftlichen, insbesondere architekturgeschichtlichen sowie aus städtebaulichen Gründen ein öffentliches Interesse. Es handelt sich daher gemäß § 2 (1) des Denkmalschutzgesetzes NRW um ein Baudenkmal. Die vordere Einfriedung ist wegen ihrer städtebaulichen Wirkung für das Gesamtbild der Straße Bestandteil des Denkmals. Ohne Denkmalwert ist hingegen die seitliche Garage. | 1925                   | 6. Mai 2003        | 443             |
| Wegekreuz                                       | Wegekreuz                                        | Dülken Bistard Karte                                           | Das Kreuz in der Honschaft Bistard wird im 19. Jahrhundert als Stationskreuz anlässlich der Prozessionen nach Vorst errichtet. Ursprünglich ist heute noch das weißgetünchte Kreuz mit Kruzifix. Lediglich der Sockel und das mit Eternit gedeckte Dach werden erneuert. Aufgrund der Flurbereinigung in Dülken wird das Kreuz um einige Meter von seinem ursprünglichen Standort versetzt. Ein schmaler Plattenweg führt zum Kreuz, vor dem eine kleine Kniebank steht. Auf einem hohen hölzernen Sockel, gleichfalls weiß gestrichen, erhebt sich das Kreuz mit der Christusfigur. Die Kreuzarme enden kleeblattförmig. Am oberen Kreuzbalken, direkt unter der Giebelspitze, ist ein kleiner Anker, das Zeichen der Auferstehungshoffnung, angebracht. Aus wissenschaftlichen, insbesondere religionsgeschichtlichen und volkskundlichen Gründen stehen Erhaltung und Nutzung des Wegekreuzes gemäß § 2 (1) des Denkmalschutzgesetzes NRW im öffentlichen Interesse. | 19. Jh.                | 7. September 1994  | 350             |
| Karmannshof                                     | Karmannshof                                      | Dülken Bistard 25–25 c Karte                                   | Die vierflügelige Hofanlage, landschaftstypischgelegen, trägt den Namen Karmanns-Hof. Er besteht im Kern aus dem Wohnhaus mit angrenzendem Torbau, Scheune und dem Stallflügel. Das Wohngebäude in zwei Geschossen mit Satteldach gliedert sich in fünf zu zwei Achsen, wobei die mittlere Eingangsachse risalitartig vorgezogen ist. Das Achssystem setzt sich bis ins Innere des Gebäudes fort. So ist die Eingangsachse gleichzeitig zweigeschossige Erschließungsachse mit originaler Holztreppe. Der Bodenbelag im Flurbereich ist in einem schwarzen Natursteingehalten. Der insgesamt backsteinsichtige Hof erfährt beim Wohnhaus durch Mauerwerkdetails, wie Zahnschnitte, die als Kranz- und als Geschossgesims sowie den Lauf des Ortgangs und der Haus-Ecken folgen, eine besondere Gestaltung. Die Fenster des Hauses wurden bei der Modernisierung umgestaltet. Die Türe ist im ursprünglichen Zustand belassen. An die Giebelseite des Wohnhauses schließt der ehemalige Kuhstall mit Rundbogenfenstern und vorgeblendeten Lisenen in der Fassade an. Der östliche Flügel wird gebildet durch den Torbau. Er wurde mit dem Süd- und Westflügel laut Plan in der Bauakte 1892, nach der Zerstörung durch den Wirbelsturm am 1. Juli 1891, wieder aufgebaut. Ein Brand am 29. Mai 1897 zerstörte einen Teil der Anlage erneut. Sie wurde im gleichen Jahr wieder hergerichtet. Der Südflügel bildet die Scheune mit einer weit in den Hofraum geschleppten Remise. Bemerkenswert ist die Ausbildung einer einzelnen gusseisernen Stütze mit floralem Gusswerk am Kapitell, die die Dachkonstruktion auffängt. Der Pferdestall schließt den Hof. Die Hofanlage, verhältnismäßig ungestört im Landschaftsbild erhalten, ist in sich als eine geschlossene Einheit zu sehen mit einer deutlichen Prägung. Geringfügige Veränderungen außer Betracht gelassen, bildet der Hof anschaulich die typische vierflügelige Hofanlage mit den entsprechenden Ökonomiegebäuden und gibt so auch volkskundlich Aufschluss über Arbeits- und Produktionsverhältnisse damaliger Wirtschaftsbetriebe. Aus wissenschaftlichen, insbesondere landschaftsprägenden, architekturgeschichtlichen sowie als Zeugnis damaliger landwirtschaftlicher Produktionsstätten stehen Erhaltung und Nutzung des Gebäudes gemäß § 2 (l) des Denkmalschutzgesetzes NRW im öffentlichen Interesse. | 1879/1897              | 15. Juni 1990      | 230             |
| Hofanlage                                       | Hofanlage                                        | Dülken Bistard 38 Karte                                        | Die landschaftstypische, geschlossene backsteinsichtige, mehrflügelige Hofanlage besteht im Kern aus Wohnhaus, 2 Stallflügeln, der Scheune und dem Torbau. Das Wohnhaus, 2-geschossig mit einem Satteldach ist in 6 zu 2 Achsen errichtet und erfährt an den. Ecken jeweils eine Betonung mit Lisenen, die über Ortgang und Traufe mit einem umlaufenden Rundbogenfries verbunden sind. Die Fenster, hier ursprünglich mit Stichbogen und Natursteinsohlbank, sind erdgeschossig noch mit Klappläden zu verschließen. Der Eingang ist verändert. An den Giebeln des Wohnhauses schließt der Torbau an. Hier ist die Jahreszahl 1867 mit der Inschrift CM darunter AMA im Torkeilstein zu finden. Nordöstlich schließt die später errichtete Scheune an. Sie ist mit 2 verschiedenen Torbögen, einer in Korbbogen und einer in Flachbogenkonstruktion nach außen hin geöffnet. Hier finden wir einen Keilstein mit der Inschrift II NCW. l. Juli. An die Scheune wurde später nach außen eine offene Remise angebaut. Den nordöstlichen Flügel des Hofes bildet ein Kuhstall mit innenliegenden Stahlstützen. Er wurde laut Plan 1911 errichtet. Zur Straße erfährt der Giebel des Stahlbaus eine besondere Gestaltung. Der Stall mit abgeschlepptem Dach, ist stufenförmig mit vorgeblendeten Lisenen, die zinnenartig über den Ortgang hinausragen, versehen. Der Ortgang des Giebels ist mit vorgeblendeten Stufen versehen und weist in seiner Fassadenteilung 4 Achsen auf. Die Hofanlage zeigt anschaulich die typische, fortschreitende Entwicklung eines Vierkanthofes um 1900. Ebenso macht der technisch funktionale Baukörper des Kuhstalls, der hier zur Straße hin vom Giebel bis in den Ortgang des Anbaus repräsentativ gestaltet ist, den städtischen Einfluss deutlich. Aus wissenschaftlichen, insbesondere architekturgeschichtlichen Gründen, sowie als Zeugnis für Arbeits- und Produktionsstätten liegt der Hof Bistard 38 gemäß § 2 (1) des Denkmalschutzgesetzes NRW im öffentlichen Interesse. | 1867                   | 26. November 1992  | 311             |
| Nießenhof                                       | Nießenhof                                        | Dülken Bistard 41 a Karte                                      | Das ehemalige Wohn-Stallhaus befindet sich in einem damals bevorzugten landwirtschaftlichen Siedlungsgebiet, das bereits in den Karten von Tranchot und von Müffling verzeichnet ist. Es erstreckt sich zwischen Dülken und Boisheim, unmittelbar dem Verlauf des Pletschbaches folgend. Das Haus, in Backstein errichtet, umfasst eine innere Konstruktion in Ständerbauweise (Eichenholzkonstruktion). Das Gefüge ist im Wesentlichen erhalten und besteht aus fünf Feldern. Es handelt sich hierbei um die typische Konstruktionsweise eines Wohn-Stallhauses in Hauptschiff und den beiden Abseiten. Im Wohnteil ist der Kaminblock ohne Abzugshaube erhalten. Das gesamte Ständerwerk sowie die Backsteinfassaden befinden sich im originalen Zustand. Das Wohn-Stallhaus als kleinste Wirtschaftseinheit gehört zu den wenigen Gebäuden, die sich in diesem Siedlungsgebiet halten konnten. Ebenso ist das Gebäude ein Beispiel niederrheinischer, ländlicher Architektur und auch als Dokument für die Siedlungsgeschichte der Stadt Dülken von Bedeutung. Aus wissenschaftlichen, insbesondere architekturgeschichtlichen, volkskundlichen und siedlungstopographischen Gründen liegt die Erhaltung und Nutzung des Gebäudes gemäß § 2 (1) des Denkmalschutzgesetzes NRW im öffentlichen Interesse. | 18. Jh.                | 14. September 1988 | 175             |
| Wegekapelle                                     | Wegekapelle                                      | Dülken Bistard rechts neben Hausnr. 15 Karte                   | Bei der Wegekapelle in Bistard handelt es sich um einen Backsteinbau, an dessen Rückseite sich rechts und links eine halbhohe Backsteinmauer anschließt, die mit Sandsteinplatten bedeckt ist. Lisenen gliedern in regelmäßigem Abstand die Mauer. Die Frontseite der Kapelle wird von der bis zum umlaufenden, abgetreppten Gesims reichenden Spitzbogenöffnung, die mit einer schmiedeeisernen Tür verschlossen ist, bestimmt. Darüber hinaus wird das Kapellen äußere durch die an den Ecken vortretenden Lisenen geprägt. Ein geschweiftes Zeltdach mit bekrönendem schmiedeeisernen Kreuz schließt die Kapelle nach oben ab. Der verputzte Innenraum trägt auf der Rückseite ein großes Holzkreuz mit konsolenartigem unterem Abschluss und Holzkorpus. Auf der rechten Wand befinden sich 2 Inschriftentafeln, die die Spitzbogenform des Eingangs aufnehmen. Hier sind die Namen der Gefallenen des Ersten Weltkrieges eingetragen. Auf der linken Tafel die Inschrift: In Dankbarkeit errichtet von den Sektionen Bistard-Loosen-Schündelenhöfe Aus wissenschaftlichen, insbesondere religionsgeschichtlichen und volkskundlichen Gründen liegen Erhaltung und Nutzung der Kapelle gemäß § 2 (l) des Denkmalschutzgesetzes NRW im öffentlichen Interesse. | Ende 19. Jh.           | 26. November 1992  | 308             |
| Wohnhaus                                        | Wohnhaus                                         | Dülken Blauensteinstraße 1 Karte                               | Das Gebäude ist Bestandteileiner zwei-dreigeschossigen Häuserreihe, die als Nachfolgebauten Mitte des 19. Jahrhunderts auf der Blauensteinstraße (vor 1825 auf dem „Slawen Stein“) innerhalb der alten Stadtmauer errichtet wurde. Das Haus ist vermutlich in der Mitte des 19. Jahrhunderts entstanden und erfuhr, wie aus den Plänen der Bauakte zu entnehmen ist, 1890 einen Umbau. Hier wurden umfangreiche Änderungsarbeiten im Grundriss und der erdgeschossigen Fassade vorgenommen. Der rückwärtige Anbau einer Fabrikationshalle mit Rauchkammer, der etwa im gleichen Zeitraum errichtet wurde, lässt darauf schließen, dass es sich um die Errichtung eines Metzgereigeschäftes gehandelt haben könnte. Die Werkhalle wurde um 1930 durch den Neubau eines Lagerhauses ersetzt. Die Putzfassade des Hauses gliedert sich in fünf Achsen. Aus der linken Achse befindet sich ein Durchgang zum Hof, der wie die Ladenfassade dem Umbau zuzuordnen ist. Ein breites Brüstungsgesims trennt die wohl ältere Bänderputzfassade des Obergeschosses ab. Hier sind zwei Lilienanker unter dem weit ausladenden Kranzgesims sichtbar. Fenster und Türen des Hauses sind verändert. Im Inneren des Gebäudes ist eine schlichte Holztreppe mit einfach gedrechselten Geländerstäben sowie ein farbig gemusterter Fliesenboden, die ebenfalls dem Umbau von 1890 zuzuordnen sind, erhalten geblieben. Das Wohn- und Geschäftshaus ist ein Blickpunkt im Ortskern Dülkens. Es spiegelt durch seine weitgehend originale Fassade das historische Stadtbild wider und prägt den Straßenraum wesentlich mit. Aus wissenschaftlichen, insbesondere architektur-geschichtlichen sowie städtebaulichen und stadtbildprägenden gründen liegt die Erhaltung und Nutzung des Gebäudes im öffentlichen Interesse. | Mitte 19. Jh.          | 5. September 1989  | 214             |
| Wohnhaus                                        | Wohnhaus                                         | Dülken Blauensteinstraße 3 Karte                               | Das Haus in der Blauensteinstraße ist 1884 von Carl Kusenberg als reines Wohnhaus errichtet worden. Es ist im Altstadtbereich Dülkens in der Nähe des Alten Marktes gelegen. Das Haus ist zu einem Wohn- und Geschäftshaus umgebaut worden. Die ursprünglichen Grundrisse sind weitgehend verändert. Aus der alten Bausubstanz ist nur noch die Straßenfront und der Keller erhalten. Das zweigeschossige Haus mit einem niedrigen Mezzaningeschoss und Satteldach ist traufständig zur Straße gerichtet. Die Fassade ist in vier Achsen gegliedert. Es handelt sich dabei um eine Putzfassade mit Neurenaissanceschmuckformen und den im Erdgeschoss für die Jahrhundertwende typischen nachträglichen Ladeneinbauten. Das Erdgeschoss ist mit Fugenschnitt versehen. Darüber befindet sich ein Putzband, das durch Schluss-Stein ähnliche Putzdekorationen mittig über den Fenster- und Türöffnungen unterbrochen wird. Die Fensteröffnungen des Obergeschosses werden von Pilastern umrahmt. Die beiden äußeren Fenster rechts und links sind mit Dreiecksgiebeln überdacht, die beiden innenliegenden Fenster weisen Korbbögen auf, in denen jeweils eine Vase mit umrankender Blumenornamentik ausgearbeitet ist. Unter den Fenstern befindet sich je ein Löwenkopf. Der ursprüngliche Grundriss sah in der rechten Achse einen Durchgang zum Hof vor, daneben den Hauseingang. Jetzt ist nur noch der seitliche Durchgang erhalten und wird als Wohnungseingang genutzt. Die im Neurenaissancestil gestaltete Fassade dokumentiert das nach dem sachlichen Klassizismus aufkommende, gesteigerte Schmuckbedürfnis in der Architektur. Zusätzlich ist die Fassade mitbestimmend für die Raumwirkung eines gewachsenen Altstadtbereichs. Aus wissenschaftlichen, insbesondere raumprägenden und architekturgeschichtlichen Gründen liegen die Erhaltung und Nutzung der straßensichtigen Fassade einschließlich der sichtbaren Dachfläche sowie des Gewölbekellers des Gebäudes Blauensteinstraße 3 gemäß § 2 (1) des Denkmalschutzgesetzes NRW im öffentlichen Interesse. | 1884                   | 15. Juni 1990      | 229             |
| Wohnhaus                                        | Wohnhaus                                         | Dülken Blauensteinstraße 5 Karte                               | Das Haus in der Blauensteinstraße ist in der 2. Hälfte des 19. Jahrhunderts als reines Wohnhaus im klassizistischen Stil erbaut worden. Wie aus den Akten hervorgeht, ist das Haus 1884 von dem damaligen Besitzer Eulenpesch umgebaut worden. Die Hinterfront, bis dahin in Fachwerk ausgeführt, ist durch Massivmauerwerk ersetzt und in die Straßenfront ist das rechte Schaufenster eingebaut worden. Das zweite Schaufenster kam erst 1950 hinzu. Sowohl die Fassade als auch die Grundrissaufteilung und Innenausstattung mit der schmalen steilen Treppe sind erhalten. Bemerkenswert ist die ursprüngliche Eingangstür, die hinter einer nachträglich eingebrachten Verbretterung versteckt ist. Trotz einiger Umbauten bietet das Haus eine einheitliche Prägung und dient zur Veranschaulichung der Gestaltung eines klassizistischen Gebäudes. Die Fassade gliedert sich in den beiden oberen Geschossen in vier regelmäßige Achsen, im Erdgeschoss steht mittig zwischen zwei großen Schaufensteröffnungen die Eingangstür. Die verputzte Wandfläche besitzt außer der vorgeblendeten Umrahmung der Öffnungen im Erd- und Obergeschoss und den stilisierten Schlusssteinen über den Stürzen des Erdgeschosses keine Ausschmückung. Aus wissenschaftlichen, insbesondere architekturgeschichtlichen sowie raumgestaltenden Gründen liegt die Erhaltung und Nutzung des Gebäudes gemäß § 2 (1) des Denkmalschutzgesetzes NRW im öffentlichen Interesse. | 2. Hälfte 19. Jh.      | 20. Juni 1989      | 207             |
| Wohnhaus / Schankwirtschaft                     | Wohnhaus / Schankwirtschaft                      | Dülken Blauensteinstraße 11 Karte                              | Das Wohn- und Geschäftshaus ist Bestandteil einer zwei -dreigeschossigen Häuserreihe, die als Nachfolgebauten Mitte bis Ende des 19. Jahrhunderts auf der Blauensteinstraße (vor 1825 auf dem „Blawen Stein“) innerhalb der alten Stadtmauer errichtet wurden. Die Quaderputzfassade gliedert sich in sieben Achsen. Auf der äußerst rechten Achse führt erdgeschossig ein Durchgang zum Hof des benachbarten Gebäudes. Die hochrechteckigen Fensteröffnungen wurden mit modernen Fenstern ohne eine Teilung versehen. Die Türen dagegen sind noch ursprünglich. Die Fassade, in ruhiger Symmetrie gehalten, schließt zum Dach mit einem breiten reliefartig gestalteten Fries, das um 1900 entstanden ist, ab. Das Innere des Gebäudes ist durch Um- und Anbauten für den Gaststättenbetrieb weitgehend verändert. Erhalten geblieben ist die alte Holztreppe mit gedrechselten Geländerstäben und Pfosten sowie einige Türen mit Rahmen und Füllung sowie auch der alte Dachstuhl mit Holzkeilverbindungen. Das Gebäude inmitten des Zentrums, in der Nachbarschaft weiterer historischer Gebäude, prägt mit seiner weitgehend originalen Fassade das ehemalige Stadtbild mit. Weiter ist es durch seine exponierte Lage im Stadtkern auch von städtebaulicher Bedeutung. Aus wissenschaftlichen, insbesondere architekturgeschichtlichen und städtebaulichen Gründen liegen Erhaltung und Nutzung des Gebäudes im öffentlichen Interesse. | Anfang 19. Jh.         | 5. September 1989  | 215             |
| Wohn- und Geschäftshaus                         | Wohn- und Geschäftshaus                          | Dülken Blauensteinstraße 15 Karte                              | Das Wohn- und Geschäftshaus ist Bestandteil einer zwei- bis dreigeschossigen Häuserreihe, die als Nachfolgebauten Mitte bis Ende des 19. Jahrhunderts auf der Blauensteinstraße (vor 1825 Auf dem „Blawen Stein“) innerhalb der alten Stadtmauer errichtet wurde. Das dreigeschossige Haus mit Satteldach, traufseitig zur Straße, ist in drei Achsen gegliedert. Die Backsteinputzfassade ist erdgeschossig mit Bänderputz versehen. Das Obergeschoss hingegen ist in Backstein abgesetzt. Ein breites durchlaufendes Brüstungsgesims trennt die beiden Fassadenteile. Die Fensteröffnungen des Hauses nehmen in ihrer Höhe nach oben hin ab, wobei die Fenster im Obergeschoss mit einem flachen, vorgeblendeten Sturz versehen sind. Das weit ausladende, strukturierte Kranzgesims ist auf vier Konsolen gelagert. Das Gebäude wurde 1980 insgesamt modernisiert, wobei auch Fenster und Haustür erneuert wurden. Die rückwärtige Fassade ist backsteinsichtig. Der ursprüngliche Grundriss des Hauses blieb nahezu unverändert. So befinden sich im Flur noch die ursprüngliche Holztreppe mit gedrechseltem Geländer und Pfosten. Das Wohn- und Geschäftshaus im Ortskern von Dülken trägt durch seine Fassade zur Unverwechselbarkeit des Straßenraumes wesentlich bei und ist für den städtebaulichen Zusammenhang bedeutend. Aus wissenschaftlichen, insbesondere architekturgeschichtlichen und städtebaulichen Gründen liegen Erhaltung und Nutzung des Gebäudes im öffentlichen Interesse. | Mitte bis Ende 19. Jh. | 14. September 1988 | 163             |
| ehem. Landwirtschaftsschule                     | ehem. Landwirtschaftsschule                      | Dülken Bodelschwinghstraße 126 Karte                           | Da die bestehende – 1907 gegründete – landwirtschaftliche Winterschule (Bruchweg 7) in Dülken nicht mehr den Bedürfnissen entsprach, beschloss der Kreistag des Kreises Kempen 1927 einen Neubau auf einem Grundstück an der Gartenstraße, die später in Bodelschwinghstraße umbenannt wurde. Die Grundsteinlegung erfolgte am 29. Febr. 1928. Am 15. Nov. 1928 wurde der Schulbetrieb aufgenommen. Bis zu ihrem Umzug nach Viersen war die Schule für 79 Jahre in Dülken, davon 58 Jahre an der Bodelschwinghstraße. Die Schule gliederte sich in eine Unter- und Oberklasse, eine Mädchenklasse und eine gärtnerische Fortbildungsschule in drei Klassen. Im Laufe der Zeit kam die Übernahme anderer Abteilungen: Teile der ehemaligen Landwirtschaftsschule Kempen Zusammenschluss der Krefeld-Dülkener-Lehranstalt in Dülken Beratungsstelle. 1976 wurde die Schule als eine der vier Schwerpunktschulen im Kammergebiet anerkannt. Bis zum 75-jährigen Jubiläum (1982) wurde sie von 800 Schülerinnen und 1675 Schülern besucht. Beschreibung: Der L-förmige zweigeschossige Massivbau wendet sich mit der Hauptansicht (Klassentrakt) der Bodelschwinghstraße zu. Deutlich spiegelt der Schulbau seine Funktionen in der Fassade wider: 4 Klassen mit zugehörigen Nebenräumen in den risalitartig vorgezogenen Seitentrakten sind symmetrisch um die Erschließung angeordnet. Aus dem expressionistischen Zeitgeist erfolgt darüber hinaus die eigentliche künstlerische Aussage: Kraftvoll schiebt sich das Mittelteil der Fassadenwand über die Dachzone nach oben, es durchstößt die Traufe, wobei die Bruchstellen durch vermittelnde kurze Horizontalstreifen abgemildert werden. In einer weiteren Steigerung wird das Mittelteil noch weiter hochgeschoben, gleichzeitig durch die Backsteinstruktur betont und mit einer ornamentierten Freifläche für eine Symbolfigur (Sämann) versehen. Über dieser Figur bildet die Wand eine Abschlusszone, innerhalb deren die unruhigen gebrochenen Gesimse zur Ruhe kommen. Interessanterweise wurden der Genehmigungsbehörde mit Datum vom 2. Mrz. 1928 zwei Fassadenentwürfe vorgelegt, von denen die der Richtung Expressionismus entsprechende (unterschrieben von Kreisbaumeister Koch) ausgeführt wurde. Die vom Kreisbaumeister Ledschbor unterzeichnete ist mehr der Tradition mit neogotischen Zutaten verpflichtet. Bis auf zwei Figuren über dem Eingang und dem Ornamentglas im Fenster dahinter ist die Außenansicht unverändert. Die Fahnenstangen sind spätere Zutat. Bedauerlicherweise ist die ursprüngliche Einfriedung, die aus weißen horizontalen Holzelementen zwischen Pfeilern bestand, verlorengegangen. Sie unterstützte den expressiven Ausdruck der Fassade. Das Innere betritt man durch einen achteckigen Vorraum, der mit quadratischem rot-braunen Mosaik ausgekleidet ist. In der Achse die Gedenktafel für die Gefallenen von 1914–18 mit einem Ornamentglasfenster darüber und von einer scharrierten Kunststeinplatte nach oben abgeschlossen. Der seitliche Rahmen wird durch Backsteinvorlagen, in die Kreuzformen eingearbeitet sind, begrenzt. Die Klassen im Erd- und Obergeschoss sind um 1950 renoviert worden. Einbauschränke, Fußböden, Türen und Fenster in Holz sind noch erhalten. Im Obergeschoss ist in Abänderung zum Baugesuch ein Flur wie im Erdgeschoss angeordnet – im Zusammenhang mit dieser Änderung ist die Lage der Treppen zu verstehen. An die nordöstliche Ecke des Gebäudes schließt sich der Wohntrakt an – zwei Wohnungen von guter Qualität sind in der ruhigsten Zone des Grundstücks angeordnet. Die Ausstattung ist überwiegend erhalten. Vor allem die Holzarbeiten fallen auf: Parkettböden, Türen im Rahmen-Füllungs-Prinzip, Fenster und Rollladen in Holz, Einbauschränke, Raumteiler – dazu sind die alten Beschläge mit ovalen Schildern vorhanden. Die Bäder sind weiß/grau, die Küchen schwarz/grau mit Mäanderstreifen als Abschluss gefliest. Terrassen und Wintergarten erhöhen den Wohnwert. Städtebau: Durch das Zurückspringen des Gebäudekörpers von der Bodelschwinghstraße wird einerseits der repräsentative Eigenwert erhöht, andererseits ein Freiraum gebildet, der den Straßenverlauf gliedert und somit bereichsprägend wirkt. Als qualitativ gutes Architekturbeispiel des Expressionismus ist die Landwirtschaftsschule Dülken – unter anderem – von Bedeutung. Aus wissenschaftlichen, insbesondere architektur-, orts- und schulgeschichtlichen Gründen liegen Erhaltung und Nutung des Gebäudes gemäß § 2 (1) des Denkmalschutzgesetzes NRW im öffentlichen Interesse. | 1928                   | 31. März 1987      | 143             |
| Wegekapelle                                     | Wegekapelle                                      | Dülken Boisheimer Straße 130 Karte                             | Die Backsteinkapelle an der Boisheimer Straße in Dülken, die im Jahre 1960 renoviert wird, wird vermutlich anlässlich eines hier geschehenen Unfalls errichtet. An den vier Ecken der Kapelle befinden sich schräg ausgerichtete Wandpfeiler. Darüber verläuft ein zweifach abgetrepptes Gesims um den gesamten Bau. Eine große, bis zum Dachansatz reichende rechteckige Öffnung führt über eine Stufe ins Innere. Ein mit Schieferschindeln gedecktes Zeltdach schließt die Kapelle nach oben ab. Als Bekrönung ist auf der Dachspitze ein kleines Kreuz angebracht. Im Innern hängt ein großes Eichenkreuz mit einem Christuskorpus aus dem gleichen Material an der rückwärtigen Wand. Über Christus: das INRI-Zeichen, unter dem Kruzifix befindet sich die Inschrift: ERNEUERT MISSION_ 1960; in einem eingelassenen Holztäfelchen darunter ANNO 1768 (vermutlich ein Reststück des ursprünglichen Kreuzes). Vor dem Kreuz ist eine kleine Gebetbank aufgestellt. Eine schmiedeeiserne Tür verschließt den unteren Teil des Eingangs. Aus wissenschaftlichen, insbesondere religionsgeschichtlichen Gründen stehen Erhaltung und Nutzung der Kapelle gemäß § 2 (1) des Denkmalschutzgesetzeses NRW im öffentlichen Interesse. | 1768                   | 7. September 1994  | 343             |
| weitere Bilder                                  | Wohnhaus                                         | Dülken Börsenstraße 10 Karte                                   | Das wohl im letzten Drittel des 19. Jahrhunderts errichtete Wohn- und Geschäftshaus ist ein Eckgebäude zur Börsenstraße bzw. zum Hühnermarkt. Der Bau ist dreigeschossig (einschließlich des Mansardgeschosses) und ist bezogen auf die Ecke, in einer Gliederung von 5 zu 2 nicht durchgezogenen Achsen erbaut. In einer für die Erbauungszeit typischen Ecklösung ist die Hausecke zur Straßenkreuzung hin in Breite einer Fensterachse abgeschrägt und mit Ladenecktür, einem Fenster mit reicher Putzverdachung im Obergeschoss sowie einem Fenster mit Ziergiebel im Dachgeschoss versehen. Das Haus trägt ein schiefergedecktes Mansarddach. Der Haupteingang liegt weder axial noch symmetrisch an der Börsenstraße. Ein letzter Stucklöwenkopf (die anderen sind abgeschlagen) mit Hausnummer betont die sehr schöne, originale Holzeingangstür im historisierenden Stil. Asymmetrisch darüber zwischen die Reihe der Obergeschossfenster gesetzt, befindet sich ein stuckverziertes Blendfenster. Das letzte Gaubenfenster der Längsseite besitzt einen stuckverzierten Giebelaufbau. Die Anfang der 50er Jahre erneuerten Fenster im Obergeschoss sind umrahmt von verzierten Putzfenstereinfassungen und teils gesprengten, verzierten Verdachungen. Ebenso sind die Fenster der Gauben straßenseitig erneuert. Die Bänderputzfassade ist horizontal gegliedert. Durch umlaufendes Kranzgesims, Fensterbankgesims und Gurtgesims erhält der Bau Struktur. Die Fassade des Erdgeschosses wurde in den 60er Jahren gekachelt. Das Gebäude umschließt zusammen mit einem 1890 errichteten und 1898 mit zwei Geschossen aufgestockten Anbau einen Innenhof. Der im Obergeschoss backsteinsichtige, in Holzfachwerk erbaute Anbau ist im Erdgeschoss verputzt. Ein reich verzierter, geschnitzter, verfensterter Holzbalkon mit sehr schönem, bunt gemustertem Fliesenboden im Obergeschoss verbindet die Gebäudeteile. Bemerkenswert ist der hofseitige, durchgehende, gaubenhohe, mit eigenem geschweiftem Pyramidendach mit Turmknopf versehene Toilettenturmanbau. Er ist ebenfalls in Fachwerkbauweise mit roten und gelben Ziegeln errichtet. Holzwerk und Musterung der Ziegel sind aufeinander im Farbwechsel abgestimmt. Hofseitig sind die schön gearbeiteten Fensterstöcke zum größten Teil noch original erhalten. Das durchgängig hoch-schmale Treppenhausfenster besitzt bunte Gläser. Ebenso erhaltenswert sind die verzierten holzgeschnitzten Konsölchen der Gauben. Alle Gauben besitzen geschweifte Pyramidendächer mit Turmknopf. Im Inneren ist noch der Originalgrundriss erhalten. Von der holzgeschnitzten Haupteingangstür führt ein Flur mit buntem, originalem Fliesenboden und Steinlamperien zum Treppenhaus mit gedrechseltem und geschnitztem Geländer. Im Eingangsflur sind ein reich verzierter Stuckfries und Stuckdeckenmitte sowie Stuckfelder an den Wänden, die originalen Holztüren und Holztürrahmen erhalten. Wo im Erdgeschoss die Decken nicht abgehängt sind, befinden sich noch Stuckfriese und reich geschmückte Stuckdecken. Sehr schöne Stuckdecken befinden sich auch im Obergeschoss. Alle sind unterschiedlich gestaltet, darunter einen mit Engelsköpfen (Eckzimmer). Die Kassettenholztüren und Holzrahmen sowie Holzlamperien sind fast im gesamten Haus, teils noch mit den Original-Türgriffen, erhalten. Im Obergeschoss und im Dachgeschoss sind die Dielenböden noch vorhanden. Das Gebäude besitzt zwei gemauerte Gewölbekeller mit Fußboden und einen neueren Keller mit Betonkappendecke. Die exponierte Lage des Hauses im Ortskern von Dülken, das als mittleres von drei platzbildenden, denkmalwerten Eckgebäuden zu den städtebaulich wichtigen Bestandteilen Dülkens gerechnet werden muss, lässt es zum unmittelbaren Blickpunkt werden. Die zeittypische, aufwändige Fassaden- und Dachgestaltung aus dem 20. Jahrhundert kennzeichnet den zeitgenössischen Bautyp des stattlichen Wohn- und Geschäftshauses mit eher großstädtischem Gepräge, das hier das historische Stadtbild widerspiegelt. Darüber hinaus gehört es durch originalen Grundriss, mit originellem WC-Turmanbau und der qualitätvollen Innenausstattung mit Stuckdekoration, bunten Mosaikfliesenböden, Holzkassettentüren und Holztreppenhaus zu den nach Qualität und Erhaltungszustand selten gewordenen, gründerzeitlichen Wohn-/ Geschäftsgebäuden. Aus wissenschaftlichen, insbesondere städtebaulichen, raumgestaltenden, architekturgeschichtlichen und historischen Gründen ist die Erhaltung und Nutzung des Gebäudes gemäß § 2 (1) des Denkmalschutzgesetzes NRW im öffentlichen Interesse. | 1897                   | 21. Dezember 1984  | 18              |
| Lemmejanshof                                    | Lemmejanshof                                     | Viersen Brasselstraße 110 Karte                                | Im Viersener Hofverzeichnis Blatt XXI ist der Hof als „Lemmejanshof“ bezeichnet. 1462 ist „Hermen Lemen-Jans“ erwähnt, 1613 lautet die Hofbezeichnung „to Lemejans“ (Mackes, S. 110) Traufseitig zur Brasselstraße gelegen hat das Hofgebäude seine Nebengebäude im Laufe der Zeit verloren. Das Urkataster von 1812 zeigt westlich ein Gebäude (8,00 × 13,00 m) – vermutlich die ehemalige Scheune. Der umfangreichen Untersuchung von G. Eitzen in „Niederrheinische Bauernhäuser“ sind die wichtigsten Punkte entnommen: Das Gebäude ist ein seltenes Zeugnis für den Übergang vom Rauchhaus zum Wohnstallhaus. Die Unterteilung des Baukörpers durch die Kaminwand hat zur Folge, dass eine klare Unterscheidung in den Lebensbereichen von Mensch und Tier vollzogen und in Zukunft beibehalten wird. Die Weiterentwicklung des Grundrisses auf der Wohnseite führt darüber hinaus zur besseren Ausnutzung der Nebenräume in den Abseiten. Die bisher in der Wohnküche aufgestellten Betten finden nun einen endgültigen Platz in den Kammern. Der Kamin selbst führt die Entwicklung dahin, dass der hohe Luftraum nicht mehr als Rauchabzug notwendig ist und infolgedessen den Einbau von Speicherflächen möglich macht. Sie erscheinen zuerst auf der Wohnseite, später auf der Stallseite. Dies ist hier der Fall. Der ca. 5,00 m hohe Luftraum auf der Stallseite erinnert noch an die Rauchhäuser. So folgert Eitzen: (Zitat:) „Es ist daher anzunehmen, daß dieses Haus in unserem Gebiet eines der ältesten mit einem Doppelkamin ausgestatteten Hallenhäuser ist. Es wirkt in allen Teilen älter als die im beginnenden 17. Jahrhundert erbauten Häuser und wird daher noch ins 16. Jahrhundert zurückgehen.“ Aus wissenschaftlichen, insbesondere architekturgeschichtlichen, volkskundlichen und ortsgeschichtlichen Gründen, liegen Erhaltung und Nutzung des Gebäudes gemäß § 2 (1) des Denkmalschutzgesetzes NRW im öffentlichen Interesse. | 16. Jh.                | 20. Juni 1989      | 199             |
| Weberhaus                                       | Weberhaus                                        | Süchteln Bruchstraße 22 Karte                                  | 1998 wurde das ehemalige Weberhaus Butschenweg 31 als eines der letzten noch nicht bis zur Unkenntlichkeit veränderten Zeugnisse dieser ehemals landschaftstypischen Handwerks- und Wohnweise in Süchteln unter Schutz gestellt. Das zugehörige Gutachten der Unteren Denkmalbehörde enthielt auch allgemeine Aussagen zur Geschichte der Hausweberei in Süchteln, auf die an dieser Stelle verwiesen sei. Zusammenfassend kann festgehalten werden, dass die Hausweberei bis etwa 1880/90, d. h. bis zur Durchsetzung des mechanischen Webstuhls und der zugehörigen Fabriken, die übliche Form der Textilherstellung war und neben der Landwirtschaft das Erwerbsleben bestimmte. Eine verlagsartige Organisation führte im 18. und 19. Jahrhundert dazu, dass die Hausweber keine selbständigen Handwerker waren, sondern abhängige Lohnarbeiter. Die um die Mitte und im dritten Viertel des 19. Jahrhunderts errichteten typischen Weberhäuser können dabei als eine landschafts- und produktionsspezifische Form eines frühen Arbeiterwohnungsbaus bezeichnet werden. Während die Weberhäuser üblicherweise eingeschossig mit ausgebautem Dachgeschoss waren, handelt es sich beim Haus Bruchstr. 22 um einen selteneren zweigeschossigen Typ. Das kleine, nach vorn und zur Seite unverputzte traufständige Backsteinhaus erhebt sich auf einfach rechteckiger Grundfläche und schließt mit einem flachen Satteldach. Der Hauseingang ist etwa mittig, leicht nach rechts verschoben – in der linken Hälfte des Erdgeschosses befand sich die große Webstube. Ein schmales Sohlbankgesims trennt Erd- und Obergeschoss an der Straßenseite. Typisch sind die großen Fenster der linken Giebelseite, die der Webstube das notwendige Licht zuführten. Im Inneren ist der charakteristische Grundriss erhalten. Vom Eingang aus teilt ein gerader Querflur das Erdgeschoss in zwei Teile: links die große Webstube (mit erhaltenem Balken), rechts (Wohn-) Zimmer. Im hinteren Bereich mit der abgetrennten Küche führt eine gerade Stiegentreppe zu den Kammern im Obergeschoss. Einige alte Details (Stiege im Obergeschoss, Dielenboden, rückwärtige Außentür) sind erhalten, andere wie z. B. Fenster und die Haustür bei der behutsamen Sanierung der 1980er Jahre nach altem Vorbild erneuert oder angemessen verändert worden (Treppe). Als anschaulich erhaltenes Zeugnis einer für Süchteln ehemals typischen Hausform, dessen Raumaufteilung die alten Arbeitsabläufe widerspiegelt und bei dem Gestaltung und Details in heute seltener Weise einfaches Wohnen der Vergangenheit vermitteln, ist das ehem. Weberhaus Bruchstraße 22 bedeutend für Viersen und die Entwicklung der Arbeits- und Produktionsverhältnisse. An seiner Erhaltung und Nutzung besteht aus wissenschaftlichen, besonders orts- und sozialgeschichtlichen Gründen ein öffentliches Interesse. Es ist daher gemäß § 2 des Denkmalschutzgesetzes NRW ein Baudenkmal. | Mitte 19. Jh.          | 30. Juni 2000      | 393             |
| Wohnhaus und Atelier                            | Wohnhaus und Atelier                             | Süchteln Bruchstraße 24 Karte                                  | Das Wohnhaus Bruchstraße 24 befindet sich in freier Lage am nord-östlichen Rand von Süchteln. Es wurde 1958-60 von dem Architekten Hermann Breidenbach als Wohnhaus mit Atelier für sich und seine Familie errichtet. Das Grundstück geht rückwärtig in eine regionaltypische offene Bruchlandschaft über, was besondere Beachtung verdient, da der Gedanke der ineinander fließenden Verbindung von Natur und Bauwerk, ein oft postuliertes Ansinnen der architektonischen Moderne, offensichtlich auch in die Gestaltung des Hauses eingeflossen ist. Der freistehende Flachbau erstreckt sich mit einem Souterrain- und einem Wohngeschoss auf laut Bauplan 10,25 m × 12,50 m Grundfläche. Das Dach ist leicht nach innen geneigt, mit dem „Knick“ asymmetrisch etwa auf Höhe des ersten Drittels der Gesamttiefe des Hauses. Zugehörig ist seitlich eine Garage, die ursprünglich sogar direkt mit dem Haus verbunden werden und als zusätzlicher Austritt dienen sollte, was aber baurechtlich nicht genehmigungsfähig war. Der Zugang zum Haus erfolgt von der Seite. Lediglich die seitlichen Wandscheiben bestehen aus massivem, weiß geschlämmten Mauerwerk, nach vorne und nach hinten sind die Flächen im Wohngeschoss in Fenster aufgelöst und nur im Souterraingeschoss gemauert, mit unterschiedlich dimensionierten Einzelfenstern. Im Inneren unterstützt ein gemauerter Kern auf etwa 4 × 5 m Grundfläche die Konstruktion. Eine Skelettkonstruktion aus Holzfertigteilen trägt mit aufgeständerten, längsgeführten Binderbalken das Dach. Die seitlichen Wände sind, da nur mit wenigen Öffnungen versehen, als Flächen betont. Dem kompakten Baukörper sind auf der Gartenseite ein Balkon und seitlich jeweils die Zugangstreppen bzw. -Podeste als filigrane Metallkonstruktionen beigestellt. Links führt eine Treppe zum hochliegenden Wohngeschoss. Sie war ursprünglich ein Nebeneingang in die ehemals vorhandene separate Einliegerwohnung. Rechts ist der Eingang in das Souterraingeschoss; die ursprünglich dort befindliche zweite Treppe ins Wohngeschoss ist derzeit nicht vorhanden. Außerdem bestehen „private“ Zugänge in die beiden Geschosse von der Gartenseite aus, zu welchem Zweck eine weitere Treppe vom Garten aus auf den Balkon führt. Die Aufteilung des Inneren hat sich gegenüber dem ursprünglichen Entwurf lediglich insofern geändert, als die ehemals vorhandene, abgetrennte Einliegerwohnung nicht mehr besteht. Dies hat im Wohngeschoss zu einer Intensivierung des ohnehin offen angelegten Raumbildes geführt, da nun sämtliche um den Kern herumgeführten Wohnbereiche mehr oder weniger, z. T. durch offene Raumteiler unterbrochen, ineinander übergehen können. Der innere Kern dient dabei als Funktions- u. Nasszelle, d. h. er nimmt Küche und Bad auf. Wohn-, Schlaf- und Essbereich gruppieren sich um ihn herum. Der Raumeindruck wird darüber hinaus ganz wesentlich durch das leicht erschließbare Konstruktions- und Materialprinzip aus Wandscheibe, Fensterwand, Kern und offen liegenden Holzdachbindern mit zugehöriger Aufständerung geprägt. Im Souterraingeschoss befindet sich, neben den notwendigen Wirtschaftsräumen, das Architekturatelier, welches in den seinerzeit eingereichten Bauantragsunterlagen aus baurechtlichen Gründen zwar nicht deklariert werden durfte, jedoch von Anfang an dort bestand. Die großzügige Verglasung nach vorne und hinten sowie der große Raumzuschnitt sind hier über die moderne Ästhetik hinaus selbstverständlich auch funktional unabdingbar. Eine innenliegende gerade Treppe verbindet die beiden Ebenen. Der Architekt Hermann Breidenbach (1933–1977) hatte sein Architekturstudium an der Werkkunstschule Krefeld (F.G. Winter, Josef Ehren) mit einer zuvor absolvierten Schreiner- und einer nach der Zwischenprüfung unternommenen Maurerlehre verbunden. Nach dem Studium war er 1957-59 zunächst im Büro von Rudolf Krüger in Saarbrücken tätig. 1959 verlegte er, auch dokumentiert mit seinem Süchtelner Haus, Wohn- und Tätigkeitsfeld, wieder an den Niederrhein. Vorübergehend war er noch im Büro Witte (Düsseldorf) angestellt, machte sich dann aber selbständig. Neben Neubauten widmete er sich ab 1962, beginnend mit der Restaurierung der Irmgardiskapelle in Süchteln, schwerpunktmäßig denkmalpflegerischen Arbeiten. Rasch wurde er zu einem Motor und Wegbereiter der Denkmalpflege am linken Niederrhein – lange vor dem eigentlichen „Durchbruch“ dieses öffentlichen Anliegens in den 1970er Jahren. „An vielen Stellen des Kreises (Viersen) bestimmen heute wieder Höfe und kleine Herrensitze die Niederrheinlandschaft, städtische Wohnhäuser ihren Straßenzug, die seit langem verfielen oder erst vor kurzem abgegeben worden waren und die nach Hermann Breidenbachs Plänen einer neuen lebendigen Nutzung wiedergewonnen wurden“. Der Nachruf von Georg Mörsch, dem dieses Zitat entnommen ist, nennt bewusst nur wenige von Breidenbach betreute Objekte, die allein aber bereits einen kleinen Führer zu den bedeutendsten Baudenkmälern des Kreises Viersen ergeben. Die Wohnhausarchitektur der 1950er Jahre in Deutschland war, neben ihren konservativen Strömungen, auch ein Experimentierfeld für unkonventionelle neue Lösungen, mit denen der Anschluss an die Nachkriegsmoderne in den USA, in den Niederlanden oder in Skandinavien gesucht wurde, und in denen sich auch die Suche nach neuen Wohnformen ausdrückt. Beim Wohnhaus eines Architekten kann zudem vorausgesetzt werden, dass in besonderem Maße eigene bautechnische und gestalterische Vorlieben verwirklicht werden, was bei fremder Bauherrenschaft in der Regel so nicht möglich ist. In dieser Tradition steht auch das Wohnhaus Bruchstraße 24 in Süchteln. Schon seine unkonventionelle äußere Form zeigt, dass es konstituierenden Entwurfs- und Gestaltprinzipien der klassischen Moderne verpflichtet ist. Die kompakte prägnante Baukörperform ist in typischerweise das Ergebnis veranschaulichter Konstruktion und die aufgelösten Wandflächen gestalten eine Durchdringung von Innen und Außen, was sich im Raumkontinuum des Inneren fortsetzt. Gerade das Thema der Konstruktion im Zusammenhang unterschiedlicher Baumaterialien, und wie aus ihr neue Methoden der Fertigung, der Strukturierung und der Gestaltung von Architektur zu entwickeln sei, war ein Leitthema der modernen Architektur der 1930er bis etwa 1960er Jahre. Es ist überliefert, dass mit FG Winter und insbesondere Konrad Wachsmann zwei Architekten Bezugspunkte für den jungen Architekten Hermann Breidenbach waren, die sich intensiv mit solchen Entwicklungen beschäftigten. Konrad Wachsmann (1901–1980), ausgebildet als Schreiner und Zimmermann und später als Architekt bei Tessenow und Poelzig, wurde 1926/27 Chefarchitekt der auf Holzfertigbausysteme spezialisierten Fa. Christoph & Unmack im schlesischen Niesky; in deren Fachwerksystem baute er 1927 ein Lungensanatorium und 1928-29 das Wochenendhaus von Albert Einstein in Caputh. 1932 verließ Wachsmann Deutschland (u. a. Rom, Granada, Frankreich), 1941 emigrierte er endgültig in die USA. Zusammen mit Walter Gropius entwickelte er dort das legendäre General Panel-Fertigbausystem aus Sperrholzpaneelen; des Weiteren befasste er sich vorrangig mit Konstruktionssystemen, z. B. „Mobilar Structure“ bei Flugzeughallen. „Wachsmann vertrat einen technisch begründeten Funktionalismus und einen prophetischen Zukunftsoptimismus. Mit seinen Baukastensystemen beeinflußte Wachsmann unter anderem High Tech, Strukturalismus, Ökologische Architektur und Plattenbau“ (Lexikon d. Arch. d. 20. Jh., S. 406). Obwohl im Gegensatz zu anderen Pionieren der Moderne namentlich wenig bekannt, ist die Vorbildwirkung Wachsmanns auf Architekten der 1950–1970er Jahre erheblich. Publikationen und eine umfangreiche Vortrags- und Lehrtätigkeit trugen dazu bei. Das biographische Buch „Der Wachsmann-Report“ legt davon ein beredtes Zeugnis ab. Im Zusammenhang mit dem Süchtelner Haus ist vor allem die Rolle Wachsmanns bei der Weiterentwicklung der Holzbauweise von Interesse. Innerhalb des Bemühens der modernen Architektur nach Normierung und Standardisierung im Sinne weitmöglicher Vorfertigung spielte Holz als eigentlich vor-industrieller Baustoff zeitweise eine wichtige Rolle. Zum einen gab es bei Fachwerkbau oder Dachstühlen schon eine Jahrhunderte bewährte Vorfertigungstradition, zum anderen handelt es sich um einen leicht verfügbaren und bearbeitbaren Baustoff, was den Aufgabenstellungen des industriellen Zeitalters und einer möglichst preiswerten Massenbauweise entgegenkommt. Die Pionier-Arbeiten Wachsmanns aus den zwanziger Jahren sind in seinem Buch „Holzhausbau“ von 1930 dokumentiert. Im Süchtelner Wohnhaus Breidenbachs sind diese Gedanken in der dem Fachwerkbau durchaus nahestehenden Dachbinder-Konstruktion aus Holz-Fertigelementen eingeflossen. Die Krefelder Werkkunstschule, auf der Breidenbach studiert hatte, war unter der Leitung des Architekten FG (Fritz Gottlieb) Winter (1910–1987) eine jener Ausbildungsstätten, die – im Rückgriff auf das Bauhaus – solche Ideen in den 1950er Jahren in Deutschland vermittelten. Rückblickend schrieb Winter hierzu 1968: „Das Krefelder Institut hieß als erste ehemalige deutsche Meisterschule ‘Werkkunstschule’ und entwickelte gegen alle behördlichen, kollegialen, verbands- und innungspolitischen Widerstände, gegen eine restaurativ denkende Umgebung und heftige Pressefehden eine neue Konzeption mit Betonung von Bauentwurf, industrial design, Grafik und Gestaltlehre, in welcher das Handwerk als Erziehungsfaktor gewertet wurde.“ Das Wohnhaus Bruchstraße 24 in Süchteln ist ein konstruktiv und gestalterisch unkonventionelles, als solches aber zeittypisches und qualitativ hochwertiges Zeugnis der Architektur der 1950er Jahre. Es ist weitgehend original erhalten. Als solches und als Wohn- und Atelierhaus eines bekannten Architekten ist es bedeutend für Viersen. An seiner Erhaltung und Nutzung besteht ein öffentliches Interesse aus den dargelegten wissenschaftlichen, insbesondere architekturgeschichtlichen Gründen. Da die Vorgaben des § 2 (1) des Denkmalschutzgesetzes NRW somit erfüllt sind, handelt es sich um ein Baudenkmal. | 1958–1960              | 18. April 2002     | 431             |
| Leyershof                                       | Leyershof                                        | Viersen Brunnenstraße 1, 2, 2a, 2b / Heimerstr. 20 Karte       | „Zur Zeit des französischen Katasters im Jahre 1812 gab es auf dem Berg keine andere Besiedlung außer dem Hülser, Leyers und Dücker-Hof. Alle drei Höfe sind nach einer Gewerbeliste aus dem Jahr 1774 Schankstätten gewesen.“ (Vosdellen) Bei dem Anwesen handelt es sich um eine vierflügelige Hofanlage, dessen ältester Bestand der 1736 erbaute Wohnteil ist. Vermutlich ist es als Wohn- und Stallhaus errichtet worden. Die beiden Abseiten im Grundriss sowie der Kaminblock, der den Wohnteil vom Stallteil abtrennte, sind erhalten geblieben. Weiter erfuhr das Haus durch seine verschiedenen Nutzungen wie Gastwirtschaft und Poststation geringfügige Änderungen. Das Haus ist im Inneren mit einem schwarzen Natursteinbelag im Dielenbereich ausgestattet. Die alten Türen sind ebenfalls erhalten. Ein Teil des Hauses ist unterkellert. Die Fassade des eingeschossigen Hauses ist zur Straße verputzt. Hier sind die Ankersplinte mit den Buchstaben „AREL“ A 1736 sichtbar. Die Sprossenfenster sind in Blockrahmen angeschlagen. Die Haustür mit dem Posthorn zeugt noch von der Helenabrunner Postagentur, die hier viele Jahre untergebracht war. Die Rückseite des Hauses ist backsteinsichtig erhalten. Laut Plan in der Bauakte wurden die Nebengebäude 1899 von dem Bauunternehmer H. Kloeppels für Herrn Endepohls geplant und vermutlich auch errichtet. Die Nebengebäude litten unter Kriegseinwirkung im Jahre 1945 und wurden wieder instand gesetzt. Nördlich an das Wohnhaus schließt ein Kuhstall, mit Durchfahrt zum Wirtschaftsteil außerhalb des geschlossenen Hofes, an. Östlich bildet die Scheune mit Rübenschuppen und Lagerraum für Stroh den Abschluss. Die Hälfte des Hofraumes ist von einer offenen Remise überdacht. Der südliche Flügel schloss ursprünglich mit Stallungen für Kleinvieh an die Scheune an, ist jedoch heute bis auf die Außenwand zerstört. Hier schließt ein Stallbau vermutlich neueren Datums (1945) an. Zwischen Stall und Wohnhaus befindet sich ein gemauerter Torbogen, durch den, der zum Teil noch mit Kaien bepflasterte Hofraum erschlossen wird. Von außen schließt noch ein kleineres Nebengebäude an den Kuhstall an. Von ortsgeschichtlichem Interesse ist, dass das Haus wohl mit einer der ersten drei Gebäude war, aus denen der Ortsteil Helenabrunn heranwuchs. Weiterhin ist der Hof in seiner prägnanten Lage durch das Volumen der Scheune am Ortseingang signifikant für die Silhouette des Ortsteils „Auf dem Berg“. Ebenso ist das Wohnhaus an der Brunnenstraße auch der benachbarte Hülser Hof als eine selten gewordene städtebauliche Einheit im Ensemble zu betrachten. Weiterhin ist hier die typische Bauweise eines Wohnstallhauses anschaulich, wie auch die Arbeits- und Produktionsweise eines bäuerlichen Betriebes umkonzipiert um die Jahrhundertwende. Aus wissenschaftlichen, insbesondere ortsgeschichtlichen, städtebaulichen und kulturgeschichtlichen Gründen wie auch als Zeugnis damaliger Arbeits- und Produktionsverhältnisse liegt die Erhaltung und Nutzung des Gebäudes Brunnenstraße 2 im öffentlichen Interesse. | 1932                   | 11. Juni 1987      | 153             |
| Hülserhof                                       | Hülserhof                                        | Viersen Brunnenstraße 4 Karte                                  | Zur Zeit des französischen Katasters im Jahre 1812 gab es auf dem Berg keine andere Besiedlung außer dem Hülser-, Leyers- und Dücker-Hof. Alle drei Höfe sind nach einer Gewerbeliste aus dem Jahre 1774 Schankstätten gewesen. (1) Der Hülser-Hof hat diese Tradition bis heute fortgesetzt. Der älteste Bestandteil der vierflügeligen Hofanlage ist ein ehemaliges Wohn-Stall-Haus, dessen Fachwerk zum Innenhof noch sichtbar ist. Es entstand im 18. Jahrhundert und wurde laut Inschrift im Schlussstein über der Toreinfahrt IHS MH AH (Jesus, Heiland, Seligmacher, Matthias Hülser, Agnes Harsch), vermutlich 1850 erweitert. Hier wurde ein Teil des Fachwerkhauses auf zwei Geschosse aufgestockt und erhielt eine neue der Fachwerkkonstruktion vorgesetzte Fassade, wie auch ein eigenständiges Walmdach, dessen First quer zu dem des Fachwerkhauses verläuft. Die Form eines „T“ wird in der Dachaufsicht sichtbar. Die Form der Erweiterung war durchaus üblich und macht hier eine Variation der sogenannten T-Häuser deutlich. Die Backsteinfassade des Wohnhauses zur Straße ist zweigeschossig in 5 Achsen mit mittigem Eingang und darüber liegendem flachen Dreiecksgiebel, axialsymmetrisch gegliedert. Fenster und Klappläden sind im originalen Zustand erhalten. Nördlich an das Wohnhaus schließt der Torbogen mit der Inschrift über den der Hofraum erschlossen wird an. Dahinter befinden sich Wirtschaftsgebäude, teilweise als Remisen errichtet. Östlich bildet die Scheune mit Heuboden und Keller für die Rübenlagerung den Abschluss. Der südliche Flügel mit Kuhstall und einem ehemaligen Zwischenlager für Futter wurde teilweise modernisiert und zu Wohnzwecken umgebaut. An den Fachwerkgiebel sind im Hofbereich verschiedene Bauten neueren Datums für den Betrieb der Gastwirtschaft angeschlossen. Bemerkenswert ist ein anschließender spitz zulaufender Bauerngarten mit der typischen Buchsbaumwegebegrenzung und Kiesbedeckung des Weges. Wie auch die Abgrenzung zum Obstanger mit einer charakteristischen Eibenhecke. Das Fachwerkhaus, wohl eines der ersten drei Gebäude, aus denen der Ort Helenabrunn heranwuchs, trägt die Ortsgeschichte wesentlich mit. Ebenso ist die Hofanlage von der Helenenstraße kommend, mit seinem vorgelagerten Obstanger, charakteristisch für den ehemals landwirtschaftlich geprägten Ortsteil. Weiter ist das Wohnhaus an der Brunnenstraße wie auch der benachbarte Leyershof als eine selten gewordenen Einheit zu betrachten. Die typische Entwicklung der Erweiterung vom Wohn-Stall-Haus über T-Haus zur 4-flügeligen Hofanlage ist hier anschaulich. Aus wissenschaftlichen, insbesondere ortsgeschichtlichen, städtebaulichen, architektur- und kulturgeschichtlichen Gründen wie auch als Zeugnis damaliger Arbeits- und Produktionsverhältnisse ist die Erhaltung und Nutzung des Gebäudes einschließlich des Gartens gemäß § 2 (1) des Denkmalschutzgesetzes NRW im öffentlichen Interesse. | 1774                   | 21. April 1987     | 144             |
| Hülserhof (Obstgarten)                          | Hülserhof (Obstgarten)                           | Viersen Brunnenstraße 4 Karte                                  | Bei dem bepflanzten Grundstück unmittelbar in der Ortsmitte, nahe der Kirche gelegen, handelt es sich um einen typischen Obstanger, er ist aufgebaut mit Pflaumen, Süsskirschen, Birnen und Apfelbäumen. Die Bäume sind hochstämmig (in Kopfhöhe setzt die Krone an) auf einem Raster von 7,00 × 8,00 m angelegt. Die Anpflanzung befindet sich z. T. in einem guten Zustand, hier insbesondere die Süsskirschen. Die Birnbäume sind teilweise aus Altersgründen und die Pflaumenbäume teilweise durch Unterweiden und Rindenschälung durch Tiere abgängig. Circa 30 % stocken auf der Fläche, davon sind 30 % in einem guten Zustand, weitere 30 % sanierungsfähig und 40 % abgängig. Die Anlage ist durch Neupflanzungen auf Dauer zu erhalten. Der dem Hülserhof vorgelagerte Obstgarten ist charakteristisch für den ehemals landwirtschaftlich geprägten Ortsteil und ist mit dem Hülser- und Leyershof als eine selten gewordene Einheit im Ensemble zu betrachten. Bei dem bepflanzten Grundstück, angrenzend an Obstanger und Hülserhof sind Bestandteile eines typischen Bauerngartens noch ablesbar. Der spitz zulaufende Garten ist durch einen Weg mit Buchsbaumbegrenzung und Kiesdeckung geteilt. Eine räumliche Abgrenzung zum Obstgarten erfolgt in einer für diese Gärten charakteristischen Eibenhecke. Der Bauerngarten ist durch seine Zugehörigkeit zum Hülserhof mit ihm als eine Einheit zu betrachten und ist durch seinen Bezug zur Ortsmitte prägend. Aus wissenschaftlichen, insbesondere gartengeschichtlichen sowie städtebaulichen Gründen wie auch als Zeugnis damaliger Arbeits- und Produktionsverhältnisse ist die Erhaltung und Nutzung der beiden Gärten gemäß § 2 (1) des Denkmalschutzgesetzes NRW im öffentlichen Interesse. | unbekannt              | 4. Januar 1990     | 221             |
| Gefallenendenkmal Helenabrunn                   | Gefallenendenkmal Helenabrunn                    | Viersen Ecke Brunnenstraße/Helenenstraße Karte                 | Während zunächst die Vereine und Kirchengemeinden in den Jahren zwischen 1919 und 1925 Denkmäler zur Erinnerung an ihre Toten des Ersten Weltkrieges aufstellten, folgten ab 1926 bis 1932 die Zivilgemeinde Viersen und ihre Sektionen. Das Schlusslicht bildete Helenabrunn. Unter dem Vorsitz des Lehrers Josef Krall wurde im Jahr 1928 ein Ausschuss eingesetzt, der durch die katholische Kirchengemeinde Helenabrunn unterstützt wurde. Sie stellte das Grundstück an der Kirche mit der Bedingung zur Verfügung, dass das Denkmal einen christlichen Charakter haben musste. Mit der Ausführung des Denkmals wurde nach einem Wettbewerb der Düsseldorfer Bildhauer Josef Schneider beauftragt. Er entwarf eine Figurengruppe aus Bronze, die auf einem hohen Sockel steht. Die Denkmalskosten in Höhe von 7.230 Mark wurden durch monatliche Beiträge von 20 bis 50 Pfennig drei Jahre lang unter den Einwohnern gesammelt. Somit konnte das Denkmal erst im September 1932 feierlich eingeweiht werden. 1942 musste die Figurengruppe auf Anordnung des Reichsministers des Innern abgeliefert werden, da zur Verstärkung der Rüstungsreserven alle Denkmäler aus Kupfer und Bronze auf öffentlichen Plätzen herangezogen wurden. Ihr wurde kein künstlerischer oder geschichtlicher Wert beigemessen, der dies verhindert hätte. 1951 machte der Helenabrunner Pfarrer Vogtland das Denkmal im Düsseldorfer Hafen unter einem Altmetalllager ausfindig. Er sorgte für die Neuaufstellung an der Kirche an einer etwas entfernteren Stelle als ursprünglich. Dabei wurde der Sockel gedreht und die ehemalige Rückseite mit einer neuen, die Opfer des Zweiten Weltkriegs aufführenden Inschrift versehen. Beschreibung: Der Düsseldorfer Bildhauer Josef Schneider schuf eine Figurengruppe. Dabei steht Christus zwischen dem als Soldat in den Krieg ziehenden Mann und der mit ihrem kleinen Kind zu Hause bleibenden Frau. Die Figur Jesus, im leicht gefalteten Gewand und Überwurf, mit Bart und gescheiteltem längeren Haupthaar entspricht dem byzantinischen Typ. Während seine linke Hand schützend auf dem Haupt der Mutter liegt, ist seine rechte Hand zum Segen des Soldaten erhoben. Sein Blick ist nach unten zu ihm gewandt. Die Mutter, in sitzender Position, trägt ihr Kind eng an der Brust und beschützt es mit beiden Armen. Ihr Kopf ist zu ihm tief heruntergebeugt. Sie trägt ein leicht gefaltetes einfaches Gewand. Ihr Haar ist streng gescheitelt. Der Soldat im langen Soldatenmantel trägt in der rechten Hand seinen Helm und ursprünglich in der linken sein Gewehr. Dieses ist beim Abbau 1942 verlorengegangen und nicht wieder ergänzt worden. Er kniet vor Jesus und hat seinen Kopf zu ihm nach oben gerichtet. Der Sockel der Gruppe ist offensichtlich bei seinem Wiederaufbau im Jahr 1951 gedreht worden. Rückwärtig ist in einer bossierten Oberfläche ein glattes Feld mit der Inschrift Treue um Treue zu lesen. Rechts und links wird es von zwei Eisernen Kreuzen und den Jahreszahlen 1914 und 1918 eingerahmt. Vorderseitig ist in einer bossierten Fläche eine Inschrift in erhabenen Buchstaben sichtbar: Den Toten zum Gedenken 1914–1918 1939–1945 Die Denkmäler nach dem Ersten Weltkrieg zeigen eine große Motivvielfalt. Dabei sind christliche Attribute, allein oder in Verbindung mit weltlichen Symbolen, häufig vorzufinden. Dabei bilden die „sentimentalen“ Denkmäler die zweitstärkste Gruppe unter den religiösen Darstellungen. Seit dem 19. Jahrhundert sind Motive, die den Wunsch nach Trost und Hoffnung in der Trauer erfüllen, in der Grabmalkunst wiederzufinden. Die Figurengruppe verbildlicht, dass Christus beiden nahesteht. Zum einen tröstet und beschützt er die mit ihrem Kind zurückbleibende Frau, zum anderen gibt er dem Soldaten seinen Segen und Abschiedsgruß gleichsam mit ins Kriegsfeld. Somit scheint die Trennung auch christlich legitimiert, quasi gottgewollt. So sah der Helenabrunner Pfarrer Vogtlandt in seiner Rede zur Einweihung das Denkmal als Symbol für die christlichen Werte Glaube, Liebe und Hoffnung, die segnende Hand Christi als Segen und Schutz für alle. Das Kriegerdenkmal in Helenabrunn ist ein Beispiel für den Gemeinschaftssinn der Bürger dieser Sektion. Das ausgeführte Monument spiegelt ihre tiefe Verwurzelung im katholischen Glauben wider. Aus wissenschaftlichen, insbesondere lokalhistorischen und kunstgeschichtlichen Gründen stehen Erhaltung und Nutzung des Kriegerdenkmals gemäß § 2 (l) des Denkmalschutzgesetzes NRW im öffentlichen Interesse. | 1932                   | 17. Dezember 2007  | 474             |
| Wohnhaus                                        | Wohnhaus                                         | Viersen Burgstraße 1 Karte                                     | Baugeschichte Das Wohnhaus Burgstraße 1 (zur Bauzeit: Rathausstraße) wurde 1904 im Auftrag des Unternehmers Peter Wahle errichtet; die Baugesuchspläne sind von dem Bauunternehmer Ludwig Hansen als „Bauleiter“ unterzeichnet, auf Begleitschreiben findet sich zudem der Name des Viersener Architekten Franz Kreutzer, der auch das Nachbarhaus Burgstraße 1a entworfen hat und möglicherweise auch hier als Entwurfsverfasser anzusehen ist. Das Haus ist das dritte von vier etwa zeitgleichen Bauvorhaben Wahles in diesem zentralen Stadtbereich, nach Poststraße 4 und 6 und vor dem links angebauten Nachbarhaus Burgstraße 1a (alle eingetragene Baudenkmäler), so dass Wahle also für die gesamte Eckbebauung dieses Blocks verantwortlich zeichnete. Das erste von Wahle im Januar 1904 eingereichte Baugesuch hatte noch eine andere Disposition des Hauses mit kleinem Vorgarten und einer noch stark historistisch geprägten Fassadengestaltung vorgesehen. Es ergaben sich aber zum einen Grundriss-Probleme in Bezug auf baurechtliche Vorgaben der Belüftung und Belichtung der Wohnung, zum anderen schwenkte man hier – wie auch beim etwas später ausgeführten Nachbarhaus Burgstraße 1a - auf eine modernere Fassadengestaltung um, die in der stärkeren Sachlichkeit und beim Ornament den „Jugendstil“ aufnahm. Möglicherweise ist dahinter der Einfluss des Architekten Franz Kreutzer zu vermuten, der bei den ersten Häusern Wahles in der Poststraße nicht nachweisbar ist. Beschreibung Es handelt sich um ein in eine Blockrandbebauung eingebautes zweigeschossiges Eckgebäude mit 5 : 2 (Burgstraße: Poststraße) unterschiedlich breiten Achsen. Das Haus ist zu beiden Straßen hin traufständig, das dunkel gedeckte Dach folglich über beiden Fassaden abgewalmt. Die Ecke wird durch einen vorgezogenen polygonalen Turmerker betont, an der Burgstraße wird die Achse des rundbogig eingefassten Hauseingangs durch einen geschweiften Zwerchhausgiebel im Dachbereich betont. Die Fassaden sind über Sockel verputzt, im Obergeschoss glatt, im Erdgeschoss sind flache Quaderputzritzungen vorhanden; auch wenn die stärker reliefierte Darstellung des Bauantrags so nicht ausgeführt worden sein muss, ist doch anzunehmen, dass Verputz und Profilierung der Fassade im Lauf der Zeit etwas purifiziert worden sind. Die Öffnungen des Erdgeschosses sind rundbogig mit abgesetztem Gewände und Keilsteinbetonung, diejenigen des Obergeschosses hochrechteckig mit geradem Sturz in die Wandfläche eingeschnitten; die schlanken Öffnungen im Eckturm besitzen Vorhangbögen. Das Treppenhausfenster im Obergeschoss über dem Hauseingang wurde ebenfalls vereinfacht, der originale Bauplan zeigt hier eine recht aufwändige Gestaltung aus drei gekuppelten, jeweils in sich noch einmal geteilten (mit je zwei kleinen Rundbogenöffnungen in der unteren Hälfte) Rundbogenfenstern. Die andere erwähnenswerte Veränderung betrifft den Turm, den ursprünglich eine geschweifte Haube bekrönte, der dann lange Jahre ohne Dach war und 2010 ein Zeltdach erhielt, womit er nun wieder angemessen die Straßenecke betont. Das rundbogige Gewände des flach eingenischten Hauseingangs wird im Bogenbereich von einem profilierten, auf Konsölchen aufsitzenden Begleitbogen überfangen, der im Scheitel ein rechteckiges Feld überkröpft, das ein Schild mit der Inschrift „AD 1904“ trägt. Besonders bemerkenswert ist die originale zweiflüglige Haustür, auf deren Fenstergitter kleine Drachen aufsitzen; oberhalb der Tür füllt ein mit Bleistegen kleinteilig versprosstes Oberlicht das Bogenfeld. Im Inneren ist die Raumaufteilung weitgehend unverändert, lediglich im Erdgeschoss ist eine Wohneinheit durch einen gestalterisch abgesetzten Einbau gegenüber dem Treppenhaus abgeschlossen worden. Über einige Stufen, auf deren Wangen ein Metallgeländer mit zeittypischen Pflanzen- und Blütenornamenten aufsitzt, betritt man eine kleine Eingangshalle, die an der Front zur Burgstraße die relativ steil und dynamisch geschwungene Treppe aufnimmt. Auch das Brüstungsgeländer der Treppe besitzt sehr zeittypische Formen, indem es nicht mehr gedrechselte Geländerstäbe, sondern rechtwinklig-geometrische Muster zeigt. Von der Treppenhaushalle aus erschließt ein Stichflur einhüftig den Flügel an der Burgstraße; charakteristisch ist ferner die Anordnung der großen (Wohn-)Zimmer, die durch Flügeltüren verbunden sind, nach hinten bzw. zur Schmalseite an der Poststraße. Sehr bemerkenswert ist der umfänglich erhaltene Deckenstuck, dessen vegetabile, fließende Formen bereits dem Jugendstil zuzuordnen sind, womit sie im Baujahr 1904 zweifelsohne „auf der Höhe der Zeit“ stehen. Grundriss und Ausstattungselemente des Erdgeschosses werden im Obergeschoss wieder aufgenommen. Denkmalwert Der Bauherr Peter Wahle (1868–1924) war Seilerwarenfabrikant und Kommanditist der Zentrifugenwerke Viersen Schäfer & Co. Dort brachte er bei der Gründung des Unternehmens im Jahr 1919 30.000,00 Mark ein. Nach seinem plötzlichen Tod 1924 im Alter von 56 Jahren wurde seine Witwe Inhaberin der Anteile. Ferner war Peter Wahle seit seiner Gründung im Jahr 1896 Vorsitzender des Allgemeinen deutschen Jagdschutzvereins - Bezirksverein Viersen-Dülken. Die Anlage der ehemaligen Rathausstraße, heute Teil der Burgstraße, geht zurück auf den Stadtbauplan von 1860, der für die Viersener Innenstadtentwicklung maßgeblich ist. Während im Bereich östlich der Hauptstraße einige Straßenzüge wie z. B. Königsallee und Bahnhofstraße nach 1900 schon recht dicht bebaut waren, war die Bebauung an anderen Stellen noch sehr lückenhaft oder gar nicht begonnen. So wurde die Ecke Poststraße/Rathausstraße (Burgstraße) erst 1904 durch den Bauherren Peter Wahle mit vier Wohnhäusern (Poststraße 4 und 6, Burgstraße 1 und 1a) besetzt. Da im selben Jahr auch die Reichsbank (Poststraße 8) errichtet wurde, kann eine planmäßige, stadtplanerisch angeleitete Entwicklung dieses Blocks zur Poststraße hin vermutet werden. Zusammen mit seinen Nachbargebäuden, darüber hinaus mit den älteren Wohnbauten Bahnhofstraße 31 und 33 und der weiteren, noch bemerkenswert dichten historischen Bebauung an Bahnhof- und Poststraße ist das Wohnhaus Burgstraße 1 Teil eines stadtentwicklungsgeschichtlich bedeutenden Ensembles, zur Bauzeit zentral zwischen Rathaus und Bahnhof gelegen. Es ist darüber hinaus ein prägnantes Zeugnis für den nach der Jahrhundertwende wechselnden architektonischen Zeitgeschmack, da hier ein historistisch-gründerzeitlicher Entwurf zugunsten der ausgeführten, am „Jugendstil“ orientierten Fassaden-Gestaltung aufgegeben wird. Im Inneren vermittelt die in wesentlichen Elementen ursprünglich erhaltene Raumaufteilung und Ausstattung ein anschauliches Bild der Wohnkultur vom Anfang des 20. Jahrhunderts. Hinzu kommt die hohe städtebauliche Wirkung, die sich aus der Ensemblewirkung des gesamten Blocks samt gegenüberliegender Zeile an der Poststraße ergibt, darüber hinaus aus der prägenden Ecklage des Hauses selbst, welche noch zusätzlich durch den Eck-Erkerturm betont wird. Die benannten Veränderungen an der Fassade, ohnehin nicht besonders gravierend, fallen gegenüber seiner wichtigen städtebaulichen Funktion und der guten Überlieferung im Inneren nicht entscheidend ins Gewicht. Aus diesen Gründen ist das Wohnhaus Burgstraße 1 bedeutend für Viersen. An seiner Erhaltung und Nutzung besteht aus wissenschaftlichen, insbesondere architektur- und ortsgeschichtlichen Gründen sowie aus städtebaulichen Gründen ein öffentliches Interesse. Es ist daher gemäß § 2 Denkmalschutzgesetz ein Baudenkmal. | 1904                   | 23. Dezember 2010  | 496             |
| Wohnhaus                                        | Wohnhaus                                         | Viersen Burgstraße 1 a Karte                                   | Das Wohnhaus Burgstraße 1a (früher: Rathausstraße 4) wird 1904 nach einem Entwurf des Architekten Franz Kreutzer im Auftrag des Bauherren Peter Wahle errichtet. Es ist dies das vierte von vier etwa zeitgleichen Bauvorhaben Wahles an dieser Straßenecke, nach Poststraße 4 und 6 (beides eingetragene Baudenkmäler) und dem Eckhaus Poststraße/Burgstraße, so dass Wahle also für die gesamte Eckbebauung dieses Blocks verantwortlich zeichnet. Die Fassade des Hauses Burgstraße 1a wird anders, als auf den Baugesuchzeichnungen dargestellt, ausgeführt. Das Baugesuch führt dazu aus: „Von den 4 mir zur Ausführung genehmigten Häusern (Ecke Post und Rathausstraße) beabsichtige ich das noch nicht in Angriff genommene Haus an der Rathausstraße in etwas veränderter Weise auszuführen, wie das aus den beiliegenden Zeichnungen und Berechnungen hervorgeht. Ansprüche, welche von Teilen der Mieter an mich gestellt wurden, etc. machen die Abänderung nötig. Auf dem beigegebenen Situationsplan sind die 3 Häuser nach der Ausführung u. das 4te wie zu bauen beabsichtigt, eingezeichnet. In einer besonders beigelegten Berechnung sind die Hofgrößen berechnet. Ich bitte Eur. Wohlgeboren um gefällige Erteilung der Bauerlaubnis. Hochachtungsvoll (gez. P. Wahle)“. Es handelt sich um ein eingebautes traufständiges Wohnhaus, zweigeschossig mit großem Zwerchgiebel und einem weiteren, kleineren Zwerchhaus daneben. Die angesprochenen Änderungen in der Ausführung betreffen vor allem die straßenseitige Fassade: Während im Baugesuch noch eine typisch historistische Dekoration mit Bänderputz und antikisierenden Motiven vorgesehen ist, zeigt die ausgeführte Version einen glatten, über dem Sockel hellen Verputz und einige wenige, flächig aufgefasste geometrische und Blatt-Ornamente, die weit eher dem aktuellen Zeitgeschmack um 1905 („Jugendstil“) entsprechen als der ursprüngliche Entwurf. Die rechte der beiden Fensterachsen ist durch dreiteilige Fenster, einen Erker im Obergeschoss und den Zwerchgiebel mit Austritt auf das Erkerdach betont. In der linken Achse sind der Hauseingang, über einige Stufen eingenischt, und ein einfaches Fenster angeordnet, dessen flache Putzrahmung von geometrischen und vegetabilen Ornamenten begleitet wird. Ein Zwerchhaus mit korbbogigem Fenster und entsprechendem oberen Abschluss sitzt auf dem Traufgesims auf. Mit diesem Zwerchhaus korrespondiert der größere, geschweifte Zwerchgiebel in der rechten Haushälfte, über dessen an den Ecken abgerundeter Austrittsöffnung ein liegendes Ovalfenster das Zentrum eines Putzband-Kreuzes bildet. Als stilistisches Detail bezeichnend sind die rechteckig ausgebildeten „Voluten“ des Schweifgiebels, in denen beispielhaft die geometrische Stilisierung bekannter historischer Formen zum Ausdruck kommt. Brüstungs- und Konsolbereich des Erkers zeigen wieder die zeittypische Blattornamentik. Rechts neben dem Hauseingang führt ein weiterer Eingang direkt hinab in das Sockelgeschoss, wo sich Wirtschaftsräume und eine ehemalige Küche mit erhaltenen ornamentierten Boden- und Wandfliesen befinden. In den eigentlichen Wohnbereich gelangt man durch den Haupteingang mit originaler Haustür und Oberlicht. Man betritt zunächst einen mit großen Marmorplatten ausgelegten Flur, dessen original erhaltene Raumausstattung einen, gerade auch im Vergleich zum eher unscheinbaren Äußeren, sehr großzügigen Standard bietet. So zeigt die Decke feine Stuckierungen und stuckierte Gurtbänder auf Konsolen. Türen mit Glaseinsätzen und zugehörigen Gewänden sind erhalten. Die große gerade Treppe ist an die linke Wand angelehnt. Die flachen Geländerbretter und Handläufe sind zu einem geometrischen Muster zusammengefasst und zusätzlich mit kleinen Ornamenten versehen. Wohnzimmer und vordere „gute Stube“ (Baugesuchsplan) bilden die rechte Erdgeschosshälfte. Auch sie zeigen bemerkenswerte originale Raumdetails wie ein großes rückwärtiges farbiges Blumenfenster, einen Raumteiler mit ornamentierten hölzernen Seitenteilen und einem zehnteiligen farbigen Oberlicht mit Blumenmotiven und stuckierte Decken. Der Deckenstuck gibt ebenfalls den neuen Zeitgeschmack für klare, feine, auch flachere Formen wieder, in Absetzung von den vollen, jetzt als „überladen“ empfundenen Motiven des Historismus. Die Decke wird zum Teil in geometrische Felder aufgeteilt, die Randzonen beleben feine Bändelungen, stilisierte Blüten und Pflanzenmotive. Auch im Obergeschoss findet sich diese fein stuckierte Raumgestaltung einschließlich erhaltenem Grundriss und Türen. Der Bauherr Peter Wahle, selbst wohnhaft Poststraße 6, ist Seilerwarenfabrikant und Kommanditist der Zentrifugenwerke Viersen Schäfer & Co. Dort bringt er bei der Gründung des Unternehmens im Jahr 1919 30.000 Mark ein. Nach seinem plötzlichen Tod 1924 im Alter von 56 Jahren wird seine Witwe Inhaberin der Anteile. Ferner ist Peter Wahle seit seiner Gründung im Jahr 1896 Vorsitzender des Allgemeinen deutschen Jagdschutzvereins – Bezirksverein Viersen-Dülken. Die Anlage der ehemaligen Rathausstraße, heute Teil der Burgstraße, geht zurück auf den Stadtbauplan von 1860, der für die Viersener Innenstadtentwicklung maßgeblich ist. Während im Bereich östlich der Hauptstraße einige Straßenzüge wie z. B. Königsallee und Bahnhofstraße nach 1900 schon recht dicht bebaut sind, ist die Bebauung an anderen Stellen noch sehr lückenhaft oder gar nicht begonnen. So wird die Ecke Poststraße/Rathausstraße erst 1904 durch den Bauherren Peter Wahle mit vier Wohnhäusern besetzt. Da im selben Jahr auch die Reichsbank (Poststraße 8) errichtet wird, kann eine planmäßige, stadtplanerisch angeleitete Entwicklung dieses Blocks zur Poststraße hin vermutet werden. Zusammen mit seinen Nachbargebäuden, darüber hinaus mit den älteren Wohnbauten Bahnhofstraße 31 und 33 und der weiteren, noch bemerkenswert dichten historischen Bebauung an Bahnhof- und Poststraße ist das Wohnhaus Burgstraße 1a Teil eines stadtentwicklungsgeschichtlich bedeutenden Ensembles. Es ist darüber hinaus ein prägnantes Zeugnis für den nach der Jahrhundertwende wechselnden architektonischen Zeitgeschmack, da hier ein historistisch-gründerzeitlicher Entwurf zugunsten der ausgeführten, am „Jugendstil“ orientierten Fassaden-Gestaltung aufgegeben wird. Im Inneren vermittelt die in wesentlichen Elementen ursprünglich erhaltene Ausstattung ein eindrucksvolles Bild der Raum- und Wohnkultur vom Anfang des 20. Jahrhunderts. Aus diesen Gründen ist das Wohnhaus Burgstraße 1a bedeutend für Viersen. An seiner Erhaltung und Nutzung besteht aus wissenschaftlichen, insbesondere architektur- und ortsgeschichtlichen Gründen ein öffentliches Interesse. Es ist daher gemäß § 2 des Denkmalschutzgesetzes NRW ein Baudenkmal. | 1904                   | 18. Juli 2001      | 416             |
| Wohnhaus                                        | Wohnhaus                                         | Viersen Burgstraße 4 Karte                                     | Das Einfamilienhaus Burgstraße 4 liegt in ruhiger Lage am Rande der Innenstadt von Viersen, gegenüber einer kleinen Parkanlage. Der Architekt Bernhard Pfau erbaute für den Bauherrn Walter Kaiser („Kaiser’s Kaffee“) 1931/32 das Einfamilienhaus. Nach der Beschlagnahmung des Hauses durch die Besatzungsbehörden plante Kaiser mit demselben Architekten Wand an Wand 1951 einen Neubau, in kleineren Dimensionen. Bewährte Einzelformen des alten Baues und die Öffnung des Wohnbereiches zum Garten, zur Natur, wurden Bestandteil auch der neuen Planung. Das Gebäude Burgstraße 4 steht Wand an Wand mit dem „Neubau“ Nr. 6, der leicht nach hinten gesetzt dem Altbau den „Vortritt“ lässt. Es ist ein zweigeschossiger, breitgelagerter Flachdachbau in Backstein, der stark die Horizontalität betont durch: die Querformate der Fenster, die hellen Putzflächen im Obergeschoss, das leicht vortretende Betongesims zwischen Putz und Backsteinmauer, die Anordnung der Backsteine und deren stegartige Verfügung, die Backsteinmauer als optische Verlängerung der Straßenfront zum linken Nachbarn. Die Eingangsnische liegt ungefähr in der Mitte, rechts davon eine kleinere Tür mit begleitendem Fenster zur Küche und daneben das dreiteilige Garagentor, das seitlich verschiebbar ist. Links neben dem Eingang wurde vor ein paar Jahren das segmentbogig nach außen gewölbte, wandhohe Treppenhausfenster in milchiger Verglasung durch ein raues Fensterband im Plastikrahmen verdeckt. Die Rückseite des Hauses öffnet sich im Wohn- und Essbereich vollständig zum Garten. Große gläserne Schiebetüren ermöglichen die Öffnung der Erdgeschossräume nach draußen. Den Schlafzimmern des Obergeschosses ist eine weiträumige, nicht überdachte Terrasse vorgelagert. Die Innenaufteilung ist äußerst funktional vom Keller bis zum Obergeschoss. Im Erdgeschoss sind alle Zimmer durch Türen miteinander verbunden. Die kleinen Türen sind rundbogig, aus dunklem Holz, die große Schiebetüre aus Milchglas, die fast die ganze Dielenbreite einnimmt, öffnet sich großzügig zum Wohn- und Essbereich, der sich wiederum durch eine hölzerne Falttüre unterteilen lässt. Das Milchglas der Schiebetüre und des Treppenhausfensters taucht den Eingangsbereich und die Diele in gedämpftes Licht. Von der Garage gelangt man direkt ins Erdgeschoss, von der Küche führt eine Treppe in den Keller mit Wasch- und Heizraum, und an der Rückseite des Hauses führt wieder eine Treppe von der Waschküche in den Garten. Links neben dem Eingang leitet die steinerne Treppe um eine abgerundete Wandzunge in die Diele des Obergeschosses. Hier endet der Treppenpfeiler frei. Pfeiler und Wand verbindet eine steinerne Blumenbank mitvorgelagertem Sitzplatz. Das große Schlafzimmer mit Bad und großer Terrasse befindet sich im Obergeschoss links, rechts reihen sich entlang eines schmalen Flures mehrere Zimmer mit diversen Waschschränken in Holz oder Metall. Oberlichter und Rundleuchten mit Milchglas geben gedämpftes Licht. Das Gebäude atmet insgesamt eine Großzügigkeit und Leichtigkeit, die wesentlich durch die Verbindung der Zimmer untereinander und die freizügige Einbeziehung des Gartens erreicht wird. Die verschiedenen Details verstärken den Eindruck eines funktional sinnvoll, dabei dezent zurückhaltenden Wohnhauses. Begründung 1) Die Burgstraße 4 ist bedeutend für die Geschichte des Menschen, insbesondere die Wohn- und Lebensweise des gehobenen städtischen Bürgertums in den 1930er Jahren. Das Gebäude verkörpert den Typus des individuellen Einfamilienhauses mit optimal und äußerst funktional durchstrukturiertem Grundriss, der wenig Wert auf Repräsentation, denn auf behagliches, komfortables Wohnen legt. 2) Das Gebäude ist bedeutend für die Stadt Viersen, als Wohnhaus einer Unternehmerpersönlichkeit, die wesentlich das Wirtschaftsleben der Stadt Viersen prägt. 3) Für die Erhaltung und Nutzung des Gebäudes Burgstraße 4 liegen wissenschaftliche, insbesondere architekturgeschichtliche Gründe vor. Das von dem Düsseldorfer Architekten Bernhard Pfau errichtete Gebäude folgt dem Typus des individuellen Einfamilienhauses, gehobenen Zuschnitts. Die 1920/30er Jahre sind im Wesentlichen durch zwei unterschiedliche Stilrichtungen geprägt, dem Heimatstil und dem durch das Bauhaus propagierten „Neuen Bauen“. Der Heimatstil fühlt sich der Tradition verbunden und greift gerne auf landschaftstypische Elemente zurück, während sich das „Neue Bauen“ in rational-kubischer Formensprache präsentiert. Durch die Verwendung des am Niederrhein üblichen Backsteines verbindet Pfau beide Tendenzen, gibt aber der klar gegliederten kubischen Architektur den Vorrang. Die Burgstraße 4 ist ein Frühwerk eines bedeutenden Architekten, dessen Haupttätigkeit nach dem Zweiten Weltkrieg einsetzt (u. a. in Düsseldorf: das Haus der Glasindustrie, das Studienhaus, das Neue Schauspielhaus von 1960-69, das als erster Opernbau nach dem Zweiten Weltkrieg errichtet wurde). Das Haus Kaiser ist ein anschauliches Beispiel der frühen Tätigkeit Pfaus, die ganz wesentlich vom Gestalten von Interieurs lebt. Das äußere Erscheinungsbild ist untergeordnet. Pfaus vorzügliche Ausbildung als Möbel- und Architekturzeichner, der nach 1928 zusammen mit seiner Frau zahlreiche Inneneinrichtungen und Läden gestaltete. Ist deutlich erlebbar. Die künstlerische Einheit, die 1919 im Programm des Bauhauses als erstrebenswertformuliert wird und die Wiedervereinigung aller werkkünstlerischer Disziplinen zu einer neuen Baukunst, führt Pfau mit der Burgstraße 4 überzeugend vor. Die bewährte, optimale Innenstruktur wurde beim Nachbargebäude Burgstraße 6 im Wesentlichen wiederaufgenommen. Pfau verwirklichte was Selbstverständlichkeit sein sollte, ein zurückhaltendes Äußeres und eine sich im Innern entfaltende wohnliche Fülle. Charakteristisch bei beiden Gebäuden ist die Einheit von Haus und Garten, die Abgeschlossenheit zur Straße und das sich Öffnen zur Natur. Die Wand im Wohnbereich wird fast völlig aufgelöst, wodurch der Baukörper eine optische Erweiterung mit Einbeziehung von Natur und Garten erfährt. Die im Abstand von zwanzig Jahren entstandenen Nachbargebäude dokumentieren auf anschaulich überzeugende Weise den Werdegang eines bedeutenden Architekten. Sie sind deshalb auch gerade im Zusammenhang gesehen von wesentlicher wissenschaftlicher und architekturgeschichtlicher Bedeutung. Für die Erhaltung und Nutzung der Burgstraße 4 sprechen ortsgeschichtliche Gründe, da es nur einer wohlhabenden Schicht, hier einem prosperierenden Viersener Unternehmer, möglich ist, weit über dem allgemein üblichen Standard ortsbildprägende architektonische Zeichen zu setzen. Zusammenfassend ist festzuhalten, der Denkmalwert gem. § 2 des Denkmalschutzgesetzes NRW der Burgstraße 4 resultiert aus seiner Bedeutung für die Wohn- und Lebensweise des gehobenen Bürgertums der 1930er Jahre und der Bedeutung des Bauherrn für die Stadt Viersen. Das Gebäude ist erhaltenswert aus wissenschaftlichen, architektur- und ortsgeschichtlichen Gründen, als Frühwerk eines bedeutenden Architekten und als ein den üblichen Standard weit hinter sich lassendes, wohl organisiertes Einfamilienhaus der 1930er Jahre, das Ortsgeschichte schrieb. | 1931/32                | 27. November 1995  | 359             |
| Wohnhaus                                        | Wohnhaus                                         | Viersen Burgstraße 6 Karte                                     | Die Planungen für das Einfamilienhaus gehen auf das Jahr 1951 zurück. Der Bauherr Walter Kaiser („Kaiser’s Kaffee“) plante nach der Beschlagnahmung seines Hauses Burgstraße 4 durch die Besatzungsbehörden einen Neubau in kleineren Dimensionen, bei dem bewährte Einzelformen und Inneneinrichtungen des „Altbaus“ z. T. wieder aufgenommen werden sollten. Beide Häuser zeichneten sich in ihrer Zeit durch für eine Kleinstadt ungewöhnliche moderne Bauformen aus. Das Haus liegt am Rand der Innenstadt gegenüber einer gestalteten Parkanlage. Das ganze Areal gehörte früher zum Goeterspark des Viersener Fabrikanten Goeters, nach dem die die Burgstraße kreuzende Goeterstraße benannt ist. Reste der Parkanlage lassen sich in Gestalt von altem Baumbestand und einer Grotte aus Basaltlava aus der Zeit um 1900 in dem zu dem Objekt Burgstraße 6 zugehörigen großen Garten noch ablesen. Die Einbeziehung der Natur/des Gartens ist Bestandteil der Planung des Wohnhauses, wie später noch erläutert wird. Beschreibung: Das Haus ist ein zweigeschossiger langgestreckter Flachbau mit ganz leicht gesatteltem Flachdach. Der Bau ist voll unterkellert, zugehörig eine Garage als Annex an der rechten Seite des Hauses. Die Straßenfassade zeichnet sich durch eine glatte Front aus, die zu etwa 3/4 in eine Wandfläche aus Glasbausteinen in hochrechteckigem Eisenbetonraster aufgelöst ist. Der Eingang befindet sich als eingeschnittene Nische in der linken Haushälfte. Die drei Fensteröffnungen im Obergeschoss sind von querrechteckigen Putzflächen umgeben, ebenso der Lüftungsschlitz im Erdgeschoss. Die Brandmauern sind in roter Ziegelausführung lisenenartig vorspringend, wodurch eine interessante kontrastierende Farbkomponente ins Spiel kommt. Die aus dem Industrie- und Zweckbau herkommende Glasbausteinwand lässt den Betrachter zunächst über die Nutzung des Gebäudes im Unklaren. Dahinter verbirgt sich in der Abfolge von links nach rechts: Garderobe, Diele mit Treppenhaus und das Wohnzimmer (aus dem Raster hervorgehoben) im Erdgeschoss und Schlafzimmer, obere Diele und ein weiteres Schlafzimmer (jeweils durch Fenster markiert) im Obergeschoss. Ganz anders stellt sich die Rückseite des Hauses dar. Im Gegensatz zur abweisend wirkenden und geschlossenen Straßenfront öffnet sich hier das Haus zum Garten bis hin zur völligen Auflösung der Wand in Glas im Esszimmer und Wohnbereich. Die Fenster in Küche und Obergeschoss entsprechen denen der Fassade und sind als Schiebe-/Drehfenster mit Holzrahmen gebildet. Im Obergeschoss befindet sich über der Terrasse ein Balkon, der vom ehem. Tochterzimmer und Elternbad aus zugänglich ist. Die Innenaufteilung ist äußerst funktional vom Keller bis zum Obergeschoss. Im Erdgeschoss sind alle Zimmer durch Türen miteinander verbunden. Das Treppenhaus, durch das gedämpfte Licht der Glasbausteine erhellt, atmet eine großzügige Leichtigkeit. Ein durchgehendes dünnes Stahlrohrgitter verbindet Erd- und Obergeschoss. Die einläufige freischwingende Betontreppe ist mit Holztrittstufen belegt, die Handläufe sind als Messingrohre gestaltet, zur Glaswand hin mit einem rahmenlosen Drahtglas versehen. Der nach rechts anschließende, die ganze Hausbreite einnehmende Wohnraum erhält von der Straßenseite her diffuses Licht durch die Glasbausteinwand, während er zur Gartenseite hin über Eck ganz in Glas aufgelöst ist. Mit dem Esszimmer ist der Wohnraum durch eine große Flügeltür verbunden. Dieses schließt zur Küche hin ein die ganze Wandfläche einnehmender, beidseitiger Einbauschrank mit Durchreichefächern, im Esszimmer in Wurzelahorn ausgeführt. Die interessanten Kontraste zwischen geschlossenen und offenen Wandflächen sowie beidseitig benutzbarer Wandschränke setzen sich im ganzen Haus fort, teilweise durch Spiegelflächen erweitert. Zur einheitlichen großzügigen Raumwirkung trägt der durchgehende Fußboden aus Solnhofer Platten bei. Mit klaren, einfachen und funktionalen Formen und Mitteln ist hier ein Höchstmaß an Eleganz und Behaglichkeit erreicht. Das Haus zeichnet sich außen wie innen durch weitgehenden Originalzustand aus bis hin zur Deckenstrahlheizung mit Originalarmaturen, kippbaren Badezimmerspiegeln, Badarmaturen, Türklinken, Fensterverschlüssen und teilweise noch originalem Mobiliar etc. Die gesetzlichen Tatbestandsmerkmale für das Objekt nach § 2 des Denkmalschutzgesetzes NRW liegen vor. Begründung: Das Gebäude ist bedeutend für - die Geschichte des Menschen, da es den Typus des individuellen Einfamilienhauses der frühen Nachkriegszeit vertritt und als Werk eines bedeutenden Architekten gilt (Haus der Glasindustrie, Düsseldorf; Textilingenieurschule Krefeld; Studienhaus Düsseldorf; Schauspielhaus Düsseldorf; zahlreiche Wohnhäuser der Vor- und Nachkriegszeit) und - die Stadt Viersen, als Wohnhaus einer die Wirtschaft der Stadt prägenden Unternehmerpersönlichkeit. - Für die Erhaltung und Nutzung liegen künstlerische und architekturgeschichtliche Gründe vor. Das Haus, von der rational-kubischen Architektur des „Neuen Bauens“ der 20er und 30er Jahre beeinflusst, zeigt einen künstlerisch ausgereiften Entwurf, der mit vergleichsweise sparsamen Mitteln einen harmonisch niveauvollen Baukörper entwickelt. Im Bereich des Einfamilienhauses zeigen sich in der Nachkriegszeit auch bei den in der Bauhaus-Tradition stehenden kubischen Flachbauten sehr individuelle Lösungen, wofür die Fassade des Hauses Burgstraße 6 mit ihrer Assoziation von Zweckbauarchitektur in ihrer Einzigartigkeit beredtes Zeugnis ablegt. Hervorzuheben ist der Kontrast von der zur Straße/Außenwelt fast abweisend geschlossenen Fassade und der Öffnung des Hauses zum privaten Gartenbereich hin. An der Fassade verwendet Pfau den nach dem Krieg wiederentdeckten Baustoff Glas in Form der Glasbausteine, die er als Wandgestaltungselement bereits im Haus der Glasindustrie in flächendeckender Weise angewandt hat. Damit greift er zurück auf neue Wege der Glasanwendung im Wohnhausbau, wie sie durch Werkbund und Bauhaus bahnbrechend bereits vor dem Krieg propagiert, aber zur Zeit des Nationalsozialismus als kulturbolschewistisch in den Hintergrund gedrängt wurden. Die in dieser Form flächendeckende Anwendung der Glasbausteine zur Fassadengestaltung im Einfamilienhaus ist ungewöhnlich. Mit der bis zur völligen Wandauflösung reichenden Öffnung zum Garten erfährt der Baukörper eine optische und funktionelle Erweiterung. Die Durchdringung von Wohn- und Raumkultur allgemein, die hier verwirklicht ist, ist nicht denkbar ohne japanische und schwedische Einflüsse, die zwar nicht formal, aber ideell hier mit einfließen. Charakteristisch ist die Einheit von Haus und Garten, die sich bei diesem Beispiel in einer für die Zeit typischen Gerichtetheit zeigt, d. h. vom geschlossenen Straßenraum zum offenen Gartenbereich. Diese Tendenz im Einfamilienhaus, gepaart mit asymmetrischer Gestaltung kommt dem Bedürfnis der Zeit nach „Offenheit, Zartheit, Durchsichtigkeit, Helle, nicht Dunkelheit, Freiheit, nicht bange Behütung“ (H. Schwippert, Glück und Glas, in: Architektur und Wohnform 61, 1952/53, S. 3*) nach. So ist der Garten (einschließlich Grotte) unverzichtbarer Bestandteil des Denkmals. Zusammenfassend ist für die künstlerische und architekturgeschichtliche Bedeutung des Objektes festzuhalten: 1. Bauhaus-Nachfolge 2. die verschiedene künstlerische Verwendung des Baustoffes Glas als Beispiel für neue Formen im Wohnhausbau 3. Einbeziehung der Natur in die Architektur 4. Werk eines bedeutenden Architekten. Hinzu kommen ortsgeschichtliche Gründe für die Erhaltung und Nutzung als Wohnhaus des für die Stadt Viersen bedeutenden Unternehmers Kaiser. | 1951                   | 30. August 1990    | 236             |
| Stadtbad Viersen                                | Stadtbad Viersen                                 | Viersen Burgstraße 60 Karte                                    | Im Jahre 1905/06 erbaute der Architekt Willy Esser im Auftrage der Stadt „zur Hebung der Volksgesundheit und Körperpflege“ ein Stadtbad mit Schwimm-, Brause-, Wannen- und Heilbädern. Mit der Errichtung dieses öffentlichen Volksbades im Stil der Gründerzeit folgte die Stadt einer jahrzehntealten Bautradition, die sich seit dem 18./19. Jahrhundert in Anlehnung an die Bäderkultur der Antike entwickelt hatte. Der Gebäudekomplex besteht aus zwei Hauptgebäuden, dem Eingangsgebäude mit seinen funktionalen Einrichtungen und dem eigentlichen Schwimmbassin mit angegliedertem Technikbereich. Das zweigeschossige Eingangsgebäude mit Souterrain ist traufständig, parallel zur Burgstraße angeordnet. Sein steiles Satteldach wird durch zwei übergiebelte, jeweils 4-achsige Seitenrisalite abgeschlossen. Auf der Zentralachse des 3-achsigen Mittelbaus der annähernd symmetrischen Fassade, liegt die mit einem kleineren Giebel überbaute Eingangsnische mit Stadtwappen. Die vertikale Gliederung wird betont durch schmale, im Erdgeschoss auf Sandsteinkonsolen endenden Backsteinlisenen. Eine horizontale Gliederung erfährt das Gebäude durch die unterschiedliche Materialanwendung von Backstein im Erdgeschoss und Putz und neubarockem, ornamentalem Stuckdekor im Obergeschoss- und Giebelbereich. Unterhalb der Fenster bzw. an der Traufe verlaufende Sandsteinbänder betonen zusätzlich die Horizontale. An den Eckpunkten der Giebeldreiecke befinden sich Sandsteinfialen, bzw. mit Sandstein abgedeckte Backsteinfialen (schlanke, pfeilerartige Zierformen). Auf der Mittelachse des Firstes befand sich ursprünglich ein sechseckiger, turmartiger überdachter Dachreiter, der vermutlich bei Umbaumaßnahmen im Jahre 1946 beseitigt worden ist. Die beiden Dachhäuschen, seitlich des mittleren Giebels, dagegen sind einschließlich ihres Helmdachs erhalten geblieben. Die Fenster im Erd- und Obergeschoss sind mit Sturzbögen überspannt, die der Giebeldreiecke dagegen mit geraden Stürzen. Im Gegensatz zu dieser repräsentativ gestalteten Eingangsfassade, ist das rückwärtige Gebäude mit Schwimmbad und Technikbereich entsprechend seiner Funktion nach der Bauauffassung dieser Zeit, nüchtern als einfacher Baukörper konzipiert. Die große Satteldachfläche wurde nur durch drei der Be- und Entlüftung dienenden Dachreiter unterbrochen, die heute nicht mehr erhalten sind. Von architekturgeschichtlicher Bedeutung war die Gestaltung der Vorhalle mit Kassenraum und Treppenbereich. Die überwölbte Vorhalle war zusammen mit den Korbbogenfenstern oberhalb des Kassenraumes einschließlich ihrer Verglasung, der Bodengestaltung mit Mettlacher Fliesen, der Treppenausbildung und der floralornamentalen Geländergestaltung ein Beispiel für die Auffassung des Jugendstils von einem ganzheitlich gestalteten Raum. Die Schwimmhalle (Abmessungen ca. 20 m × 31 m) nutzt die neuen technischen Möglichkeiten der Überspannung großer Räume mittels Stahlkonstruktionen. Das Stadtbad ist sowohl wegen seiner Grundrissgestaltung als auch der repräsentativ gestalteten Eingangsfassade ein typisches Beispiel für die Gebäudegattung „Volksbad“ der damaligen Zeit. Erhaltung und Nutzung des Stadtbades liegen daher gemäß § 2 (l) des Denkmalschutzgesetzes NRW aus wissenschaftlichen, insbesondere architekturgeschichtlichen, stadtentwicklungsgeschichtlichen und kulturhistorischen Gründen im öffentlichen Interesse. | 1905/06                | 23. März 1988      | 157             |
| Garten Villa Preuß                              | Garten Villa Preuß                               | Viersen Burgstraße 62–64 Karte                                 | Entwicklungsgeschichte: Die „Villa Preuß“ wurde 1904 im Auftrag des Viersener Fabrikanten Bernard Preuß nach Plänen des Krefelder Architekten Johannes Reck an der Burgstraße errichtet. 1913 erhielt sie eine Erweiterung nach Plänen des Viersener Architekten Willi Esser. 1919 wurde sie unter der Leitung der Viersener Baufirma Eigelshoven umgebaut. Zu dieser Zeit wurde der Torweg überbaut und der Hauseingang zur Burgstraße verlegt. Im Zweiten Weltkrieg erlitt die „Villa Preuß“ starke Beschädigungen: Durch Brandbomben wurden der Dachstuhl und das Dachgeschoss zerstört. Nach Plänen des Viersener Architekten Söndgerath wurde das Gebäude ab 1946 um zwei Geschosse aufgestockt. Die Straßenfront erhielt eine zeitgenössische Fassade, zur Gartenseite sind Teile der historischen Front erhalten geblieben. Der genaue Entstehungszeitraum und der Gestalter des Villengartens sind unbekannt, da hierzu offenbar keine schriftlichen Quellen überliefert sind. Die Gartenanlage wurde den Angaben der heutigen Eigentümerin Henny Preuß zufolge nach dem Ersten Weltkrieg ausgeführt, höchstwahrscheinlich im Zuge des Villenumbaus ab 1919. Historische Fotografien aus den 1930er Jahren (siehe Anlage 2) belegen, dass die Gartenanlage zu diesem Zeitpunkt weitgehend abgeschlossen war, denn die darauf erkennbaren Grundstrukturen des Villengartens entsprechen der heutigen Gestaltung. Im Zweiten Weltkrieg blieb der Garten – im Unterschied zur Villa – weitgehend unversehrt. Zu einer Veränderung der Gartengrenzen kam es 1985, als die Stadt Viersen den hinteren, weniger intensiv gestalteten Bereich des Villengartens, der eine Wiese und Nutzflächen aufwies, einer öffentlichen Grünfläche angliederte. Ein von Efeu begrünter Metallzaun trennt seither die ursprünglich zusammengehörigen Bereiche und bildet heute die westliche Begrenzung des Privatgartens. Weiterhin wurde von der Stadt Viersen 1985 auch ein Abschnitt der nördlichen Gartengrenze neu bestimmt, um einen neuen öffentlichen Weg an dem Grundstück vorbeizuführen. Dieser Eingriff führte zu einer Störung der achsensymmetrischen Flächenaufteilung in dem betroffenen Bereich des Villengartens und zum Verlust eines gestalterisch wichtigen Gartenwegabschnittes. Derzeit bemüht sich die Eigentümerin darum, von der Stadt Viersen einen Teil der seit 1985 in öffentlicher Hand befindlichen Flächen zurückzuerhalten, um die ursprüngliche Gestaltung wiederherstellen zu können. Der südliche Teil des Villengartens (Flurstücke 565 und 566) wurde im Zuge einer Aufteilung der Villa (Burgstraße 62) veräußert mit der Auflage, die einheitliche Gestaltung des Gartens nicht zu verändern. Bestand: Historische Fotos, die Ende der 1930er Jahre entstanden sind (siehe Anlage 2), zeigen den Zustand des Gartens vor dem Zweiten Weltkrieg. Ein Vergleich mit der heutigen Situation führt vor Augen, dass der immer noch in Privatbesitz befindliche Hauptteil des Gartens in seinen Grundstrukturen weitgehend erhalten geblieben ist. Der Garten der „Villa Preuß“ weist eine architektonische Gestaltung in geometrischer Formensprache auf, die enge Bezüge zum Gebäude erkennen lässt. Die historische Einfriedung des Gartens – eine Backsteinmauer – ist an der südlichen und an der nördlichen Seite zum Teil erhalten geblieben: An der südlichen Seite grenzt der Garten an das Stadtbad, an der nördlichen Seite an andere Privatgärten und an einen öffentlichen Weg. Die Flächenaufteilung des Gartens und die Wegeführung wurden auf die westliche Fassade der Villa abgestimmt. Der in Hausnähe befindliche Teil des Gartens wird von einer kreisrunden Rasenfläche eingenommen. Im Zentrum dieser runden Fläche und in axialer Ausrichtung auf die klassizistische Fassade befindet sich ein quadratisches Wasserbecken mit steinerner Einfassung. Die kreisrunde Rasenfläche wird von einem runden Gartenweg begrenzt und darüber hinaus durch einen im Quadrat geführten Weg erschlossen. Die Eckpunkte dieses inneren Wegequadrates stellen zugleich die Verbindung her zum äußeren, runden Gartenweg und sind durch filigrane Rosenbögen aus Metall betont. Die Breite der quadratischen Rasenfläche, welche das Wasserbecken rahmt, entspricht der Veranda-Breite des Gebäudes. Der gestalterische Bezug zwischen Garten und Villa ist insofern besonders betont. Auch im westlichen Teil des Gartens wird das mit der Veranda-Breite vorgegebene Maß durch eine rechteckige Rasenfläche aufgegriffen, die ursprünglich an ihrer nördlichen und ihrer südlichen Seite von Gartenwegen flankiert wurde. Durch die Veränderung der nördlichen Gartengrenze im Jahr 1985 ist der nördliche Weg heute nicht mehr vorhanden. Weitere dekorative Elemente aus Stein tragen neben dem zentralen Wasserbecken in stilistischer Übereinstimmung zum repräsentativen Charakter des Villengartens bei: Im südwestlichen Bereich der Backsteinmauer befindet sich ein steinerner Wandbrunnen. Eine variabel aufstellbare Pflanzschale aus Stein markiert heute den westlichen Abschluss der über das quadratische Wasserbecken auf die Villenfassade ausgerichteten optischen Achse. Zahlreiche immergrüne Formgehölze verkörpern ebenfalls eine geometrische Formensprache: Eibenkegel betonen als vertikale Akzente die Ecken des zentralen Rasenquadrats. Buchsbaumkugeln füllen die Ecken des hinteren Rasenrechtecks aus. Im westlichen Bereich des Gartens, der zurzeit durch einen Metallzaun vom übrigen Teil des Gartens abgetrennt ist, befand sich ursprünglich ein Sitzplatz, der von einer Eibenhecke hinterfangen wurde (siehe historische Gartenaufnahmen, Anlage 2). Von dieser Hecke sind einzelne Exemplare erhalten, die jedoch mangels Pflegeschnitt im Laufe der letzten Jahrzehnte ausgewachsen sind. Gemischte Rabatten entlang der Garteneinfriedung liefern mit Blütensträuchern, Stauden und Einjährigen im Laufe der Jahreszeiten einen wechselnden Blütenschmuck. Die Ränder der Rasenflächen zieren in regelmäßiger Reihung zahlreiche Rosen, an den Rosenbögen gedeihen Kletterrosen. Besonders bedeutsame Elemente und Strukturen dieses Villengartens sind: - Flächenaufteilung in geometrischer Formensprache (wie oben beschrieben) - Wegeführung in geometrischer Formensprache (wie oben beschrieben) - Backsteinmauer als historische Einfriedung an der nördlichen und an der südlichen Seite - Wasserbecken mit Einfassung aus Kunststein - Wandbrunnen aus Kunststein - Pflanzschale aus Kunststein - Magnolie, die noch aus der Entstehungszeit des Gartens stammt und sich seit der Veränderung der Gartengrenzen im Jahr 1985 außerhalb des neu gesetzten Metallzaunes befindet - Eiben, die noch aus der Entstehungszeit des Gartens stammen - Immergrüne Formgehölze (Eiben, Buchsbaum) in geometrischer Formensprache (Kegel, Kugeln) als ganzjährig wirksame Blickfänge, - Blütensträucher (Rosen, Hortensien etc.), Stauden und Einjährige mit unterschiedlichen Laub- und Blütenfarben zur Betonung des jahreszeitlichen Wechsels. Umfang des Denkmals: Die Abgrenzung des Denkmals ist dem beigefügten Lageplan zu entnehmen, der Bestandteil dieses Gutachtens ist: Auszug aus dem Liegenschaftskataster – Flurkarte – der Stadt Viersen, Stand: 14. Mai 2008. Die westliche Grenze ist als Verlängerung der Gebäudekante vom Stadtbad bestimmt worden. Die nördliche Grenze orientiert sich am Verlauf des öffentlichen Weges. Begründung des Denkmalwerts: Der „Villengarten Preuß“ ist in seiner qualitätsvollen architektonischen Gestaltung herausragend. Grundsätzlich besitzen Villengärten des frühen 20. Jahrhunderts mit architektonischer Formensprache im Rheinland Seltenheitswert. Sie entstanden im Zuge einer Reformbewegung in der deutschen Gartenkunst, die vor allem von Architekten wie Joseph Maria Olbrich (1867–1908), Hermann Muthesius (1861–1927) und Paul Schultze-Naumburg (1869–1949) getragen wurde. Seit dem ausgehenden 19. Jahrhundert traten diese Reformer mit ihren Werken und Schriften für eine Erneuerung der Gartenkunst ein und forderten eine enge architektonische Verbindung von Haus und Garten. Die Gärten sollten eine klare räumliche Gliederung besitzen, die von der Architektur des Hauses bestimmt werden sollte. Zu dieser Zeit war es in Deutschland immer noch üblich, die seit dem 18. Jahrhundert entwickelte landschaftliche Formensprache auch auf kleinere Villengärten zu übertragen und so gewissermaßen Landschaftsgärten im Miniaturformat zu schaffen. Eine Abkehr von dieser Gestaltungspraxis wurde durch die Reformbewegung eingeleitet. In Viersen war mit dem inzwischen denkmalgeschützten „Alten Stadtgarten“ (Eintragung in die Denkmalliste der Stadt Viersen am 6. Nov. 1990) in der Bahnhofsstraße bereits ab 1901 im öffentlichen Raum eine Grünanlage mit architektonischer Gestaltung entstanden. Die Planung stammte von dem Gartenarchitekten Martin Reinhardt (1876–1935), der seit 1901 die Leitung des Gartenarchitekturbüros Fritz Gude in Düsseldorf innehatte. Den Mittelpunkt des symmetrisch gestalteten Stadtgartens bildet noch heute ein großflächiges, neobarock geformtes Wasserbecken mit einer steinernen Einfassung. An dessen nördlicher Seite befindet sich eine repräsentative steinerne Balustrade mit drei Wasserspeiern. Vom dortigen, erhöhten Standort wird der freie Blick auf das tiefer liegende Wasserbecken und bis zur südlichen Grenze des Stadtgartens ermöglicht. Auf den Rasenflächen setzen Formgehölze in regelmäßiger Anordnung vertikale Akzente. Die räumliche Nähe zur Villa Preuß, welche sich nur wenige Hundert Meter entfernt befindet, lässt es naheliegend erscheinen, dass die geometrische Formensprache des Stadtgartens als Vorbild für die Gestaltung des Villengartens diente. Es sind bislang zwar keine Quellen gefunden worden, die eindeutig belegen würden, wer der Gestalter des Privatgartens war, doch es spricht einiges dafür, dass der Düsseldorfer Gartenarchitekt Martin Reinhard auch für diese Planung verantwortlich war. Die gestalterischen Übereinstimmungen sind deutlich erkennbar: Im ebenfalls symmetrisch angelegten Villengarten ist Wasser gleichermaßen ein zentrales Element. Dekorative Elemente aus Stein sowie Formgehölze tragen fernerhin genauso zum repräsentativen Charakter bei. Nach Ansicht des Landschaftsverbandes Rheinland/Rheinische Denkmalpflege ist der „Villengarten Preuß“ ein herausragendes Beispiel für einen architektonisch gestalteten privaten Villengarten aus den ersten Jahrzehnten des 20. Jahrhunderts. Für seinen Erhalt und seine Nutzung liegen künstlerische, hier gartenkünstlerische Gründe vor. Bedingt durch die Kriegsschäden und die weit reichenden baulichen Veränderungen im Zuge des Wiederaufbaus ist die „Villa Preuß“ als nicht denkmalwert beurteilt worden. Der Villengarten ist hingegen in seiner grundlegenden Gestaltung erhalten geblieben, sein enger Bezug zum Gebäude ist immer noch ablesbar. Es ist daher hiermit festzuhalten, dass der „Villengarten Preuß“ in seinen auf dem beigefügten Lageplan eingezeichneten räumlichen Ausdehnungen ein Baudenkmal im Sinne des § 2 des Denkmalschutzgesetzes NRW darstellt und bedeutend ist für die Geschichte des Menschen, insbesondere die Geschichte der Gartenkunst. | um 1919                | 5. Dezember 2008   | 486             |
| Kriegerdenkmal Dülken Busch                     | Kriegerdenkmal Dülken Busch                      | Dülken Buscher Weg Karte                                       | Bereits 1915 beschloss der Dülkener Verschönerungsverein mit Unterstützung des Bürgermeisters Voß, baldmöglichst einen Heldenhain nach Plänen des Düsseldorfer Architekten E. Hardt im „Kaiser-Wilhelm-Park“, heute Stadtgarten, zu errichten. In dem Hain sollte für jeden gefallenen Dülkener Soldaten eine Eiche gepflanzt und an dieser eine Metalltafel mit Name, Geburts- und Todestag und Regimentszugehörigkeit befestigt werden. Dieser Plan wurde aus unbekannten Gründen nicht verwirklicht. Die beiden Kirchengemeinden in Dülken richteten 1921 bzw. 1926 Gedenkstätten für ihre Gefallenen des Ersten Weltkriegs in ihren Kirchen ein. Die Vertreter der Zivilgemeinde konnten sich zu diesem Zeitpunkt nicht mehr auf ein Kriegerdenkmal einigen, obwohl Kriegervereine mehrfach Geld zu diesem Zwecke gespendet hatten. Daraufhin entschloss sich zunächst die Sektion Dülken-Nette 1926 zur Errichtung einer Erinnerungsstätte für die „gefallenen Helden der Dülkener Nette“. Diesem Beispiel folgten 1928 die Bewohner der Sektion Busch mit Unterstützung des Bürgermeisters Dr. Lürken. Das Denkmal kostete einschließlich Entwurf 2.800,00 Mark, die gärtnerische Anlage sowie Aufstellung nochmals 1.2000,00 Mark. Am 10. Juni 1928 fand unter großer Anteilnahme der Einwohner der Sektion und ihrer Vereine durch den Kaplan Plümpe als Seelsorger des Bezirks und durch den Bürgermeister die Denkmalsweihe statt. Beschreibung: Auf einer dreistufigen Sockelplatte erhebt sich in einer kleinen, durch eine Hecke eingefassten Grünanlage ein ca. 3,30 m hoher Obelisk aus Muschelkalk. Dieser freistehende, sich nach oben verjüngende Steinpfeiler trägt auf seiner pyramidenförmigen Spitze ein nach allen Seiten ausgerichtetes gleichschenkeliges Kreuz, einem „eisernen Kreuz“ gestalterisch angelehnt. Die äußeren, scharierten Kanten des Obelisken sind nach oben hin verjüngend abgeschrägt und werden unterhalb der pyramidenförmigen Spitze durch aufgesetzte Tafeln an den Ecken begrenzt. Darauf befinden sich in erhabener Schrift umlaufend die übereck geführten Jahreszahlen des Ersten Weltkriegs: 19 14 / 19 18. Darunter ist vorderseitig ein aufrechtes Schwert ausgearbeitet. Dieses Kennzeichen des Kriegers, speziell des Ritters, steht für seine Tat- und Kampfkraft bzw. seinen Verteidigermut und unterstreicht aufrecht stehend seine Stärke. Unterhalb des Schwertes sind in erhabenen Großbuchstaben die Worte UNSERN HELDEN zu lesen. Bemerkenswert ist als durchgängiges Element des Schwertes, der Buchstaben und Zahlen sowie des bekrönenden Kreuzes, alle wie der Obelisk aus Muschelkalk gearbeitet, die „prismaartige“ Gestaltung, angelehnt an die expressionistische Kunst der 1920er Jahre. Seitlich und rückwärtig sind Namenstafeln aus schwarzem Granit (Impala) angebracht. Diese sind nachträglich nach 1945 gefertigt worden, da auf allen sowohl die Namen der Gefallenen des Ersten und Zweiten Weltkriegs aus der Sektion aufgeführt werden. Der Entwurf stammt von dem Düsseldorfer Bildhauer Henry W. Dietrich. Eine überregionale Bedeutung kommt im nicht zu Teil. In Mönchengladbach-Hehn wurde 1926 neben der Pfarrkirche St. Mariä Heimsuchung ebenfalls ein Ehrenmal für die Gefallenen des Ersten Weltkriegs nach seinem Entwurf errichtet. Ein Denkmal für die Gefallenen des 10. Januars (Spartakisten-Unruhen) in Düsseldorf, das Dietrich dem Bürgermeister 1919 anbietet, kam nicht zur Ausführung. Der Obelisk, altägyptische Ursprünge aufweisend und als Herrschaftszeichen und Symbols ewigen Lebens stehend, verbreitet sich in der 2. Hälfte des 18. Jahrhunderts als Nationaldenkmal in Deutschland. Zu Ende des 19. Jahrhunderts zählte es neben dem Grabpfeiler und der Grabstele zu den beliebtesten Kriegerdenkmalformen. Diese Entwicklung wurde unterstützt durch die „Beratungsstelle für die Kriegerehrung“ in Berlin, die Leitsätze für Errichtung von Denkmälern vorgab. Kriegerdenkmale, die nicht nur an Feldherren oder Offiziere erinnern, sondern auch an einfache Soldaten, entstanden erst in der Neuzeit (Französische Revolution). Nach Einführung der allgemeinen Wehrpflicht war die breite Masse der Bevölkerung vom Krieg betroffen. Das Wehrpflichtsystem begünstigte eine rücksichtslose Kriegführung mit riesigen Verlusten durch die Mobilisierung einer bislang unvorstellbaren Zahl von Soldaten. Die erstmalige Erwähnung der Namen einfacher Soldaten auf Gedenktafeln und Denkmälern sollte die Angehörigen trösten, indem es dem Tod ihrer Verwandten Sinn verlieh. Dieses spiegelt sich auch in der Ansprache des Dülkener Kaplans Plümpe bei der Einweihung des Kriegerdenkmals in Dülken-Busch wider: „Dieses Denkmal aus hartem Stein sollte aber stets eine Mahnung sein, im Geiste der Toten zu handeln. Es solle zur Treue mahnen, zur Pflichterfüllung, zum Opfersinne“. Das Kriegerdenkmal in Dülken-Busch ist, bei aller Distanz aus heutiger Sicht zum Inhalt, ein Beispiel für den Gemeinschaftssinn der Bürger einer Sektion. Das ausgeführte Monument, der Obelisk, entsprach dem „empfohlenen“ Zeitgeschmack und verzichtet auf christliche Motive. Aus wissenschaftlichen, insbesondere lokalhistorischen und kunstgeschichtlichen Gründen stehen Erhaltung und Nutzung des Kriegerdenkmals gemäß § 2 (l) des Denkmalschutzgesetzes NRW im öffentlichen Interesse. | 1926                   | 29. November 2005  | 465             |
| Weberhaus                                       | Weberhaus                                        | Süchteln Butschenweg 31 Karte                                  | Die Feuchtigkeit des Bodens und der daraus resultierende erfolgreiche Flachsanbau ließen in den letzten Jahrhunderten den Niederrhein zu einer wohlhabenden und bekannten Gegend der Textilproduktion werden. Landwirte, die als Nebentätigkeit webten, und Weber, die nebenbei Ackerbau betrieben, profitierten von dem doppelten Gewerbe. Ursprünglich wurde nur für den eigenen Bedarf gewebt, später wurden die Textilien verkauft und zusätzliche Arbeitskräfte eingestellt. Diejenigen, denen die Mittel zur Beschaffung eines Webstuhles fehlten, erhielten diese von Kaufleuten und Fabrikanten, so dass etliche Weber trotz der vermeintlichen Selbständigkeit nur Lohnarbeiter waren. Bis in die Mitte des 19. Jahrhunderts arbeiteten die meisten Weber im eigenen Haus; der Webstuhl (auch „Getau“ genannt) nahm die Hälfte der Guten Stube ein, das Licht fiel durch mehrere Fenster. Die Auftragslage und die Beschäftigungszahlen in Süchteln unterlagen im 19. Jahrhundert starken Schwankungen. 1853 erlebte die Weberei einen Höhepunkt, dem eine Zeit vollständiger Arbeitslosigkeit folgte, nach dem Aufschwung nach dem Krieg 1870/71 erlebten die Süchtelner Weber eine Hungersnot. Innerhalb von 5 Jahren waren 1300 Weber in Süchteln arbeitslos geworden. Die Erfindung einer Schweizer Firma, der mechanische Webstuhl (1880), versetzte der Hausweberei letztendlich den Todesstoß. Bereits 1881 liefen in Süchteln 56 mechanische Samtwebstühle, und aus den bisher selbständigen Webermeistern und -gesellen wurden Fabrikarbeiter, die in den neu gegründeten Textilunternehmen Arbeit fanden. Beschreibung: Das Weberhaus Butschenweg 31 ist vermutlich zeitgleich mit anderen Weberhäusern im Ortsteil Süchteln-Vorst (Grefrather Straße 47 und 47-1874-; Neustraße 9 -1879-) zwischen 1870 und 1885 entstanden und kann in die Kategorie eines frühen sozialen Wohnungsbaus eingereiht werden. Die genaue Lage ist in der topographischen Karte Süchtelns von 1892 eingezeichnet. Bei den Weberhäusern handelt es sich um fast gleich große, eingeschossige Backsteinbauten mit ausgebautem Dachgeschoss und kaum abweichenden Grundrissen. Sie liegen traufseitig direkt an der Straße, mit drei oder vier Fensterachsen, die Tür in der Mitte. An den Giebelseiten befinden sich jeweils mehrere Fenster in Erd- und Dachgeschoss, die Traufen werden durch ein Deutsches Band akzentuiert. Das Weberhaus Butschenweg 31 besitzt noch alle alten Holzfenster, Eingangs- und Gartentüren, auch die Fensterläden befinden sich in einem guten Erhaltungszustand. Im Innern fallen der Flur mit den schwarz-weißen Bodenfliesen und die textile Wandbespannung aus den zwanziger Jahren besonders auf. Zimmertüren mit Beschlägen aus verschiedenen Zeiten, eine Holztreppe ins Obergeschoss und rote und weiße Fliesen im hinteren Bereich des Erdgeschosses sind erhalten. Der Grundriss zeigt im Erdgeschoss ein großes Zimmer, von dem die Küche abgetrennt wurde und zwei weitere kleinere Räume, das Obergeschoss hat vier Kammern an den Giebelseiten. Das Haus ist teilweise unterkellert (Backsteingewölbe), der Dachstuhl und die Eindeckung sind erneuert. Das Gebäude Butschenweg ist im Gegensatz zu anderen Weberhäusern, die oft bis zur Unkenntlichkeit verändert wurden, nahezu unverändert und stellt mit der typischen Raumaufteilung und der Einrichtung, die trotz der bescheidenen zur Verfügung stehenden Mittel sehr qualität- und geschmackvoll ausgeführt wurde, ein wichtiges Zeugnis für die Entwicklung und Geschichte Süchtelns als Ort der Textilproduktion und der Arbeits- und Wohnbedingungen der Weber im letzten Viertel des 19. Jahrhunderts dar. An der Erhaltung und Nutzung des Weberhauses besteht aus wissenschaftlichen, insbesondere orts- und sozialgeschichtlichen Gründen gem. § 2 (1) des Denkmalschutzgesetzes NRW | vor 1892               | 25. Februar 1998   | 365             |
| Kaiser-Wilhelm-Denkmal                          | Kaiser-Wilhelm-Denkmal                           | Dülken Cap Horn Karte                                          | Das Dülkener Kaiserdenkmal wird am 13. Juli 1890 auf dem Alten Markt eingeweiht. Erschaffen wird die Bronzestatue von dem Bildhauer Leo Müsch aus Düsseldorf. Die etwa lebensgroße Statue stellt Wilhelm l. in majestätischer Pose dar. Der Kaiser steht aufrecht, das linke Bein vorstellend, auf einem hohen Granitsockel, der mit einem überkragenden Gesims abschließt Der Kaiser trägt Uniform, darüber einen langen Umhang In der rechten hand hält er einen Handschuh und einen Säbel. Auf dem Front des Sockels steht der Name des Kaisers: W I L H E L M I Eine seitliche Inschrift auf der Statuenbasis: Modelliert von L. Münsch, gegossen: Kölner Erzgießerei von Wilh. Pütz. Das Kaiserdenkmal in Dülken stellt ein typisches Beispiel für das politische Denkmal des ausgehenden 19. Jahrhunderts dar, einer Zeit, in der es üblich ist, bedeutende Persönlichkeiten auf einen hohen Sockel darzustellen, um sie auf diese Weise besonders zu exponieren. Aus wissenschaftlichen, insbesondere lokalhistorischen Gründen stehen Erhaltung und Nutzung des Denkmals gemäß § 2 (l) des Denkmalschutzgesetzes NRW im öffentlichen Interesse. | 1890                   | 6. November 1990   | 241             |
| Wohnhaus                                        | Wohnhaus                                         | Dülken Cap Horn 2 Karte                                        | Das zweigeschossige Wohnhaus mit Mezzanin folgt mit seinen Gebäudekanten dem historischen Straßenverlauf der Cap-Horn-Straße. Wie aus einem Lageplan von 1890 hervorgeht, ist die Straßenfront des Hauses zu dieser Zeit im Gegensatz zu heute, noch nicht durchgehend bebaut. Die Fassade des Hauses erscheint jedoch einheitlich. Deshalb ist zu vermuten, dass die Fassade in der Zeit nach 1890 an das Haus nachträglich vorgesetzt wird, unter dem Einfluss des Historismus. Es handelt sich bei dem Haus Cap Horn 2 um eine Keramik-Putzfassade mit historischem Dekor. Sie erfährt durch den strukturierten Bänderputz des Erdgeschosses sowie Geschoss- und Sohlbankgesimse eine horizontale Gliederung. Die Fassade ist in sieben Achsen errichtet, wobei mittig der Hauseingang zu finden ist. Die im Jugendstil gehaltene Hauseingangstür ist eine einflüglige Holztür mit Oberlicht und rundem Türfenster. Diese weist verschiedenartige geometrische und vegetabile Ornamente auf, wie stilisiertes Blatt- und Blütenwerk sowie abgesetzte Holzflächen versehen mit geschwungenen bogenartigen Ornamentformen. Der Hauseingang erfährt eine Pilastergliederung und wird bekrönt von einem Schulterbogen, der mit Blatt- und Blütenwerk verziert ist. Die vom Hauseingang rechts nebenliegenden Fenster sind von geometrischen Bändern und einem Kleeblattbogen umgeben, der mit floralen Ornamenten geschmückt ist. Linksseitig sind im Erdgeschoss zwei Schaufenster zu finden. Im Obergeschoss werden die Fenster von pilasterartigen Ornamenten gerahmt und in abwechselnder Reihenfolge mit einem Kielbogen bzw. einem karniesähnlichen Bogen bekrönt. Beide Fensterbekrönungen sind mit aufwendig gearbeitetem Blatt- und Blütenwerk verziert, wobei unterhalb des karniesähnlichen Bogens zusätzlich ein Wappenornament zu finden ist. Die Fenster im Mezzanin gleichen der Gestalt der Obergeschossfenster in vereinfachter Form. Das Dachgesims ist im Gegensatz zur Fassadengestaltung schlicht und zurückhaltend ausgeführt. Das Gebäude Cap Horn 2 gehört mit zur ältesten Bebauung Dülkens innerhalb der Stadtmauer. Es ist ein wichtiges Zeugnis für die Geschichte der Stadt. Mit seinen Gebäudekanten, dem historischen Straßenverlauf der Cap Horn-Straße folgend, prägt es das Stadtbild. Um 1900 wird dem älteren, schätzungsweise um 1800 erbauten Haus die bestehende historische Fassade vorgeblendet. Die aufwendige zeittypische Fassadengestaltung ist kennzeichnend für den Historismus. Auffallend sind die reichen Umrahmungen (Pilastergliederung) und Bekrönungen der Fenster, wie verschiedenartige Bogenformen versehen mit stilisiertem Blatt- und Blütenwerk. Aus wissenschaftlichen, insbesondere stadtgeschichtlichen, städtebaulichen und architekturgeschichtlichen Gründen liegen Erhaltung und Nutzung der Fassade des Gebäudes, Cap Horn 2, gemäß § 2 (l) des Denkmalschutzgesetzes NRW im öffentlichen Interesse. | nach 1890              | 14. September 1988 | 164             |
| Wohnhaus                                        | Wohnhaus                                         | Viersen Carl-von-Ossietzky-Straße 2 Karte                      | Das Gebäude bildet den Abschluss, der Häuserreihe an der Carl-von-Ossietzky-Straße zur Burgstraße. Mit dem Stadtgarten, der unmittelbar gegenüber dem ehem. Bahnhof lag, und der Bahnhofstraße stellte die Carl-von-Ossietzky-Straße somit einen repräsentativen Eingang zur Stadt dar. Das zweigeschossige Haus mit Mansarddach ist zu jeder Seite mit einem Giebelaufbau versehen, wobei der höhere in Fachwerkkonstruktion zur Parkanlage gerichtet ist. Ein orthogonaler Erker betont die Ecke. Das Obergeschoss ist mit Naturschiefer verkleidet. Bemerkenswert ist ein weiterer Erker in massiver Holzkonstruktion mit Schnitzwerk, der den Eingang mit der originalen Türe überdeckt. Die Fenster zum Souterrain sind mitschmiedeeisernen Gitter versehen. Der Sockel ist in Bruchstein ausgebildet. Im Inneren des Hauses befindet sich ein großzügiges Treppenhaus in unverändertem Zustand. Die Treppenhaustüren haben je einen Lichtausschnitt mit Bleiverglasung. Die architektonische Qualität des Hauses sowie die großenteils originale Innenausstattung dokumentieren das künstlerische Schaffen des Viersener Architekten Willi Esser. Straßenzug und Park sind städtebaulich wie auch gestalterisch als eine selten gewordene Einheit im Ensemble zu sehen. Weiterhin ist das Gebäude ein Zeugnis des großen wirtschaftlichen Aufstiegs der Stadt Viersen Ende des 20. Jahrhunderts und spiegelt die derzeitige demonstrative Bauweise wider. Aus wissenschaftlichen, insbesondere architekturgeschichtlichen, stadtentwicklungsgeschichtlichen und städtebaulichen Gründen liegen Erhaltung und Nutzung des Gebäudes gemäß § 2 (1) des Denkmalschutzgesetzes NRW im öffentlichen Interesse | 1907                   | 20. November 1987  | 156             |
| Wohnhaus                                        | Wohnhaus                                         | Viersen Carl-von-Ossietzky-Straße 4 Karte                      | Das Haus an der Carl-von-Ossietzky-Straße ist Bestandteil einer Häuserreihe, die um 1900 am Stadtgarten errichtet wurde. Der Stadtgarten, der unmittelbar gegenüber dem ehemaligen Bahnhof lag, stellte somit einen repräsentativen Eingang zur Stadt dar. Die Häuserzeile ist weitgehend im originalen Zustand erhalten und grenzt von Norden an die Parkanlage. Das zweigeschossige Haus ist mit einem vorderseitigen Mansarddach, aus dem ein spitzer Giebel hervorspringt, überdeckt. Die Schräge des Mansarddachs sowie der Giebel sind mit Biberschwanzpfannen eingedeckt. Die Fassade des Hauses teilt sich in zwei Achsen. Die mit einem Gewölbe übermauerte Eingangstreppe ist auf der linken Seite angeordnet; darüber befindet sich ein Fenster. Auf der zweiten Achse liegen Fenster, Erker und Giebelspitze übereinander. Der Erker schließt mit einem schmiedeeisernen Geländer ab. Die Fenster des Dachgeschosses sind mit Rundbögen überdeckt. Sie werden durch einen Keilstein geteilt. Fenster und Türen sind unsachgemäß modernisiert. Der Sockel hat eine Natursteinplattierung erhalten. Im Inneren ist das Gebäude zum größten Teil umgebaut. Die Doppelhaushälfte ist durch die prägnante Gestaltung der Fassade stadtbildprägend. Zusammen milden übrigen Häusern dieser Zeile beherrscht sie das Bild in der räumlichen Situation um den Stadtgarten. Der Straßenzug einschl. Park ist städtebaulich wie auch gestalterisch als eine selten gewordene Einheit im Ensemble zu sehen. Weiterhin ist das Gebäude ein Zeugnis des großenwirtschaftlichen Aufstiegs der Stadt Viersen Ende des 20. Jahrhunderts und spiegelt die bürgerliche Baugesinnung wider. Aus wissenschaftlichen, insbesondere architekturgeschichtlichen, ortsgeschichtlichen, stadtentwicklungsgeschichtlichen und städtebaulichen Gründen liegen Erhaltung und Nutzung des Gebäudes gemäß § 2 (1) des Denkmalschutzgesetzes NRW im öffentlichen Interesse. | 1905                   | 14. September 1988 | 168             |
| Wohnhaus                                        | Wohnhaus                                         | Viersen Carl-von-Ossietzky-Straße 6 Karte                      | Das Haus an der Carl-von-Ossietzky-Straße ist Bestandteil einer Häuserreihe, die um 1900 „Am Stadtgarten“ errichtet wurde. Der Stadtgarten, der unmittelbar gegenüber dem ehemaligen Bahnhof lag, stellte somit einen repräsentativen Eingang zur Stadt dar. Die Häuserzeile -ist im originalen Zustand erhalten und grenzt von Norden an die Parkanlage. Die auf ein Fahnenband in Stuck geschriebene Jahreszahl am Haus Carl-von-Ossietzky-Straße 6 verweist auf das Baujahr 1905. Das zweigeschossige Haus ist mit einem vorderseitigen Mansarddach, aus dem ein spitzer Giebel hervorspringt, überdeckt. Die Schräge des Mansarddachs sowie der Giebel sind in einer Biberschwanzdachpfanne eingedeckt. Die Fassade des Hauses teilt sich in drei Achsen. Die mit einem Gewölbe übermauerte Eingangstreppe ist auf der rechten Seite angeordnet, darüber ein Fenster. Mittig wird der Erker von zwei Konsolen getragen. Unter dem Erker befindet sich ein Fenster und auf dem Erker ist ein Balkon aufgebaut. Der Balkon wird von dem Dachgiebel, der die mittlere und rechte Achse überspannt, überdeckt. Mittig dem Giebel zugeordnet befinden sich zwei Fensteröffnungen, die mit einem gemauerten Rundbogen überdeckt sind. Der Rundbogen wird geteilt durch einen Keilstein. Auf der linken Achse sind zwei Fenster angeordnet. Die Fensteröffnungen des Hauses werden durch einen Riegel in Oberlicht und Flügel geteilt. Fenster und Tür sind im originalen Zustand erhalten. Der Sockelbereich ist in Quaderputz ausgeführt und wird durch einen Kellereingang unterbrochen. Im Inneren des Gebäudes sind im Flur eine Stuckdecke mit Elementen des Jugendstils sowie die ursprünglichen Bodenfliesen und die Holztreppe erhalten. Die Doppelhaushälfte mit Landhauscharakter ist durch die prägnante Gestaltung der Straßenfassade stadtbildprägend. Zusammen mit den anderen Häusern in dieser Zeile beherrscht sie das Straßenbild in der räumlichen Situation um den Stadtgarten. Die gesamte Häuserzeile einschließlich Park ist städtebaulich, wie auch gestalterisch als eine seltengewordene Einheit im Ensemble zu sehen. Weiterhin ist das Gebäude ein Zeugnis des großen wirtschaftlichen Aufstiegs der Stadt Viersen Ende des 20. Jahrhunderts und spiegelt in dem Haus die bürgerliche Baugesinnung wider. Aus wissenschaftlichen, insbesondere architekturgeschichtlichen, ortsgeschichtlichen, stadtentwicklungsgeschichtlichen und städtebaulichen Gründen liegen Erhaltung und Nutzung der Gebäude gemäß § 2 (1) des Denkmalschutzgesetzes NRW im öffentlichen Interesse. | 1905                   | 17. September 1985 | 65              |
| Wohnhaus                                        | Wohnhaus                                         | Viersen Carl-von-Ossietzky-Straße 8 Karte                      | Das Haus an der Carl-von-Ossietzky-Straße ist Bestandteil einer Häuserreihe, die um 1900 „Am Stadtgarten“ errichtet wird. Der Stadtgarten, der unmittelbar gegenüber dem ehemaligen Bahnhof liegt, stellt somit einen repräsentativen Eingang zur Stadt dar. Die Häuserzeile ist im originalen Zustand erhalten und grenzt von Norden an die Parkanlage. Die unter dem Oberlicht der Eingangstüre eingearbeitete Jahreszahl deutet auf das Baujahr 1908. Das dreigeschossige Gebäude erhebt sich in der Mitte in einem seitlich von Voluten gerahmten Giebel aus der Häuserreihe und bildet somit einen städtebaulichen Pendant zur gegenüberliegenden Parkanlage. Die Fassade, in unregelmäßigen Achsen gegliedert, ist im unteren Geschoss bis zum abschließenden Sohlbankgesims des Obergeschosses in Werksandstein ausgeführt. Des Weiteren sind der Erker sowie Fensterlaibungen und die Giebelabdeckung aus Sandstein mit Ornamenten versehen. Bemerkenswert ist die qualitätsvolle innere Ausstattung des Hauses. In den unteren Räumen ist der Bodenbelag in Parkett ausgeführt. Die Decken erfahren hier eine Gliederung in Stuckarbeiten im Salon sowie eine Holzkassettenkonstruktion unter der Decke des ehemaligen Speisezimmers. Weiterhin sind die Zimmertüren im dunklen Holz mit geschliffenen Gläsern sowie die ursprüngliche Eichenholztreppe mit Schnitzwerk im originalen Zustand erhalten. Eine besondere Ausführung erfährt die Decke über dem Eingangsbereich die hier als Kassettendecke zu einem Gewölbe ausgebildet ist. Die rückwärtige Ansicht ist weitgehend verändert, jedoch ist die kunstvolle Schmiedearbeit der Verandabrüstung erhalten geblieben. Das Gebäude, von dem Architekten Esser für Herrn Albert Laufs errichtet, ist durch die prägnante Gestaltung der Straßenfassade stadtbildprägend. Im Zusammenhang mit der übrigen Bebauung an der Carl-von-Ossietzky-Straße beherrscht es das Straßenbild in der räumlichen Situation mit dem Stadtgarten. Die gesamte Häuserzeile einschließlich Park ist städtebaulich, wie auch gestalterisch als eine selten gewordene Einheit im Ensemble zu sehen. Weiterhin ist das Gebäude ein Zeugnis des großen wirtschaftlichen Aufstiegs der Stadt Viersen Ende des 20. Jahrhunderts und spiegelt in diesem Hause die bürgerliche Baugesinnung wider. Aus wissenschaftlichen, insbesondere architekturgeschichtlichen, kunsthistorischen, ortsgeschichtlichen, stadtentwicklungsgeschichtlichen Gründen liegen Erhaltung und Nutzung des Gebäudes gemäß § 2 (l) des Denkmalschutzgesetzes NRW im öffentlichen Interesse. | 1908                   | 30. August 1990    | 235             |
| Wohnhaus                                        | Wohnhaus                                         | Viersen Carl-von-Ossietzky-Straße 10 Karte                     | Das Wohngebäude ist zweigeschossig mit ausgebautem Dachgeschoss und Mansardgiebeldach errichtet. Die Putzfassade mit neuzeitlichem hochliegendem Sockel ist in 3 Achsen ausgeführt, wobei die linke Achse gleichzeitig Eingangsachse ist. Die zweiflüglige Hauseingangstür weist zwei Türfenster und ein Oberlicht mit Laterneneinsatz auf. Die Glasflächen erhalten eine Bleiverglasung. Der Eingangsbereich wird betont durch ein über dem Eingang befindliches ovalförmiges in Bleibuntglas gehaltenes Sprossenfenster. Dieses ist von geometrischen Bändern umgrenzt und mit einem Schlussstein versehen. Die danebenliegenden Erdgeschossfenster, die mit einem Flachbogen ausgeführt sind, weisen die gleiche Ornamentform auf. Die Fassade erfährt eine Betonung in der rechten Achse. Zum einen springt diese geringfügig vor und zum anderen kragt über zwei erdgeschossigen Fenstern im Obergeschoss ein dreiseitiger Fenstererker aus. Dieser wiederum findet seinen Abschluss in einem mit historisierenden Schmuckformen versehenen Ziergiebel. Der Ziergiebel weist eine zweiflüglige Balkontür auf, die von geometrischen Bändern und einem Schlussstein umgeben ist. Ferner zeigt der Erker eine geometrische Stuckornamentik auf und wird beidseitig von einem figurierten Ornament, ein Mädchenkopf gerahmt. Über dem Fenstererker ist eine Balkonbrüstung zu finden. Die links nebenliegenden zwei Obergeschossfenster sind mit geometrischen Bändern und einem Schlussstein geschmückt. Das Dachgesims ist schlicht und zurückhaltend ausgeprägt und wird durch die bauliche Ausbildung der Kombination Fenstererker und Ziergiebel in seiner Geradlinigkeit unterbrochen. Der Grundriss des Hauses ist nahezu unverändert. So ist im Dielenbereich die originale Treppe mit Jugendstilelementen zu finden. Der reich verzierte Anfangspfosten und das Treppengeländer zeigen eine florale und geometrische Ornamentik. Die Treppenform ist gerade, dreiläufig mit gleichsinnigem Richtungswechsel. Ebenso erhalten sind die Stuckdecken im Erd- und Obergeschoss, die aufwendig gearbeitete vegetabile und geometrische Stuckornamente aufweisen. Die Holzinnentüren zeigen vier untereinanderliegende Türfenster auf, die mit Bleiverglasung versehen sind. Das Haus ist vollunterkellert und zeigt Tonnengewölbe auf. Das Gebäude mit seiner schlichten aber doch repräsentativen Putzfassade ist als Bestandteil der zweigeschossigen Häuserreihe mit historisierenden Schmuckformen zu sehen. Im Zusammenhang mit der übrigen Bebauung an der Carl-von-Ossietzky-Straße beherrscht es das Straßenbild in der räumlichen Situation mit dem Stadtgarten. Die gesamte Häuserzeile einschließlich Park ist städtebaulich, wie auch gestalterisch als eine selten gewordene Einheit im Ensemble zu betrachten. Weiterhin ist das Gebäude ein Zeugnis des großen wirtschaftlichen Aufstiegs der Stadt Viersen Ende des 20. Jahrhunderts und spiegelt in diesem Hause die bürgerliche Baugesinnung wider. Aus wissenschaftlichen, insbesondere architekturgeschichtlichen, kunsthistorischen, ortsgeschichtlichen Gründen liegen Erhaltung und Nutzung des Gebäudes gemäß § 2 (l) des Denkmalschutzgesetzes NRW im öffentlichen Interesse. | 1906                   | 12. Juli 1991      | 282             |
| Büro und Wohnhaus                               | Büro und Wohnhaus                                | Viersen Carl-von-Ossietzky-Straße 12 Karte                     | Das Gebäude ist zweigeschossig mit ausgebautem Dachgeschoss und einem Mansardgiebeldach errichtet. Die Fassade gliedert sich in 5 Achsen, wobei die mittige Achse gleichzeitig Eingangsachse ist. Die originale zweiflüglige Hauseingangstür mit Oberlicht und Türfenstern ist durch geometrische Ornamentik und figurierter Schnitzerei, ein Knabenkopf geschmückt. Der Eingangsbereich ebenso die Erdgeschossfenster sind mit geometrischen Bändern umgrenzt und mit einem Rundbogen versehen, der einen Schlussstein mit einem Blütenornament aufweist. Unterhalb der Sohlbank der erdgeschossigen Fenster sind Blatt- und Blütenornamente zu finden. Die Fenster im Erdgeschoss und teilweise im Obergeschoss zeigen die gleiche originale Gestalt, ein zweiflügliges Fenster mit Oberlicht. Das Oberlicht nimmt hier eine Sprossenteilung auf, wobei der Glaseinsatz einen grünen Farbton aufweist. Die backsteinsichtige Fassade erfährt eine Betonung in der mittigen Achse. Über dem Hauseingang kragt im Obergeschoss ein rechteckiger Fenstererker aus. Dieser wiederum findet seinen Abschluss in einem Ziergiebel. Ferner ist der Erker im Brüstungsbereich mit vegetabiler kranzförmiger Ornamentik geschmückt. Die danebenliegenden Fenster sind von geometrischen Bändern umgrenzt und mit einem Segmentgiebel versehen. Dieser ist mit floralen Schmuckformen verziert. Die Fensterbrüstungen des Obergeschosses sind mit Blüten- und Blattornamenten geschmückt. Das Dachgesims übernimmt Anklänge der Fassadengestaltung. Es weist zum einen ein Blüten- und Blattfries auf und zum anderen eine geometrische Form. Das Dachgesims wird in seiner Geradlinigkeit unterbrochen durch das tieferliegende Dachgesims des Fenstererkers. Der Grundriss des Hauses ist nahezu unverändert. So befinden sich im Flur noch die ursprüngliche Holztreppe mit gedrechseltem Geländer und der reich verzierte Anfangspfosten. Ebenso erhalten sind die farbigen Bodenfliesen und die Holzinnentüren, wobei die zweiflüglige Holztür mit Oberlicht im Erdgeschoss zwischen Windfang und Flurbereich besonders hervorzuheben ist. Diese ist geprägt durch einen über die gesamte Öffnungsbreite reichenden Rundbogen, der ein durch zwei tulpenförmige Sprossen unterteiltes Oberlicht aufweist. Die Türflügel zeigen Holzkassetten auf. Sehr repräsentativ zeigen sich die Stuckdecken im Erdgeschoss und zum Teil im Obergeschoss mit ihrer verschiedenartigen Ornamentik. Das Gebäude ist voll unterkellert. Das Haus ist durch die prägnante Gestaltung der Straßenfassade stadtbildprägend. Im Zusammenhang mit der übrigen Bebauung an der Carl-von-Ossietzky-Straße beherrscht es das Straßenbild in der räumlichen Situation mit dem Stadtgarten. Die gesamte Häuserzeile einschließlich Park ist städtebaulich, wie auch gestalterisch als eine selten gewordene Einheit im Ensemble zu sehen. Weiterhin ist das Gebäude ein Zeugnis des großen wirtschaftlichen Aufstiegs der Stadt Viersen Ende des 20. Jahrhunderts und spiegelt in diesem Hause die bürgerliche Baugesinnung wider. Aus wissenschaftlichen, insbesondere architekturgeschichtlichen, kunsthistorischen, ortsgeschichtlichen, stadtentwicklungsgeschichtlichen Gründen liegen Erhaltung und Nutzung des Gebäudes gemäß § 2 (1) des Denkmalschutzgesetzes NRW im öffentlichen Interesse. | 1906                   | 20. Juni 1991      | 272             |
| Ehrenmal, Opfer des Faschismus                  | Ehrenmal, Opfer des Faschismus                   | Viersen Casinogarten Karte                                     | Im Jahr 1957 entwirft der ungarische Bildhauer Zoltan Székessy das Ehrenmal für die Opfer des Faschismus. Es wird am 24. November 1957 enthüllt. Das in Bronze gearbeitete Werk, das im Casinogarten steht, stellt ein junges Mädchen dar. Die Höhe des Denkmals beträgt 1,80 m. In der rechten Hand hält es einen nur reliefartig wiedergegebenen Eichenzweig als Symbol des Friedens. Die Figur, die die Erinnerung an die Opfer und die Leiden des Kriegs wachhalten will, steht auf einem Sockel aus Basaltlava, der die Widmung trägt: Den Opfern des Unrechts und der Gewalt. Aus wissenschaftlichen, insbesondere aus künstlerischen und lokalhistorischen Gründen stehen Erhaltung und Nutzung des Denkmals gemäß § 2 (1) des Denkmalschutzgesetzes NRW im öffentlichen Interesse. | 1957                   | 6. November 1990   | 242             |
| weitere Bilder                                  | Wasserburg Clörath (Ruine)                       | Clörath Clörather Mühle Karte                                  | Die Anfänge von Haus Clörath reichen bis weit in das Mittelalter zurück und lassen sich dementsprechend nur ausschnitthaft zurückverfolgen. Lange Zeit inselartig umgeben von der Niers in ihrem alten Verlauf samt ihren verschiedenen Armen, lag Haus Clörath in der Honschaft Unterbruch. Diese reichte nördlich der Herrlichkeit Neersen von Oedt-Hagen bis Klapdohr. Der gesamte Unterbruch teilte sich in oedisches und liedbergisches Gebiet, gehörte aber insgesamt zu Kurköln. Clörath fungierte vermutlich als Grenzanlage gegenüber den benachbarten geldrischen (Viersen) und jülichschen (Süchteln) Gebieten. Im 11. Jahrhundert erhielt die Abtei Gladbach von Kurköln die Rechte eines Grund- und Gerichtsherren im oedischen Unterbruch; die dort befindlichen Herrensitze Clörath und Hohensand wurden der Abtei gegenüber kurmudpflichtig, sie „hatten also beim Todesfall der Besitzer eine gewichtige Abgabe (Kurmud) an die Abtei zu errichten“ (Vander 1973, 241). „Der Name des Hauses war bis um 1400 Cloerlant. Seit Anfang des 15. Jahrhunderts setzt sich die Bezeichnung Klörath (1437), Klüradt (1566 und 1585) und Klueradt (Kurmudsbuch) durch. 1584 heißt es ‚das Haus genannt Kloeradt‘, seit 1600 Haus und Gut Cloerath oder Clörath“ (Vander 1973, 242). Eine Ableitung des Namens vom Cloerbach liegt nahe; der in diesem Zusammenhang wichtige alte Verlauf der heute begradigten Niers und Cloerbach wird von Vander (Vander 1973, 242) ausführlich dargestellt. „Das Haus ist Sitz der Sippe von Clörland gewesen. Für die späteren meist reformierten Inhaber war er wohl Nebensitz. 1558 wird ein Burggraf Johann zu Clörath genannt. 1584 war Ludwig von Danwitz von der Lipp Kommandant und Statthalter zu Clörath. Verwaltet wurde das Gut von einem Rentmeister“ (Vander 1973, 248). 1589 wird das Geschlecht von Büren und Brienen als Besitzer genannt, dessen aus Clörath stammendes Allianzwappen heute an Haus Stockum angebracht ist. Für die Zeit der kriegerischen Wirren der 1580er Jahre („truchsessischer Krieg“) sind mehrere Auseinandersetzungen und Besitzwechsel in Clörath überliefert. Ab 1694 gehörte Haus Clörath zum Besitz der in Neersen ansässigen Grafen von Virmond. Bis 1718 sind mehrere umfangreichere Bauarbeiten bekannt. Ebenfalls aus dem 18. Jahrhundert stammen die frühesten bildlichen Darstellungen des Hauses. 1793/94 haben hier mehrere Niersübergänge von französischen und österreichischen Truppen stattgefunden – mündliche Überlieferung nimmt an, dass in jener Zeit Haus Clörath zerstört und dem Verfall preisgegeben wurde. Als Gut mit den zugehörigen Mühlen wurde es jedoch auch weiterhin bewirtschaftet. Im 19. Jahrhundert war Haus Clörath landtagsfähiges Rittergut mit mehr als 200 Morgen zugehörigem Land. Besitzer sind 1825 Kauertz, 1846 Josten, ab 1880 Freiherr von Twickel aus Münster. Dass Clörath im Kunstdenkmäler-Inventar („Clemen“) von 1896 nicht verzeichnet wurde, könnte auf den damals schon nur noch rein landwirtschaftlichen Charakter der Anlage und ihren Verfall schließen lassen. Ein Foto von 1965 zeigt in den Resten alter Backsteinmauern des festen Hauses eine inzwischen selbst ruinös gewordene Scheunenanlage. Politisch kam der westliche Teil Unterbruchs im Laufe der Säkularisation unter französischer Herrschaft als Gemeinde Clörath zur Bürgermeisterei Neersen. Seit der Gebietsneuordnung 1969/70 gehört das Gebiet um das ehemalige feste Haus zu Viersen. Die ältesten bekannten Ansichten, zwei Tuschezeichnungen von ca. 1730, zeigen Haus Clörath in seiner Insellage als eine Einheit mit den umgebenden Wirtschaftsgebäuden und Mühlen. Anordnung und Funktion der Gebäude versucht Vander aus den Abbildungen und verschiedenen Plänen des 19. Jahrhunderts zu rekonstruieren, muss aber die üblichen Unstimmigkeiten bei der Wiedergabe konstatieren. Beide frühen Zeichnungen zeigen das Herrenhaus als stattliches dreigeschossiges Gebäude mit hohen, kreuz- (-stock?) geteilten Fenstern in regelmäßiger Anordnung und flachen Walmdächern, die von Ecktürmchen und einem Dachreiter bekrönt werden. Von dem Wirtschaftsgebäuden ist es wie üblich durch einen Graben getrennt; die über ihn hinwegführende Zugangsbrücke mündet unter einem Kastenerker ins Haus. Die Wirtschaftsgebäude sind auf diesen Bildern etwa halbkreisförmig um eine große Hoffläche herum angeordnet. Zu ihnen gehörte auch, 1386 erstmals urkundlich erwähnt, eine „Clörather Mühle“, im 18. Jahrhundert eine Kornmühle (im Norden) und eine Ölmühle an einem südlichen Mühlgraben. Die heute noch sichtbaren spärlichen aufgehenden Überreste des Hauses vermitteln kaum noch einen Eindruck von der einstigen Anlage. Es handelt sich um einige, unterschiedlich hohe Partien Backsteinmauerwerks, die ohne nähere archäologische Untersuchung nicht eindeutig einem bestimmten Teil des Hauses zuzuordnen sind. In einer Wand ist noch eine annähernd rundbogige Öffnung vorhanden, deren ursprüngliche Lage und Funktion ebenfalls unklar bleiben muss. Die erhaltenen Mauerzüge sind stark mit Bewuchs (Efeu) überzogen. Der Burgplatz selbst ist gegenüber seiner Umgebung mottenartig erhöht und mit einigen niedrigen Bäumen bestanden. Sicherlich kann davon ausgegangen werden, dass sich im Boden noch zahlreiche und weitaus vollständigere Reste des ehemaligen Hauses Clörath erhalten haben. Die aufgehenden Backsteinmauern vermitteln sicher noch das Bild einer „romantischen“ Ruine, so dass das Geschichtszeugnis noch nicht als vollständig untergegangen angesehen werden kann. Gleichwohl muss seine Erhaltensfähigkeit realistisch beurteilt werden: „Der bauliche Zustand scheint stabil zu sein. Allerdings haben sich einzelne Backsteine gelöst und sind heruntergefallen. Dieser Prozeß wird sich mit Sicherheit fortsetzen.“ Zu einer Sicherung wäre die Abnahme des Efeus wohl notwendig, was aber wegen dessen inzwischen wahrscheinlichen „statischen Funktion“ neue Probleme bereiten und eventuell aufwändige Maßnahmen erfordern dürfte. „Es erscheint … allerdings fraglich, ob der Erfolg einer solchen Restaurierung in einem sinnvollen Verhältnis zum erforderlichen Aufwand steht. Zunächst würde eine dauerhafte Sicherung der Mauerreste möglicherweise zu einem weitgehend erneuerten Erscheinungsbild führen. Die alte Oberfläche des Mauerwerks wäre dabei auf keinen Fall wiederzugewinnen. Zumindest im Bereich der Mauerkronen müßten zudem Substanzverluste in Kauf genommen werden. Der Charakter einer romantischen Ruine, zu dem der Efeubewuchs erheblich beiträgt, wäre verloren, ohne daß die sanierten Mauerreste eine vergleichbare Qualität wiedergewinnen würden.“ (Gutachten Dr. Stevens, 4. Juli 2000) Die hochrangige geschichtliche Bedeutung von Haus Clörath für die Region als mittelalterlicher und frühneuzeitlicher Herrensitz ergibt sich aus der oben dargelegten Historie. Obwohl erst seit kurzem zu Viersen gehörig, ist nicht zuletzt aufgrund der relativen Seltenheit von Herrensitzen im heutigen Stadtgebiet darüber hinaus eine Bedeutung für Viersen festzuhalten. Ein öffentliches Interesse an der Erhaltung der Überreste, aus wissenschaftlichen, insbesondere historischen Gründen, ist dahingehend zu relativieren, dass ein authentischer Erhalt der baulichen Substanz auf Dauer wohl kaum denkmalpflegerisch angemessen möglich sein wird. Gleichwohl ist das öffentliche Interesse am Erhalt der sichtbaren Reste des ehemaligen Herrensitzes, die einen bedeutenden geschichtlichen Ort anschaulich markieren, hoch genug zu veranschlagen, um auch die zweite konstituierende Bedingung für eine Einstufung als Baudenkmal zu erfüllen. Das Bodendenkmal allein ist vom wissenschaftlichen Wert sicher höher, weil vollständiger zu bewerten – zur sinnlichen Erfahrbarkeit des Ortes trägt die aufgehende Ruine aber ganz erheblich bei. Die baulichen Überreste des ehemaligen Hauses Clörath erfüllen daher die Voraussetzungen des § 2 (1) des Denkmalschutzgesetzes NRW und sind folglich ein Baudenkmal. | vor 1400               | 20. September 2001 | 423             |
| weitere Bilder                                  | Clörather Mühle                                  | Clörath Clörather Mühle 36 Karte                               | Bei der offenen, vierflügeligen Hofanlage der Clörather Mühle handelt es sich um die noch vorhandenen Wirtschaftsgebäude des alten kurkölnischen befestigten Hauses Clörath, das bereits urkundlich im Jahre 1230 erwähnt ist (vgl. u. a. Peter Vander, Haus Clörath im Heimatbuch des Jahres 1973 des Kreises Kempen-Krefeld), das selbst in den Wirren der Französischen Revolution vermutlich 1794 zerstört wurde und jetzt noch als Mauerruine in den Wiesen hinter der Hofanlage vorhanden ist. Die jetzige Anlage besteht aus dem eingeschossigen backsteinsichtigen Flügel mit Holzgewänden und Ankersplinten, an dessen Giebel vorbei die Erschließung zum Hof erfolgte. Unmittelbar anschließend ist die ursprüngliche Mühle, ein zweigeschossiges Fachwerkhaus mit Krüppelwalmdach. Die ganze Anlage wurde bis 1929 von der Niers von allen Seiten umflossen, die neben der Getreidemühle noch eine zweite Mühle, nämlich eine Ölmühle antrieb, die nicht mehr vorhanden ist. Die Mühle wurde, seitdem die Niers umgelegt und begradigt wurde, nicht mehr betrieben. Im rechten Winkel zur Mühle schließt das eingeschossige, rauverputzte zugehörige Wohnhaus an. Das südwestlich gelegene, ehemalige Stallgebäude wurde zu Wohnzwecken umgebaut. Die im Südosten gelegene, backsteinsichtige Scheune wurde um 1830 errichtet. Ihr Mauerwerk wurde nach dem Zweiten Weltkrieg teilweise ersetzt. Alter und Geschichtlichkeit der Clörather Mühle sind für die Ortsgeschichte von großer Bedeutung. Darüber hinaus muss sie als typisches Beispiel der den Viersener Raum ehemals prägenden topografischen Siedlungsorganismen gelten und ist daher für die Siedlungsgeschichte wesentlich. Außer in der Vermittlung der optischen Wahrnehmbarkeit früher Arbeits- und Produktionsverhältnisse bietet das gut erhaltene Mahlwerk technisch-wissenschaftliche Information. Erhaltung und Nutzung der Clörather Mühle liegen daher gemäß § 2(1) des Denkmalschutzgesetzes NRW aus wissenschaftlichen, insbesondere siedlungsgeschichtlichen und siedlungstopografischen, ortsgeschichtlichen und architekturgeschichtlichen Gründen im öffentlichen Interesse. | 16.–19. Jh.            | 9. Oktober 1985    | 70              |
| ehem. ev. Volksschule Dülken                    | ehem. ev. Volksschule Dülken                     | Dülken Dammstraße 55 Karte                                     | Die Schule liegt im Ortsteil Dülken am westlichen Stadtrand nördlich des Amerner Weges zwischen der Bahnlinie Brüggen-Dülken und der Saarstraße am südlichen Rand einer gleichzeitig errichteten Wohnsiedlung. Die Lage zeichnet sich aus durch großzügige Grünflächen, die im Süden und Westen der Schule vorgelagert sind. Die Schule wurde als 8-klassige evangelische Volksschule in drei Bauabschnitten errichtet. Der Komplex ist gegliedert in Form eines Pavillon-Systems, bestehend aus einem zweigeschossigen unterkellerten Hauptgebäude und zwei eingeschossigen Klassentrakten, die parallel hintereinandergestaffelt und durch geschlossene Verbindungsgänge verbunden sind. Davon ist der erste zum Schulhof hin als überdeckter Pausengang ausgebildet. Alle drei Gebäude sind mit einem flachen Satteldach versehen. Die Turnhalle, im Norden quergelagert, war von vornherein mitgeplant, kam aber erst 1955 zur Ausführung; verbunden mit dem Hauptgebäude durch einen geschlossenen Flur mit überdachtem Pausengang zum Hof. Der Turnhallenbau beherbergt zum Hof hin im Erdgeschoss die Sanitär- und Umkleideräume und im Obergeschoss die Hausmeisterwohnung. 1959 erfolgte eine Erweiterung des südöstlichen Klassentraktes in Form einer Verlängerung um nahezu¤ die Hälfte in angepasster Form. Die Konstruktion ist einfach. Das aufgehende Mauerwerk ist in Ziegelbauweise aufgeführt, die Decken in armiertem Stahlbeton, ebenso die Haupttreppe. Die Dachkonstruktion besteht aus Tannenholz. Wände und Decken wurden mit glattem Kalkmörtelputz versehen. Die Fenster in Kiefemholz ausgeführt. Die Innenausstattung zeigt sich weitgehend in einem gut erhaltenen Originalzustand: Klinkerplattenfußboden, halbhoch verkleidete Wandverplattung, hölzerne Türzargen und -blätter. Die Veränderungen in der Substanz sind als marginal zu betrachten: am Haupteingang Erneuerung des Windfangs in Aluminium, Fenstererneuerung im Verbindungstrakt zur Turnhalle und im Sanitärbereich, Eingang zum Schulhof in Aluminium, die ursprünglich hochrechteckigen Fenster der Turnhalle zum Vorplatz hin zu Oberlichtern durch vorgesetzte Klinkerwand reduziert. II. Begründung der Denkmaleigenschaft 1. Das Objekt ist bedeutend 1.1 als gut erhaltenes frühes Zeugnis des Schulbaus der Nachkriegszeit in aufgelockerter Pavillonbauweise 1.2 für den Stadtteil Dülken (bis 1970 Stadt Dülken) in Bezug auf seine Schulgeschichte und protestantische Tradition. Seit 1572 gab es eine protestantische Gemeinde in Dülken, später mit Süchteln vereinigt und 1853 neugegründet. Eine evangelische Privatschule wurde seit 1854 eingerichtet, der 1868 die evangelische Volksschule an der Bahnhofstraße folgte. 1955 wurde ebenfalls. an der Dammstraße, nördlich der Schule, der evangelische Pauluskirchensaal errichtet. 2. Für die Erhaltung und Nutzung liegen 2.1 wissenschaftliche Gründe vor, insbesondere im Hinblick auf die Entwicklung des Schulbaus nach dem Zweiten Weltkrieg. Die Schule in Dülken zählt zu den frühen Schulbauten nach dem Zweiten Weltkrieg, die vor den vom Kultusministerium von NRW veröffentlichten „Richtlinien für den Schulbau“ errichtet wurde. Den „Richtlinien“ vorausgegangen war aber eine Tagung im Juni 1949, als deren Ergebnis die „Fredeburger Richtlinien“ vorlagen, die in der „Schulausstellung Düsseldorf“ im Jahre 1950 Niederschlag fanden. Vorgesehen war danach eine freie Lage der Schulneubauten in der Natur. Die Abkehr von der Schulkaserne hin zur aufgegliederten, von allen Seiten belichteten Baukörpergruppierung wurde zum Programm erhoben. Empfohlen wurde die eingeschossige, aufgelockerte Flachbauweise zwecks Möglichkeit zur späteren Erweiterung („wachsende Schule“). Alle diese Forderungen finden Eingang in den Schulbau an der Dammstraße, bis hin zu ihren Erweiterungen. 2.2 architekturgeschichtliche Gründe vor. Wenn auch die Schule vom äußeren Erscheinungsbild der einzelnen Trakte her noch Anklänge an die Vorkriegsarchitektur vergleichbarer Bauten zeigt, so ist sie von ihrer klaren Gliederung her, ohne heimattümelndes Formenvokabular und der asymmetrischen offenen Gruppierung der Baukörper her ganz Kind der Nachkriegszeit. Die Auflösung der Wände in Glas und Beton oder Stahl gehört erst einer späteren Phase des Schulbaus der 50er Jahre an. Hier zeigt sich die, auch wirtschaftlich bedingte, Reduktion auf das Wesentliche der neuen Richtlinien mit den damals einfachen Materialien und den zur Verfügung stehenden Mitteln. Hinzu kommen 2.3 ortsgeschichtliche Gründe, die die Entwicklung der Schulgeschichte der ehem. Stadt Dülken dokumentieren, wie sie oben unter II.1.2 aufgeführt wurden, auch unter dem Aspekt der Nachkriegsentwicklung. 2.4 städtebauliche Gründe. Das Schulgelände umfasst noch heute das gleiche Areal wie zur Zeit seiner Entstehung. Dadurch wird anschaulich, mit welcher Großzügigkeit zur damaligen Zeit der Schulneubau flächenmäßig bedacht wurde und welcher Stellenwert der Erziehung der Schüler über den Lehrplan hinaus mit der räumlichen Bewegungsfreiheit zugemessen wurde. Somit ist auch der umgebende Freiraum Bestandteil des Denkmals. Zusammenfassend lässt sich festhalten, dass das Objekt die Voraussetzungen des § 2 des Denkmalschutzgesetzes NRW erfüllt, da es bedeutend ist für die Geschichte des Menschen und des Ortstelles Dülken und für seine Erhaltung und Nutzung, schulbaugeschichtliche, architekturgeschichtliche, ortsgeschichtliche und städtebauliche Gründe vorliegen. | 1955–1959              | 5. Mai 1994        | 337             |
| ehem. Friedhofskapelle an Remigiuskirche        | ehem. Friedhofskapelle an Remigiuskirche         | Viersen Dechant-Frenken-Platz 3 Karte                          | Die o. g. Friedhofs- oder Kreuzkapelle wurde 1842 durch den Maurermeister Johann Schnitzler als Abschluss der Friedhofserweiterung der 30er Jahre einigermaßen genau in der Achse der Remigiuskirche errichtet. Der über annähernd quadratischem Grundriss sich erhebende recht hohe und an drei Seiten verputzte Backsteinbau ist mit einem weit überstehenden Satteldach gedeckt, dessen Sparrenköpfe profiliert und dessen Pfetten an der Friedhofsseite mit Kopfbändern abgestützt sind. Zum Friedhof hin besitzt die Kapelle eine weite und hohe Rechtecköffnung, die durch Pfeiler über attischen Basen gerahmt wird. Eine verglaste Metallkonstruktion schließt heute dies Öffnung, und es kann nicht ausgeschlossen werden, dass zusammen mit der Errichtung dieser Konstruktion der Sturz verändert wurde. Ein Rundfenster in der Südseite ist nach dem Zweiten Weltkrieg erst im Zusammenhang mit der Versetzung des von Prof. Karl Burger geschaffenen Kriegermals an die Außenwand, die zugleich anscheinend verstärkt wurde, gebrochen worden. Im Innern besitzt die Kapelle einen Blausteinboden mit in weißem Marmor eingelegten Kreuzmotiven. Zur ursprünglichen Ausstattung gehören ein Kruzifixus und ein Vesperbild, beide von Wilhelm van den Wyenbergh in Kevelaer geschaffen. Die Kapelle ist bedeutend für die Geschichte des Menschen, weil sie vom Glauben der Menschen um die Mitte des 19. Jahrhunderts zeugt, einer Zeit, in der verhältnismäßig wenige Sakralbauten am Niederrhein entstanden sind. Hierzu trägt die Tatsache bei, dass die Finanzierung durch Sammlungen an den Kirchentüren, freiwillige Beiträge und Geschenke erfolgte. Als sekundäre Bedeutungsschicht ist die Widmung als Kriegergedächtnisstätte nach dem Ersten Weltkrieg zu¤ nennen. Die Erhaltung liegt aus wissenschaftlichen, insbesondere aus ortsgeschichtlichen, weil allein die Kapelle noch von der alten Ausdehnung des Friedhofs zeugt, aus volkskundlichen, weil sie aus Mitteln der Gemeindemitglieder von einem durchaus mit den zeitgenössischen Stilformen vertrauten Maurermeister errichtet wurde, und – was die Skulpturen angeht – aus künstlerischen Gründen im öffentlichen Interesse. | 1842                   | 29. Mai 1991       | 267             |
| weitere Bilder                                  | ehem. Rektoratschule                             | Viersen Dechant-Frenken-Platz 4 Karte                          | Als städtebauliches Pendant gegenüber der restaurierten Fassade der Generatorenhalle gelegen und der Straße bis heute namensgebend, steht die alte Rektoratschule. Sie wurde 1855 mit einem Kostenaufwand von damals 8.000 Talern aus dem Kapitalvermögen von St. Remigius errichtet, nachdem ihre Vorgängerschulen räumlich unzureichend geworden waren. Damals gaben an ihr vier Lehrkräfte den ca. 50-60 Schülern Unterricht. Der Backsteinbau in 7 zu 3 Achsen im Rundbogenstil besitzt ein Satteldach und steht giebelseitig zur Straße. Das ursprünglich 2-geschossige Gebäude wurde nachträglich zu 3 Geschossen verändert. Dabei wurden auch die vermutlich ehemaligen Rundfenster – wie sie am straßenseitigen Trakt vor seinem Abriss noch bestanden zu quadratischen Fenstern erweitert. Ebenso wurden die Segmentbogen der backsteingemauerten Rundfenster im ersten Stock zugemauert. Auch alle Fenster des rückwärtigen Giebels sowie zwei der Fenster im Erdgeschoss und das kleine Rundfenster im Frontgiebel sind heute vermauert. Das Maßwerk der Fenster, teils noch nach dem Brand von 1945 im Erdgeschoss vorhanden, sind heute nicht mehr erhalten. Die oberen drei eng beieinandersitzenden Bogenfenster – der mittlere davon höher – des Frontgiebels sind beim Umbau 1950/51 zu drei gleichförmigen, quadratischen Fenstern verändert worden. Damals wurde auch in die Längsseite anstelle des fünften Fensters im Erdgeschoss ein zurückgesetzter Eingang gebrochen. Das Haus steht auf verputztem Sockel und besitzt Ecklisenen, die abgetreppt über die Traufe ragen und die vor 1951 noch von kleinengemauerten Türmchen gekrönt waren. Ein breiter, mit backsteingemauertem Blendbogenfries geschmückter Ortgang ziert beide Giebel, wobei der Frontgiebel durch einen zusätzlichen Aufbau in seiner Mitte betont wird. Er umschließt ein heute zugemauertes Rundfenster und seine Lisenen enden abgetreppt in Höhe des Ortgangs. Erfolgt die vertikale Gliederung des Gebäudes durch klar durchgezogene Fensterachsen, so geben die durchgehenden Werksteinsohlbänke der Fenster im Obergeschoss sowie der darunter umlaufende backsteingemauerte Spitzbogenfries dem Gebäude die horizontale Gliederung. Die Fugen des Mauerwerks sind nachgezogen. Das Innere bietet ein Bild absichtlicher Verwüstung. Originale Innenausstattung ist nicht mehr vorhanden. Die Teilunterkellerung befindet sich unter dem rückwärtigen Gebäudeteil. Das Gebäude der ehemaligen Rektoratschule ist trotz einiger Veränderungen – die z. T. reversibel sind – ein qualitätsvolles Beispiel der Architektur seiner Zeit und repräsentiert darüber hinaus den Typ eines großen Schulgebäudes, wie er so früh selten ist. Als wichtiges Zeugnis der Kultur – hier Schulgeschichte – muss das Gebäude für die Lokalgeschichte Viersens hervorgehoben werden. Von Bedeutung ist auch das städtebauliche Zusammenwirken mit dem ehemaligen Elektrizitätswerk.. Aus wissenschaftlichen, insbesondere kultur-, orts- und architekturgeschichtlichen sowie städtebaulichen Gründen stehen Erhaltung und Nutzung der Rektoratschule gemäß § 2 (1) des Denkmalschutzgesetzes NRW im öffentlichen Interesse. | 1855                   | 4. Dezember 1985   | 75              |
| Kath. Pfarrkirche St. Notburga                  | Kath. Pfarrkirche St. Notburga                   | Viersen Dechant-Stroux-Straße 22 Karte                         | Geschichte: 1900 Gründung des Notburgavereins 1902 Bau des Notburgahauses (Entwurf: Josef Kleesattel) 1909 Gründung eines Kirchenbauvereins 1914 Entwurf für neoromanischen Kirchneubau von Josef Kleesattel, der Krieg zwingt zur Aufgabe des Bauvorhabens 1923 Vernichtung der gesammelten Gelder durch Inflation, Wiederbelebung des Kirchenbauvereins, Einrichtung einer Notkirche im Notburgahaus (Vereinshaus für erwerbstätige Mädchen) 1927 kurzfristige Ausschreibung für den Neubau und Entscheidung der Jury für die sachliche, moderne Baukonzeption von Sültenfuß und Seidel 29. Juni 1928 Grundsteinlegung 15. Sept. 1929 Konsekration 1929 Seelsorgebezirk St. Notburga (bisher St. Remigius) wird selbständige Gemeinde 1930 Bau des Pfarrhauses und der ersten Kaplanei (Planung: Freihoff) 1930/31 Fertigstellung der Zugangswege zur Kirche 1947 Planung der zweiten, der ersten angepassten Kaplanei (H. Mießen) 1948 Erhebung zur Pfarre 1952 Bau der zweiten Kaplanei (Entwurf von Mießen, Nachzeichnungen von P. Salm) 1955 Aufstellung der Notburgafigur 1960 Erneuerung des Kirchendaches (Architekt Limmers) und Erhöhung des Fassadengiebels 1964 Erneuerung und Umgestaltung des Kirchenraumes gemäß nachkonziliarer Entwicklung (H. Döhmen: Rabitz-Faltdecke, Chorrückwand) 1966 Gestaltung Kirchenvorplatz (H. Döhmen) Allgemeines: Die Heilige St. Notburga war laut Legende ein Vorbild an Arbeitsamkeit, treuer, opferbereiter Nächstenliebe und Frömmigkeit. Sie lebte im 9. oder 10. Jahrhundert als Küchenmagd auf Schloss Rottenburg in Tirol und wurde wegen Mildtätigkeit entlassen. In Tirol gilt sie als Patronin der Dienstmägde und Bauern, die bei Geburtsnöten und Viehkrankheiten angerufen wird. Sie wird dargestellt mit Sichel, Krug und Brot. 1923 sprach der Kölner Kardinal Schulte den Wunsch aus, die zukünftige Kirche im Rahser möge Notburga geweiht werden, da es bis dahin noch kein Patrozinium im Erzbistum Köln gab, zu dem Viersen bis 1931 gehörte. Der neue Kirchenbaustil des 20. Jahrhunderts basierte auf zwei Grundlagen, zum einen auf dem sich wandelnden Selbstverständnis der Kirche (das seine Festlegung im II. Vatikanum erfuhr), zum anderen auf der an Klarheit, Funktion und Zweckmäßigkeit orientierten Architektur des Neuen Bauens, dessen Ziel Materialechtheit, klarer konstruktiver Aufbau und die Reduktion auf übersichtliche Bauteile waren. Neue Materialien (Eisen, Glas, Beton und Stahlbeton) wurden nur zögernd im Kirchenbau eingesetzt, da sie von vielen Theologen als „unwürdig“ abgelehnt oder nur für die herkömmlichen Bauformen verwendet wurden. Zwischen den Weltkriegen dominierte die Gestaltung des Kirchenaußenbaus, denn noch war der siedlungsbeherrschende Aspekt wichtiger als die sinnbezogene Gestaltung des Innenraums. Die Außengestalt der Kirchen zeigte sich als relativ einheitlich: meist blockhaft geschlossene Baukörper mit klaren Umrisslinien, deren gliedernde Einzelformen nur sparsam verwendet wurden, wodurch eine Steigerung der Geschlossenheit erreicht wurde. Seit dem Ende der zwanziger Jahre erhielten die Kirchen meist Flachdächer, die Eingangsseite wurde als monumentale Schauseite gestaltet, was nach 1945 nicht mehr der Fall war. Die Fenster waren häufig schmal und steil proportioniert und traten auch im profanen Bereich auf (typisches Merkmal des Expressionismus in der Architektur der zwanziger und dreißiger Jahre). Am Niederrhein wurden fast ausnahmslos alle Kirchen im Außenbau aus Ziegeln aufgebaut, Eisenbeton wurde höchstens im Innern oder als Gliederungselement sichtbar gemacht. Die Backsteinwände waren entweder glatt oder mit reliefartigen Vor- und Rücksprüngen einzelner Steine und Schichten aufgelockert. Die Wiederbelebung des Backsteins wurde zu Beginn des Jahrhunderts gefördert durch die rheinische Heimatschutzbewegung und den Rheinischen Verein für Denkmalpflege und Heimatschutz, da man die Widerstandsfähigkeit des Materials gegen Industrieabgase erkannte. Des Weiteren entsprach der Backstein der damaligen Tendenz zu Schlichtheit und strenger Monumentalität. Der Wunsch nach städtebaulicher Dominanz bewirkte nicht nur die Betonung des Außenbaus, sondern akzentuierte die Kirche zusätzlich durch hohe Türme (typisch war die Ein-Turm-Gestaltung), auch wenn die Notwendigkeit von Türmen bei den Theologen umstritten war. Beschreibung: Die Kirche St. Notburga besitzt ein langgestrecktes, rechteckiges Mittelschiff mit auffallend niedrigen Seitenschiffen und einem flachen, eckigen Chorabschluss mit ebenfalls eckigen Querhausapsiden. Nördlich des Chores schließt sich ein campanileähnlicher, hoher Glockenturm an. Der Eingang im Westen wird von einem vorgesetzten Portal mit drei steilen Rundbögen über den Toren betont. Ost- und Westseite werden von einem abgetreppten Giebel abgeschlossen, über dem im Westen ein großes Kreuz gipfelt. Die Fenster des Mittelschiffes sind hoch und sehr schmal mit einem Rundbogenabschluss; in den Seitenschiffen befinden sich gedrückte, fast an gleichseitige Dreiecke erinnernde Spitzbogenfenster. Die Betonung der Horizontalen fällt am gesamten Bau durch hervorgehobene Backsteingesimse an Ecken, Fenstern und am Turm auf. Das Erscheinungsbild der Kirche wird wesentlich mitgeprägt durch den im Norden anschließenden, von Mauern eingefassten Garten und Pfarrhof, an dessen Eckpunkten das Pfarrhaus und die Kaplaneien liegen. Eine Treppenanlage führt zum höher liegenden Kirchenvorplatz, so dass Kirche, Pfarrhof und Gemeindehäuser einen eigenen, in sich abgeschlossenen, aber dennoch einsehbaren Bereich bilden, der gestalterisch und inhaltlich eine Einheit bildet. Der Innenraum, in den man durch einen äußeren Vorraum und einen inneren Narthex gelangt, wird von dem hohen, rechteckigen Mittelschiff beherrscht, dem sich die niedrigen Seitenschiffe untergeordnet anschließen. Das Mittelschiff besitzt seit dem Umbau in den sechziger Jahren eine Rabitz-Faltdecke, das nördliche Seitenschiff (ehem. Kreuzgang) ist mit Quertonnen, das südliche mit einer Flachdecke ausgestattet. Die geschlossene, glatte Wand des Mittelschiffes wird zu den Seitenschiffen von je fünf gedrückten Parabelbögen unterbrochen, zum Narthex von drei Bögen. Oberhalb des Narthex, zu dessen beiden Seiten Kapellen liegen, befindet sich die Orgelempore. Die dem Chorraum angeschlossenen Querhäuser nehmen die Höhe des Mittelschiffes auf. Die flache Chorrückwand wurde von H.J. Kaiser mit geschlämmten Schwemmsteinen als Halbrelief gestaltet. Die Fenster des nördlichen Seitenschiffes sind noch in ihrer ursprünglichen Gestalt erhalten (Marianne Katzgrau). Die Obergadenfenster mit der Symbolisierung des apostolischen Glaubensbekenntnisses (Josef Höttges) wurden nach dem Krieg eingesetzt. Die Kirche St. Notburga bildet zusammen mit dem Pfarrhaus und den Kaplaneien eine nahezu unveränderte, in sich geschlossene, harmonische Einheit, die ein Zentrum innerhalb des in den zwanziger Jahren entstandenen Stadtteils Rahser darstellt. Sie ist ein typisches Beispiel für die Formensprache und Materialwahl des modernen Kirchenbaus des frühen 20. Jahrhunderts. Aus wissenschaftlichen, insbesondere architekturgeschichtlichen und städtebaulichen Gründen liegen die Erhaltung und die sinnvolle Nutzung der Kirche gemäß § 2 des Denkmalschutzgesetzes NRW im öffentlichen Interesse. | 1928/29                | 1. Juli 1998       | 368             |
| weitere Bilder                                  | Horster Hof später Haus Bergendonk               | Donk Donker Weg 210 Karte                                      | Ursprung ist laut Baugesuch von 1909 die Errichtung einer Kleinwohnung für einen Landarbeiter am Horstweg zu Viersen-Donk. Das damals l 1/2 geschossige stark gegliederte Wohnhaus wurde im Landhausstil errichtet. Zur gleichen Zeit wurde westlich des Wohnhauses ein Stallgebäude mit Krüppelwalmdach erbaut. Zusammen mit der Tordurchfahrt als Bindeglied entstand zunächst eine L-förmige Hofanlage. Bereits im Jahr 1911 wurde diese Anlage durch den Bau eines größeren Schuppens an der Nordostseite weiter geschlossen. Fischweiher und Entenweiher mit angegliedertem Entenhaus trennten zu jener Zeit den Obstgarten von den kleineren Gemüsegärten. In den 1920er Jahren wurde das Hofviereck nach und nach geschlossen. Wesentlicher jedoch war zu dieser Zeit die Erweiterung des kleinen Wohnhauses in zwei Bauabschnitten zu einem luxuriösen Herrenhaus (Haus Bergendonk). Im Erdgeschoss gruppierte sich um die Eingangshalle das Herrenzimmer, der Tagesraum, der Wintergarten, das Turmzimmer, die Küchenräume sowie das Speisezimmer, das später Saa1 genannt wurde. Die nun vorhandene äußere Gestalt stammt vorwiegend aus den Um- und Erweiterungsbauten der 2oer Jahre. Das 2- bis 3-geschossige, verputzte Herrenhaus ist in 4 Achsen mit vorspringendem polygonalem Mitteltrakt zum Donker Weg hin unterteilt. Der überdachte Eingang wird durch die Freitreppe, die das Sockelgeschoss überwinden muss, und durch einen halbrunden Balkon betont. Im Ostflügel ist die Hauptachse um ein Geschoss überhöht. Dieses Aussichtsgeschoss (Belvedere) trägt ein Haubendach mit Laterne. Vor dem Ostflügel wurde ein Park angelegt. 1937 und 1948 wurden einige Stall- und Scheunengebäude umgebaut bzw. erweitert. Aus wissenschaftlichen, insbesondere volks- und siedlungsgeschichtlichen sowie architekturgeschichtlichen Gründen liegen Erhalt und Nutzung der Hofanlage gemäß § 2 (1) des Denkmalschutzgesetzes NRW im öffentlichen Interesse. | 1909 bis 1920er Jahre  | 15. August 1985    | 62              |
| Kutscherhaus                                    | Kutscherhaus                                     | Viersen Dr.-Carl-Schaub-Allee 1 / Heierstraße Karte            | Geschichte: Das ehemalige Kutscherhaus befindet sich versteckt auf einem Grundstück im Winkel zwischen Haupt- und Heierstraße, hinter dem Wohn- und Geschäftshaus Hauptstraße 137–139. Laut Bauschein im Stadtarchiv Viersen wurde die „Remise mit Pferdestall“ 1903 für den Bauherrn Peter Kaiser errichtet. Dieser besaß zu dieser Zeit das Wohnhaus Hauptstraße 135, dem das Kutscherhaus zugehörte. Es wurde im bzw. kurz nach dem Zweiten Weltkrieg zerstört. Peter Kaiser war ein Bruder von Kommerzienrat Josef Kaiser. Nach dem Tod des Vaters Heinrich Kaiser 1890 leiteten die beiden einige Jahre zusammen die Firma Kaiser’s Kaffeegeschäft. 1906/07 ist Peter Kaiser wohl gestorben. Aus diesem Jahre sind Erbschaftsangelegenheiten in seiner Sache bekannt, und sein Besitz wird zwangsversteigert. Das Haus Hauptstraße 135 wird samt Grundstück und Kutscherhaus von der Stadt übernommen. Die Geschichte dieses Anwesens ist jedoch mehr als mit Peter Kaiser mit der Industriellenfamilie Greef verbunden. Friedrich Wilhelm Greef (1814–1900) gründete 1837 in seinem Geburtsort Süchteln eine Sammet- und Seidenmanufaktur. Später wechselte das Unternehmen nach Viersen und wurde dort zu einem der bedeutendsten Betriebe. Für die 1860er Jahre stellt Jochem Ulrich fest: „F.W. Greef stand mit 4000 bis 5000 Talern Gewerbeeinnahmen im Jahr einer Reihe der bedeutenderen Krefelder Seidenfabrikanten mit seinen Geschäftserträgen nicht nach“ (S. 46). Um 1880 gelang Greef die rechtzeitige energische Umstellung der Fabrikation auf mechanische Webstühle. „Greef wurde für eine Zeit führend in der Mechanisierung des Viersener Samt- und Seidengewerbes. Er allein hatte fast ein Drittel des Viersener Bestandes an Maschinenstühlen 1884 in seiner Fabrik stehen“ (Ulrich S. 67). Er engagierte sich auch über Viersen hinaus, so war er u. a. einer der drei Direktoren der Gladbacher Feuerversicherungs Aktiengesellschaft; 1865 war er einer von 12 Gründern der Viersener Actiengesellschaft für Spinnerei und Weberei und erster Vorsitzender des Verwaltungsrates (Ulrich S. 56 u. 69). Wie seinerzeit selbstverständlich war er auch Stadtverordneter, 1888 Zweiter Beigeordneter der Stadt Viersen. Ein herrschaftliches Wohnhaus für sich und seine Familie ließ Greef wohl in den 1860er Jahren in spätklassizistischen Formen an der Hauptstraße erbauen (die Angabe bei Ulrich S. 262 – zwischen 1820 und 1847 – widerspricht den Angaben im Stadtbauplan von 1860). Um 1875 bereits entsteht an der Gladbacher Straße eine neue Villa für seinen Sohn Friedrich Wilhelm Greef jun., von der nur noch die zugehörige Allee, Wirtschaftsgebäude/Remisen und Gartengelände erhalten sind. Peter Kaiser erwarb das herrschaftliche Wohnhaus an der Hauptstraße wohl nach dem Tod von Friedrich Wilhelm Greef (1900). Nach der Zwangsversteigerung und dem Erwerb durch die Stadt zieht in dem Gebäude 1907 die Städtische Höhere Mädchenschule (ab 1910 Lyzeum) ein. Spätestens jetzt wird also auch hier eine für Viersen typische Entwicklung nachvollzogen, nämlich dass die ehemals an der Hauptstraße residierenden Unternehmer der frühen Industrialisierung Viersens nach und nach in Nebenstraßen oder weiter außerhalb liegende Lagen abwandern und sich die Hauptstraße im Verstädterungsprozess bis etwa 1910 zu einer Geschäftsstraße wandelt. Ulrich (S. 293–95) hält dazu fest, das 1911 an der Hauptstraße aus der Schicht der finanzstarken Kaufleute allein noch die Witwe Preyer wohnte. Das Kutscherhaus ist der letzte Zeuge dieses ehemals hochherrschaftlichen Anwesens. Beschreibung: Das im Grunde zweigeschossige Gebäude ist im rechten Winkel zur Bebauung an der Hauptstraße angeordnet, so dass es mit einer Längsseite den ehemaligen Garten begleitet. Die Zuwegung erfolgte wohl schon immer so wie heute von der Heierstraße aus, zu der hin durch zwei kurze Flügel ein Hof ausgebildet ist. Hinsichtlich der Fassadengestaltung zeigt das Kutscherhaus zwei Gesichter: Zum Garten bietet sich eine klassizistische Gestaltung dar, mit hellem (weißen) Bänderputz und Lisenen. Zwei seitliche flache Dreiecks-Giebel lockern die Traufständigkeit auf. Giebelfläche und die darunter liegende Obergeschoss-Wandfläche sind jeweils durch ein großes Relief mit einer Reiterszene vor Landschaft geschmückt. Beide Reiter tragen antike Tracht, der rechte, sich im Ritt aufrecht zurückwendend, ist mit geschulterter Lanze dargestellt, der linke schwingt über Kopf eine Axt, während sein Pferd sich aufbäumt. Ob hier konkrete Szenen antiker Geschichte oder Mythologie wiedergegeben sind, muss zum gegenwärtigen Zeitpunkt offenbleiben. Neben den unregelmäßig verteilten Fenster- und Türöffnungen akzentuiert eine niedrige Tränke die linke Hälfte der Gartenseite, überfangen von einem Rundbogen mit Glimmersteinen, die an Grottenarchitekturen der Gartenkunst erinnern. Durch die rechte Tür betritt man eine Halle mit Fliesenboden, Rundstütze und Unterzugdecke – wahrscheinlich der ehemalige Pferdestall. Der zur Einfahrt gerichtete Hof zeigt eine ganz andere Fassadengestaltung, nämlich eine Backstein-Schaufachwerk-Gliederung in neubarocker Formensprache. Über einem backsteinernen Erdgeschoss ist das Obergeschoss überwiegend in der Art eines Mansarddaches verkleidet, nur im westlichen Flügel mit Fachwerk und einem in die Ecke gesetzten Erker ausgezeichnet. Dieser Flügel enthält einen Risalit mit einem großen, segmentbogig geöffneten Raum im Erdgeschoss, wohl die ehemalige Kutschenremise. Über ihr ist im Obergeschoss ein weiteres Relief mit bewegten Pferdeköpfen vor einem strahlenartig ausgestalteten Hintergrund angeordnet, darüber ein vierteiliges Rundbogenfenster. Ein geschweifter Giebel schließt den gestalterisch solcherart herausgehobenen Risalit ab. Auf allen drei Seiten wird das Erdgeschoss durch zu Zweier-, Dreier- oder Vierergruppen gekoppelte, hochrechteckige Fenster mit Segmentbogen gegliedert. Rechts ist in der hinteren Längswand die Vermauerung einer weiteren Toröffnung erkennbar, ehemals eventuell ein zweiter Wagenunterstand. Die Fenster im mansarddachartigen Obergeschoss sind als segmentbogige Dachgauben ausgeführt; der kurze östliche Flügel besitzt an ihrer Stelle ein Zwerchhaus mit flach geschweiftem Giebel. Das Innere des Gebäudes präsentierte sich bei Besichtigung aufgrund langen Leerstandes in verwahrlostem Zustand. Wesentliche historische Elemente Ausstattungsstücke sind aber dennoch erhalten. Der Eingangsbereich des Erdgeschosses besitzt seinen ursprünglichen Fliesenboden und führt zur ebenfalls originalen einläufigen Treppe mit gedrechselten, z. T. kannelierten Stäben und entsprechendem schmuckvollen Anfangspfosten. Im Obergeschoss war ehemals wohl die Kutscherwohnung untergebracht. Außer Grundriss, alten Rahmenfüllungstüren, Wandschränken und einigen alten Fenstern (mit kleinteilig gesprossten Oberlichtern) ist in einem Zimmer auch noch eine hölzerne Wandvertäfelung erhalten. Architekturgeschichtliche Würdigung: Die Bauaufgabe Kutscherhaus befand sich 1903 schon fast an ihrem Ende. Obwohl im „Handbuch der Architektur“ noch 1913 dem Thema ein eigenes Kapitel gewidmet wurde, kann doch (von Sonderfällen abgesehen) spätestens nach dem Ersten Weltkrieg von einer Verdrängung durch die „Motorgarage“ für Automobile ausgegangen werden. Als Teil einer Gesamtanlage aus Wohnhaus, Garten/Hoffläche und anderen Wirtschaftsgebäuden war das Kutscherhaus eine herrschaftliche Bauaufgabe. Der Baukörper wurde dabei zumeist an historischen Vorbildern wie Remisen oder Wirtschaftsgebäuden von Gutsanlagen orientiert, häufig findet sich ganz oder teilweise Schaufachwerk als angemessene Kennzeichnung einer untergeordneten und zugleich im weiteren Sinne landwirtschaftlichen Nutzung (Pferdestall). Insoweit entspricht die der Heierstraße zugewandte Hofseite des Kutscherhauses mit ihrer Mansarddachanlehnung, Erker und Zierfachwerk geläufigen anderen Beispielen aus dieser Zeit. Äußerst ungewöhnlich sind jedoch die klassizistische Gestaltung der Gartenseite und vor allem die aufwendige Ausstattung mit Reiter- und Pferdereliefs. Möglicherweise ist die Fassadengestaltung auf ein Bemühen um Anpassung an das ebenfalls spätklassizistische Wohnhaus zurückzuführen (ein Foto der Gartenansicht der Villa in der u. a. Bauakte im Stadtarchiv Viersen). Die Reliefs zeugen eindeutig von herausragendem Gestaltungswillen und Anspruchsniveau der Bauherren auch bei dieser untergeordneten Bauaufgabe. Die stark plastisch herausgearbeiteten Reiter-Darstellungen lassen an Vorlagen der Renaissance denken; die Motive sind traditionell mit Herrschern und Kriegern verbundene Statussymbole, im profanen Umfeld einer Fabrikantenvilla zeugen sie von der Aneignung klassischer Ikonographie durch neue Oberschichten. Im Mittelpunkt steht aber natürlich das Pferd, was auf der „profaneren“ Hofseite deutlich wird, deren Relief nur noch Pferdeköpfe ohne ikonographische Überhöhung zeigt. Im Gegenteil stehen diese dort allein vor einem strahlenkranzartigen Hintergrund, der ein wenig an gleichzeitige Strahlen- und Sonnendarstellungen aus symbolistischem oder gar lebensreformerischem Umfeld erinnert, hier jedoch nur dekorativen Charakter hat. Das ehemalige Kutscherhaus des Anwesens Kaiser (ehemals Greef) ist, nach Zerstörung des zugehörigen Wohnhauses und z. B. auch des Hauses Preyer einer der letzten, wenn auch versteckten Reste jener Frühphase der städtischen Entwicklung Viersens Mitte bis Ende des 19. Jahrhunderts, als die Hauptstraße noch ein bevorzugtes Wohngebiet der neuen Unternehmer-Oberschicht war. Es zeugt zudem vom herrschaftlichen Lebensstil der Jahrhundertwende. Es ist daher bedeutend für Viersen. Wegen des im Wesentlichen originalen Erhaltungszustandes seiner qualitätsvollen und teilweise ungewöhnlichen Gestaltung besteht an der Erhaltung und Nutzung aus wissenschaftlichen, hier architektur- und sozialgeschichtlichen Gründen ein öffentliches Interesse. Es ist daher ein Baudenkmal gemäß § 2 (1) des Denkmalschutzgesetzes NRW. | 1903                   | 18. Dezember 2007  | 477             |
| Wohnhaus und Arztpraxis                         | Wohnhaus und Arztpraxis                          | Viersen Dülkener Straße 21 Karte                               | Das Wohnhaus Dülkener Straße 21 wird 1908 nach einem Entwurf des Viersener Architekten Willy Esser für den Arzt Dr. Hans Hendriksen errichtet. Anfangs unterhält Dr. Hendriksen im Erdgeschoss auch eine private Arztpraxis. Es handelt sich um ein eingebautes zweiachsiges dreigeschossiges Wohnhaus, dessen Traufständigkeit durch ein großes, beinah die gesamte Fassadenbreite einnehmendes zweigeschossiges Zwerchhaus verunklärt wird. Der Giebel des Zwerchhauses ist mansarddachartig gebrochen. Die Fassade selbst hat, bedingt durch Schäden des Zweiten Weltkriegs, gegenüber den ursprünglichen Bauantragszeichnungen eine geringfügige Purifizierung erfahren. Zunächst vorgesehene einschneidende Änderungen der Giebelgestalt sind jedoch nicht umgesetzt worden. Die Fassade ist über Sockel einheitlich glatt verputzt. Zu Zweier- bzw. Dreiergruppen zusammengebundene hochrechteckige Fenster bilden die beiden Achsen aus, von denen die rechte durch den rundbogigen Eingang und einen darüber befindlichen Segment-Erker betont wird. Unter dessen glockendachartiger Bedachung sind zwei Eck-Speier in Form von Vogel- oder Fabelwesenköpfen angebracht. Die Gartenseite des Hauses ist glatt verputzt und in den Öffnungen (Balkon im ersten Obergeschoss) zum Teil verändert. Alte Fenster inklusive Beschläge sind zum Teil erhalten. Die Haustür wird in den 1950er Jahren erneuert. Im Inneren sind in bemerkenswerter Geschlossenheit ursprüngliche Raumstruktur und Ausstattung erhalten. Man betritt zunächst einen Flur mit halbhoher (Stuck-?) Marmor-Wandverkleidung und kassettierter Spiegeldecke mit geraden volutenartigen Schrägen. Dieses dreiteilige Motiv aus geradem Abschluss mit seitlichen Schrägen wird im Haus wiederholt aufgenommen, so bei den Zimmertüren (Glaseinsätze) und den Oberlicht-Raumteilern. Auch der korbbogige Durchgang vom Vestibül zur zentralen Treppenhaushalle zeigt in seiner zentralen Tür diese Form. In das ebenso wie Tür und Seitenteile verglaste, gesprosste Oberlicht des Durchgangs ist eine Leuchte integriert. In der zentralen Treppenhaushalle beeindruckt die großzügige, bis ins zweite Obergeschoss reichende Holztreppe, gerade dreiläufig mit geraden Geländerstäben und ornamentierten, jugendstilbeeinflussten Anfangspfosten. Das authentisch erhaltene Raumbild vervollständigen die buntverglasten Ornamentfenster (T-Stock zwischen Erd- und erstem Obergeschoss, dreiteilig getreppt zwischen erstem und zweitem Obergeschoss), die Anordnung der Podesttoilettenräume und die originalen Zimmertüren. Eine mächtige Kassettendecke schließt die Treppe nach oben ab. Im Erdgeschoss befinden sich ursprünglich Sprech- und Wartezimmer der privaten Arztpraxis, heute Wohnräume, und die an selber Stelle erhaltene Küche. Ansonsten entspricht die heutige Raumnutzung im Wesentlichen noch der 1908 geplanten. So sieht der Entwurf im ersten Obergeschoss repräsentative Wohnräume (Esszimmer, Salon, zum Teil mit Deckenstuck in frei interpretierten historisierenden Formen und Parkettböden) und eine Veranda vor, deren halboffener Charakter zugunsten stärkerer Geschlossenheit abgeändert wird. Schlafzimmer im zweiten Obergeschoss und weitere Zimmer (im Plan bezeichnet Fremdenzimmer und Vorratskammer) runden das Raumprogramm ab. Besonders hervorzuheben ist der noch in Betrieb befindliche Speiseaufzug zwischen Küche und ersten Obergeschoss, dessen Mechanik 1968 erneuert wird. Medizinalrat Dr. Hans Hendriksen, geboren am 13. Dez. 1875 in Geldern und seit 1905 als praktischer Arzt in Viersen tätig, gilt bei seinem Tode (14. Dez. 1968) als „Senior der Viersener Ärzte“. Ein Nachruf der Westdeutschen Zeitung beschreibt seinen Lebenslauf und Bedeutung als wichtige Persönlichkeit des öffentlichen Lebens in Viersen: „Sein unvergängliches Verdienst bleibt die Gründung des Viersener Kinderkrankenhauses St. Nikolaus im Jahre 1921, welches er durch beharrliche Initiative und unbeirrt durch viele Schwierigkeiten, insbesondere finanzieller Art, zu einem Institut von höchstem Rufe nicht nur in Viersen selbst, sondern auch im weiteren Umkreis entwickelte. Ein wichtiges Ereignis war die im Jahre 1927 von ihm eingerichtete Schwesternschule, die 1930 als 'Schule für Säuglings- und Kleinkinderkrankenpflege' staatliche Anerkennung erhielt. Zahlreiche Schwestern erhielten hier ihr Diplom. Nach 30jähriger Tätigkeit als Chefarzt übernahm die Leitung sein Schwiegersohn Dr. Bartholomé, unter dessen Leitung das Haus ständig vergrößert und den modernen Erfordernissen angepasst wurde. Seit 1927 hatte Dr. Hendriksen seine Praxis aufgegeben und war Amtsarzt der Stadt Viersen.“ (WZ 15. Febr. 1968). 1950 legt Hendriksen auch sein Amt als Leiter des Kinderkrankenhauses nieder und tritt in den Ruhestand. Nach Hendriksen wohnten sein Nachfolger und Schwiegersohn Dr. Günther Bartholomé (30. Jan. 1914 – 24. Jan. 1985) und dessen Familie in dem Haus. Das von Hendriksen gegründete Kinderkrankenhaus Am Klosterweiher ist seit 1999 in die Denkmalliste der Stadt Viersen eingetragen. Der Architekt Willy Esser (1877–1953) ist wohl der bedeutendste Architekt Viersens in der ersten Hälfte des 20. Jahrhunderts. Etwa gleichzeitige, noch zu seinen frühen Werken zählende Bauten sind die beiden Stadtbäder in Viersen und Dülken, die Rathauserweiterung in Dülken und sein eigenes Wohnhaus Carl-von-Ossietzky-Straße 2. Die Prominenz dieser (öffentlichen) Bauaufgaben beweist, das Esser schon in jungen Jahren als geeignet und fähig für bedeutende Bauaufgaben gilt. So wie diese Bauten deutlich in zeitgenössischer späthistoristischer Tradition stehen, zeigt sich Esser in seinem weiteren Schaffen bis in die 1950er Jahre hinein als wandlungsbereiter, an aktueller Baukunst sich orientierender Architekt. Mit der Hammer Volksschule, jetzt Grundschule, entwirft er 1930 ein beachtliches Zeugnis backsteinexpressionistischen Neuen Bauens; sein Evangelisches Gemeindehaus an der Königsallee (posthum 1954 fertiggestellt) zeigt gestalterisch qualitätvolle Formen einer in den 1950er Jahren verbreiteten konservativen Moderne. Das Gebäude ist ein vor allem im Inneren ein noch in ungewöhnlich vollständiger Weise erhaltenes Zeugnis eines innerstädtischen Einfamilienhauses aus dem frühen 20. Jahrhundert. Die im Wesentlichen bis in Details noch vorhandene Ausstattung ist von ausgezeichneter Qualität und überliefert ein anschauliches Bild gehobenen bürgerlichen Wohnens jener Jahre. Wegen dieses Zeugniswertes und als Wohn- und ehemals auch Praxishaus sowohl des ersten Leiters des Städtischen Kinderkrankenhauses als auch seines Nachfolgers ist das Gebäude Dülkener Straße 21 bedeutend für Viersen. Wegen seines weitgehend ursprünglichen Erhaltungszustandes und als Werk des für Viersen bedeutenden Architekten Willy Esser besteht an der Erhaltung und Nutzung aus wissenschaftlichen, insbesondere architekturgeschichtlichen Gründen ein öffentliches Interesse. Es ist daher gemäß § 2 (1) des Denkmalschutzgesetzes NRW ein Baudenkmal. | 1908                   | 9. November 2000   | 400             |
| Sudhaus und Kontorgebäude                       | Sudhaus und Kontorgebäude                        | Viersen Dülkener Straße 76 Karte                               | Geschichte Das „Kalendarium von Viersen“ (Viersen 1912) verzeichnet für das Jahr 1820 13 Brauereien und 17 Schnapsbrennereien in der Stadt. In die damit angesprochene Phase der Vor-Dampfmaschinen-Zeit fällt auch der Bau einer Malzdarre und Bierbrauerei im Jahre 1854 durch die Brüder Peter und Adrian Aengeneyndt, wenig südlich der Dülkener Straße, westlich des Ortskerns gelegen. Die Konzessionsakten (freundlicherweise von der UDB Viersen zusammengestellt) lassen die rudimentäre Technologie erkennen, die dabei angewandt wurde: In dem 2½-geschossigen, 7-achsigen Bau hängen an zwei Kaminen zum einen die beheizte Sudpfanne der Brauerei im Erdgeschoss am westlichen Ende des Gebäudes, zum anderen im ersten Obergeschoss die von einem Darrofen im Erdgeschoss beheizte Malzdarre in Gebäudemitte. Die dabei entstandene Architektur unterscheidet sich äußerlich noch nicht von den Wohnarchitekturen der Zeit. Zwischen den 1850er und 1870er Jahren fand dann offenbar mehrfach ein Besitzwechsel der Anlage statt. Der Bierbrauer Anton Lohbusch erscheint erstmals 1873 in den Bauakten. Erstes bedeutendes Bauwerk unter der Ägide Lohbusch ist 1884 der noch heute bestehende Kamin von über 25 m Höhe, der mit seiner Bezeichnung „Dampfschornstein“ (Baugesuch vom 19. Juni 1884) auf die nun herrschende Ära des Dampfmaschinenzeitalters verweist. Auf dem vorhergehenden Lageplan (25. Aug. 1877) war noch kein solches Bauwerk vermerkt gewesen. Der Antrag auf den Bau eines neuen Kesselhauses (21.7.1886) setzt allerdings das Vorhandensein eines Vorgängerbaues voraus, den frühesten Zeitpunkt des Einsatzes einer Dampfmaschine bei Lohbusch könnte nur die Einsichtnahme in die Konzessionsakten klären. Der Einsatzbereich von Dampfmaschinen im Brauereibetrieb erstreckt sich neben dem Antrieb für die Transport- und Rührwerke auch auf den Kompressorenbetrieb zur Erzeugung künstlicher Kälte nach dem Lindeschen Kühlverfahren, das – 1877 mit Reichspatent versehen – die seit den 1840er Jahren sich entwickelnde Technologie der künstlichen Kälte zur Anwendungsreife brachte. Demzufolge finden wir auch bei Lohbusch 1888 einen Antrag zur Vergrößerung des Eismaschinenhauses, sowie eines neuen Kessel- und Maschinenhauses für die Dampfmaschine. Brautechnisch relevant ist dann auch 1895 der Neubau eines Flügelgebäudes für die Fa. Lohbusch Nachfolger (16. Aug. 1895), das nach der Schnittzeichnung im ersten Obergeschoss ein großes Kühlschiff aufweist, das mittels Aufzugsanlage mit den Kühlkellern verbunden ist. Dieser Bau mit Tonnendach und Rundbogenöffnungen zum Innenhof hin ist bis heute erhalten. Markantestes Bauwerk auch der heutigen Anlage ist dann ab 1899 das dreigeschossige Sudhaus mit der charakteristischen, durch hohe Rundbogenfensteröffnungen belichteten Sudhalle im Erdgeschoss. Für das Erscheinungsbild der Anlage zum öffentlichen Raum der Straße hin ist, neben den veränderten Pferdestallbauten, das zweigeschossige, siebenachsige Büro- und Verwaltungsgebäude mit Gärkellern von 1904/05 (Antrag vom 3. Sept. 1904) von Bedeutung. Dieser von Architekt Josef Pütz, Düsseldorf 1905 detaillierte Kontorbau weist zur Straße hin eine fünfteilige Abwicklung auf. Flankiert von zwei zweiachsigen, übergiebelten Trakten, rahmen zwei auf Stichbogenkonstruktionen vorspringende Erker die einen Balkon tragende Mittelachse, deren Übergiebelung die vollplastische Figur des Gambrinus, des sagenhaften Bierbrauers Karls des Großen, erkennen lässt. Damit ist die Beschreibung der baulichen Entwicklung, soweit sie sich auf den heute denkmalrelevanten Teil des Gesamtkomplexes bezieht, abgeschlossen. Beschreibung: 1. Kontorbau Nach dem unter I. Erwähnten, ist für die Westfront des Kontorbaues noch die im „Burgenstil“ gehaltene, plastische Ummauerung des Haupteinganges zu erwähnen, denn der Bau weist an seiner gesamten Straßenfront keinen Eingang auf und ist von der Schmalseite im Westen her erschlossen. Für die Kontoreigenschaft eines Baues im 19. Jahrhundert charakteristisch ist der zum Werkshof in der Nordwestecke des Gebäudes in Höhe des ersten Obergeschosses angeordnete Erker mit einer Kontrollfunktion für die Betriebsabläufe. Zu einem späteren Zeitpunkt kam noch ein weiterer Erker auf Stahlprofilkonstruktion an der südlichen Rückseite des Kontors hinzu. Dieser Erker überblickte den zu einem nicht näher bestimmbaren Zeitpunkt nach der Jahrhundertwende überdachten Innenhof. Eine erhaltene Firmenansicht von 1907 zeigt eine flache Tonnenkonstruktion aus Stahlprofilen. Die stilisierte Werksansicht aus den 1950er Jahren zeigt hingegen die auch heute noch existierende, in mehrere Quertonnen aufgelöste und mit Wellblech bedeckte Hofüberdachung. 1967 wurde die gesamte Straßenfront des Kontorbaues mit gelben Verbundklinkern verschandelt, ein Rückbau auf den ursprünglichen Zustand scheint aber möglich, zumal Teile der Werksteingliederungen nicht mitverkleidet worden sind. 2. Sudhaus Zweiter denkmalwerter Bestandteil der Brauereianlage ist das dreigeschossige, ca. 12,00 auf 17,00 m in der Grundfläche messende Sudhaus von 1899. Über der 7,55 m hohen Sudhalle ist ein 3,00 m hoher Malzboden angeordnet, dem wiederum mit 5,30 m Firsthöhe ein zweiter Malz- und Schrotboden folgt. Der Innenausbau ist mit eisernen Gussstützen und Walzträgern vorgenommen worden. Im Osten ist das Treppenhaus angeordnet. In vielen Teilen des Gebäudes haben sich auch die für Bauten dieser Art charakteristischen farbverfliesten Wandflächen erhalten, die Bestandteil des Denkmalwertes sind. Dem Außenbau ist seine Funktion auf den ersten Blick anzusehen. Der Westteil verfügt über die typischen großen Fensteröffnungen für die im Erdgeschoss gelegene Sudhalle. Im Norden und Westen sind die ursprünglich rundbogig geschlossenen Fenster (vgl. Briefkopf von 1907) rechtwinklig verändert. Die Südfront hingegen trägt die ursprünglichen Fensteröffnungen hinter einem Anbau aus den 1960 oder 1970er Jahren. Der 4 zu 2 Achsen messende, turmartig wirkende Bau ist durch kräftige Lisenen gegliedert. Über einem reichen Gesims folgt das erste Obergeschoss mit eingetieften, gekoppelten Stichbogenfenstern unter Überfangbogen. Erstreckt sich diese Anordnung im Westen über die beiden Obergeschosse, finden sich im Norden und Süden in den Horizontalgesimsen eingeschnittene, dreifach gekoppelte, schlitzartige Fenster zur Belichtung des zweiten Obergeschosses. Türmchen auf Gebäudeecken und Mittelgiebel beleben die Dachsilhouette, ebenso der charakteristische Darreschornstein in Stahlblech. Historisch relevante technische Ausstattungen haben sich nicht erhalten. 3. Schornstein (kein Denkmal) Der ca. 25,00 m hohe, runde und konische Schornstein mit späteren Bandagen erhebt sich über einen oktogonalen, vom Bauantrag 1884 in der Form abweichenden Sockel, der unter Umständen auch eine spätere Ummantelung darstellen könnte. Er setzt für das gesamte Stadtquartier einen markanten Akzent. Die übrigen baulichen Anlagen, unter denen sich südöstlich des Schornsteins wohl auch ursprüngliche Teile der ersten Keimzelle von 1854 verbergen, ist nicht von bauhistorischem Belang. Zahlreiche Umbauten und Veränderungen an Maschinen- und Kesselhäusern, sowie das Fehlen historischer maschineller Ausstattungen, lassen hier keinen Denkmalwert erkennen. Bewertung: Bei der zwischen 1854 und 1967 entstandenen Anlage der Lohbusch Brauerei handelt es sich nach Maßgabe des unter II., Pos. 1-2 beschriebenen Umfanges um ein Denkmal im Sinne des § 2, (1) des Denkmalschutzgesetzes NRW. Die Bauten sind bedeutend für die Geschichte der Städte und Siedlungen sowie für die Entwicklung der Arbeits- und Produktionsverhältnisse. Für Nutzung und Erhaltung liegen wissenschaftliche, künstlerische und städtebauliche Gründe vor. Für den mit der Entwicklung der Maschinentechnik in der zweiten Hälfte des 19. Jahrhunderts möglich gewordenen Typus der Dampfbrauerei ist die Fa. Lohbusch ein gutes und charakteristisches Beispiel. Brauereianlagen dieser Generation, einst als wichtige Ausprägung der Anlagen der Nahrungs- und Genussmittelindustrie vielfach entstanden, werden auf Grund der Konzentrationsbewegungen der Brauindustrie hin zu Großanlagen immer seltener. Darüber hinaus haben ihre architektonischen Erscheinungsformen geradezu chiffreartige Standardisierungstechniken entwickelt. Das Lohbusch’sche Sudhaus in seiner turmartigen Erscheinung mit der klar ablesbaren, durch die charakteristischen Fensteröffnungen deutlich markierten Sudhalle ist hierfür ein hervorragendes Beispiel. Einen Schritt darüber hinaus macht das Kontorgebäude in seiner – nach Entfernung der Verklinkerung wieder ablesbaren – repräsentativen Erscheinungsform mit Elementen einer „architecture parlante“ in Gestalt der vollplastischen, die Zweckbestimmung der Anlage nach außen hin verkündenden Gestalt des Gambrinus. Mit dem Schornstein, einem der mittlerweile selten gewordenen in diesem Teil Viersens, bleibt ein Element im Stadtbild erhalten, wie es nach Aussage zeitgenössischer Fotografien prägend für die Silhouette der Stadt gewesen ist. Hier gilt es auch, den Verlust der zahlreichen Betriebe der Lebensmittelverarbeitung, die der Flächenabbruch der Kaiserschen Fabrikbauten mit sich gebracht hat, für die Stadt wieder gutzumachen. Einbeziehbar in Verwertungsplanungen künftiger Nutzer, vermag der Fortbestand von Sudhaus, Kontor und Schornstein der Lohbusch Brauerei dem relativ uniformen Ambiente dieses Teiles von Viersen wertvolle städtebauliche Impulse zu vermitteln. Zahlreiche Beispiele von Neunutzungen im Brauereibereich landauf – landab haben dies deutlich gemacht. | 1899–1905              | 4. April 1996      | 360             |
| Wohnhaus                                        | Wohnhaus                                         | Viersen Dülkener Straße 78 a Karte                             | Das zweigeschossige, stattliche Wohnhaus mit Mansarddach wird in drei Achsen errichtet. Der rechte Giebel des Hauses wird durch den Treppenhausturm gegliedert und erfährt gegenüber dem Giebel des Nachbargebäudes eine besondere Gestaltung. Im Erdgeschoss ist die Fassade in Quaderputz, im Obergeschoss durch vorgeblendete Säulen gegliedert. Der auf der mittleren Achse liegende Erker ist mit Bänderputz versehen. Besonders hervorzuheben ist die kunstvolle Übergiebelung von Haustür und der Mehrzahl der Fenster, die in filigranem Stuckwerk die Fassade schmücken. Am Brüstungsgesims grenzt die Fassade zum Mansarddach ab. Die Belichtung des Dachgeschosses erfolgt auf der mittleren Achse durch einen Blendgiebel und auf den äußeren Achsen durch jeweils eine flach übergiebelte Gaube. Der innere Ausbau des Hauses ist vollständig erhalten. So befindet sich im Vestibül eine Marmorverkleidung. Ebenso ist die Treppe in Marmor ausgeführt. Das Geländer ist hölzern und mit Schnitzereien versehen. Die Stuckdecken und die Innentüren sind im gesamten Haus im guten Zustand erhalten geblieben, wobei sich die repräsentativen im Erdgeschoss befinden. In der Küche sind die ursprünglichen Wandfliesen mit Motiven aus Flora und Fauna erhalten. Ebenso hervorzuheben sind farbige Bleiverglasungen des Treppenhaus-, des Wohnzimmer- und des Gäste-WC-Fensters. Bemerkenswert ist auch die Gartenanlage mit altem Baumbestand und der ursprünglichen Wegeführung, die zu einem Teich führt. Das stattliche Wohnhaus mit seiner feingliedrigen Fassadengestaltung und der originalen Gartenanlage ist beispielhaft für die demonstrative, repräsentative Bauweise am Ortseingang um die Jahrhundertwende. Weiter ist das Gebäude als insgesamt original zu betrachten und somit auch ein Dokument seiner Zeit. Aus wissenschaftlichen, insbesondere architekturgeschichtlichen Gründen, liegen Erhaltung und Nutzung des Gebäudes gemäß § 2 (1) des Denkmalschutzgesetzes NRW im öffentlichen Interesse. | 1906/07                | 15. Juni 1990      | 231             |
| Wohnhaus                                        | Wohnhaus                                         | Viersen Dülkener Straße 78 b Karte                             | Das Gebäude am ehemaligen Stadteingang ist zweigeschossig mit Mansarddach errichtet. Der Eingang des Hauses ist der zurückliegenden Achse zugeordnet. Ein achteckiger Erkerturm mit Glockendach kennzeichnet das Gebäude in der Straße. Die sonst glatt verputzte Fassade wird durch ein Gurtgesims, das hier das Mansardgeschoss optisch trennt, unterbrochen. Zwei Lilienanker sind die einzigen schmückenden Elemente. Die Fenster mit kleingliedrigen Oberlichtern sind mit flachen und gedrückten Spitzbogen überdeckt. Die Hauptfensterachse schließt zum Dach mit einem Krüppelwalm. Hier wird bewusst auf schmückendes Stuckwerk verzichtet. Die dadurch erreichte Klarheit der Fassade wird im Innern des Gebäudes weitergeführt. Die Innenräume erfahren eine klare Ausstattung mit sparsamen, leicht strukturierten Stuckdecken. Die Holztreppe sowie Türen mit Rahmen und Füllungen sowie ein farbiger Fliesenboden im Flur sind in gutem Zustand erhalten. Das durchaus repräsentative Gebäude in Nachbarschaft weiterer herrschaftlicher Wohngebäude prägt den Bereich durch seine städtebaulich dominanten Bauteile wesentlich mit. Bemerkenswert ist, dass die historistische Bauauffassung der Zeit sich bei diesem Gebäude zwar in der Grundriss- und Baukörperumrissgestaltung ablesen lässt, jedoch auf das historisierende Schmuckwerk verzichtet wird. Aus wissenschaftlichen, insbesondere städtebaulichen und architekturgeschichtlichen Gründen liegen Erhaltung und Nutzung des Gebäudes gemäß § 2 (1) des Denkmalschutzgesetzes NRW im öffentlichen Interesse. | 1905                   | 4. Juli 1989       | 208             |
| Wohnhaus u. Praxis                              | Wohnhaus u. Praxis                               | Süchteln Düsseldorfer Straße 7 Karte                           | Das zweigeschossige Gebäude mit ausgebautem Dachgeschoss und Satteldach ist Bestandteil einer Häuserzeile, die in der 2. Hälfte des 19. Jahrhunderts an der Düsseldorfer Straße (ehemals Viersener Straße) entsteht. Die Putzfassade erfährt eine Gliederung in Kolossalpilastern, d. h. Pilaster (Wandpfeiler), die samt ihrem Sockel mehrere Geschosse einer Fassade zusammenfassen. Das Kapitell der Kolossalpilaster ist mit verschiedenartigen Blatt- und Blütenornamenten verziert sowie einem in vereinfachter Form dargestellten Anthemionfries. Die Fassade weist 7 Achsen auf, wobei der Hauseingang links neben der Mittelachse zu finden ist und der Hofeingang bzw. die Hofdurchfahrt in der rechten äußeren Achse. Die einflüglige Hauseingangstür mit sprossenunterteiltem Oberlicht weist geometrische Formen auf sowie ein Türfenster mit vorgesetztem Metallgitter und wird durch beidseitig in geometrischer Ornamentik gehaltenen Holzpilastern gerahmt. Das Hoftor, einflügliges Holztor mit sprossenunterteiltem Oberlicht nimmt die Pilastergliederung und -gestaltung der Hauseingangstür in erweiterter Anzahl auf. Die zweiflügligen Fenster mit Oberlicht im Erd- und Obergeschoss zeigen sich schlicht und zurückhaltend. Die Putzfassade mit erdgeschossigem Bossen- oder Buckelquaderputz, verschiedenartigen in geometrischen Formen ausgeführten Stuckarbeiten sowie Sockel-, Gurt-, Sohlbank- und Kranzgesims ist unterhalb des Dachgesims mit gusseisernen Fenstervergitterungen versehen. Das Dachgesims weist ein Kassettenfries auf. Bauherr des Hauses Düsseldorfer Straße 7 ist, nach Angaben der derzeitigen Hauseigentümerin, Friedrich Wilhelm Duhr. Das Baujahr wird von ihr auf 1849 beziffert. Friedrich Wilhelm Duhr, geboren am 15. Mrz. 1815 als Sohn von Helena Lohr und dem Süchtelner Schullehrer Johann Peter Duhr, ist um 1877 Mitbegründer der mechanischen Seidenweberei Ling & Duhr. Standort der Fabrik ist in Süchteln, Unterstraße 20. Nach seinem Tod (10. Febr. 1886) oder schon zu früherer Zeit, Friedrich Wilhelm Duhr ist seit 1886 Rentner, übernimmt sein Sohn Carl Oscar Duhr die Leitung der Firma. Das Gebäude, Düsseldorfer Straße 7, ist als Bestandteil der zwei- bis zweieinhalbgeschossigen Häuserreihe mit historisierenden Schmuckformen im Ensemble zu sehen. Darüber hinaus gehört es zu den Häusern, die schon durch ihre Größe auf einen wohlhabenden Bauherren schließen lassen. Dies zeigt sich sowohl in der Siebenachsigkeit der Fassade als auch in der architektonisch aufwendigen zeittypischen Fassadengestaltung. Aus wissenschaftlichen, insbesondere architekturgeschichtlichen, ortsgeschichtlichen und städtebaulichen Gründen liegen Erhaltung und Nutzung des Gebäudes gemäß § 2 (1) des Denkmalschutzgesetzes NRW im öffentlichen Interesse. | 1849                   | 18. Mai 1995       | 358             |
| Wohnhaus                                        | Wohnhaus                                         | Süchteln Düsseldorfer Straße 9 Karte                           | Das zweigeschossige Gebäude mit Satteldach ist Bestandteil einer Häuserzeile, die in der 2. Hälfte des 19. Jahrhunderts an der Düsseldorfer Straße (ehemals Viersener Straße) entsteht. Die in Quaderputz ausgeführte Fassade erfährt durch Ge-schoss- und Sohlbankgesimse eine horizontale Gliederung. Die Fassade des Gebäudes gliedert sich in 6 Achsen, wobei die jeweils Äußeren Eingangsachsen sind. Der Hauseingang liegt in der linken Achse und der Hofeingang in den zwei rechten äußeren Achsen. Die Hofdurchfahrt erfährt eine Pilastergliederung mit aufgesetztem Flachbogen, über dem wiederum ein Konsolenfries zu finden ist. Der Flachbogen wird beidseitig von vegetabilen Ornamenten geschmückt. Der Hauseingang wird von geometrischen Bändern umgrenzt. Die Fenster im Erd- und Obergeschoss zeigen sich schlicht und zurückhaltend. Das Dachgesims ist auf ein mit geometrischen Ornamenten verzierten Konsolenfries gelagert. In der Gesimszone, unterhalb des Konsolenfrieses, sind kleine kreisförmige Fenster zu finden. Diese werden von geometrischen Ornamenten gerahmt und durch in die Fensteröffnungen hineinragende gusseiserne Blattornamente verziert. Im Innern des Gebäudes sind Stuckdecken mit floraler und geometrischer Ornamentik erhalten. Im ursprünglichen Zustand zeigt sich die Treppe mit gedrechseltem Geländer und verziertem Anfangspfosten. Ebenso im Original sind einige Innentüren. Das Gebäude Düsseldorfer Straße 9 ist als Bestandteil der zwei- bis zweieinhalbgeschossigen Häuserreihe mit historisierenden Schmuckformen im Ensemble zu sehen. Die Fassadengestaltung zeigt sich einerseits schlicht und zu-rückhaltend und ist andererseits mit feingliedrigen Details versehen. Aus wissenschaftlichen, insbesondere architekturgeschichtlichen, ortsgeschichtlichen und städtebaulichen Gründen liegen Erhaltung und Nutzung des Gebäudes gemäß § 2 (l) des Denkmalschutzgesetzes NRW im öffentlichen Interesse. | 2. Hälfte 19. Jh.      | 22. September 1993 | 325             |
| Wohnhaus                                        | Wohnhaus                                         | Süchteln Düsseldorfer Straße 10 Karte                          | Die Düsseldorfer Straße ist die alte Landstraße von Süchteln nach Viersen. Das Gebäude Düsseldorfer Straße 10 spiegelt eine typische Erscheinung des Hinauswachsens der Städte über ihren mittelalterlichen Kern im 19. Jahrhundert wider, nämlich die Errichtung repräsentativer Wohnhäuser und Villen entlang von bedeutenden Ausfallstraßen. Im Vergleich zu anderen Beispielen in seiner Nachbarschaft ist es zwar ein eher bescheidenes Wohnhaus, es besitzt dennoch zahlreiche bemerkenswerte Gestaltungsdetails und stellt zudem ein weitgehend original erhaltenes Zeugnis bürgerlicher gehobener Wohnkultur der Jahrhundertwende dar. Errichtet wird das Gebäude für den Bauherrn Joseph Jansen. Das Baugesuch ist datiert 31. August 1903; Errichtung und Fertigstellung sind für das darauffolgende Jahr anzunehmen. Dies fällt in den Zeitraum, in dem in Süchteln auch die Provinzial-Heil und Pflegeanstalt Johannistal erbaut wird, deren Einzelbauten bezüglich der Kombination von Backstein- und Putzflächen an der Fassade eine auffallend ähnliche Formensprache zeigen. Ob hier ein Zusammenhang besteht, kann bis dato nicht in Erfahrung gebracht werden. Es handelt sich um ein zweigeschossiges Gebäude auf im Wesentlichen rechteckigen Grundriss. Die rechte Fassadenhälfte ist risalitartig ein wenig vorgezogen und endet oben in einem Zwerchhaus mit weit überstehendem Krüppelwalm und Sprengwerk. Die linke Fassadenhälfte zeigt die generelle Traufenständigkeit des Gebäudes (Satteldach). Der Eingang befindet sich an der rechten Giebelseite, die in ihrem hinteren Teil und rückwärtig in den Garten hinein ebenfalls ein wenig vorgezogen ist. Durch diese Variationen im Gebäudeumriss und in der Dachlandschaft wird der im Grunde einfache rechteckige Grundriss im Sinne der Zeit „malerisch“ ausgestaltet und verunklärt. Nach vorne öffnen in beiden Geschossen jeweils zwei paarweise angeordnete Fenster die Fassade. Mehr als durch die Fensteranordnung wird das Äußere an den drei Schauseiten jedoch durch die abwechslungsreiche Verteilung der kräftig roten Backstein- und der weißen Putzflächen gegliedert. Das über einem Kellergeschoss etwas erhöht über dem Straßenniveau liegende Erdgeschoss ist noch ganz mit Backstein verkleidet. Zum Obergeschoss leiten dann verschiedene Friese aus kleinen Putzfeldern über. Die Geschosszone selbst besitzt nur noch Backsteinflächen als Ecklisenen, als Fensterrahmungen und als Kämpfergesimsband. Der linke, fensterlose Giebel ist in den Obergeschossen großflächig durch wechselnde Backstein- und Putzflächen gegliedert, in denen dann kleinere Figuren des jeweils anderen Materials (kreis- und schildförmige Flächen) eingelassen sind. Die Fensterlosigkeit dieser Giebelseite erklärt sich durch die Tatsache, dass das Gebäude hier genau auf der Grundstücksgrenze errichtet wird. Die Zeichnung des Architekten Franz Bruysten aus dem Jahr 1919 stellt die Schmuckformen des Giebels auch etwas aufwendiger dar als sie heute vorhanden sind. Hier findet möglicherweise später eine geringfügige Purifizierung statt. Die andere Giebelseite ist bis auf ein Flurfenster oberhalb des Eingangs ebenfalls fensterlos, was wohl funktionale Gründe der inneren Raumaufteilung hat. Wechselnde Backstein- und Putzflächen gliedern auch hier das Erscheinungsbild. Baukörperprägend sind schließlich auch die mittig auf der Giebelwand aufsitzenden rechteckigen Schornsteinaufmauerungen. Auf der vorderen Dachfläche des mit Doppelmuldenziegeln gedeckten Daches sitzt eine Schleppgaube auf, die allerdings in etwas kleinerem Format bereits in der Entwurfszeichnung von 1903 angelegt ist. Der Eingang besitzt eine Verdachung auf gusseiserner Konstruktion mit zeittypischer floraler Ornamentik: Äste mit Blättern zwischen Rundbögen und in Zwickelfeldern. Die zweiflügelige, hölzerne Haustür ist original erhalten und zeigt ebenfalls floral-vegetabile Schmuckfelder unter und über den eingelassenen schlanken Glasfenstern. Ein dreigeteiltes Oberlicht mit geschwungenen Fensterformen, die bereits zum Jugendstil überleiten, überfängt die Tür. Die innere Grundrissaufteilung ist original erhalten. Eine zentrale Diele erschließt die von ihr aus zu betretenden Einzelräume. Originale Rahmenfüllungstüren mit profilierten Türrahmen (im Erdgeschoss mit Ohren) und zumeist mit alten Schlössern sind durchweg vorhanden. Die zwei an der linken Giebelseite gelegenen Zimmer (im Plan von 1919 Ess- und Wohnzimmer) sind mit einer doppelflügeligen Tür miteinander verbunden. Das Erdgeschosszimmer im Risalit wird typischerweise als Salon genutzt. Die Decken der Zimmer haben seitlich Hohlkehlen und ansonsten jedoch schmucklose Spiegel. Die rückseitig im Erdgeschoss zwischen Esszimmer und Küche gelegene Holztreppe der Bauzeit besitzt einen rechteckigen kannelierten Anlaufpfosten mit bekrönendem, pinienzapfenartigem Knauf. Asymmetrische, flache Brüstungs-Balusterbretter begleiten den geraden gegenläufigen Treppenlauf mit Wendepodest. Im ausgebauten Dachgeschoss fallen eingebaute Wandschränke in den Dachschrägen auf. Alte Holzfenster mit T-Teilung sind erhalten. Besonders auffallend gestaltet ist das Treppenhausfenster im Obergeschoss mit dünnen Metallsprossen und alten Beschlägen. Zum Garten hin besitzt das Haus eine große überdachte Veranda, die zum einen quer vor die Fassade gelagert ist und von einer Gusseisenkonstruktion überfangen wird. Eine Treppe führt hinunter. Auf der linken Hausseite greift die Veranda in den Garten hinaus und ist mit einer Holzkonstruktion mit Balusterbretter-Brüstung als Träger der Verdachung versehen. Als Zeugnis gehobenen bürgerlichen Wohnens in Süchteln um die Jahrhundertwende ist das Gebäude Düsseldorfer Straße 10 bedeutend für Viersen. Zusätzliche Bedeutung erhält es als zeitweiliges Eigentum eines Mitglieds der bekannten Textilunternehmerfamilie Rossié und als Vertreter der repräsentativen Wohnbebauung entlang der Ausfallstraße aus dem mittelalterlichen Ortskerns Süchteln in Richtung Viersen. Da es außen wie innen in seinen wesentlichen Merkmalen weitgehend original erhalten ist, besteht an seiner Erhaltung und Nutzung als Zeugnis des Wohnungsbaus der Jahrhundertwende in einer qualitätsvollen, für Süchteln angesichts der gleichzeitigen durch die Provinzial-Heil- und Pflegeanstalt charakteristisch und prägend zu nennenden Formensprache ein öffentliches Interesse. Im Zusammenhang der Düsseldorfer Straße, die in der Nachbarschaft durch vergleichbare freistehende (villenförmige oder villenähnliche) Bauten geprägt ist, besteht an der Erhaltung und Nutzung ferner auch aus städtebaulichen Gründen ein öffentliches Interesse. Da somit die Vorgaben des § 2 des Denkmalschutzgesetzes NRW erfüllt sind, handelt es sich bei dem Gebäude Düsseldorfer Straße 10 um ein Baudenkmal. | 1903/04                | 26. August 1999    | 376             |
| Wohnhaus                                        | Wohnhaus                                         | Süchteln Düsseldorfer Straße 13 Karte                          | Das herrschaftliche Wohngebäude erstreckt sich am Ortseingang von Süchteln. Es wurde vermutlich in der 2. Hälfte des 19. Jahrhunderts in zwei Geschossen mit Satteldach errichtet. Die bauliche Anlage besteht aus dem Vorderhaus mit Anbau, dem links auf der Grundstücksgrenze gelegenen Gesindehaus, ebenfalls mit Satteldach, einer großzügigen Parkanlage mit altem Baumbestand und dem dazugehörigen Gewächshaus, das jedoch stark baufällig ist. Die spätklassizistische Putzfassade gliedert sich in acht Achsen. Rechts ist eine Toreinfahrt angeordnet, darüber befindet sich ein dreiseitiger Erker. Der mit einem Glasdach überdachte Eingang ist auf der linken Seite. Das Obergeschoss erfährt durch den Balkon eine weitere Betonung. Das Sockelgeschoss ist in Quaderputz ausgeführt und besitzt hochrechteckige Fensterleibungen, die mit einem Radius in den Sturz laufen. Das breite Gurtgesims teilt das in Bänderputz ausgeführte Obergeschoss vom Sockelgeschoss. Die Fenster im Obergeschoss werden von einem waagerechten Riegel überdeckt. Die alten Fenster wurden durch neue ersetzt. Die Türe des Eingangs und der Durchfahrt sind in originalem Zustand (Eiche dunkel gebeizt) und gut erhalten. Die rückseitige Fassade sowie der Anbau sind in Backstein ausgeführt und geschlämmt. Auffällig ist hier der erdgeschossig angeschlossene, großzügige Wintergarten. Hier sind die oberen Teile der Fenster in farbiger Bleiverglasung ausgeführt. Teile des Wintergartens wurden mit neuer Verglasung ersetzt. Das Wohnhaus wird über einen großzügigen Eingang, der mit Marmor ausgestattet ist, erschlossen. Von dort aus gelangt man in die Eingangshalle, in der die originale Holztreppe (Eiche) sowie ein Terrazzoboden mit floralem Rosettenmotiv erhalten ist. Die Decke ist in Holzkassetten ausgeführt. Weiterhin befinden sich im Erdgeschoss noch Stuckdecken mit floralem Dekor. Der gesamte Eingangsbereich wurde um 1906 umgestaltet, indem er in die frühere Durchfahrt eingebaut wurde. Ursprünglich wurde das Haus von der Mitte der Durchfahrt aus erschlossen. Das gesamte Gebäude ist bis auf die beiden ehemaligen Einfahrten unterkellert. Vom Wohnhaus getrennt steht das frühere Gesindehaus, es ist anderthalbgeschossig mit Satteldach, das parallel zum Vorderhaus verläuft, errichtet. Das ursprünglich, vermutlich backsteinsichtige Haus wurde insgesamt verputzt und erfuhr durch Modernisierung eine Veränderung der Fassade. Der Park ist zum größten Teil verwachsen, ältere Anlagen sind noch erkennbar sowie Teile des überwucherten Gewächshauses. Insgesamt ist der Park von einer hohen Einfriedungsmauer umgeben. Das Gebäude prägt im weiteren zwei- und zweieinhalbgeschossigen Putzbauten aus gleicher Zeit den damals neuen Eingang außerhalb der Stadtmauer zur Stadt Süchteln. Aus wissenschaftlichen, insbesondere städtebaulichen, architekturgeschichtlichen und historischen Gründen ist die Erhaltung und Nutzung des Gebäudes gem. § 2 (1) des Denkmalschutzgesetzes NRW im öffentlichen Interesse. | 2. Hälfte 19. Jh.      | 26. Juni 1985      | 43              |
| Wohnhaus                                        | Wohnhaus                                         | Süchteln Düsseldorfer Straße 16 Karte                          | Das halbfreistehende zweigeschossige Gebäude mit ausgebautem Dachgeschoss weist straßen- und giebelseitig eine Backsteinfassade auf. Eine Betonung erfährt die Fassade straßensichtig durch eine risalitartig vorgezogene Gebäudeachse, die im Dachbereich turmartig mit eigenem Spitzdach ihren Abschluss findet. Der Eingangsbereich, giebelseitig zu finden, weist eine eigenständige Überdachung auf. Die originale zweiflügelige Hauseingangstür mit sprossenunterteiltem Oberlicht zeigt zwei Türfenster mit vorgesetztem Metallgitter in geometrischen Formen auf. Der Eingangsbereich und die erdgeschossigen Fenstern sind mit einem in Werkstein ausgeführten Flachbogen versehen, die mittig jeweils einen Schlussstein aufzeigen. Die Gewände der Obergeschossfenster sind gegenüber dem sonst dominierenden Backstein ebenfalls in Werkstein ausgeführt. Die Fenster sind erneuert. Hervorzuheben ist jedoch das neben dem Hauseingang zu findende dreiflügelige Fenster. Der Glaseinsatz ist in unterschiedlichen Farbtönen abgesetzt und mit verschiedenartigen Motiven in symmetrischer Darstellung verziert. Über dem Eingangsbereich ist im Obergeschoss ein Wappenornament zu finden. Vom Hauseingang kommend betritt man die großzügig zugeschnittene Diele mit der original erhaltenen Geschosstreppe. Die Geschosstreppe ist gerade, zweiläufig mit gegenläufigem Richtungswechsel. Der Treppenanfangspfosten sowie das Treppengeländer sind ohne jegliche Verzierungen schlicht und zurückhaltend gearbeitet. Die an der Diele angrenzenden Räumlichkeiten, wie der frühere Salon, das Wohnzimmer sowie die Veranda zeigen sich in einer gediegenen, qualitativ hohen Innenausstattung, wie zum Beispiel die zweiflügelige Holzschiebetür mit Glaseinsatz und die Heizkörperverkleidungen in Holz. Der Fußboden ist mit Parkett ausgestattet. In den Obergeschossen sind die ursprünglich erhaltenen Innentüren mit Holzkassetten zu finden. Bauherr des Hauses Düsseldorfer Straße 16 ist August Esters. Als Sohn eines Heimwebers in St. Tönis geboren, lernen August sowie sein Bruder Fritz das Weberhandwerk bei ihrem Vater von Grund auf. Am 6. Mai 1890 gründen sie die Firma Gebr. Esters in Nieukerk, die sich neben Kleiderstoffen auf die Anfertigung von Krawatten spezialisiert. Nach Einzug der mechanischen Webstühle in der Seidenweberei siedelt die Firma zunächst in Süchteln in die später sogenannte „Esterssche Fabrik“, um kurz darauf in die freiwerdende „Weinsheimer’sche Samtappretur“ einzuziehen. Im Jahr 1910 hat man mit 100 Webstühlen die durchschnittliche Größe einer Krawattenstoffweberei erreicht, die Firma genießt im In- und Ausland Ansehen. Nach dem Tod der beiden Gründer geht der Betrieb 1920 in die Vereinigte Seidenwebereien AG in Krefeld ein. Als Wohnhaus eines bekannten Unternehmers in qualitätsvoller Gestaltung an der Düsseldorfer Straße in Süchteln, an der sich zahlreiche ähnliche Villen und Wohnhäuser befinden und deren charakteristisches Erscheinungsbild es daher positiv mitprägt, ist das Wohnhaus Düsseldorfer Straße 16 bedeutend für Viersen. Als bis in Details der Ausstattung gut erhaltenes Zeugnis von Architektur und Wohnungswesen der Jahrhundertwende besteht an seiner Erhaltung und Nutzung aus wissenschaftlichen, insbesondere architekturgeschichtlichen Gründen ein öffentliches Interesse. Wegen der Person des Bauherrn kommen ortsgeschichtliche Gründe hinzu. Es handelt sich daher um ein Baudenkmal gemäß § 2 (1) des Denkmalschutzgesetzes NRW. | 1904                   | 18. Juli 2001      | 415             |
| Wohnhaus                                        | Wohnhaus                                         | Süchteln Düsseldorfer Straße 17 Karte                          | Das Wohnhaus ist zweigeschossig mit Satteldach errichtet. Die Backsteinfassade erfährt straßen- und giebelseitig durch das umlaufende Gurt- und Sohlbankgesims eine horizontale Gliederung. Der Eingangsbereich, giebelseitig zu finden, und die straßensichtigen Erdgeschossfenster sind mit einem Flachbogen versehen. Der Hauseingang erfährt eine Eckpilastergliederung in rotem Backstein, wobei das Kapitell in Putz ausgeführt ist. Die originale zweiflüglige Hauseingangstür, nach innen versetzt angeordnet, weist eine verschiedenartige vegetabile und geometrische Holzornamentik auf sowie Türfenster mit Karniesbogen und vorgesetztem Metallgitter, das florale Zierformen aufzeigt. Das Erdgeschoss präsentiert sich in farblich unterschiedlichen Backsteinen, in den Farbtönen gelb und rot, wobei hier die Farbgebung gelb dominiert. Im Obergeschoss ist der gelbe Backstein verwendet worden. Die Fenster im Obergeschoss weisen einerseits geometrische Bänder auf und sind andererseits mit einem flachen Dreiecksgiebel überdeckt, der von zwei mit Blattwerk verzierten Konsolen getragen wird. Neben dem giebelseitigen Obergeschossfenster sind zwei Reliefs mit einem Feston zu finden, ein Dekorationsmotiv in Form eines bogenförmig durchhängenden Gebindes aus Blattwerk und Früchten mit flatternden Bändern an den beiden Enden. Das Dachgesims wird betont durch ein zinnenartiges Backsteinfries mit einem tieferliegenden Mäanderfries, ein fortlaufendes Ornament mit rechtwinkliger Richtungsänderung. Die gartensichtige Fassade ist in einem dunkelroten Backstein gehalten und weist mittig einen risalitartig vorgezogenen Treppenhaustrakt auf. Der Mittelrisalit wird betont durch die architektonische Gestaltung, eine S-Achsengliederung mit schmalen hochgezogenen Rundbogenfenstern. Das Dachgesims weist ein Bogenfries auf. Die Fassadenflächen des Wohnhauses werden durch Eckpilaster in rotem Backstein mit türmchenförmigen Auskragungen an den Fußpunkten der Giebelseiten begrenzt. Der Grundriss des Wohnhauses ist nahezu unverändert. So ist an der angrenzenden Diele das Treppenhaus zu finden mit der ursprünglichen Treppe. Die Treppenform ist gerade, zweiläufig mit gleichsinnigem Richtungswechsel. Die Holztreppe weist ein gedrechseltes Treppengeländer auf sowie einen mit geometrischer und floraler Ornamentik verzierten Anfangspfosten. Hervorzuheben sind ebenfalls die originalen farbigen Bodenfliesen im Treppenhaus und die in Kassettenform gehaltene Holztäfelung der Treppe. Im Dielenbereich ist erdgeschossig eine ca. 1,00 m hohe Wandverkleidung in graumeliertem Marmorstein in ihrer Ursprünglichkeit zu finden. Der Keller ist ganz unterkellert und weist eine Preußische Kappendecke auf. Das Haus Düsseldorfer Straße 17 stellt ein Glied in der Bebauung an der Düsseldorfer Straße (ehemals Viersener Straße) mit spätklassizistischem Dekor dar, die aus der zweiten Hälfte des 19. Jahrhunderts stammt. Das repräsentative Gebäude, eine für die Erbauungszeit typische kleine Villa, weist eine eindrucksvolle Fassade, Backsteinrenaissance, auf. Die Fassadengestaltung zeigt sich einerseits schlicht und zurückhaltend und ist andererseits mit auffälligen Details versehen, wie farblich wechselndes Backsteinwerk, Dreiecksgiebel, Mäander- und Bogenfries sowie Eckpilaster. Im Süchtelner Volksmund ist das Wohnhaus als Freudenbergsche Villa bekannt. Die Villa dient der Familie Freudenberg, Besitzer einer Formsandgrube, als Wohnsitz. Aus wissenschaftlichen, insbesondere architekturgeschichtlichen und ortsgeschichtlichen Gründen liegen Erhaltung und Nutzung des Gebäudes gemäß § 2 (1) des Denkmalschutzgesetzes NRW im öffentlichen Interesse. | Ende 19. Jh.           | 22. September 1993 | 326             |
| Villa                                           | Villa                                            | Süchteln Düsseldorfer Straße 25 Karte                          | Es handelt sich um eine stattliche zweigeschossige Villa in neubarocken Formen mit wahrscheinlich schon ursprünglich verschieferten Mansarddach, die in einem zugehörigen Gartengrundstück etwas abgerückt von der Düsseldorfer Straße liegt. Der im Prinzip rechteckige Grundriss ist auf der linken Seite durch den zurückliegenden Eingang und einen anschließenden eingeschossigen Wirtschaftsflügelanbau zweifach nach hinten gestuft. Das Gliederungsschema der Fassade ist über diese Bauteile hinweg gezogen, jedoch nur an den Ansichtsflächen zur Straße; Seiten und Gartenfront sind einfach gestaltet, letztere ist durch moderne Anbauten gestört. Fünf regelmäßige Achsen hochrechteckiger Fenster gliedern den Hauptbaukörper; im Dachbereich betont ein Zwerchhaus mit einem Rundbogenfensterpaar die Mittelachse, flankiert von je einer Dachgaube in geschweiften neubarocken Formen. Das Erdgeschoss der Fassade besitzt einen kräftigen Bänderputz, das Obergeschoss ist hingegen durch eine wesentlich feinere Bänderung sowie schlanke Pilaster mit korinthischen Kapitellen zwischen den Fensterachsen ausgezeichnet. Beide Geschosse werden durch Geschossgesims und eine Balusterbrüstung getrennt. Während die Erdgeschossfenster, passend zur kräftigen Kontur des Putzes, lediglich durch Keilsteine geschmückt werden, erhielten die Obergeschossfenster geschweifte Verdachungen. Die noble Gliederung des Obergeschosses wird am Zwerchhaus wieder aufgenommen. Der Hauseingang mit der wohl originalen zweiflügeligen Haustüre wird von einem nach zwei Seiten in Rundbögen, die auf Säulchen aufsitzen, geöffneten Vorbau überfangen, der gleichzeitig dem Obergeschoss als Austritt dient und dabei die Balusterbrüstung der Fensterzone des Hauptbaukörpers übernimmt. Einen Rundbogen tragende Wandpilaster auf Postamenten rahmen ebenfalls die Eingangstür. Durch sie gelangt man zunächst in ein Vestibül. Gegenüber der Tür befindet sich die stattlich originale Holztreppe, gerade gegenläufig, mit kunstvoll ausgearbeiteten Anfangspfosten und gedrechselten Geländerstäben. Zur Seite erschließt ein Mittelflur den ehemaligen Wohnungstrakt, dessen Raumaufteilung im Prinzip noch vorhanden bzw. erkennbar ist (Mittelflur mit Zimmern nach vorne und hinten). So ist auch der große, von dem zweihüftigen Flurschema abweichende salonartige Raum an der Stirnseite noch vorhanden. Der eingeschossige ehemalige Wirtschaftsflügel ist in der Nutzung zwar verändert, als Baukörper aber nach wie vor in charakteristischer Weise deutlich vom herrschaftlichen Wohnbereich geschieden. Insbesondere im Treppenhausbereich sind alte Fenster mit Beschlägen erhalten. Auch entsprechende Rahmenfüllungstüren samt Gewänden, z. T. mit Glaseinsätzen sind noch vielfach vorhanden. Weitere charakteristische Raumausstattungen wie stuckierte Deckenprofile und Stuckdecken, kannelierte Eckpilaster oder profilierte Gurtbögen in den Fluren tragen zu einem insgesamt zwar nicht mehr vollständigen, dennoch aber immer noch stimmigen historischen Raumbild bei, welches ein anschauliches Zeugnis von der gehobenen Wohnkultur des ausgehenden 19. Jahrhunderts bietet. Auf der Rückseite des Hauses befindet sich ein Garten mit einer möglicherweise noch aus der Bauzeit oder kurz danach stammenden Brunnenanlage. Andere gartenkünstlerische Gestaltungen sind nicht erkennbar. Die Einfriedung zur Straße ist nicht mehr original. Die Düsseldorfer (früher Viersener) Straße ist die alte Landstraße von Süchteln nach Viersen. Das Gebäude Düsseldorfer Straße 25 spiegelt eine typische Erscheinung des Hinauswachsens der Städte über ihren mittelalterlichen Kern im 19. Jahrhundert wider, nämlich die Errichtung repräsentativer Wohnhäuser und Villen entlang von bedeutenden Ausfallstraßen. Verwiesen sei z. B. auf die fast benachbarte Villa Bong (Düsseldorfer Straße 19), wobei die Villa Düsseldorfer Straße 25 aufgrund ihrer straßennahen Lage das Straßenbild wesentlich mehr prägt. Bauherr des Hauses war der Süchtelner Unternehmer Matthias Rossié (1840–1911). „M.A. Rossié wurde am 6. Mai 1840 als Sohn eines Goldarbeiters in Süchteln geboren. Im Laufe der einsetzenden Industrialisierung baute er, vielleicht unterstützt durch elterliches Vermögen, zusammen mit seinen Brüdern August, Thomas und Adolph 1864 eine zunächst kleine Samt- und Plüschweberei in der Hochstraße 16 auf. Bald jedoch folgt ein Ausbau dem anderen (Fabrikgelände am Heidweg) und die Größe des Unternehmens nahm ständig zu. Als ein Symbol des unternehmerischen Aufstiegs ist auch der Bau des Hauses in der Viersener Straße zu betrachten. (…). Das Unternehmen war so erfolgreich, dass sogar eine Zweigstelle in den USA (Mystic/Conn.) errichtet wurde (1897/98). (Ein weiterer Betrieb in Williamantic; etwa 1000 beschäftigte; Betriebe gingen infolge des Ersten Weltkrieges verloren.) Auf dem Höhepunkt der Unternehmensentwicklung, die durch den Ersten Weltkrieg einen schweren Rückschlag erleiden sollte, starb M.A. Rossié am 5. Mrz. 1911 in seinem Haus an der Viersener Straße.“ (Auskunft des Stadtarchivs Viersen) Rossié beauftragte für sein Haus nicht einen lokalen Baumeister, sondern den bekannten Mönchengladbacher Architekten Wilhelm Weigelt. Von Weigelt stammen in Mönchengladbach u. a. das Casino der Gesellschaft „Erholung“ in der Abteistraße 11 und das 1880 neu errichtete Wohnhaus der Burg Zoppenbroich. Als Zeugnis gehobenen bürgerlichen Wohnens in Süchteln um die Jahrhundertwende ist das Gebäude Düsseldorfer Straße 25, ehemals Villa Rossié, bedeutend für Viersen. Zusätzliche Bedeutung erhält es als Wohnhaus eines bedeutenden Unternehmers, eines Mitglieds der bekannten Textilunternehmerfamilie Rossié, und als Vertreter der repräsentativen Wohnbebauung entlang der Ausfallstraße aus dem mittelalterlichen Ortskern Süchtelns in Richtung Viersen. Da es in wesentlichen Zügen außen wie innen original erhalten ist, besteht an seiner Erhaltung und Nutzung als Zeugnis des Wohnungsbaus der Jahrhundertwende in einer außergewöhnlich qualitätvollen, neubarocken Formensprache ein öffentliches Interesse aus wissenschaftlichen, insbesondere architektur- und ortsgeschichtlichen Gründen. Im Zusammenhang der Düsseldorfer Straße, die in der Nachbarschaft durch vergleichbare freistehende (villenförmige oder -ähnliche) Bauten geprägt ist (Düsseldorfer Straße 10, 16, 17, 19), besteht an der Erhaltung und Nutzung ferner auch aus städtebaulichen Gründen ein öffentliches Interesse. Teil des städtebaulichen Wertes ist die für den Bautyp „Villa“ charakteristische freie Lage in einem angemessen großen Gartengrundstück. Da somit die Vorgaben des § 2 des Denkmalschutzgesetzes NRW erfüllt sind, handelt es sich bei dem Gebäude Düsseldorfer Straße 25 in Viersen-Süchteln um ein Baudenkmal. | 1888                   | 19. Februar 2001   | 404             |
| Wohnhaus                                        | Wohnhaus                                         | Viersen Eichenstraße 3 Karte                                   | Das Wohnhaus Viersen, Eichenstraße 3 ist Teil einer geschlossenen Zeile von Anfang des 20. Jahrhunderts errichteten Wohnhäusern. Es wurde 1905 zusammen mit dem Nachbarhaus Eichenstraße 1 zur Ausführung beantragt durch den Bauunternehmer Peter Anton Spielhofen. Das Bauvorhaben, für das der Düsseldorfer Architekt Josef Pütz die Pläne zeichnete, wird jedoch als „Um- und Anbau“ bezeichnet, was darauf schließen lässt, das dabei ältere Bausubstanz der vorher hier befindlichen Fabriken (Spinnerei, danach Färberei) einbezogen wurde. Das Haus steht traufständig mit großem Zwerchgiebel zur Straße. Seine Fassade ist verputzt und zeigt über niedrigem Sockel zwei Vollgeschosse sowie ein Giebelgeschoss im Zwerchhaus. Es besitzt drei Fensterachsen, in der linken Achse des Obergeschosses befindet sich ein dreiseitig gebrochener Erker, der gemäß der Bauantragszeichnungen von 1905 als Unterbau eines Austritts diente. Die Fassade ist abgesehen von flachen Rahmungen der Öffnungen und einem einfachen Kämpfergesimsband schlicht und ohne Dekoration. Eine Ausnahme bildet lediglich der asymmetrisch über den beiden linken Achsen sich erhebende, geschweifte Zwerchhausgiebel, in dem neben den Eckakroterien und einem großen Thermenfenster, das in der Manier des Jugendstils knapp über Halbrund hinaus ausgebildet ist, vor allem eine Fabelwesen-Maske mit betonten Schneidezähnen in der Giebelspitze auffällt. Das Fenster besitzt in den Bauzeichnungen von 1905 eine auffällige Unterteilung, in die auch die Tür auf den Austritt integriert war. Der Eingang mit alter zweiflügeliger Tür und durchfenstertem Oberlicht befindet sich über drei Stufen erhöht flach eingenischt in der linken Achse. Im Inneren ist der typische Grundriss bestehend aus einem geraden seitlichen Flur, der auf die Treppe zuführt, und zwei hintereinander angeordneten Zimmern unverändert erhalten. Der Flur zeigt einen zeittypischen Terrazzoboden, den Übergang zum Treppenhaus akzentuiert ein stuckierter Gurt, der wie der Giebel bandartige Jugendstilornamente zeigt. Die Holztreppe, gerade zweiläufig mit Wendepodest, kandelaberartigen Anfängerpfosten und gedrechselten Geländerstäben, ist vollständig erhalten. Neben den Dielenböden sind noch einige alte Türen mit zugehörigem, leicht ornamentiertem Gewände vorhanden, ansonsten hat das Innere seine wandfeste Ausstattung verloren. Die südliche Straßenseite des innerstädtischen Teils der Eichenstraße (Hausnummern 1–17) entstand als geschlossene Wohnhauszeile Anfang des 20. Jahrhunderts. Vorher befanden sich an dieser Stelle zwischen Gereonstraße und der ehemaligen Bahnlinie (heute Freiheitsstraße) die Baumwollspinnerei von Theodor Weyer, von der Pläne aus dem Jahr 1855 überliefert sind, und anschließend die Färberei von Rudolf von der Linde. Letztere wurde 1883 nach einem Brand von Baumeister J. Cuylen, Viersen großenteils neu errichtet. In den heute an der Eichenstraße befindlichen Wohnhäusern, darunter die hier beschriebene Eichenstraße 3, sind wohl vereinzelt sogar noch Teile der früheren Fabrikgebäude enthalten. Der zur Gereonstraße hin gelegene Betrieb hatte sich sukzessive nach hinten zur Bahnstrecke hin erweitert. Der wohl letzte Anbau entstand 1896 auf einem Gartengelände, das zuvor eigentlich als Teil der Trasse einer entlang der Bahn geplanten Chaussee vorgesehen war. Kurz darauf scheint die Färberei ihren Betrieb hier eingestellt zu haben, jedenfalls sind ihre Gebäude 1906 im Besitz von Anton Spielhofen, der an ihrer Stelle an der Eichenstraße Wohnhäuser errichten ließ: zunächst Eichenstraße 1-3, 1905 als „Um- und Anbau“ durch den Düsseldorfer Architekten Josef Pütz erbaut, der 1906 auch am anderen Ende des Weges die Wohnhäuser Eichenstraße 15/17 errichtete. Die andere, nördliche Straßenseite entstand etwa gleichzeitig ab 1904. Die Eichenstraße bildete hier ehemals eine kurze Stichstraße zwischen der nach Süden aus der Stadt herausführenden Gereonstraße und der parallel verlaufenden Eisenbahnlinie Gladbach-Krefeld (heute Freiheitsstraße). Es handelte sich seinerzeit sicher nicht um ein bevorzugtes Wohngebiet, sondern eher um relativ einfache Kleinwohnungen. Das Wohnhaus Eichenstraße 3 war sicher ein von Anfang an nicht üppig ausgestattetes Mietobjekt, das äußerlich ursprünglich mit dem Eckgebäude Eichenstraße 1 eine gestalterische Einheit als Doppelhaus bildete. Leider stellt letzteres die einzig grundlegend veränderte Fassade auf beiden Straßenseiten dar, so dass dieser Zusammenhang heute nur noch anhand der durchgehenden Geschosslinien zu erahnen ist. Gleichwohl bildet die zwar schlichte, aber bis auf die Fenster noch recht vollständig erhaltene Fassade des Wohnhauses Eichenstraße 3 einen wichtigen Bestandteil innerhalb des geschlossenen Ensembles von zeitgleichen Mietwohnhäusern an der Eichenstraße. Hinzu kommen die erhaltenen charakteristischen Elemente des Inneren (Grundriss, Treppenhaus, einige Türen und Gewände, Böden, Stuckierung im Flur), die trotz nachträglichen Purifizierungen noch ein anschauliches Bild von den zeitgenössischen Wohnverhältnissen geben. In seiner späthistoristischen Geschlossenheit ist dieser Teil der Eichenstraße ungewöhnlich und bedeutend für Viersen. Das Wohnhaus Eichenstraße 3 ist als im Wesentlichen gut erhaltenes städtisches Wohnungshaus von 1905 und Teil des Ensembles gleichartiger Häuser an der Eichenstraße bedeutend für Viersen. An seiner Erhaltung und Nutzung besteht aus den dargelegten wissenschaftlichen, hier architekturgeschichtlichen sowie städtebaulichen Gründen ein öffentliches Interesse. Es handelt sich daher gemäß § 2 (1) des Denkmalschutzgesetzes NRW um ein Baudenkmal. | 1905                   | 5. Januar 2010     | 491             |
| Wohnhaus                                        | Wohnhaus                                         | Viersen Eichenstraße 7 Karte                                   | Das Wohnhaus Viersen Eichenstraße 7 ist Teil einer geschlossenen Zeile von Anfang des 20. Jahrhunderts errichteten Wohnhäusern. Es wurde 1910 zusammen mit den Nachbarhäusern Eichenstraße 9, 11 und 13 zur Ausführung durch die Bauunternehmer Anton Spielhofen und P.J. Adrians beantragt, wobei im Baugeschäft von Adrians die Baupläne erstellt wurden. Innerhalb dieser Gruppe ist das Gebäude Eichenstraße 7 augenscheinlich das größte und möglicherweise auch am besten ausgestattete, wie heute noch vor allem am großzügigen Treppenhaus erkennbar ist. Das Haus steht traufständig mit großem Zwerchgiebel zur Straße. Seine Fassade ist verputzt und zeigt über niedrigem Sockel drei Vollgeschosse sowie ein Giebelgeschoss im Zwerchhaus. Im Erdgeschoss besitzt es drei, in den Obergeschossen zwei Fensterachsen variierender Breite mit in jedem Geschoss anderer Fenstergröße bzw. -gestaltung. In der linken Achse der beiden Obergeschosse befindet sich ein Erker, der im 1. Obergeschoss polygonal dreiseitig gebrochen, im 2. Obergeschoss kastenförmig ausgebildet ist und der mit flachem Segmentbogen geschlossen ist. Die Fassade besitzt außer einem Kämpfergesims im Erdgeschoss, welches auch über Fenster und Eingang verkröpft ist, keine durchgehenden Horizontal- oder Vertikalgliederungen. Die Proportionierung ergibt sich allein aus der Verteilung der deutlich gerahmten Öffnungen und die asymmetrische Anordnung des Erkers. Es finden sich auch nur wenige ornamentale Schmuckformen, konzentriert auf den Erker – kassettierte Fensterbrüstungen, flaches Giebelfeld mit Ornamentfüllung – und auf die Fensterstürze. Die Fenster sind zeittypisch unterteilt, wobei die grundlegende T-Teilung durch kleinteiligere Sprossung der Oberlichter weiter gegliedert ist. Der Eingang befindet sich über drei Stufen erhöht flach eingenischt in der linken Achse. Die originale Tür besitzt mittig ein kleines Fensterchen in Form einer stehenden Diamant-Raute, deren Form von einem schmalen Begleitband verdoppelt wird, ist ansonsten aber ungegliedert schmucklos. Der dahinter liegende Flur mit etwa kopfhoher Wandvertäfelung und Terrazzoboden führt zu einem bemerkenswerten, original erhaltenen Treppenhaus, welches auf relativ kleiner, etwa quadratischer Grundfläche das Prinzip der seinerzeit bei großbürgerlichen Häusern modernen Treppenhaushallen übernimmt. Die Treppe wird an allen vier Seiten entlang in die obersten Geschosse geführt. Von oben belichtet ein farbig verglastes Fensterauge das Treppenhaus. Die Wand ist entlang der Treppe brusthoch mit einer bauzeitlichen, strapazierfähigen Linkrusta-Verkleidung versehen. Die Wohnungsgrundrisse sind in den Geschossen weitgehend identisch und unverändert erhalten. Um einen seitlich an das Treppenhaus anschließenden mittigen Erschließungsflur gruppieren sich vier Zimmer; originale Zimmertüren samt Gewänden, Holzböden sowie Details wie innenliegende Fensterläden mit Lichtschlitzen vermitteln ein anschauliches Raumbild der Erbauungszeit. Die südliche Straßenseite des innerstädtischen Teils der Eichenstraße 1 bis 17 entstand als geschlossene Wohnhauszeile Anfang des 20. Jahrhunderts. Vorher befanden sich an dieser Stelle zwischen Gereonstraße und der ehemaligen Bahnlinie, heute Freiheitsstraße die Baumwollspinnerei von Theodor Weyer, von der Pläne aus dem Jahr 1855 überliefert sind, und anschließend die Färberei von Rudolf von der Linde. Letztere wurde 1883 nach einem Brand von Baumeister J. Cuylen, Viersen großenteils neu errichtet. In den heute an der Eichenstraße befindlichen Wohnhäusern sind wohl vereinzelt sogar noch Teile der früheren Fabrikgebäude enthalten. Der zur Gereonstraße hin gelegene Betrieb hatte sich sukzessive nach hinten zur Bahnstrecke hin erweitert. Der wohl letzte Anbau entstand 1896 auf einem Gartengelände, das zuvor eigentlich als Teil der Trasse einer entlang der Bahn geplanten Chaussee vorgesehen war. Kurz darauf scheint die Färberei ihren Betrieb hier eingestellt zu haben, jedenfalls sind ihre Gebäude 1906 im Besitz von Anton Spielhofen, der an ihrer Stelle an der Eichenstraße Wohnhäuser errichten ließ: zunächst Eichenstraße 1 bis 3, 1905 als „Um- und Anbau“ durch den Düsseldorfer Architekten Josef Pütz erbaut, der 1906 auch am anderen Ende des Weges Eichenstraße 15/17 errichtete. Das Wohnhaus Eichenstraße 5 entstand 1909, als Bauherr fungierte nicht Spielhofen, sondern Franz von Ameln (Architekt: Johann Timmermanns). Die Gruppe Eichenstraße 7 bis 13 schloss 1910/11 die südliche Zeile. Die andere, nördliche Straßenseite entstand etwa gleichzeitig ab 1904. Die Eichenstraße bildete hier ehemals eine kurze Stichstraße zwischen der nach Süden aus der Stadt herausführenden Gereonstraße und der parallel verlaufenden Eisenbahnlinie Gladbach-Krefeld, heute Freiheitsstraße. Es handelte sich seinerzeit sicher nicht um ein bevorzugtes Wohngebiet, sondern eher um relativ einfache Kleinwohnungen. Bei Eichenstraße 7 ist neben der gut erhaltenen Fassade vor allem das Treppenhaus von bemerkenswerter Qualität und unbedingt erhaltenswert, außerdem geben Raumzuschnitt und wandfeste Ausstattung des Inneren aufgrund ihrer umfänglichen Erhaltung ein noch sehr anschauliches Bild von den zeitgenössischen Wohnverhältnissen. In seiner späthistoristischen Geschlossenheit ist dieser Teil der Eichenstraße ungewöhnlich und bedeutend für Viersen. Das Wohnhaus Eichenstraße 7 ist als im Wesentlichen gut erhaltenes städtisches Wohnungshaus von 1910/11 und Teil des Ensembles gleichartiger Häuser an der Eichenstraße bedeutend für Viersen. An seiner Erhaltung und Nutzung besteht aus den dargelegten wissenschaftlichen, hier architekturgeschichtlichen sowie städtebaulichen Gründen ein öffentliches Interesse. Es handelt sich daher gemäß § 2 (1) des Denkmalschutzgesetzes NRW um ein Baudenkmal. | 1910                   | 5. Januar 2010     | 492             |
| Wohnhaus                                        | Wohnhaus                                         | Viersen Eichenstraße 9 Karte                                   | Beschreibung Das Wohnhaus Viersen Eichenstraße 9 ist Teil einer geschlossenen Zeile von Anfang des 20. Jahrhunderts errichteten Wohnhäusern. Es wurde 1910 zusammen mit den Nachbarhäusern Eichenstraße 7, 11 und 13 zur Ausführung durch die Bauunternehmer Anton Spielhofen und P.J. Adrians beantragt, wobei im Baugeschäft von Adrians die Baupläne erstellt wurden. Das Haus steht traufständig mit asymmetrisch rechts angeordnetem Zwerchgiebel zur Straße. Seine Fassade ist verputzt, im Erdgeschoss bis zu einem Kämpfergesims mit Putzquaderung, und zeigt über niedrigem Sockel drei Geschosse. Es besitzt zwei Fensterachsen unterschiedlicher Breite mit in jedem Geschoss anderer Fenstergröße bzw. -gestaltung. In der linken Achse befindet sich der Eingang, darüber je ein zweiflügeliges hochrechteckiges Fenster; in der rechten Achse ist im Erdgeschoss ein spitzbogiges vierflügeliges Fenster angeordnet, darüber in der „Beletage“ ein ornamental gerahmtes vierflügeliges Fenster als liegendes Rechteck, die beiden Seitenflügel leicht nach innen abgewinkelt und schließlich im Dachgeschoss ein breit gelagertes zweiflügeliges Fenster. Ober- und Dachgeschoss sind in der rechten Achse ganz flach vorgezogen, so dass der Eindruck eines Risalits entsteht. Die Fassade besitzt bis auf ein Kämpfergesims im Erdgeschoss keine durchgehenden Horizontal- oder Vertikalgliederungen. Die Proportionierung ergibt sich allein aus der Verteilung und variantenreichen Gestalt der zum Teil gerahmten Öffnungen und durch die Anordnung der Fensterachsen. Es finden nur auch nur wenige ornamentale Schmuckformen, konzentriert auf die Rahmung des Eingangs, des großen Fensters im Obergeschoss und in der geschweiften Spitze des Zwerchhauses. Die Fenster sind zeittypisch unterteilt, wobei die grundlegende T-Teilung durch kleinteiligere Sprossung der Oberlichter weiter gegliedert ist. Der Eingang befindet sich über drei Stufen erhöht flach eingenischt in der linken Achse. Rahmung der Nische ist im oberen Bereich gerundet, gekehlt und mit einem Wulstprofil besetzt. Der breite Türrahmen nimmt diese Dekoration in abgewandelter Form wieder auf. Die vermutlich originale Tür ist ganzflächig ohne Durchfensterung kassettiert. Im Inneren ist das Haus bemerkenswert original erhalten. Dies betrifft den typischen Grundriss aus seitlichen Flur mit zweiläufiger gewendelter Holztreppe mit Kandelaber-Anfängerpfosten und gedrechselten Geländerstäben, Terrazzoboden, Linkrusta-Verkleidung der Wände (auch an der Treppe) einerseits, die anschließenden Zimmer (Stube zur Straße, Schlafzimmer und Wirtschaftsräume nach hinten; so auch im Obergeschoss) mit einfachen Dielenböden, Türrahmen und zumeist erhaltenen Innentüren sowie durchgehend erhaltenen originalen Fenstern anderseits, so dass sich insgesamt ein anschauliches Bild einfacher bürgerlicher Wohnverhältnisse von Anfang des 20. Jahrhunderts ergibt. Die südliche Straßenseite des innerstädtischen Teils der Eichenstraße 1 bis 17 entstand als geschlossene Wohnhauszeile Anfang des 20. Jahrhunderts. Vorher befanden sich an dieser Stelle zwischen Gereonstraße und der ehemaligen Bahnlinie, heute Freiheitsstraße die Baumwollspinnerei von Theodor Weyer, von der Pläne aus dem Jahr 1855 überliefert sind, und anschließend die Färberei von Rudolf von der Linde. Letztere wurde 1883 nach einem Brand von Baumeister J. Cuylen, Viersen großenteils neu errichtet. In den heute an der Eichenstraße befindlichen Wohnhäusern sind wohl vereinzelt sogar noch Teile der früheren Fabrikgebäude enthalten. Der zur Gereonstraße hin gelegene Betrieb hatte sich sukzessive nach hinten zur Bahnstrecke hin erweitert. Der wohl letzte Anbau entstand 1896 auf einem Gartengelände, das zuvor eigentlich als Teil der Trasse einer entlang der Bahn geplanten Chaussee vorgesehen war. Kurz darauf scheint die Färberei ihren Betrieb hier eingestellt zu haben, jedenfalls sind ihre Gebäude 1906 im Besitz von Anton Spielhofen, der an ihrer Stelle an der Eichenstraße Wohnhäuser errichten ließ: zunächst Eichenstraße 1 bis 3, 1905 als „Um- und Anbau“ durch den Düsseldorfer Architekten Josef Pütz erbaut, der 1906 auch am anderen Ende des Weges Eichenstraße 15/17 errichtete. Das Wohnhaus Eichenstraße 5 entstand 1909, als Bauherr fungierte nicht Spielhofen, sondern Franz von Ameln (Architekt: Johann Timmermanns). Die Gruppe Eichenstraße 7 bis 13 schloss 1910/11 die südliche Zeile. Die andere, nördliche Straßenseite entstand etwa gleichzeitig ab 1904. Die Eichenstraße bildete hier ehemals eine kurze Stichstraße zwischen der nach Süden aus der Stadt herausführenden Gereonstraße und der parallel verlaufenden Eisenbahnlinie Gladbach-Krefeld, heute Freiheitsstraße. Es handelte sich seinerzeit sicher nicht um ein bevorzugtes Wohngebiet, sondern eher um relativ einfache Kleinwohnungen. Bei Eichenstraße 9 ist neben der gut erhaltenen Fassade vor allem die insgesamt sehr ursprüngliche Überlieferung hervorzuheben, so dass der Raumzuschnitt und wandfeste Ausstattung des Inneren einschließlich Fenster ein noch sehr anschauliches Bild von den zeitgenössischen Wohnverhältnissen vermitteln. In seiner späthistoristischen Geschlossenheit ist dieser Teil der Eichenstraße ungewöhnlich und bedeutend für Viersen. Das Wohnhaus Eichenstraße 9 ist als im Wesentlichen gut erhaltenes städtisches Wohnungshaus von 1910/11 und Teil des Ensembles gleichartiger Häuser an der Eichenstraße bedeutend für Viersen. An seiner Erhaltung und Nutzung besteht aus den dargelegten wissenschaftlichen, hier architekturgeschichtlichen sowie städtebaulichen Gründen ein öffentliches Interesse. Es handelt sich daher gemäß § 2 (1) Denkmalschutzgesetz NRW um ein Baudenkmal. | 1910/1911              | 18. Dezember 2012  | 503             |
| Wohnhaus                                        | Wohnhaus                                         | Viersen Eichenstraße 10 Karte                                  | Das Wohnhaus Eichenstraße 10 in Viersen wird 1909 nach einem Plan des Architekten Johann Timmermanns errichtet. Bauherr ist Heinrich Magon (den Bauantrag unterzeichnet in Vertretung der Bauherr der beiden Nachbarhäuser Eichenstraße 12 und 14 Peter Kox). Es ist Teil einer Zeile von vier etwa gleichartigen Häusern, die hier die nördliche Straßenwand der Eichenstraße bilden. Gegenüber befindet sich ebenfalls eine geschlossene Zeile von um 1900/10 errichteten Wohnhäusern. Das Haus Eichenstraße 10 ist ein traufenständiges zweigeschossiges Wohnhaus, drei Fensterachsen breit, mit dem Hauseingang über Stufen eingenischt in der rechten Achse. Ein Zwerchhaus fasst die beiden linken Achsen im Dachbereich zusammen. Das zweiraumtiefe Haupthaus auf ca. 7,40 × 10,10 m Grundriss wird nach hinten von einem Hintergebäude ergänzt. Laut Bauplan ist in Erd- und Obergeschoss jeweils eine kleine Wohnung (Wohnzimmer, Schlafzimmer, Küche) vorgesehen. Die Fassade ist über Sockel mit gelben Backsteinen verklinkert und besitzt zahlreiche Zierelemente. Der als gepickte Quader verputzte Sockel reicht bis zur Sohlbank der Erdgeschossfenster. Diese werden von einer relativ einfachen geometrischen Putzrahmung umschlossen und korbbogig überfangen. Der in der rechten Achse befindliche Hauseingang ist in der Art eines Portals ausgebildet, mit seitlichen Pilastern auf sockelhohen Postamenten, korinthischen Kapitellen und einem mit Ranken verzierten Gebälkstein. Ein breiter Maßwerkfries aus sich durchdringenden Zirkelschlägen mit floralen Füllungen in den Zwickel- und Vierpassfeldern trennt die beiden Geschosse. Auf ihm sitzen die Fenster des Obergeschosses auf, die durch eine reichere Rahmung beletagemäßig ausgezeichnet sind. Kielbögen bekrönen hier die beiden linken Fenster, die Bogenfelder sind mit floralen Zierformen gefüllt. Das rechte Fenster, über dem Hauseingang gelegen, wird von Halbsäulen auf reich verzierten Postamenten gerahmt und von einem Vorhangbogen überdacht. Im Bogenfeld ist ein Pseudo-Wappenschild angebracht. Auch das die Trauflinie durchbrechende Zwerchhaus mit seinem mittigen Rundbogenfenster ist in seinem dreieckigen Giebelfeld mit floralem Zierrat versehen. Eck- und Mittenbetonungen mit zugehörigen Akroter-Aufsätzen treten hinzu. Das Hinterhaus ist backsteinsichtig. Die Fenster besitzen die zeittypische T-Teilung; innen sind die alten Griffe erhalten. Im Inneren des Wohnhauses ist der Grundriss unverändert erhalten. Hinter dem Eingang befindet sich der seitliche Flur, der noch den ursprünglichen Terrazzoboden mit Randstreifen und mittlerem kreisrunden Ziermotiv aufweist. Er führt zur Treppe und an ihr vorbei zum Hinterhaus, in dem ursprünglich die Küche angeordnet ist. Zwei Durchgänge, zur Treppe und zum Hinterhaus, sind durch geputzte Gurte mit seitlichen, ornamental stuckierten Konsolen angedeutet. Die Seitenwände sind halbhoch mit zweifach gemusterten, substanziell jedoch angegriffenen Lincrusta-Verkleidungen versehen. Nur noch fragmentarisch vorhanden ist die originale einläufige Holztreppe. Links des Flures sind die beiden Zimmer (im Plan Wohn- und Schlafzimmer) angeordnet. Beide besitzen aufstuckierte Deckenrosetten und -kehlen. Alte Rahmenfüllungstüren und Gewände sind im ganzen Haus teilweise erhalten; im Obergeschoss besitzen die, abgesehen vom kürzeren Flur, im Prinzip ähnlich angeordneten Zimmer keinen Deckenstuck. Die auf beiden Seiten gut erhaltene Wohnhausbebauung der innerstädtischen Seite der Eichenstraße wird augenscheinlich relativ einheitlich zwischen Jahrhundertwende und Erstem Weltkrieg bebaut. Auf der nördlichen Seite entstehen nach den erhaltenen Bauakten zunächst 1904 die Häuser Eichenstraße 14 und 16, danach 1908 die Häuser Eichenstraße 12 und 18 (abgerissen); das Gebäude Eichenstraße 10 ist demnach das letzte Haus dieser Zeile. Die Bauherrenschaft über die Häuser teilten sich Peter Kox (Eichenstraße 12 und 14 sowie Eichenstraße 10 in Vertretung) und der Bauunternehmer Heinrich Bremer (Eichenstraße 16 und 18). Für Eichenstraße 16 zeichnet Franz Kreutzer als Architekt, für die übrigen Johann Timmermanns, von dem z. B. auch die Häuser Ringstraße 1, 3 und 5 stammen. Heinr. Magon ist im Viersener Adressbuch von 1911/12 als Eisenbahnbeamter verzeichnet. Peter Kox besitzt seit 1893 am Neumarkt 8 ein Installationsgeschäft „für Gas- und Wasserleitung, Kanäle, Closets, Badeeinrichtungen, Pumpen, Klingelanlagen, Blitzableiter etc.“, mitsamt Werkstätte, Laden und Lager (zeitgenössige Anzeige). Die Eichenstraße bildet hier ehemals eine kurze Stichstraße zwischen der nach Süden aus der Stadt herausführenden Gereonstraße und der parallel verlaufenden Eisenbahnlinie Gladbach-Krefeld (heute Freiheitsring). Es handelt sich seinerzeit sicher nicht um ein bevorzugtes Wohngebiet, sondern eher um anspruchslose Kleinwohnungen. Umso mehr überrascht auf den ersten Blick die sehr reichhaltige Dekoration der Fassade Eichenstraße 10, was jedoch ein zeit- und auch bauaufgabentypisches Phänomen darstellt. Bei anspruchsvolleren Gebäuden geht man um 1910 von dieser historistischen Manier bereits wieder ab, während die aus Mustervorlagen zusammengestellte Ornamentik hier noch als angemessen galt und selbstverständlich verwendet wird. In seiner historischen Geschlossenheit ist dieser Teil der Eichenstraße ungewöhnlich und bedeutend für Viersen. Das Wohnhaus Eichenstraße 10 ist als im Wesentlichen gut erhaltenes städtisches Mietwohnungshaus von 1909 und Teil des Ensembles gleichartiger Häuser an der Eichenstraße bedeutend für Viersen. An seiner Erhaltung und Nutzung besteht aus den dargelegten wissenschaftlichen, hier architekturgeschichtlichen sowie städtebaulichen Gründen ein öffentliches Interesse. Es handelt sich daher gemäß § 2 (1) des Denkmalschutzgesetzes NRW um ein Baudenkmal. | 1909                   | 12. Dezember 2001  | 420             |
| Wohnhaus                                        | Wohnhaus                                         | Viersen Eichenstraße 12 Karte                                  | Das Wohnhaus Eichenstraße 10 in Viersen wird 1909 nach einem Plan des Architekten Johann Timmermanns errichtet. Bauherr ist Heinrich Magon (den Bauantrag unterzeichnet in Vertretung der Bauherr der beiden Nachbarhäuser Eichenstraße 12 und 14 Peter Kox). Es ist Teil einer Zeile von vier etwa gleichartigen Häusern, die hier die nördliche Straßenwand der Eichenstraße bilden. Gegenüber befindet sich ebenfalls eine geschlossene Zeile von um 1900/10 errichteten Wohnhäusern. Das Haus Eichenstraße 10 ist ein traufenständiges zweigeschossiges Wohnhaus, drei Fensterachsen breit, mit dem Hauseingang über Stufen eingenischt in der rechten Achse. Ein Zwerchhaus fasst die beiden linken Achsen im Dachbereich zusammen. Das zweiraumtiefe Haupthaus auf ca. 7,40 × 10,10 m Grundriss wird nach hinten von einem Hintergebäude ergänzt. Laut Bauplan ist in Erd- und Obergeschoss jeweils eine kleine Wohnung (Wohnzimmer, Schlafzimmer, Küche) vorgesehen. Die Fassade ist über Sockel mit gelben Backsteinen verklinkert und besitzt zahlreiche Zierelemente. Der als gepickte Quader verputzte Sockel reicht bis zur Sohlbank der Erdgeschossfenster. Diese werden von einer relativ einfachen geometrischen Putzrahmung umschlossen und korbbogig überfangen. Der in der rechten Achse befindliche Hauseingang ist in der Art eines Portals ausgebildet, mit seitlichen Pilastern auf sockelhohen Postamenten, korinthischen Kapitellen und einem mit Ranken verzierten Gebälkstein. Ein breiter Maßwerkfries aus sich durchdringenden Zirkelschlägen mit floralen Füllungen in den Zwickel- und Vierpassfeldern trennt die beiden Geschosse. Auf ihm sitzen die Fenster des Obergeschosses auf, die durch eine reichere Rahmung beletagemäßig ausgezeichnet sind. Kielbögen bekrönen hier die beiden linken Fenster, die Bogenfelder sind mit floralen Zierformen gefüllt. Das rechte Fenster, über dem Hauseingang gelegen, wird von Halbsäulen auf reich verzierten Postamenten gerahmt und von einem Vorhangbogen überdacht. Im Bogenfeld ist ein Pseudo-Wappenschild angebracht. Auch das die Trauflinie durchbrechende Zwerchhaus mit seinem mittigen Rundbogenfenster ist in seinem dreieckigen Giebelfeld mit floralem Zierrat versehen. Eck- und Mittenbetonungen mit zugehörigen Akroter-Aufsätzen treten hinzu. Das Hinterhaus ist backsteinsichtig. Die Fenster besitzen die zeittypische T-Teilung; innen sind die alten Griffe erhalten. Im Inneren des Wohnhauses ist der Grundriss unverändert erhalten. Hinter dem Eingang befindet sich der seitliche Flur, der noch den ursprünglichen Terrazzoboden mit Randstreifen und mittlerem kreisrunden Ziermotiv aufweist. Er führt zur Treppe und an ihr vorbei zum Hinterhaus, in dem ursprünglich die Küche angeordnet ist. Zwei Durchgänge, zur Treppe und zum Hinterhaus, sind durch geputzte Gurte mit seitlichen, ornamental stuckierten Konsolen angedeutet. Die Seitenwände sind halbhoch mit zweifach gemusterten, substanziell jedoch angegriffenen Lincrusta-Verkleidungen versehen. Nur noch fragmentarisch vorhanden ist die originale einläufige Holztreppe. Links des Flures sind die beiden Zimmer (im Plan Wohn- und Schlafzimmer) angeordnet. Beide besitzen aufstuckierte Deckenrosetten und -kehlen. Alte Rahmenfüllungstüren und Gewände sind im ganzen Haus teilweise erhalten; im Obergeschoss besitzen die, abgesehen vom kürzeren Flur, im Prinzip ähnlich angeordneten Zimmer keinen Deckenstuck. Die auf beiden Seiten gut erhaltene Wohnhausbebauung der innerstädtischen Seite der Eichenstraße wird augenscheinlich relativ einheitlich zwischen Jahrhundertwende und Erstem Weltkrieg bebaut. Auf der nördlichen Seite entstehen nach den erhaltenen Bauakten zunächst 1904 die Häuser Eichenstraße 14 und 16, danach 1908 die Häuser Eichenstraße 12 und 18 (abgerissen); das Gebäude Eichenstraße 10 ist demnach das letzte Haus dieser Zeile. Die Bauherrenschaft über die Häuser teilten sich Peter Kox (Eichenstraße 12 und 14 sowie Eichenstraße 10 in Vertretung) und der Bauunternehmer Heinrich Bremer (Eichenstraße 16 und 18). Für Eichenstraße 16 zeichnet Franz Kreutzer als Architekt, für die übrigen Johann Timmermanns, von dem z. B. auch die Häuser Ringstraße 1, 3 und 5 stammen. Heinr. Magon ist im Viersener Adressbuch von 1911/12 als Eisenbahnbeamter verzeichnet. Peter Kox besitzt seit 1893 am Neumarkt 8 ein Installationsgeschäft „für Gas- und Wasserleitung, Kanäle, Closets, Badeeinrichtungen, Pumpen, Klingelanlagen, Blitzableiter etc.“, mitsamt Werkstätte, Laden und Lager (zeitgenössige Anzeige). Die Eichenstraße bildet hier ehemals eine kurze Stichstraße zwischen der nach Süden aus der Stadt herausführenden Gereonstraße und der parallel verlaufenden Eisenbahnlinie Gladbach-Krefeld (heute Freiheitsring). Es handelt sich seinerzeit sicher nicht um ein bevorzugtes Wohngebiet, sondern eher um anspruchslose Kleinwohnungen. Umso mehr überrascht auf den ersten Blick die sehr reichhaltige Dekoration der Fassade Eichenstraße 10, was jedoch ein zeit- und auch bauaufgabentypisches Phänomen darstellt. Bei anspruchsvolleren Gebäuden geht man um 1910 von dieser historistischen Manier bereits wieder ab, während die aus Mustervorlagen zusammengestellte Ornamentik hier noch als angemessen galt und selbstverständlich verwendet wird. In seiner historischen Geschlossenheit ist dieser Teil der Eichenstraße ungewöhnlich und bedeutend für Viersen. Das Wohnhaus Eichenstraße 10 ist als im Wesentlichen gut erhaltenes städtisches Mietwohnungshaus von 1909 und Teil des Ensembles gleichartiger Häuser an der Eichenstraße bedeutend für Viersen. An seiner Erhaltung und Nutzung besteht aus den dargelegten wissenschaftlichen, hier architekturgeschichtlichen sowie städtebaulichen Gründen ein öffentliches Interesse. Es handelt sich daher gemäß § 2 (1) des Denkmalschutzgesetzes NRW um ein Baudenkmal. | 1909                   | 12. Dezember 2001  | 468             |
| Wohnhaus                                        | Wohnhaus                                         | Viersen Eichenstraße 16 Karte                                  | Das Wohnhaus Eichenstraße 16 in Viersen ist ein Baudenkmal im Sinne des § 2 des Denkmalschutzgesetzes NRW. Es ist bedeutend für Viersen. An seiner Erhaltung und Nutzung besteht aus wissenschaftlichen, hier architekturgeschichtlichen sowie aus städtebaulichen Gründen ein öffentliches Interesse. Das Wohnhaus Eichenstraße 16 in Viersen wurde 1904 nach einem Plan des Architekten Franz Kreutzer errichtet. Bauherr und ausführender Bauleiter war Heinrich Bremer, Inhaber eines Baugeschäftes in Viersen. Das Haus ist Teil einer Zeile von vier etwa gleichartigen Häusern, die hier die nördliche Straßenwand der Eichenstraße bilden. Ausweislich der Situationspläne wurde es vermutlich als erstes dieser Zeile ausgeführt; etwa zeitgleich oder nur unwesentlich später entstand 1904-05 auch das links anschließende Nachbarhaus Eichenstraße 14. Gegenüber befindet sich ebenfalls eine geschlossene Zeile von um 1900/10 errichteten Wohnhäusern. Es handelt sich um ein traufenständiges zweigeschossiges Wohnhaus, auf ca. 7,20 × 10 m Grundfläche, mit zugehörigem Hintergebäude. Es ist zwei Fensterachsen breit, wobei die rechte Achse als flacher Risalit angelegt ist und durch breitere, teilweise mehrteilige Fenster sowie ein Zwerchhaus mit Schweifgiebel betont wird. Der Hauseingang befindet sich in der linken Achse, so dass die etwa zeitgleich entstandenen Häuser, Eichenstraße 14 und 16 im Fassadenaufbau spiegelbildlich erscheinen. Die Fassade ist verputzt und mit zahlreichen historistischen Zierelementen ausgestattet. Das Erdgeschoss ist mit Putzbänderung versehen, von dessen Hintergrund das Beschlagwerk der Brüstung des zweigeteilten Zimmerfensters und die aufwendige Portalrahmung abgesetzt sind, deren Giebel über das Geschossgesims hinausreicht. Das Giebelfeld ist mit dichtem pflanzlichen Ornament besetzt, der Giebel ruht auf geschwellten Pilastern mit Postamenten. Der Eingang selbst ist rundbogig eingenischt. Das Doppelfenster rechts ist ohne Putzrahmung in die Wand eingeschnitten und wird mittig von einem Pilaster getrennt. Keilsteine bekrönen die segmentbogigen Stürze. Oberhalb des Geschossgesimses ist die Fassade glatt verputzt. Der Risalit wird von pilasterartig gestalteten Lisenen gerahmt und geht in den mehrfach konvex und konkav geschweiften Giebel des Zwerchhauses über. Die beiden Risalit-Fenster von Ober- und Dachgeschoss sind dreiteilig mit überhöhtem und breiterem, segmentbogig geschlossenen Mittelteil, gegen den die beiden flankierenden Fensterteile halbrundbogig (Obergeschoss) bzw. schweifbogig (Dachgeschoss) anlaufen. Zwischen den beiden Fenstern ist die Inschrift „A.1904.D“ in Jugendstilschrift aufgeputzt. Unterhalb des flachen Abschlusses des Zwerchhausgiebels ist das damalige Wappen der Stadt Viersen angebracht. Wandfläche und Fensterrahmung der linken Achse (Treppenhaus/Flur) sind nur einfach gerahmt, der Korbbogen des Fensters wird von einem Keilstein bekrönt. Die Gaube in der Dachfläche darüber ist original und mit kräftiger Rahmung versehen, ihr konkav eingeschwungener Schweifgiebel trägt ein Wappenschild- und Pflanzen-Ornament. In der seinerzeit üblichen Weise ist die hintere Dachfläche des Satteldaches flacher gehalten, um im ausgebauten Dachgeschoss mehr Raum zu erhalten. Die Gebäuderückseite ist durch einen Erweiterungsbau verändert. Die Fenster der Fassade sind stilgerecht erneuert, vorhanden ist die originale Haustür mit halbrundem Oberlicht. Im Inneren des Wohnhauses ist der Grundriss unverändert erhalten. Wie auch das Nachbarhaus Eichenstraße 14 scheint es ursprünglich als Einfamilienhaus geplant gewesen zu sein, da nur im Erdgeschoss eine Küche vorgesehen war (zeittypisch im rückwärtigen Flügelanbau angeordnet). Hinter dem Eingang befindet sich der seitliche Flur, der noch den ursprünglichen Terrazzoboden aufweist. Er führt zur Treppe und an ihr vorbei zum Hinterhaus; außerdem sind von hier aus die beiden ursprünglichen Zimmer des Erdgeschosses erschlossen, die untereinander durch einen Durchgang verbunden sind. Erhalten ist die originale Holztreppe mit kandelaberförmigem Anfängerpfosten und gedrechselten Geländer-Stäben. Alte Türen und Türgewände sind ebenso erhalten wie Deckenstuck (Mittelrosetten, Kehlen) im Flur bzw. Treppenhaus und in Zimmern. Insgesamt bietet das Haus daher noch einen sehr anschaulichen Raumeindruck der Bauzeit. Die auf beiden Seiten gut erhaltene Wohnhausbebauung der innerstädtischen Seite der Eichenstraße wurde relativ einheitlich zwischen Jahrhundertwende und Erstem Weltkrieg bebaut. Auf der nördlichen Seite entstanden nach den erhaltenen Bauakten zunächst 1904/05 die Häuser Eichenstraße 14 und 16, danach 1908 die Häuser Eichenstraße 12 und 18 (abgerissen) und schließlich 1909 das Gebäude Eichenstraße 10. Die Bauherrenschaft über die Häuser teilten sich Peter Kox (Eichenstraße 12 und 14 sowie Eichenstraße 10 in Vertretung) und der Bauunternehmer Heinrich Bremer (Eichenstraße 16 und 18). Nur für Eichenstraße 16 zeichnete Franz Kreutzer als Architekt, für 10, 12 und 18 hingegen Johann Timmermanns, von dem z. B. auch die Häuser Ringstraße 1, 3 und 5 geplant wurden. Heinrich Bremer wird im Viersener Adressbuch 1895/96 noch als „Maurer“ bezeichnet (damals wohnhaft Gereonstraße 44a). Ob er das Haus tatsächlich für sich selbst gebaut hat und wie lange er gegebenenfalls dort wohnte ist gegenwärtig nicht bekannt. Schon 1912 wird ein Bauantrag auf Verlängerung des Hinterhauses von Genossenschaftsdirektor Anton Ortheil als Bauherr unterzeichnet. Als Architekt fungierte dort wieder Timmermanns, Bremer als Bauleiter. Die ursprünglichen Baupläne des Hauses stammten hingegen von dem Viersener Architekten Franz Kreutzer – Architekt u. a. der Maschinenhalle des Viersener Elektrizitätswerks und der Volksschule an der Gereonstraße. Aufgrund der an der Eichenstraße zu beobachtenden Überschneidungen ist eine enge geschäftliche Beziehung der Bauherren und Architekten Kox, Bremer, Kreutzer und Timmermanns mehr als wahrscheinlich. 1934 erscheinen das Haus Eichenstraße 16 und das heute abgerissene Haus Eichenstraße 18 gemeinsam in Besitz von Johanna Ortheil. Die Eichenstraße bildete hier ehemals eine kurze Stichstraße zwischen der nach Süden aus der Stadt herausführenden Gereonstraße und der parallel verlaufenden Eisenbahnlinie Gladbach-Krefeld (heute Freiheitsring). Es handelte sich seinerzeit sicher nicht um ein bevorzugtes Wohngebiet, sondern eher um zeitgemäße Kleinwohnungen. Auch die auf den ersten Blick sehr reichhaltige Dekoration der Fassade von Eichenstraße 16 war ein zeit- und auch bauaufgabentypisches Phänomen; bei anspruchsvolleren Gebäuden ging man nach der Jahrhundertwende von dieser historistischen Manier bereits wieder ab, während die aus Mustervorlagen zusammengestellte Ornamentik hier noch als angemessen galt und selbstverständlich verwendet wurde. In seiner historischen Geschlossenheit ist dieser Teil der Eichenstraße ungewöhnlich und bedeutend für Viersen. Das Wohnhaus Eichenstraße 16 ist als im Wesentlichen gut erhaltenes städtisches Mietwohnungshaus von 1904 und Teil des Ensembles gleichartiger Häuser an der Eichenstraße bedeutend für Viersen. An seiner Erhaltung und Nutzung besteht aus den dargelegten wissenschaftlichen, hier architekturgeschichtlichen sowie städtebaulichen Gründen ein öffentliches Interesse. Es handelt sich daher gemäß § 2 (1) des Denkmalschutzgesetzes NRW um ein Baudenkmal. | 1904                   | 17. Juli 2008      | 483             |
| Wohnhaus                                        | Wohnhaus                                         | Viersen Eichenstraße 17 Karte                                  | Die südliche Straßenseite des innerstädtischen Teils der Eichenstraße 1–17 entstand als geschlossene Wohnhauszeile Anfang des 20. Jahrhunderts. Es handelt sich um eine Nachfolgebebauung der Seidenfärberei von Rudolf von der Linde, die hier zwischen Gereonstraße und der ehemaligen Bahnlinie (heute Freiheitsstraße) ihren Sitz hatte. In den heute dort befindlichen Wohnhäusern sind wohl noch Teile der ehemaligen Fabrikgebäude enthalten. Hinter dem Doppelhaus Eichenstraße 15/17 befindet sich auch noch ein letztes, weitgehend unverändertes Betriebsgebäude der Färberei. Der an der Gereonstraße gelegene Betrieb hatte sich sukzessive nach hinten zur Bahnstrecke hin erweitert. Der wohl letzte Anbau entstand 1896 auf einem Gartengelände, das zuvor eigentlich als Teil der Trasse einer entlang der Bahn geplanten Chaussee vorgesehen war. Kurz darauf scheint die Färberei ihren Betrieb hier eingestellt zu haben, jedenfalls sind die Gebäude 1906 im Besitz von Anton Spielhofen, der an ihrer Stelle an der Eichenstraße Wohnhäuser errichten ließ. Im Doppelhaus 15/17 von 1906 dürfte ausweislich der Baupläne im Kern noch der genannte Fabrikanbau von 1896 stecken. Eichenstraße 17 ist der linke Teil eines zweigeschossigen traufständigen Doppelhauses, dessen Putzfassaden Jugendstilornamente zeigen und spiegelbildlich zueinander gleich gestaltet sind. So ist die Front der Gebäudehälfte Eichenstraße 17 durch kräftig hervortretende, formal abstrahierte Pilaster mit kapitellähnlichen Schmuckformen in Felder aufgeteilt. Im Erdgeschoss sind 2×2 Achsen asymmetrisch angeordnet, links zwei eng gestellte Einzelfenster, rechts ein Einzelfenster und der unmittelbar an die Trennwand der beiden Haushälften gerückte Eingang; das Obergeschoss zeigt zwei breitere Einzelfenster, das linke bis 1938 mit Balkon. Die linke Hälfte wird durch ein Zwerchhaus mit geschweiftem Giebel betont. Die Öffnungen des Erdgeschosses besitzen aufgeputzte Rahmungen und Verdachungen, die Fenster des Obergeschosses sind hingegen schmucklos, werden aber von flach aufgeputztem Laubwerkschmuck in Jugendstilmanier unterhalb eines Klötzchen-Konsolfrieses begleitet. Das Dach ist zur Straße hin als Mansarddach ausgebildet, bei dem das Mansardgeschoss durch das Zwerchhaus und zwei Einzelgauben belichtet ist. Der freie Giebel zur Freiheitsstraße und die Rückseite sind einfach verputzt ausgeführt, der (1906 ausgeführte) Anbau von Veranda, Küche und Treppenhaus ist von der Seite aus im Versprung des Baukörpers deutlich zu erkennen. Durch die originale Haustür betritt man einen Seitenflur, der gerade zum rückseitig gelegenen Treppenhaus samt Hinterausgang führt. Terrazzo-Flurboden und die Treppe, zweiarmig gegenläufig mit Wendepodest, sind erhalten, ebenso die Raumanordnung. In beiden Geschossen sind die Wohnräume mit zweiflügligen durchfensterten Türen zum Treppenhaus hin abgetrennt. Von einem dahinter liegenden kleinen Stichflur aus werden die Zimmer erschlossen. Ursprüngliche Zimmertüren und Stuckdecken sind in annähernd allen Wohnräumen noch vorhanden, auch der Eingangsflur besitzt eine Deckenstuckierung. Peter Anton Spielhofen wurde als jüngster Sohn der Eheleute Johann Jakob und Anna Gertrud Spielhofen am 14. April 1856 geboren. Sein Vater, zunächst Samtweber, im Rahser wohnend, begründete eine „Viehhändler- und Metzgerdynastie“. Alle 5 Söhne ließen sich als Viehhändler oder Metzger in Viersen bzw. Anrath nieder. So waren sie auch Gründungsmitglieder der am 21. Juli 1880 sich konstituierenden Fleischerinnung in Viersen. Peter Anton Spielhofen war der erfolgreichste der Geschwister. Als Viehhändler, vornehmlich in Düsseldorf, soll er nach Aussage seiner Nachfahren der 3.größte Steuerzahler nach Josef Kaiser und Friedrich Pongs in Viersen gewesen sein. So ist auch erklärlich, dass er 1906, zum Zeitpunkt der Errichtung der Doppelhäuser Eichenstraße 15/17, im Besitz des gesamten Geländes der ehemaligen Färberei von Rudolf von der Linde war. Sein kaufmännisches Geschick wird auch in dem Nachruf der Pfarre St. Joseph, in dem er Mitglied des Kirchenvorstandes war, mit den Worten „geschäftsgewandten, klugen Ratgeber“ beschrieben. Zudem war er von 1906 bis 1919 Stadtverordneter der Zentrumspartei. Er starb am 22. Oktober 1926. Sein Architekt Josef Pütz aus Düsseldorf hatte ein Jahr vor diesem Wohnhaus das Kontorhaus der Lohbusch-Brauerei in Viersen, Dülkener Straße 76 errichtet. Die auf beiden Seiten gut erhaltene Wohnhausbebauung der innerstädtischen Seite der Eichenstraße wird augenscheinlich relativ einheitlich zwischen Jahrhundertwende und Ersten Weltkrieg bebaut. Die nördliche Zeile entstand ab 1904, auf der Südseite waren anstelle der alten Färberei Von der Linde 1906, zum Zeitpunkt der Errichtung des Doppelhauses Eichenstraße 15/17, wohl bereits die Häuser Eichenstraße 1 und 3 an der Ecke Gereonstraße fertig gestellt oder im Bau. Dazwischen verzeichnet der Situationsplan 1906 noch Fabrikgebäude. Die Eichenstraße bildete hier ehemals eine kurze Stichstraße zwischen der nach Süden aus der Stadt herausführenden Gereonstraße und der parallel verlaufenden Eisenbahnlinie Gladbach-Krefeld (heute Freiheitsstraße). Es handelte sich seinerzeit sicher nicht um ein bevorzugtes Wohngebiet, sondern eher um relativ einfache Kleinwohnungen. Immerhin weist die Fassadendekoration von Eichenstraße 17 zwar schlichte, für die Bauzeit aber moderne, dem Jugendstil verpflichtete Formen auf – zusammen mit Eichenstraße 15 die einzigen dieser auffälligen Art in der Straße. Raumzuschnitt und wandfeste Ausstattung des Inneren geben außerdem aufgrund ihrer umfänglichen Erhaltung ein noch sehr anschauliches Bild von den zeitgenössischen Wohnverhältnissen. In seiner späthistoristischen Geschlossenheit ist dieser Teil der Eichenstraße ungewöhnlich und bedeutend für Viersen. Das Wohnhaus Eichenstraße 17 ist als im Wesentlichen gut erhaltenes Mietwohnungshaus von 1906 und Teil des Ensembles gleichartiger Häuser an der Eichenstraße bedeutend für Viersen. An seiner Erhaltung und Nutzung besteht aus den dargelegten wissenschaftlichen, hier architekturgeschichtlichen sowie städtebaulichen Gründen ein öffentliches Interesse. Es handelt sich daher gemäß § 2 (1) des Denkmalschutzgesetzes NRW um ein Baudenkmal. | 1906                   | 29. November 2005  | 466             |
| ehem. Gerberei/Lederfabrik                      | ehem. Gerberei/Lederfabrik                       | Viersen Eichenstraße 73 Karte                                  | Die Geschichte der gewerblichen Tätigkeit auf dem Grundstück Eichenstraße 73 reicht über nunmehr fast 145 Jahre zurück. Im Jahr 1853 erhält Thomas Rath zu Viersen auf seinen Antrag vom 10.02. des Jahres die Erlaubnis zum Betrieb einer Lohgerberei „hinter Ihrem neu erbautem Hause an der Eichenstraße Viersen“. Letzteres ist laut Ausweis des „1852“ datierten Keilsteins über der Durchfahrt am Südende des Gebäudes kurz vorher entstanden. Im rechten Winkel zu diesem Bau wird im Süden ein lang rechteckiges, zweigeschossiges Werksgebäude errichtet, das im Situationsplan vom 29. Jan. 1853 mit „Gerberei-Gebäude“ bezeichnet ist. Einen geschlossenen Hof bildend, entstehen ferner im Westen der „Lohschoppen“, rechtwinklig dazu der Bau mit den Gerbbottichen, daran anschließend Lohkammer, Holzschoppen und Waschküche. Es entspricht dieser Anordnung dem vor maschinellen Betriebe einer mit Rindenlohe und in handwerklicher Technik arbeitenden Gerberei, deren äußere Erscheinungsform eher einem bäuerlichen, als einem gewerblichen Betrieb entspricht, zumal bei der hier gewählten, vierflügeligen Anlage. Die nächste bedeutende, architektonisch und funktional ins Gewicht fallende Bauphase liegt am Ende des 19. Jahrhunderts. Im Jahre 1892 erfolgt seitens des neuen Eigentümers August Henrichs das Gesuch zur Vergrößerung seiner „Gerberei-Werkstelle“, das sich auf Anfügung zweier Bauteile im Osten und Westen des Gerbereigebäudes von 1853 bezieht. Der bedeutendste Industriebau der Unternehmung entsteht dann 1894. Ein 2 ½-geschossiges „Farbhaus mit Trockenspeichern“ nimmt im Erdgeschoss „Farb- und Versenkgruben“, im 1. Obergeschoss die „Speicher für Sommertrocknung“ und im Dachgeschoss die „Trockenspeicher“ auf. Entsprechend der Betriebsvergrößerung wird auch eine Kläranlage im Osten des Grundstückes nötig, die einen am Areal vorbeifließenden Bach als Vorfluter nutzt – unabdingbare Voraussetzung jedes Gerbereibetriebes. Unmittelbar angegliedert wird die „Leimfleisch- und Kalkgrube“ als Vorbereitungsanlage für die weitere Lederbearbeitung. Dies ist in etwa der Stand, den die Fabrikansicht der 1890er Jahre aus der Vogelperspektive zeigt, noch bevor westlich hinter dem Fabrikbau die „Fellgruben-Überdachung“ und östlich davon das Kessel-, Kontor- und Imprägnier-Gebäude entsteht (1898 und 1899). Für das heutige Erscheinungsbild ist dann noch der Umbau des Nordtraktes zu Stallungen relevant, der zu einem Holzfachwerktrakt zwischen Kesselhaus und Nordtrakt führt. In den 1920er Jahren kommt im Süden ein Anbau an die alte Gerberei und eine Blendmauer am Ostende hinzu. Wann der brückenartige Übergang zwischen alter und neuer Gerberei entsteht, ist nicht zu eruieren. Beschreibung: 1. Wohnhaus Das sieben Achsen breite, 2-geschossige Wohnhaus als Backsteinbau mit pfannengedecktem Satteldach ist hofseitig verputzt, straßenseitig – wohl in den 1920, frühen 30er Jahren – repräsentativ überformt. Die Innenaufteilung und feste Ausstattung entspricht noch weitgehend dem Zustand der Jahrhundertwende zum 20. Jahrhundert. 2. Südtrakt Der 1853 angelegte, nach Westen und Osten 1892 erweiterte Gerbereitrakt ist ein zweigeschossiger Backsteinbau mit Satteldach. Flache Stichbogenfenster mit Werksteinsohlbänken durchbrechen die Mauerflächen, die Türöffnungen des alten Teiles weisen Blausteinumrahmung auf. Hier ist auch ein mit dem Maschinenbetrieb ab 1898 verbundener Transmissions-Durchlass an der hofseitigen Wand erhalten. Der einfache, zweigeschossige Anbau im Westen ist in sachlich-nüchterner Form gehalten. Im Süden, am Westende des Altbaues, erhebt sich der mit dem Dampfkesselbetrieb nötig gewordene 2a Schornstein als zylindrischer, bereits teilweise abgetragener Backsteinbau. 3. Farbhaus/Trockenspeicher 1894 erbaut, weist dieser Werksteil die klarste Charakteristik als ein Bauwerk des „Fabrikzeitalters“ auf. Der 2½-geschossige Backsteinbau von im Osten 7, im Westen 8 Achsen Länge und 3 Achsen Breite gliedert seine Wandflächen mit Backstein-Lisenen und Stufensimsen. Das Dachgeschoss ist mit je einer Fünfergruppe gekoppelter kleiner Fenster erhellt, die mit nochmaligem Stufensims zur Traufzone überleiten. Das pfannengedeckte Satteldach kragt im Süden als Krüppelwalm vor, ein Aufzug hat hier ursprünglich die als Ladeluken ausgebildeten Wandöffnungen der Mittelachse des Südgiebels bedient. Das Firstende ist hier mit einer Windfahne über kugeliger Zinkblech-Halterung betont. Die Durchfensterung des Fabrikbaues ist noch weitgehend in Eisensprossung gehalten, ihre technische Einrichtung in den Obergeschossen steht im Zusammenhang mit der Trockenfunktion dieser beiden Geschosse. Die Holzbohlen-Decken werden im Erdgeschoss von 2 Reihen Eisengussstützen, in den Obergeschossen von Holzstützen getragen. Eine nachträgliche Erschließungsbrücke erreicht den Neubau von 1894 an der Süd-West-Ecke des 1. Obergeschosses. 4. Kesselhaus/Kontor- und Imprägnierhaus 1898 wird dem vorbeschriebenen Bau an seiner Südost-Ecke ein eingeschossiger, in etwa quadratischer Anbau mit einem zweiteiligen Sheddach hinzugefügt. Der westliche Teil war zur Aufnahme des noch heute erhaltenen Kessels bestimmt, der südöstliche Teil diente als Kontorraum. Der nordöstliche später neu durchfensterte Bauteil ist als „Imprägnier-Raum“ ausgewiesen. Dem Ostende des Baues, wurde eine – angesichts der Einfachheit dieses Shed-Schuppens „hochrepräsentative“ Front mit 4 Traufentürmchen über Lisenen und aufwendigen Zahnschnittfries vorgewendet. 5. Nordtrakt Auf Grund des Umbaues kommt diesem Bauteil eine weniger hohe bauhistorische Bedeutung zu, mit dem Baujahr 1853 und der ursprünglichen betrieblichen Funktion ist er aber integraler Teil der Gesamtanlage samt dem Verbindungstrakt zwischen Altbau und Kesselhaus im Zusammenhang mit der Errichtung von Stallungen. 6. Hofzone Die gesamte Hofzone weist die ursprüngliche Werksteinpflasterung auf mit Einschluss der in Backstein gelegten Abflussrinnen zwischen den einzelnen Gebäuden. Bewertung: Bei der Anlage der ehemaligen Gerberei August Henrichs handelt es sich im unter II beschriebenen Umfang um ein Denkmal im Sinne des § 2 (1) des Denkmalschutzgesetzes NRW. Die Gesamtanlage ist bedeutend für die Geschichte der Städte und Siedlungen sowie für die Entwicklung der Arbeits- und Produktionsverhältnisse. Für Erhaltung und Nutzung liegen künstlerische und wissenschaftliche Gründe vor, hier insbesondere solche der Entwicklung der Werk- und Fabrikarchitektur, sowie des Überganges von manuellem zu maschinisiertem, dampfgestütztem Betrieb, also vom vorindustriellen zum industriellen Produktionsprozess. In seiner Gesamtheit mit der ensembleartigen Verknüpfung von Wohnen und Arbeiten über Vor- und Hochindustrialisierungsepoche hinweg vermag der Komplex einen guten Einblick in einen Betrieb zu geben, wie er für Viersen mit seiner hochentwickelten, maschinisierten Textilproduktion von hoher Wichtigkeit war. Für diese lieferte die Firma Henrichs ihre Spezialität, die für das Zeitalter der transmissionsgetriebenen Arbeitsmaschinerie wichtigen Riemenleder. Wenn auch außer dem originalen Dampfkessel im engeren Sinne betriebliche Einrichtungen nicht erhalten sind, so lässt sich doch in dem klar ablesbaren Dreischritt Wohnen, frühe, und dann auch fabrikmäßig entwickelte, Werksarchitektur einer Anlage dieser Epochen gut vor Augen führen, die auch bei einer gut vorstellbaren Neunutzung, etwa im Sinne der Wohnnutzung, nichts von ihrer Aussagekraft einbüßen würde. | 1852                   | 10. September 1997 | 364             |
| Liefkeshof                                      | Liefkeshof                                       | Viersen Eichenstraße 219 a und b Karte                         | Das Hofgelände liegt an der Eichenstraße, die als Eyckerstraße 1505 erstmals erwähnt ist. Eine Scheune und Ställe umgaben das mittig liegende Wohnhaus, wie im französischen Urkataster von 1812 zu erkennen ist. Karl im Stappen war zu dieser Zeit Eigentümer und der Hof wurde Stappenhof genannt. (Liefkeshof war zu dieser Zeit Nachbarhof). 1889, als Heinrich Nothofer und Peter Joseph Ziemes den Hof besaßen, sind alle umgebenden Hofgebäude verschwunden. Ziemes baute an der Südostseite eine kleine Backsteinscheune (Anlage), die er 1895 erweiterte. Im Zweiten Weltkrieg wurde der Nordgiebel durch Bomben teilweise zerstört. Beim Wiederaufbau wurden im mittleren Bereich 22 Eichenbalken durch Mauerwerk ersetzt. Unter den Eichenbalken befand sich auch der Türbalken mit dem Hausspruch (Anlage), der die Erbauungszeit auf 1744 festlegt, die am Südgiebel durch Anker bestätigt wird. An der Südseite (219 b) sind unpassende eingeschossige Vorbauten aus jüngerer Zeit angebaut. Im Inneren ist der Grundriss einschließlich Treppen wenig verändert, die ursprünglichen Oberflächen jedoch sind hinter „modernen“ Verkleidungen verschwunden. Im Inneren des südlichen Hausteils (219 b) sind noch alte Decken mit profilierten Balken erhalten. Vom versetzten Kamin sind Kacheln und der Kaminschürzenträger erhalten. Die barocke Haustür ist nach dem Rahmen-und-Füllung-Prinzip in 4 Felder aufgeteilt und im oberen Bereich mit 3 Rosetten geschmückt. Schloss, Beschläge und zusätzliche Sicherungseinrichtung innen sind noch original erhalten. Bemerkenswert ist auch die Schwelle aus Namurer Blaustein und der Türsturzbalken mit den Buchstaben: I. P. D. O. L. N. C. K. T Neben der Tür befindet sich das letzte alte Fenster von (ungefähr) 1850. Die überregionale Bedeutung des Gebäudes geht aus der Beschreibung des Rheinischen Amtes für Denkmalpflege in Was ist ein Baudenkmal? S. 75 hervor: Das Gebiet des linken Niederrheins gliedert sich in zwei große Hauslandschaften. Viersen und seine Umgebung gehören zum nördlichen Teil dieses Gebietes, in dem der Einzelhof vorherrscht. Er besteht aus einem niederrheinischen Hallenhaus (vgl. Beispiel 27), das meist Wohnen und Viehhaltung unter einem Dach beherbergt und meist einer separat liegenden Scheune. Das hier zu besprechende Bauernhaus aus dem Anfang des 17. Jahrhunderts zeigt eine für das Viersener Gebiet typische Variante des Hallenhauses: Ein Zweiständerhaus mit vorgezogenen Abseiten und einem vorgezogenen Dach mit Krüppelwalm, das von Dach und Giebelsparren getragen wird. Das Hallenhaus besteht aus einem mittleren, höheren Schiff, das durch die das Haus tragenden Ständerreihen bestimmt wird, und den sich daran links und rechts anschließenden Abseiten. Das Mittelschiff ist weitgehend in sich abgeschlossen, mit Seitenwänden, die weit in den tief herabgezogenen Dachraum ragen. Es war früher ein einheitlich hoher Herdraum, der später vor allem im Viersener Gebiet zwei bzw. zweieinhalbgeschossig wurde. Im Gegensatz zum niederdeutschen Hallenhaus, das eine befahrbare Dreschdeele und Erntelagerung auf dem Dachboden aufweist, haben wir am Niederrhein niedrige Eingangstüren zur Futterdeele, die das Befahren mit Erntewagen ausschließen. Am Niederrhein fand hauptsächlich das sogenannte Durchgangshaus, mit einem Mittelschiff ohne Trennwand zwischen Wirtschaftsdeele und Herdraum Verbreitung. Der Viersener Typ ist ein Sonderfall, bei dem die Deele von der Wohnküche durch eine Wand mit Doppelkamin getrennt wird. Das Beispiel Viersen/Eichenstraße erhält neben seinem Alterswert seinen Denkmalcharakter, trotz seiner Veränderungen im 19. Jahrhundert, als typisches Beispiel eines niederrheinischen Hallenhauses „Viersener Prägung“. Aus wissenschaftlichen, insbesondere volkskundlichen Gründen, liegen Erhaltung und Nutzung der Gebäude gemäß § 2 (1) des Denkmalschutzgesetzes NRW im öffentlichen Interesse. | Anfang 17. Jh.         | 3. Juni 1987       | 152             |
| ehem. Kaffeerösterei Kaisers                    | ehem. Kaffeerösterei Kaisers                     | Dülken Eindhovener Straße 37–41 Karte                          | Die letzten Jahre des 19. Jahrhunderts brachten auf dem Sektor des Kolonialwarenhandels mit Genussmitteln einen Umschwung der Käufergewohnheiten mit sich: war der Konsument bislang gewohnt gewesen, importierte Kaffeebohnen in grünem Zustand zu erwerben und sie bei Bedarf frisch zu rösten, so setzte sich gegen etwa 1880 mehr und mehr der Verkauf bereits gerösteter Kaffeebohnen durch. Vom Röstprozess hängt in hohem Maße die Geschmacksqualität der Kaffeebohnen ab, eine exakte Überwachung des Röstprozesses auf Dauer, Gleichmäßigkeit der Temperatur und des Röstvorganges hin war in der häuslichen Küche schwerer möglich, als in gewerblich betriebenen Röstereien. Ab 1880 z. B. betrieb der Webersohn Josef Kaiser im väterlichen Kolonialwarenladen einen kleinen Röstbetrieb, der mit der Gründung einer ersten Geschäftsfiliale 1885 in Duisburg expandierte. Geschäfte in Essen und Bochum folgten in der begründeten Hoffnung, dass die gut verdienenden Arbeiter der Montanindustrie imstande wären, sich importierten Bohnenkaffee zu leisten. Die „Dampf-Kaffee-Rösterei von Hermann Kaiser“ versorgte 1897 bereits 100 Filialen, 1898 sogar 250, Zweigröstereien für Kaffee in Berlin und Heilbronn verarbeiteten nun neben Viersen die in eigener Regie importierten Kaffeebohnen, ab 1899 hieß man nur noch „Kaiser’s Kaffeegeschäft“. In Dülken begann auf Josef Kaisers Spuren die Kolonialwarenfirma Ferdinand Fuesers seit den 90er Jahren mit der Kaffeerösterei. 1898/99 baute sie an der damaligen Süchtelner Straße an der Bahn eine Kaffeegroßrösterei und Getreidekaffee-Fabrik mit einem mehrgeschossigen Silo und Verwaltungsgebäude. 150 Arbeiter und Angestellte versorgten Filialen in Hamburg, Kassel und Mannheim. Der Inhaber Eduard Fuesers starb 1910, der Betrieb wurde 1935 stillgelegt. Als zweiter begann dann in Dülken der Bruder Josef Kaisers, Hermann Kaiser und Jakob Tummer aus Viersen Anfang 1900 mit dem Betriebe einer Kaffeerösterei, und zwar ebenfalls an der Bahnlinie Venlo-Viersen und der Süchtelner Straße. Lager- und Röstereigebäude, Versand- und Sortiergebäude sowie ein Kessel- und Maschinenhaus entstanden auf u-förmigem Grundriss pa-rallel der Bahnlinie. Dass der Betrieb auch wirtschaftlich mit dem Unternehmen Josef Kaisers verzahnt war, geht aus folgender Bemerkung hervor: „Dieser Produktionszweig wurde später noch beträchtlich ausgebaut, besonders seit der Übernahme der Kaffeerösterei Hermann Kaiser u. Co. in Dülken, die sich in Verwandtenbesitz befand, aber durch Lieferungsverträge mit dem Stammunternehmen verbunden war“ (W. Peiner, Zur Vollendung des 75. Lebensjahres von Josef Kaiser, Kommerzienrat, Düsseldorf 1937, S. 52). Beide Inhaber der Dülkener Firma starben jedoch nach wenigen Betriebsjahren und zum 1. Juni 1906 ging die Rösterei an Kaiser’s Kaffeegeschäft, Viersen über. Diese wandelte die Rösterei in eine Malzkaffeefabrik um, die sie bis etwa 1944 betrieb. Ab Ende des Krieges diente der Komplex zu Lagerzwecken. Er war seit 1906 im Wesentlichen nur durch den Bau eines Mälzereikellers und des markanten, bis zur Traufe ca. 21 m hohen Siloturmes vergrößert worden, der an den Winkel von Lager- und Röstereigebäude gesetzt wurde. Beschreibung: Die mit Ausnahme des Versand-/Sortiergebäudes eingeschossigen Backsteinbauten des ursprünglichen Betriebes zeigen das einheitliche Erscheinungsbild des im Industriebau seit etwa 1870 verwendeten „Rundbogenstiles“. Durchgängig übernehmen flache Lisenen die Vertikal-, mit Zahnschnitt dekorierte Gesimse die Horizontalgliederung. Die Rundbögen der Fenster- und Türöffnungen sind ausnahmslos durch Überfangbögen betont. Baulich hervorgehoben ist das zweigeschossige Versand- und Sortiergebäude: Ein eckturmartig hochgezogenes Wasserreservoir betont die Nordostecke des u-förmig umschlossenen Werkshofes, das flache Satteldach ist hinter einfachen Attikazonen verborgen. Bemerkenswert ist in diesem Bau der von zahlreichen Mauerstützen durchzogene Gewölbekeller, möglicherweise der 1907 angelegte Mälzereikeller für die Malzkaffeeproduktion. Von funktionaler Ästhetik ist auch der Dachstuhl des flachen Satteldaches. Architektonisch wie städtebaulich von Belang ist dann der ab 1910 errichtete, etwa 27 m hohe Siloturm. Über einer ca. 3,50 m hohen Backstein-Sockelzone gliedern drei schlanke Putzfelder zwischen Flachlisenen in Backstein den Turmschaft, nach oben geschlossen durch Segmentbogen. Diese nach allen vier Seiten gleiche Ansicht wird geprägt durch ein geputztes horizontal umlaufendes Band mit der Aufschrift „Kaiser’s Kaffee-Geschäft“ nach Osten und Westen. Eine Kombination aus Pyramidenstumpf- und Zeltdach schließt den Turm nach oben ab, ein eigenes, steileres Dach besitzt der Aufzugsmechanismus für den Elevatorbetrieb im Silo-Inneren. Der Bereich oberhalb der Silobehälter ist von je drei niedrigen Stichbogenfenstern auf jeder Turmseite belichtet. Gekoppelte schmale Rechteckfenster markieren an der Südostecke des Turmes den Verlauf des Treppenhauses. Bewertung: Bei den baulichen Anlagen des Betriebes Kaiser handelt es sich im unter II beschriebenen Umfange zuzüglich der Bauten des Kessel- und Maschinenhauses um Denkmale im Sinne des § 2 des Denkmalschutzgesetzes NRW. An ihrem Erhalt besteht öffentliches Interesse, da die Bauten bedeutend für Städte und Siedlungen sowie die Entwicklung der Arbeits- und Produktionsverhältnisse sind. Für Erhalt und Nutzung liegen künstlerische, wissenschaftliche und städtebauliche Gründe vor. 1. Künstlerische Gründe liegen in der Erscheinungsform der Anlage als Industriearchitektur zweier Epochen: Die Bauten der ersten Generation ab 1900 exemplifizieren den Werkbau der klassischen Industrialisierungsphase in ihrer Verwendung des einfachen, durch klare Proportionen wirkenden typischen Rundbogenstils in Backstein mit Simsen und Lisenen. Auch die Innenräume, einschließlich des Kellers des Lager- und Sortiergebäudes sind von funktional überzeugender, ohne weiteres neu nutzbaren Gestalt. Den Schritt zum Neuen Bauen im Industriebereich belegt dann der 1910 entstandene Siloturm, der ohne jeden Rückgriff auf eine Stilarchitektur die bauliche Aufgabe der Beherbergung vertikaler Silokammern auch nach außen hin funktional verdeutlicht. Sockel-, Silo- und Arbeitszone sind innen wie außen ablesbar, das leicht überkragende Dach bildet einen einfachen aber harmonisch wirkenden Abschluss, auch das Dach des Elevators ordnet sich in seiner Wiederholung des Dachumrisses der Gesamtform unter. In der Verwendung einzelner Architekturelemente (Putzband) als Reklameträger wird ebenfalls die Entwicklung funktionaler Architektur deutlich. 2. Wissenschaftliche Gründe für den Erhalt liegen insofern vor, als der Baukomplex für den Übergang von häuslicher Selbstversorgung durch zentrale technische Leistungen steht. Die Konjunktur der 90er Jahre des vorigen Jahrhunderts ermöglichte steigenden Import von Genussmitteln, deren massenhafte Verwendung führte zur Zentralisierung ihrer Verarbeitungsstufen und dafür bildet die Dülkener Anlage ein gutes Beispiel. 3. Die städtebaulichen Erhaltungsgründe liegen dem Betrachter ohne weiteres auf der Hand: An markanter Stelle im Stadtbild an der Kreuzung der Bahnlinie Venlo-Viersen und der heutigen Eindhovener Straße gelegen, bietet der Siloturm mit seiner harmonischen Dachgestalt und ausgewogenen Vertikalgliederung einen deutlichen Identifikationspunkt für den Nordwesten Dülkens. Abschließend sei auf die Bedeutung des Komplexes für die Gesamtstadt Viersen hingewiesen: Diese Stadt, die lange in so gravierender Weise durch die Wirtschaftstätigkeit eines Unternehmens geprägt worden ist, besitzt heute nahezu keine Spur mehr von der ursprünglichen, wirtschaftlich-technischen Präsenz dieser Unternehmung im Stadtbild. Bauten wie die Villa Kaiser und das von Kaiser gestiftete Stadtbad von 1906 müssen nahezu beziehungslos in einem Stadtgefüge wirken, das keinerlei Belege mehr aufweist für die einst massive Präsenz der Bauten und Anlagen, mit denen der Kaiser-Konzern die wirtschaftliche Macht errang, die ihn erst zu Bauten und Stiftungen wie den oben erwähnten befähigte. Wenn daher in der 1900 gegründeten Unternehmung von Josef Kaisers Bruder Heinrich in Dülken eine solche Anlage, die noch dazu von Anfang an in direkter gesellschaftlicher und funktionaler Beziehung zur Unternehmung Kaiser gestanden hat, überlebt hat, so sollte ihr Erhalt für die ehem. „Kaiserstadt“ Viersen ein dringliches Anliegen sein, den die leicht erkennbare Neunutzungsmöglichkeit der Gebäude förderlich entgegenkommt. | Anfang 1900            | 26. Februar 1997   | 363             |
| Wegekreuz                                       | Wegekreuz                                        | Dülken Eintrachtstraße Karte                                   | Auf einem modernen Holzkreuz des 20. Jahrhunderts befindet sich der farbig gefasste Christuskorpus aus dem 18. Jahrhundert Das Kruzifix stellt ein weiteres bedeutendes Beispiel, der im Raum Viersen zahlreich vertretenen religiösen Straßendenkmäler, für die Volksfrömmigkeit dieser Region dar. Aus wissenschaftlichen, insbesondere religionsgeschichtlichen und volkskundlichen Gründen stehen Erhaltung und Nutzung des Wegekreuzes gemäß § 2 (1) des Denkmalschutzgesetzes NRW im öffentlichen Interesse. | 18. Jh.                | 7. September 1994  | 353             |
| Gasthof Kamp                                    | Gasthof Kamp                                     | Dülken Eligiusplatz 10 / Westwall 51 Karte                     | Es handelt sich um die Gebäude des ehemaligen Gasthofes Kamp bzw. seines Nebengebäudes. Das Vordergebäude wurde vermutlich als Dependance des Gasthofes Kamp ca. 1816 errichtet. Dieses backsteinsichtige Gebäude mit Satteldach ist zweigeschossig. Die dreiachsige Fassade ist symmetrisch angelegt. Die Eingangstür liegt etwas eingezogen in der Mitte des Erdgeschosses. Fenster und Tür besitzen flach gemauerte Entlastungsbögen, wobei die Tür und das linke Fenster sowie ein mittig erhöht liegender Bogen durch einen weit gespannten Entlastungsbogen verbunden werden. Dies deutet auf eine frühere bauliche Veränderung hin. Die Fenster sind mit Holzklappläden versehen. Ihre Sohlbänke sind in Beton erneuert. Die Fenster sind zum Teil an der Rückfront geschlossen worden. 1980 erfuhr das Gebäude im Inneren eine totale Veränderung, d. h. Auskernung. Nur die quergewölbten Keller mit segmentbogenförmigen Öffnungen in deren Trennwänden sind noch vorhanden. Das Hintergebäude als eigentlicher Gasthof – seit dem Umbau 1980 durch einen eingeschossigen Erweiterungsbau verbunden und heute nur als Wohnhaus genutzt – wird im Volksmund „Kamp-Bräues“ genannt. Es wurde vermutlich um 1700 errichtet und zwar in Fachwerk. Auch dieses Gebäude wurde im Inneren völlig verändert und mit einem Anbau versehen. Die hofseitige Wand wurde beim Umbau nach Einsturz des Giebels neu verblendet unter Verwendung des alten sichtigen Fachwerks. Gartenseitig wurden dabei auch zwei Fenster geschlossen. Die Giebelseite am Wall erhielt durch eine Erweiterung eines Fensters die Eingangstür. Die Tür in der Verbindungsmauer, die im Verbund mit dem Hintergebäude erbaut ist, wurde zum Fenster verkleinert. Der zusammengehörende, eine Einheit bildende Gebäudekomplex weist in seiner originalen äußeren Erscheinung der Fassaden sowie in Verbindung mit der alten Stadtmauer und der noch teils originalen Aufteilung der Fensteröffnungen bzw. Aufteilungen die geschichtliche, kleinteilige Bebauung Dülkens noch auf. Sie ist somit stadtbildprägend. Die Gaststättentradition wird unter neuem Namen fortgesetzt. Beide Gebäude wirken städtebaulich gestaltend. Zusammen mit ihrer alten Verbindungsmauer nehmen sie den Verlauf der Stadtbefestigungsmauer zwischen dem kleinen Tor für Fußgänger und dem neu aufgebauten Gefangenenturm wieder auf. Zum Eligiusplatz hin wirkt das Vordergebäude zusammen mit dem Gebäude Eligiusplatz 10 platzprägend. Aus wissenschaftlichen, insbesondere ortsgeschichtlichen, städtebaulichen und platzgestaltenden Gründen liegen Erhaltung und Nutzung gemäß § 2 (1) des Denkmalschutzgesetzes NRW im öffentlichen Interesse. | ca. 1816               | 9. Juli 1985       | 36              |
| Wohnhaus                                        | Wohnhaus                                         | Dülken Eligiusplatz 12 / 14 Karte                              | Der an betonter Ecklage am Westwall gelegene, zweigeschossige Backsteinbau mit Satteldach wurde spätestens in der zweiten Hälfte des 19. Jahrhunderts errichtet. Das in vier zu zwei Achsen erbaute Wohnhaus mit backsteinsichtiger Front- und Rückseite wurde 1978 restauriert. Dabei wurden die Fenster, Fensterläden und die Haustür nach altem Vorbild erneuert. Fenster und Türen der beiden Längsseiten besitzen flache, gemauerte Stichbögen, die Fronttür ist durch abgetreppte Laibung betont. Die Sohlbänke der Fenster der Vorderfront sowie die Treppenstufen zum Haus dort sind in Werkstein (?) ausgeführt. Die Reihe der kleinen Fenster im Drempel wurde zugemauert. An der Westgiebelseite wurde das linke Erdgeschossfenster geschlossen und das rechte zu einer Eingangstür erweitert. Das nur straßenseitig mit einem Gewölbekeller (ca. 2,00 m hoch) unterkellerte Gebäude besitzt in dessen Westecke eine im Fundament abgerundete Eckmauerung, die sich auch oben im sichtbaren Mauerwerk bis zum Dach fortsetzt. Das Gebäude ist in die alte Stadtmauer Dülkens integriert bzw. ragt heute in deren Fluchtlinie hinein. Im Jahre 1825 wurde das Gelände der Gräben und teilweise auch das der Wälle in Dülken an die Bürger verkauft. Im Anschluss daran war eine Bebauung, die Reste der alten Stadtmauer mit einbezog, möglich geworden. Auffällig ist, dass wallseitig kein Keller besteht, vielmehr sich hier eine ungewöhnlich dicke (ca. 80/90 cm) Mauerung befindet, die sich dann in einem Absatz nach oben verjüngt. Mithin ist anzunehmen, dass in dem Wohnhaus ein Teil der alten Stadtbefestigung enthalten ist. Der Boden des mit einer ausgebesserten Mauer umschlossenen Hofes wurde um einen Meter erhöht. Das Wohnhaus ist zur erhaltenswerten Bausubstanz des heutigen alten Stadtkerns von Dülken zu zählen. Die originale, schlichte Backsteinfassade des Wohnhauses, nur akzentuiert durch die ausgewogene Aufteilung von Fenster- und Türöffnung, sowie seine Einbindung in die ehemalige Stadtbefestigungsanlage tradiert das historisch gewachsene Erscheinungsbild Dülkens. Aus wissenschaftlichen, insbesondere ortsgeschichtlichen, stadtbefestigungshistorischen und städtebaulichen Gründen liegen Erhaltung und Nutzung des Gebäudes gemäß § 2 (1) des Denkmalschutzgesetzes NRW im öffentlichen Interesse. | 2. Hälfte 19. Jh.      | 10. April 1985     | 35              |
| weitere Bilder                                  | Altes Waisenhaus                                 | Dülken Eligiusplatz 2 Karte                                    | Das Haus Eligiusplatz 2 (ehemals Lange Straße 96) in Dülken, bekannt als „Altes Waisenhaus“, ursprünglich ein Wohnhaus mit Hofgebäude (wahrscheinlich Manufaktur), geht in seiner heutigen Form auf die Unternehmerfamilie Cornely zurück. Die Familie Cornely zählte im 18. und 19. Jahrhundert zu den bedeutenden Unternehmern in Dülken. In der Einwohnerliste 1801 wird der Besitzer des Hauses an der damaligen Langen Straße, an Stelle des heutigen „Alten Waisenhauses“, als Melchior Cornely, Bierverkäufer, angegeben. Andere Familienmitglieder waren v. a. Goldschmiede und Kaufleute. Auch Johann Cornely (1787–1868) wird zunächst als Goldschmied (1813), später als Kaufmann bezeichnet. Um 1820 gründete er mit Matthias Gierlings in Dülken eine Baumwollfabrik. Neben anderem öffentlichem Engagement stiftete er 1833 zusammen mit H.A. Kamp und Gierlings die höhere Schule im ehemaligen Kreuzherrenkloster. Etwa zur selben Zeit, um 1830, ließ er sein eigenes Anwesen an der Langen Straße zu einem stattlichen klassizistischen Wohnhaus umbauen. Von seinen Söhnen besitzt Gustav August 1865 eine Wollspinnerei in Dülken, während sein Bruder Friedrich Leopold Notar in Aachen ist. Der Dülkener Zweig der Familie verzieht gegen Ende des 19. Jahrhunderts wohl vollständig nach Aachen, wo Gustav August im Alter als Rentner und Weingutsbesitzer firmiert. Auf dem Dülkener Friedhof ist der von den Kindern gestiftete Grabstein für Johann Cornely und Familie erhalten und als Denkmal geschützt. Gustav August Cornely schenkte das Haus an der Langen Straße 1889 der Katholischen Kirchengemeinde St. Cornelius „behufs Einrichtung und Unterhaltung eines katholischen Waisenhauses“. Als „St. Josefs Waisenhaus“ betrieben Schwestern von der göttlichern Vorsehung aus Steyl hier bis zur Errichtung eines Neubaus 1912 das von Cornely gestiftete Waisenhaus. Danach wurde es überwiegend als Wohnhaus (mit Saal im Hintergebäude) genutzt. 1970 ging es in städtischen Besitz über und wurde 1978-80 unter Leitung von Architekt Heinz Döhmen durchgreifend für kulturelle Nutzungen (Bibliothek, Versammlungsstätte etc.) umgebaut. Der Ursprung des Hauses ist unbekannt. Auf dem Urriss von 1825 ist das Hinterhaus bereits im heutigen Umfang eingetragen, das Vorderhaus hingegen ist noch kleiner als das heute vorhandene. Wahrscheinlich handelte es sich noch um ein zweigeschossiges fünfachsiges Gebäude mit seitlicher Durchfahrt, ähnlich dem benachbarten Haus Kamp. Ausweislich der klassizistischen Formensprache dürfte der Umbau, d. h. Erhöhung um ein Geschoss mit neuer Dachgestalt und vereinheitlichter Fassade, um 1830 durch Johann Cornely entstanden sein, sodass sich das Anwesen seitdem aus einem repräsentativen vorderen Wohnhaus und einem wahrscheinlich gewerblich genutzten Hofgebäude zusammensetzte. Weitere größere Baumaßnahmen wurden Ende des 19. Jahrhunderts durch die Katholische Kirchengemeinde für die Waisenhausnutzung durchgeführt: Errichtung eines neuen Zwischengebäudes zwischen Vorder- und Hofhaus (1890), Herrichtung eines Saales im 1. OG des Hofgebäudes durch Herausnahme der Decke und Neugestaltung eines offenen Dachstuhls (1895; Baumeister in beiden Fällen: J. Jos. Gormanns). Umbau und Sanierung 1978-80 haben im Inneren ein neues Raumgefüge geschaffen. Der Komplex des „Alten Waisenhauses“ setzt sich aus dem vorderen ehemaligen Wohnhaus, einem annähernd ebenso großen Hofhaus und einem schmalen seitlichen Verbindungstrakt (1978-80 erneuert) zusammen. Das Wohnhaus präsentiert sich in der Form des Umbaus um 1830 als dreigeschossiger traufständiger Backsteinbau mit Satteldach, acht Fensterachsen breit gelagert, mit einem kräftigen Kranzgesims auf Balkenkopfkonsölchen und einem flachen, zwerchhausartigen Dreiecksgiebel mit gleichartigem Gesims und Thermenfenster. Das Erdgeschoss spiegelt noch die ältere Aufteilung eines fünfachsigen Hauses mit seitlicher korbbogiger Durchfahrt und Hauseingang in der dritten Achse von rechts, d. h. vor dem Umbau 1830 in der mittleren Achse, wider. Die Hausfront ist vor das benachbarte Haus Kamp (Lange Straße 94) gezogen, wodurch im rechten Giebel eine Fensterachse zur Seite ausgebildet wird. Die Fensteröffnungen sitzen in einfachen hölzernen Blendrahmen, die durch Bögen im Mauerwerk überfangen und entlastet werden. Sie sind durchgehend mit Fensterläden versehen. Der über zwei Stufen erhöhte Eingang ist mit einem Natursteingewände gerahmt, die doppelflügelige Eingangstür dürfte dem Umbau am Ende des. 19. Jh. entstammen. Zwischen erstem und zweitem Obergeschoss prangt eine Tafel mit dem Schriftzug „Altes Waisenhaus“. Seitengiebel und Rückseite sind als schlichte Backsteinfassade gestaltet, lediglich durch (Blend-) Öffnungen gegliedert. Das Vorderhaus ist nur zum Teil unterkellert. Das rückwärtige Hofgebäude ist ein schlichtes zweigeschossiges Backsteingebäude mit Satteldach. Bemerkenswert ist hier vor allem der große Gewölbekeller, der auf umfängliche Lagerhaltungen hindeutet und damit als ursprünglichen Zweck des Hauses ein Manufakturgebäude vermuten lässt. Erhalten ist ebenfalls der aus dem Umbau 1895 hervorgegangene Saal im Ober- und Dachgeschoss, die tonnenartige Decke wurde 1978-80 eingebracht. Seitliches Zwischengebäude und das Innere des Vorderhauses wurden beim Umbau 1978-80 neu gestaltet. Dabei ist das Raumgefüge in Teilen erhalten geblieben, z. B. die Ablesbarkeit von Mittelflur-Erschließung (mit alten Blausteinplatten) und Durchfahrt im Vorderhaus, ebenso in großen Teilen der Dachstuhl. Das „Alte Waisenhaus“ ist eines der wenigen erhaltenen Patrizierhäuser im Dülkener Ortskern (vergleichbar den Häusern Specken – Lange Straße 14/16 – und Thum – Lange Straße 85). Es wird dementsprechend auch schon seit Jahrzehnten als Baudenkmal bezeichnet, dessen wahrzeichenhafte Wirkung durch zahlreiche Abbildungen an prominenter Stelle belegt ist. Mit seinem stattlichen Baukörper und der markanten Front ist es eine ortsbildprägende Dominante im südlichen Bereich des Ortes, in seiner Wirkung durch die Schaffung des Eligiusplatzes im Rahmen der Stadtsanierung und das Ensemble mit dem benachbarten Haus Kamp noch gesteigert. Der Zusammenhang von Vorder- und Hofhaus veranschaulicht idealtypisch die frühindustrielle Einheit von Wohnen und Arbeiten. Vor allem auch im Kontrast zum benachbarten Haus Kamp mit seinen älteren Bauformen lässt sich außerdem zeigen, wie wirtschaftlicher Erfolg und Repräsentationsbedürfnis einen standesgemäßen Umbau des Gebäudes veranlassten. Die historische Bausubstanz des „Alten Waisenhauses“ hat zwar durch den Umbau 1978/80 v. a. im Inneren stärkere Einbußen erlitten, ist insgesamt aber noch bestimmend und anschaulich vorhanden. Das „Alte Waisenhaus“, Eligiusplatz 2, ist daher bedeutend für Viersen (Dülken). Aus den beschriebenen Gründen besteht an seiner Erhaltung und Nutzung ein öffentliches Interesse aus wissenschaftlichen, insbesondere orts- und architekturgeschichtlichen sowie aus städtebaulichen Gründen. Es handelt sich daher gemäß § 2 (1) des Denkmalschutzgesetzes NRW um ein Baudenkmal. Der Denkmalwert bezieht sich auf Vorder- und Hinterhaus, ohne den 1978/80 neu errichteten Zwischentrakt. | Ende 18. Jh.           | 23. Januar 2007    | 467             |
| Mostertzhaus                                    | Mostertzhaus                                     | Dülken Eligiusplatz 4–6 Karte                                  | Es handelt sich um ein eingeschossiges Wohnhaus im Ortskern von Dülken. Es steht giebelständig zum Eligiusplatz, ehemals Lange Straße. Im Ursprung handelt es sich um ein dreischiffiges Fachwerkhaus zu vier Gebinden. Die Bauzeit ist nicht exakt zu bestimmen. Nach den bisher vorliegenden Untersuchungen ist eine Datierung des Kernbestandes noch in das 17. Jahrhundert möglich, womit es nach heutigem Kenntnisstand zumindest eines der ältesten erhaltenen Häuser in Dülken wäre. Später wurde das Haus teilweise umgebaut und erweitert, zuletzt in der 1. Hälfte oder Mitte des 20. Jahrhunderts um einen Atelieranbau für den Maler Heinrich Mostertz, unter dessen Namen das Haus in Dülken nach wie vor bekannt ist. Grundstruktur und Kern-Bausubstanz blieben dabei aber im Wesentlichen bis heute erhalten. Sein hohes Alter zeigt das Haus bereits in der Fassadenansicht durch seine Giebelständigkeit und die deutlich ablesbare Teilung in ein Mittelschiff und zwei schmalere Abseiten links und rechts (hier wohl nachträglich asymmetrisch). Wesentlich ist aber vor allem das im Inneren noch erhaltene Kerngefüge. Charakteristisch sind der annähernd quadratische Grundriss (10,90 × 9,90 m Seitenlänge) und die dreischiffige Binnenstruktur, also die Aufteilung des Hauses in drei Zonen. Sie wird durch das Kerngefüge aus Fachwerk mit den beiden Abseiten gebildet. Diese bei dem Haus eindeutig anzutreffende Disposition entspricht den Befunden G. Eitzens, die er an den ältesten Häusern der Region festgestellt hat, und die durch jüngste Bauuntersuchungen an anderen Objekten (z. B. Krefeld-Oppum, Hauptstraße 344) bestätigt werden konnten. Zu den originalen Baustrukturen gehört auch die das Kerngefüge querteilende Wand, an der die heutige Treppe liegt. Das Haus ist im Bereich der mittleren Zone bis zur Quertrennwand mit einem bauzeitlichen Gewölbekeller aus Backstein unterkellert. Die drei Zonen des Hauses sind durch bis in den Dachstuhl reichende Längswände voneinander getrennt. Im Dach- und Obergeschoss ist die Fachwerkkonstruktion als Ständerbau sichtbar. Von den ehemals wohl vier Gebinden sind noch wenigstens zwei sichtbar vorhanden, ausgesteift über relativ steil ansetzende Streben. Im Dachgeschoss ist festzustellen, dass sämtliche Wände durch eine Lehmstakung mit Weidengeflecht geschlossen sind. Der Bodenbelag besitzt noch die aus der Erbauungszeit stammenden Eichenbohlen, die eine bemerkenswerte, auf hohes Alter hindeutende Breite von bis zu 60 Zentimetern aufweisen. Die das Haus querteilende Trennwand, ebenfalls aus Fachwerk mit eingezapftem Bundbalken und Mittelständen, zeigt starke Rußspuren. An dieser Wand muss dem Befund zufolge, was auch bautypologisch zu erwarten wäre, eine Kamin- oder offene Feuerstelle gelegen haben. Die Wand teilte das Gebäude – wie auch heute noch – in Vorder- und Hinterhaus. Sehr wahrscheinlich besaß das Vorderhaus in der mittleren Zone ursprünglich nur ein sehr hohes, bis zum Dachboden reichendes und auch sonst nicht weiter unterteiltes Geschoss. Die heutige Einteilung in Erd- und Obergeschoss wie auch die zweite Quertrennwand dürften mit dem Einbau der Treppe im ausgehenden 19. Jahrhundert erfolgt sein. Dafür sprechen viele Details, besonders aber die im Obergeschoss sichtbare Konstruktion. Ein mächtiger Eichenbalken überspannt das Haus quer zum First, seitlich gestützt durch eingezapfte Kopfbänder. Erst im 19. Jahrhundert ist die bestehende Wand in die Konstruktion eingefügt worden. Der Querschnitt der Balken und die Konstruktion lassen auf ein hohes, also eingeschossiges Raummaß schließen. Im Gegensatz zur mittleren Zone waren die Abseiten, zumindest die noch aus der Erbauungszeit stammende rechte, vermutlich von Anfang an zweigeschossig angelegt. Erhalten ist die bauzeitliche Stiege des Hauses aus Eichenholz. Sie wurde allerdings dem neuen Raummaß des 19. Jahrhunderts entsprechend angepasst und in zwei Teile zersägt. Das eine Teilstück dient als Dachgeschossstiege, das zweite vermittelt zwischen den unterschiedlichen Obergeschossniveaus von der Abseite zur Mittelzone. Die Stiege lag ursprünglich in der Abseite, welche dem reinen Wohnen vorbehalten war. Im Mittelteil kann von einer „Mischzone“ mit Wohn- und Wirtschaftsfunktion ausgegangen werden. Dafür sprechen die zu vermutende Herd-/Feuerstelle, das Raummaß und der bauzeitliche Gewölbekeller. Es ist nicht auszuschließen, dass es sich bei dem Objekt um ein Rauchhaus handelt. Da die linke Abseite und der rückwärtige Hausteil (vermutlich bis auf die linke Längsinnenwand) neu errichtet sind, können die ursprünglichen Funktionen nur im Analogieschluss zu weiteren Objekten hypothetisch benannt werden: in der linken Abseite könnte der Stallteil, in der hinteren Haushälfte eine Stube, eventuell auch ein Backhaus gelegen haben. | 17. Jh.                | unbekannt          | 490             |
| Wegekreuz                                       | Wegekreuz                                        | Dülken Ernst-Hellmund-Platz Karte                              | Das Kreuz aus Muschelkalk mit neugotischen Schmuckelementen ruht auf einem hohen, sich nach oben verjüngenden Sockel. Darauf folgt die Basis des Kreuzunterbaus, die aus Fußplatte, Kehle und Wulst gebildet wird. In der Fußplatte befindet sich die Inschrift: H. Feldmann, Dülken. Im Mittelblock des Kreuzes wird auf 3 Seiten in einem spitzbogig ausgesparten Feld ein Dreipassmotiv wiedergegeben. Beiderseits des Blendspitzbogens ist Rankwerk in den Stein eingraviert. Eine profilierte Abschlusshaube, bei der besonders die der griechisch dorischen Architektur entnommenen Regulae (kleine Leisten) auffallen, schließt den Mittelblock ab. Das bekrönende Kreuz ruht auf einem kleinen Sockel, der vorn mit einem Vierpass-, an den Seiten mit einem Spitzbogenmotiv mit vorkragender Überdachung verziert ist. Die Arme des Kreuzes mit Korpus aus Bronze und dem INRI-Zeichen enden halbkreisförmig. Der heutige Standplatz des Kreuzes ist nicht der ursprüngliche. Es steht vormals vor der Narrenmühle. Erst im Jahre 1954 wird es auf die Westseite des Platzes versetzt. Aus wissenschaftlichen, insbesondere religionsgeschichtlichen und volkskundlichen Gründen stehen Erhaltung und Nutzung des Wegekreuzes gemäß § 2 (1) des Denkmalschutzgesetzes NRW im öffentlichen Interesse. | 1903                   | 7. September 1994  | 349             |
| weitere Bilder                                  | Narrenmühle (früher: Holtzmühle)                 | Dülken Ernst-Hellmund-Platz 11 Karte                           | Geschichte: 1505 Erwähnung der Tränkenmühle vor dem Süchtelner Tor als Treffpunkt aller Gecken außerhalb der Stadtmauer und des Stadtbanns (evtl. früher) 21. Febr. 1554 Gründung der Mondsuniversität 9. Sept. 1800 Zerstörung der Tränkenmühle durch einen Orkan 1801 Wiederaufbau der Tränkenmühle 1809 Errichtung der heutigen Narrenmühle durch Wittib (Witwe) Holtz zur Nutzung als Kornmühle vor dem Gladbacher Tor 2. Okt. 1880 Zerstörung der Tränkenmühle durch einen Brand 1906 Stilllegung des Mühlenbetriebes der Holtzmühle Übergang der Holtzmühle in städtischen Besitz 1912 Anheben der Mühle um 1,80 m. Errichtung eines massiven Unterbaues und eine damit verbundene völlige Instandsetzung der Mühle 8. Sept. 1912 Eröffnung eines Heimatmuseums 11. Nov. 1937 Übergabe der Narrenmühle von der Stadt an die Narrenakademie zu treuen Händen zur Nutzung und Betreuung 7. Juli 1950 Ausbaufertigstellung des „Großen Weisheitssaales“ als Tagungsort der Narrenakademie im Erdgeschoss des Mühlenhauses 3. Aug. 1952 Eröffnung des Narrenmuseums im Unterbau der Mühle Nov. 1956 großzügige Umgestaltung des Windmühlenplatzes einschließlich des Versetzens des Hochkreuzes 11. Nov. 1960 Umbenennung des Windmühlenvorplatzes in Ernst-Hellmund-Platz (Ernst Hellmund (1887–1960) seit 1937 Leiter der Narrenakademie, maßgebend und richtungsweisend für den Wiederaufbau der Narrenakademie). 26. Sept. 1961 Fertigstellung folgender Instandsetzungsarbeiten: Erneuerung der Flügel, neuer Anstrich, Erneuerung des Schindeldaches des Mühlenhauses 3. Okt. 1963 Wahl Dr. Gustav Fetten zum Rektor Magnificus Okt.1964 Ersatz des kriegsbeschädigten Senatorentisches durch einen ovalen, rustikalen Eichentisch, um den gewaltigen Eichenkönig herumgebaut 26. Juli 1968 Fertigstellung folgender Instandsetzungsmaßnahmen: Erneuerung der Außentreppe und des Schindeldaches des Museums 6. Nov. 1986 Wahl Dr. Volker Müller zum Rektor Vicarius bei Innehaltung seines Amtes als Sekretarius Beschreibung: Die Dülkener Narrenmühle ist eine geschlossene Bockwindmühle. Das ursprünglich drehbare, kastenförmige Mühlenhaus ruht auf einem Bock, der mit einem runden Steinbau umbaut ist. Dieser trägt ein mit Holzschindeln gedecktes Zeltdach. Durch die Anhebung der Mühle um 1,80 m zeigt sich der Unterbau erheblich vergrößert. Die waagerechten, übereinandergelegten Kreuzschwellen ruhen auf Mauerscheiben des Unterbaues anstelle von quaderförmigen Steinsockeln. In der Mitte des Schwellenkreuzes steht der sehr schwere Holzbaum, ein rohbehauener Eichenstamm, der auch Ständer genannt wird. Vier diagonale Kreuzstreben stützen den Hausbaum zusätzlich ab. Über dem oberen Ende der Kreuzstreben befindet sich der Sattel, d. h. vier verzapfte Eichenbalken umschließen den Ständer und geben dem Mühlenhaus zusätzlichen Halt. Ein seitliches Aufschlagen des Hauses bei starkem Wind wird verhindert. Ebenso steht der Bock nicht unter dem Mittelpunkt der Mühle, sondern ein wenig nach vorne in Richtung der Flügel versetzt, um den Winddruck besser aufzufangen und die Balance zu halten. Das Mühlenhaus, auf rechteckigem Grundriss mit schindelgedecktem Satteldach, besitzt zwei Stockwerke. Im unteren befindet sich der Mehlspeicher, heute „Großer Weisheitssaal“, im oberen der Steinspeicher, der den Mahlgang beherbergt. Vor dem hinten liegenden Eingang befindet sich ein Balkon. Darüber ist unter dem Dach ein Lastenaufzug verankert. Eine Rolle mit darüber laufendem Seil kann Getreidesäcke durch eine Falltüre im Boden des Balkons hochziehen. Die Treppe zum Balkon ist durch die Anhebung der Mühle um einen zusätzlichen Lauf mit Podest verlängert. Sie schwebt nicht mehr einige Zentimeter über dem Erdboden. Der „Stert“, mit einem Stützbalken unter dem Balkon am Boden des Mühlenhauses stabil verankert, führt nicht mehr durch die in Längsrichtung verlaufende Treppe. Er ist an der Stützkonstruktion des neuen Mittelpodestes befestigt. Bei einer in den Wind zu drehenden Mühle schwebt der „Stert“ frei über dem Boden. An seinem Ende trägt er eine Haspel mit einem Seil. Durch Aufrollen des Seiles kann das Mühlenhaus in jede gewünschte Richtung gezogen werden. Die Pflöcke rund um die Mühle weisen auf diese frühere Funktion hin. Das Mahlwerk im Steinspeicher ist noch in Takt. Am Hausbaum ist der „Mehlbalken“, auch „Hammer“ genannt, aufgehängt. Der „Mehlbalken“ ist die Stützkonstruktion für die zweite Etage des Mühlenhauses mit dem Mahlwerk. Im Dach der Mühle befindet sich die Flügelwelle, ein grob behauener Eichenbalken. In seinem hinteren Ende ist ein zylindrischer Eisenkörper eingelassen, der wiederum in einem Gleitlager aus Katzenstein (ein weicher ölhaltiger Schiefer) ruht. Ein Eisenbügel verhindert das Ausschlagen der Flügelwelle. Das Gleitlager ist in einem Trägerbalken der Dachkonstruktion eingesetzt. An der Flügelwelle ist das große, ganz aus Eichenholz konstruierte Kammrad angebracht. Es besitzt ca. 65 Zähne oder Kämme von ca. 50 cm Länge. Um das Kammrad sind hölzerne Bremsbacken ringförmig angeordnet, die an den Seitenflächen mit Eisen beschlagen sind. Die waagerechte Drehbewegung der Flügelwelle wird vom Kammrad über den Bunker, auch Kronrad genannt, auf die senkrechte Königswelle übertragen. Der „König“ ist an seinem oberen Ende in einem querlaufenden Trägerbalken der Dachhaube gelagert. Sein unteres Ende ruht auf dem Mahlgang des Steinbodens. In ca. 2,00 m Höhe ist an der Königswelle das Stirnrad angebracht. Dieses bewegt ein kleineres Spindelrad. Das Spindelrad ist starr mit der eisernen Spindel verbunden, die den Mahlgang antreibt. Der Mahlgang besteht aus einem fest verankerten Bodenstein (20 cm stark) und einem darauf drehenden Läuferstein (35 cm stark). Der Mahlgang wird durch eine runde hölzerne Verkleidung abgedeckt. Darauf sitzt der Mahltrichter einschließlich Rüttelschutz, über eine Mehlrutsche kann das gemahlene Korn in Säcke gefüllt werden. Leider fehlt zur Zeit die Verkleidung und der Mahltrichter. Eine Ergänzung ist wünschenswert, um die Mahlfunktion vorführen zu können. Die Flügelform der Windmühle wird dem Segelgattertypus zugeordnet. Die Flügel bestehen aus zwei Ruten, die in ihrer Mitte am Kopf der Flügelwelle befestigt sind. Je eine halbe Rute bildet den tragenden Balken der Flügel. Jeder Flügel hat auf einer Seite der halben Rute drei Längslatten und 22 kurze Querlatten. Bedeutung: Die Windmühle an der Rheindahlener Straße ist die einzig erhaltene, von ehemals vier Windmühlen in Dülken. Die Höckmühle am Amerner Weg und die Mühle am Cap Horn werden beide 1811 abgebrochen, die Tränkenmühle vor dem Süchtelner Tor, die ursprüngliche Narrenmühle, brennt 1880 vollständig nieder. Nur die Mühle vor dem Gladbacher Tor dokumentiert noch die Schönheit einer vergangenen bäuerlichen Kultur. Die geschlossene Bockwindmühle, nur zum Getreidemahlen erbaut, ist bis auf die fehlende hölzerne Verkleidung der Mahlsteine und des Mahltrichters voll funktionstüchtig in ihrem Mahlgang. Sie kann den Arbeitsablauf des in Vergessenheit geratenen Müllerhandwerks aufzeigen. Ferner ist sie seit dem Abbruch der Tränkenmühle Mittelpunkt des karnevalistischen Treibens der Narren Dülkens. Seit mindestens 1554 steht die weit über die Stadt- und Landesgrenzen bekannte Narrenakademie unter dem Zeichen der Windmühle. Die Narrenakademie ist die einzige Gesellschaft, die den niederrheinischen Humor wissenschaftlich prägt. Im „Großen Weisheitssaal“ der Narrenmühle finden die Treffen der Senatoren statt. Im Unterbau zeigt eine umfangreiche Sammlung eine Vielzahl von Dokumenten und Kuriositäten der Narrenakademie. Bilder stellen die Senatoren, mit ihren Steckenpferden um die Windmühle reitend, dar. Dieser Ritt findet traditionell am 11.11. jeden Jahres statt und zieht zahlreiche Schaulustige an. Die Narrenmühle, als Wetterfahne den Halbmond als Wahrzeichen der Mondsuniversität tragend, ist somit ein unverwechselbares Wahrzeichen Dülkens. Aus wissenschaftlichen, insbesondere aus volkskundlichen und ortsgeschichtlichen Gründen stehen Erhaltung und Nutzung der Windmühle gemäß § 2 (1) des Denkmalschutzgesetzes NRW im öffentlichen Interesse. | 1809–1912              | 7. September 1994  | 239             |
| Hols-Fels-Hof                                   | Hols-Fels-Hof                                    | Süchteln Feldchen 38 / 39 Karte                                | Der in landschaftstypischer Weise in der Nähe des Pletschbaches gelegene Hols-Fels-Hof wurde einer Balkeninschrift zufolge 1617 gebaut. Im 18. und 19. Jahrhundert erfuhr er bauliche Veränderungen. Der Balken mit der Inschrift IN HOIS FElS HDF AN DER BEIFERT STRATEN 1617 DEN 6 IVNY diente an der östlichen Giebelseite als Türsturz der Eingangsstalltür, die vermutlich bei einem Umbau von 1836 verbreitert worden war. In der Familie des Vorbesitzers, die seit 1709 dort ansässig war, wurde der Balken aufbewahrt. Damals erhielt das Gebäude anstelle des Strohdaches Hohlziegeleindeckung mit Strohdocken. Das Bauernhaus ist in Ständerbauweise (Eichenholzkonstruktion) mit 4 Ständerpaaren errichtet. Heute sind von diesen einige umbaut. Der eingeschossige Backsteinhof in nicht durchgezogenen Achsen besitzt ein ausgeprägtes Krüppelwalmdach, das nach der Renovierung – seit 1980 – übermäßig an den Giebelseiten heruntergezogen ist. Befremdlich wirken auch die neu eingebauten Dachgauben, die dem geduckten Haus mit tief herabgezogenem Dach überproportional aufgesetzt wurden. Das Gebäude ist dem Typ des niederrheinischen Hallenhauses zuzurechnen, dessen Futterdeele ursprünglich wohl durch einen (heute einseitig erneuerten) Doppelkamin von der Wohnküche getrennt war. Die beiden Abseiten sind ungleich breit; die südliche Längsseite ist teils zurückgesetzt. Die Raumaufteilung (da heute drei Wohnungen enthaltend) wurde außerordentlich verändert, so dass der alte, typische Grundriss kaum noch wahrnehmbar ist. Außer der Hintermauerung der Außenwände wurden neue Wände eingezogen, die zum Teil sich nicht an die Fluchtlinie der Abseite richten. Es wurden Sanitärtrakte im Hallenbereich eingebaut und die Deckenöffnung in einem Teil des Hauses bis nach oben in den First gezogen. Das Haus besaß aufgrund des hohen Grundwasserspiegels keinen Gewölbekeller (der jetzige Keller ist neu) und somit auch keine Opkamer. Aber es gab früher drei Holzbrunnen im Hause, die nicht erhalten sind. Neu aufgemauert wurden die nördliche Längsseite, wo nötig auch die Südseite. Von den originalen Tür- und Fensteröffnungen an der Westgiebelseite wurden zwei Fenster jetzt zugemauert. An der Ostgiebelseite befand sich vermutlich früher das große Tor statt der schmalen heutigen Eingangstür. Bei der Renovierung des Fußbodens zeigte sich noch der lehmgestampfte Fußboden. Das heute in seinem äußeren Erscheinungsbild (die ehemalige Scheune wurde durch ein Schleppdach verändert) stark verfremdete Gebäude hat in seinem Inneren die typische Grundrissaufteilung verloren. Zwar besteht noch in seinem Kern das typische Holzständerwerk des ursprünglichen Wohn-/Stallhauses. Doch sind die baulichen Veränderungen und Erneuerungen dominierend. Es ist demnach fraglich, ob das Gebäude, das durch seine Kulturlandschaft prägende Lage, seine Geschichtlichkeit, seine im Kern noch vorhandene niederrheinische Bauernhausarchitektur, seine Bedeutung durchaus besitzt, aus wissenschaftlichen Gründen, insbesondere volkskundlichen, geschichtlichen, siedlungsgeschichtlichen Gründen zwecks Erhaltung und Nutzung gemäß § 2 (1) des Denkmalschutzgesetzes NRW im öffentlichen Interesse zu stehen hat. | 1617                   | 14. Januar 1985    | 9               |
| Fachwerkgebäude                                 | Fachwerkgebäude                                  | Süchteln Feldstraße 52 Karte                                   | Das eingeschossige, backsteinsichtige Fachwerkgebäude an der Feldstraße, landschaftstypisch gelegen, trägt ein Krüppelwalmdach. Die Ankersplinte im vorderen (nordwestlichen) Giebel zeigen die Jahreszahl und die Majuskeln 1771 R und im rückwärtigen (südöstlichen) GHTF 1760. Eine frühere Entstehungszeit wird vermutet. Bei der Holzfachwerkscheune handelt es sich um eine an anderer Stelle abgebrochene alte Scheune, die anstelle eines früheren Scheunengebäudes 1982 hier errichtet wurde. Der Hof ist in Ständerbauweise (2 Ständer, Eichenholzkonstruktion) errichtet und gehört als ehemaliges Wohn/Stallhaus zum Typ des niederrheinischen Hallenhauses. Der obere Teil des Südgiebels erscheint noch als Fachwerk sowie an der östlichen Längsseite. Im Laufe der Zeit erfuhr der Bauernhof Umbauten, in denen Fachwerk an der Längsseite durch Ziegelmauerwerk ersetzt wurde. Auch wurde die nördliche Giebelmauer und die östliche Längsseite bereits 1909 neu aufgemauert. Schließlich wurde das Gebäude nur noch in veränderter Form als Wohnhaus von mehreren Familien genutzt. Die Renovierung (1975-76) setzte das Haus nach Möglichkeit wieder in seinen früheren Grundriss gemäßen Zustand. Dabei wurden die Giebel- und Längsseiten neu aufgemauert und die Außenwände von innen verstärkt. Ebenso wurden die Innenwände teils neu errichtet. Alle Außentüren und Fenster wurden nach alten Vorbildern erneuert. Aber anstelle der vermutlich ursprünglichen Tenneneinfahrt ist heute eine breitere Tür gesetzt. Im Inneren trennt ein modern gemauerter Kamin (vermutlich früher ein Doppelkamin) die ehemalige Wohnküche von der ehemaligen Futterdeele. Eine Opkamer liegt über dem ziegelsteingemauerten Gewölbekeller von ca. 1,80 m Höhe. Insgesamt ist die Raumaufteilung mit dem dominierenden originalen Ständerwerk beibehalten. Die Decken wurden neu eingezogen und Holzteile ersetzt. Der Dachstuhl mit den leicht geschwungenen Streben ist noch erhalten. Der Fußboden ist nach vorgefundenen Kacheln neu gefliest. Als typisches kleineres Bauernhaus im Stil des niederrheinischen Hallenhauses hat das Gebäude das Charakteristikum der Halle und der sichtbaren Ständerkonstruktion sich auch noch nach den modernen Wohnerfordernissen entsprechend Renovierung erhalten. Die weitgehende historische Raumaufteilung wurde so weit als möglich gewahrt. Aus wissenschaftlichen, insbesondere siedlungsgeschichtlichen und volkskundlichen Gründen liegt die Erhaltung und Nutzung gem. § 2 (1) des Denkmalschutzgesetzes NRW im öffentlichen Interesse. | 1771                   | 11. Januar 1985    | 8               |
| Kaiser-Krieger-Denkmal                          | Kaiser-Krieger-Denkmal                           | Viersen Freiheitsstraße Karte                                  | Geschichte: Der Tod Kaiser Wilhelms I. am 9. März 1888 und seines Sohnes und Nachfolgers Friedrich III. nur 99 Tage später – am 15. Juni – bot überall im Deutschen Reich Anlass, noch einmal der Reichsgründung und der ihr vorausgegangenen Kriege – insbesondere des siegreichen Feldzuges gegen Frankreich von 1870/71 – zu gedenken. Daraus erwuchs vielerorts der Wunsch, durch Denkmäler die Erinnerung an diese große Zeit der „Heldenkaiser“ auch bei künftigen Generationen wach zu halten. Bereits am 26. Juni fand zu diesem Zweck in Viersen eine Bürgerversammlung statt, auf der Bürgermeister Stern zum Vorsitzenden eines geschäftsführenden Komitees gewählt wurde (1). Die Mitbürger rief man zu Spenden auf und im August begann die Sammlung. Nach deren Abschluss hatten alle Kreise der Bevölkerung – vom Arbeiter bis zum wohlhabenden Fabrikanten – dazu beigetragen, dass die für die Errichtung des Denkmals veranschlagten 14.5000 Mark aufgebracht wurden. Aus Kostengründen musste man auf ein künstlerisches, in Metall ausgeführtes Standbild oder auf einen Laufbrunnen verzichten und stattdessen mit einem Obelisken oder einer „gotischer Säule“ vorliebnehmen. Man neigte eher letzterer zu, da sie freundlicher wirken würde als die strenge Form eines Obelisken. Ein Mitglied des Komitees empfahl das Denkmal auf dem Drachenfels als Vorbild, das 1857 nach durch das gotische Hochkreuz zwischen Bonn und Godesberg angeregten Plänen des Kölner Dombaumeisters Zwirner errichtet und 1876 wiederhergestellt worden war. Daraufhin fuhr am 28. Oktober, einem Sonntag, ein engerer Ausschuss nach Königswinter, um das Drachenfelsdenkmal in Augenschein zu nehmen. Im Dezember erhielt Joseph Kleesattel, Architekturlehrer an der Düsseldorfer Kunstgewerbeschule und zu dieser Zeit wohl schon mit den Plänen für die 1889/91 erbaute St.-Josef-Kirche in Viersen-Rintgen befasst, den Auftrag zur Errichtung des Denkmals. Kleesattel gilt als einer der bedeutendsten Architekten des späten Historismus im Rheinland (2). Bekannt ist vor allem die im letzten Krieg zerstörte neuromanische St.-Rochus-Kirche in Düsseldorf von 1894/97, in Viersen restaurierte er zudem 1895/97 den Westturm von St. Remigius (3). Die Grundsteinlegung fand am Kaisergeburtstag, dem 27. Januar 1889, auf einem Platz an der Lindenstraße statt, den die Erben des Freiherrn von Diergardt der Stadt zu diesem Zwecke geschenkt hatten.(4). Der Viersener Meister Jacob Cuylen richtete den aus Basaltlava und Ruhrsandsteinplatten um einen Mauerwerkkern – sicher aus Backstein – bestehenden Bau auf. Den Sockel fertigte Wilhelm Schnitzler aus Viersen; die Steinmetz- und Bildhauerarbeiten kamen aus der Kunstwerkstätte der Gebrüder Schäffer & Walter in Berlin. Die schmiedeeiserne gotisierende Einfriedung von dem Viersener Kunstschlosser Wilhelm Kox (5). Enthüllt wurde das Werk am 20. Oktober des Jahres, dem auf den Geburtstag Friedrich III. folgenden Sonntag. Beschreibung: Das Denkmal erhob sich auf einem vierstufigen Unterbau von fast 5 Metern im Quadrat; das im Grundriss ebenfalls quadratische Monument hatte eine größte Kantenlänge von etwa 2,30 Metern; die Höhe vom Boden bis zur Spitze betrug mehr als 14 Meter. Der Aufriss über dem Unterbau war dreigeschossig: Auf einem Untergeschoss, von dem wiederum ein Sockel abgeteilt war, stand das Hauptgeschoss, um etwa ein Drittel höher als jenes; darüber folgte ein bekrönender Turm, der allein fast ebenso hoch war wie Unter- und Hauptgeschoss zusammengenommen. Unter- und Hauptgeschoss wurden an den Kanten von jeweils zwei über Eck gestellten, beide Teile übergreifenden Strebepfeilern begleitet, die im Sockel aus der quadratischen Grundplatte erwuchsen. Die profilierten Gesimse, die die einzelnen Zonen – Sockel, Untergeschoss und Hauptgeschoss – voneinander schieden, waren um die Pfeiler herum verkröpft. Die größere Höhe des Hauptgeschosses wurde dadurch betont, dass die Strebepfeiler oberhalb des die Geschosse trennenden Gesimses über eine Schräge zurückwichen. Nach oben schlossen krabbenbesetzte Wimperge die Seiten ab. Die Flächen des Hauptgeschosses hatten von Säulchen getragene Spitzbogenblenden; die Kapitelle der Säulchen und die sie verbindenden Friese zierte Eichenlaub. In die Spitzbögen waren wiederum angespitzte Kleeblattbögen eingestellt; in den Bogenfeldern saß jeweils ein Hohenzollernadler mit Spruchband. Die über den Spitzbögen verbleibenden Zwickel füllten Dreipasse. Die begleitenden Strebepfeiler endeten über einem Gesims in zweifach gestuften, die Wimperge überragenden Fialen. Der das Monument bekrönende Turm hatte nur noch die Kantenlänge der zwischen den Strebepfeilern liegenden Seiten des Hauptgeschosses. Er war wiederum dreiteilig und in seinen beiden unteren Zonen eine verkleinerte und vereinfachte Wiederholung der unteren Geschosse: Über einem dem Untergeschoss entsprechenden Sockel, der in Höhe der die Wimperge des Hauptgeschosses abschließenden Kreuzblumen endete, folgte der in der Ansicht wirksame Hauptteil, der – dem Hauptgeschoss ähnlich – in Spitzbogen eingestellte Kleeblattbogenblenden besaß und mit kreuzblumenbekrönten Wimpergen abgeschlossen war. Auch hier waren die Ecken wieder von in Fialen endenden Strebepfeiler eingefasst, der sonstigen Vereinfachung entsprechend jedoch nur einer an jeder Ecke. Ein schlanker, krabbenbesetzter und von einer Kreuzblume bekrönender Helm – ungefähr so hoch wie die beiden unteren Teile des Turmgeschosses zusammen – bildete die Spitze des gesamten Bauwerks. Den Sinn des Denkmals vermittelten der Schmuck zwischen den Strebepfeilern liegenden Flächen von Unter- und Hauptgeschoss und die dort eingemeißelten Inschriften, deren Lettern ehemals blattvergoldet waren. Die Westseite zeigte im Hauptgeschoss eine Bronzetafel mit dem Brustbild Wilhelms I., gerahmt von Lorbeer- und Eichenzweig, darüber die Kaiserkrone, darunter auf einem Band der Name, unten das Eiserne Kreuz im Untergeschoss stand in Stein die Inschrift: Mein Volk vertraute mit mir auf Gott! Er hat uns den Sieg verliehen!, auf dem Spruchband des Adlers im Bogenfeld: Gott mit uns. In der Ostseite war eine gleiche Bronzetafel mit dem Bild Friedrichs III. eingelassen, im Untergeschoss die Worte: Furchtlos und beharrlich! Lerne leiden ohne zu klagen!, bei dem Adler: Suum cuique. Nord- und Südseite besaßen im Untergeschoss Steintafeln mit Eichenlaubkranz und Palme und im Hauptgeschoss steinerne Inschrifttafeln. Im Norden war geschrieben: Den in dem Feldzuge 1870–1871 gebliebenen Söhnen dieser Stadt zum Gedächtnis, und auf dem Band des darüber sitzenden Adlers: Für Kaiser und Reich, im Süden: Den Deutschen Kaisern Wilhelm I. und Friedrich III. zu Ehren errichtet 1888. und bei dem Adler: Vom Fels zum Meer. Das Denkmal machte also in kurzer Form, aber dennoch umfassend die Geschichte des jungen Reiches anschaulich. Es ist einerseits den Toten des Krieges gewidmet, aus dem das geeignete Reich hervorging, die mithin erst dank einer nachträglichen Sinngebung für Kaiser und Reich gefallen waren (6), anderseits den beiden Kaisern, die als preußischer König, und als Heerführer ihren Anteil am Entstehen dies vom Fels zur Meer, von den Alpen bis zur See sich erstreckenden Reiches hatten. Darüber hinaus wurden beide Fürsten gesondert als Persönlichkeiten charakterisiert: Wilhelm I., der beispielsweise nach der Schlacht bei Sedan geschrieben hatte: Welch eine Wendung durch Gottes Führung oder nach der Ratifikation des Präliminarfriedens von Versailles: Der Herr der Heerscharen hat überall unsere Unternehmungen sichtlich gesegnet...Ihm sei die Ehre als gottesfürchtiger Monarch (7); Friedrich III., dessen Wahlspruch Lerne leise ohne zu klagen auch auf seine tödliche Krankheit bezogen werden darf (8), als Hoffnung des liberalen Bürgertums durch den zum preußischen Staatsmotto gewordenen Wappenspruch des Schwarzen-Adler-Ordens Suum cuique (Jedem das Seine). Ein Vergleich mit dem Denkmal auf dem Drachenfels zeigt, dass für das Viersener Monument das System des Aufrisses übernommen wurde: die durch über Eck gestellte Strebepfeiler zusammengefassten unteren Geschosse sowie das von einfachen Strebepfeilern gestützte Turmgeschoss, schließlich auch die in Spitzbogen eingestellten Kleeblattbogen. Ein wesentlicher Unterschied ist jedoch in den Proportionen zu bemerken: Das Turmgeschoss des Drachenfelsdenkmals ist nicht nur von gleicher Breite wie das Hauptgeschoss, es ist sogar höher und wirkt dadurch gleichsam als weiteres Hauptgeschoss. Somit erscheint das Werk Zwirners bei überschlägig gleicher Höhe – etwa 15 Meter – schlanker und pfeilerartiger. Kleesattels Entwurf kann freilich auch nicht als eine Rückführung auf das für Zwirner vorbildhafte Godesberger Hochkreuz gelten, das ein gegenüber dem Hauptgeschoss freilich nur um weniges geringer dimensioniertes Turmgeschoss besitzt; denn in Viersen ist das Hauptgeschoss mit den Widmungsinschriften und den Kaiserbildern weit stärker betont. So treten hier eher die von der Architektur gerahmten und beherbergten Inhalte als Hauptsache und Zweck hervor, während beim Godesberger Kreuz und noch mehr am Drachenfels die pfeilerartige Architektur selbst und damit der „Malcharakter“ überwiegt. Das Viersener Kaiser-Krieger-Denkmal lässt sich ohne weiteres der damaligen Zeit vom Denkmal einordnen, wenn auch im ersten Augenblick die gotische Form nicht der populären Vorstellung von einem Denkmal dieser Epoche entspricht. Hier möge nur ein 1880 von J. Otzen in Thorn errichtetes Denkmal und das in die niederbergische Landschaft hineinkomponierte, 1890 eingeweihte Kaiser-Wilhelm-Denkmal in Wülfrath-Aprath erwähnt werden (9). Das Viersener Denkmal erhält seine besondere Bedeutung jedoch durch die Tatsache, dass es das Werk eines Architekten war, der sich späterhin mit wichtigen Kirchenbauten einen Namen machte. Die statt des gleichfalls zur Diskussion gestellten Obelisken letztendlich verwendete gotische Form lässt sich jedoch nicht allein aus dem freundlicheren Aussehen, dem historistischen der Zeit oder aus der Tatsache, dass Kleesattel gerade mit einer Kirchenplanung in Viersen beschäftigt war, erklären. Schon an dem 1814 errichteten Vorläufer des Zwirnerschen Drachenfelsdenkmals, einem von Vagedes errichteten Obelisken, hatte Görres kritisiert, dass er an französische Sitte erinnere. Die Gotik dagegen galt hierzulande seit Goethes Schrift „Von deutscher Baukunst“ als eigentümlich deutsche Schöpfung. Es konnte also geradezu geboten scheinen, diesen Stil für ein an die Wiedererrichtung des Reiches erinnerndes Denkmal zu verwenden (10). Auch dass der Sieg über Frankreich und die Reichsgründung immer wieder als Ergebnis göttlichen Willens und Wirkens dargestellt wurden, mag – vielleicht im Unterbewusstsein und daher aktenmäßig nicht belegt – die Entscheidung zugunsten der im Wesentlichen als Sakralbaustil überlieferten Gotik beeinflusst haben. Dieser sakrale Sinngehalt konnte in einer vom Katholizismus geprägten Stadt wie Viersen aber auch als Gegengewicht zur Ehrung der protestantisch-weltlichen preußischen Herrscher begriffen werden (11). Dass ein Gedanke in dieser Richtung mitschwang, ist der in die Denkmalspitze eingelassenen Urkunde zu entnehmen, in der die das Monument bekrönende Kreuzblume ausdrücklich als Sinnbild der Erlösung bezeichnet wurde (12). Im Gegensatz dazu zierte die Spitze des Drachenfelsdenkmals auf Wunsch Friedrich Wilhelms IV. ein eisernes Kreuz. Die Hoffnung der Erbauer, das Denkmal möge einer in Frieden und Eintracht glücklichen Nachwelt unversehrt erhalten bleiben (13), erfüllte sich nicht. Zwei weitere Kriege zerstörten das Deutsche Reich wieder; das Denkmal einst als Verschönerung der Stadt angesehen – wurde ein Opfer nüchternen Zweckdenkens und musste 1962 einer Straßenerweiterung weichen. Bis auf die Bronzeplatten sind jedoch die einzelnen Teile der Architektur soweit erhalten oder zu ergänzen, das eine Wiedererrichtung möglich wäre. Damit erhielte Viersen nicht nur ein Denkmal seiner eigenen Geschichte zurück, auch der bedeutenden historistischen Architektur des Rheinlandes wäre ein bemerkenswertes Dokument wiedergegeben. | 1889                   | 30. Juli 1987      | 155             |
| Villa Küppers                                   | Villa Küppers                                    | Viersen Freiheitsstraße 181 Karte                              | Die zweigeschossige Villa in damals freistehender exponierter Lage am Stadteingang, unmittelbar gegenüber der ehemaligen Bahnhofsanlage, erfuhr um die Jahrhundertwende eine besonders repräsentative Gestaltung. In der prägnanten Ecklage richtet sich das Haus in drei Achsen zum ehemaligen Kaiser-Krieger-Denkmal und ebenfalls mit drei Achsen zu der ehemaligen Bahnhofsanlage. Die Ecke wird betont durch einen polygonalen Erker mit Turmaufsatz. Die verputzte Fassade wird strukturiert durch die Sandsteingewände sowie Ornamente der Neurenaissance. Bemerkenswert ist das Giebelhäuschen, das hier mittig in das Walmdach läuft. Auf der Seitenfassade ist das Baujahr auf 1899 datiert. Von der Freiheitsstraße kommend kennzeichnet das Gebäude die Einmündung der Lindenstraße und wird so unmittelbar zum Blickpunkt. Die zeittypische, aufwändige Fassaden- und Dachgestaltung kennzeichnet den zeitgenössischen Bautyp der stattlichen Villa mit eher großstädtischem Gepräge, das hier das historische Stadtbild widerspiegelt. Aus wissenschaftlichen, insbesondere städtebaulichen, architekturgeschichtlichen und stadtgeschichtlichen Gründen ist die Erhaltung und Nutzung des Gebäudes gemäß § 2 (1) des Denkmalschutzgesetzes NRW im öffentlichen Interesse. | 1899                   | 4. November 1985   | 44              |
| Postgebäude                                     | Postgebäude                                      | Viersen Freiheitsstraße 190 Karte                              | In Formen der zeittypischen Backsteinarchitektur 1927 (Postbaurat Agatz) errichtet. Freistehender Eckbau auf L-förmigem Grundriss mit Rundung zur Bahnhofstraße. Dreigeschossig über Sockel, rotbraune Ziegelverblendung, Kreuzstockfenster in Sprossenteilung sowie rechteckige Dachgauben in Reihung, Mansardendach. Gestaltung der Schauseiten in 3:11:13:3 Fensterachsen; profiliert gemauerte Lisenen, die um eine Achse von den Gebäudeecken abgesetzt sind, Mauerung der Fensterrahmung zurückgestaffelt. Mittenbetonung der Längsseiten durch Eingangsportale in Keramikgewänden mit figürlichen Reliefs unter waagerechter Dachung und eisernem Balkongitter mit Adler. Über der Traufe Dachhaus fünfachsig in Backsteingliederung und Abschlussgesims mit Doppelspornen geziert. Rückseiten: schlichte Lochfassaden durch leicht vorgebaute, viergeschossige turmartige Treppenhäuser mit verschieferten Dachhelmen unterbrochen, Treppenhausfenster paarig gekoppelt in geometrisch-ornamentaler Teilung. Trotz einiger Veränderungen stellt das Gebäude ein wichtiges Zeugnis der Architektur der 1920er Jahre dar. Seine Erhaltung liegt aus wissenschaftlichen – vor allem architekturgeschichtlichen – sowie stadt- und verkehrshistorischen Gründen im öffentlichen Interesse. | 1927                   | 28. Juni 1988      | 159             |
| ehem. Buntweberei (Nottberg + Sohn)             | ehem. Buntweberei (Nottberg + Sohn)              | Viersen Freiheitsstraße 206 / Viktoriastraße 13 Karte          | Geschichte: Am 15. Juli 1890 gründet Friedrich Schelkes eine „Mechanische Buntweberei“. Mit dem Teilhaber Reinhard Nottberg leitet er die Firma sechs Jahre lang und gründet dann mit Unternehmer Brand die „Viersener Buntweberei“. Ab 31. Aug. 1896 wird die Firma Nottberg & Schelkes in „Nottberg & Sohn“ umbenannt, mit Reinhard und Adolf Nottberg als Teilhaber. Mitte März 1897 geht die neue Firma in Betrieb. Laut Ausweis der Bauakte errichtet der Krefelder Architekt Joh. Reck für die Firma Nottberg & Sohn ab Anfang 1900 eine neue „Mechanische Buntweberei“ an der Viersener Viktoriastraße. Der am 18. Jan. 1900 eingereichte Bauantrag wird bereits am 3. Febr. 1900 genehmigt, am 17. Juli 1900 ist die Rohbauabnahme. Die Betriebsaufnahme erfolgt vermutlich im Jahre 1901. Laut Planung handelt es sich um eine Weberei für 108 Webstühle nebst zugehörigem Kessel- und Maschinenhaus, Vorbereitungssaal, Wiegekammer, Pflückraum, Dublierraum, Schlichterei, Abort-, Wasch- und Essräumen sowie Lager-, Comptoir- und Wohngebäude. Ab 1906 firmiert „Kohlstedt & Crone“, „Duisburger Buntweberei“ als Eigentümer, der – wohl nach dem Zweiten Weltkrieg – von der „Seidenweberei Friedrich Wilhelm Greef“ abgelöst wird; von der der jetzige Eigentümer Joh. Gehlen das Anwesen erwirbt. Beschreibung: Der heutige Baubestand der Weberei zwischen der Viersener Freiheits- und Viktoriastraße entstand in zwei einheitlichen Baumaßnahmen 1900/01 und 1922, wobei dem zweiten Bauabschnitt etwas geringere Bedeutung zukommt. Beide Planungen sind – einige Vereinfachungen aus Ersparnisgründen ausgenommen – ohne Abstriche verwirklicht worden und haben bislang keine wesentlichen Veränderungen erfahren. Die Front an der Viktoriastraße wird bestimmt durch die rhythmische Felderteilung des Shedhallenbereiches der Weberei, dem straßenseitig eine im Bereich der Erweiterung undurchfensterte, im Bereich des Baues von 1900/01 fünffach durch Lisenen geteilte, durch Fenster belichtete Lagerraumwand vorgeblendet ist. Die höhergezogene Außenwand verbirgt nach der Manier der Zeit die sägezahnartige Dachgestalt der Shedhallen durch eine Attikazone. Den 1900/01 errichteten Bauteil kennzeichnet eine außergewöhnlich reiche Gestaltung: Lisenen, Neben- und Hauptgesims sind durch hellfarbig rote Backsteine vom dunkleren Grund abgesetzt. Das Hauptgesims wird von dreipassähnlichen Formsteinen in gotisierender Dreiecksanordnung gebildet. In den hellen Grund eingelassene Backsteinmotive ebenso wie dunkle Ornamente auf hellem Grund verstärken den Eindruck einer auf die Hauptansichtsseite der Fabrik (Viktoriastraße) ausgerichteten repräsentativen Gestaltung. Südlich an die Sheddachzone anschließend erhebt sich über dem durchgezogenen Grundgeschoss das zweieinhalbgeschossige Comptoir- und Wohngebäude. Hellere Lisenen und Gesimse – auch hier wieder gotisierend – gliedern den dreiachsigen Bau. Das mit spitzbogigen Blendmotiven verzierte Giebelhaus wird flankiert von zwei kleineren, ebenfalls reichgezierten Dachgauben. Die Südfront seitlich zur Werkseinfahrt springt nach einer dreiecksübergiebelten Achse zurück. Es folgen die Eingangs- sowie eine von Ochsenaugen durchfensterte weitere Achse. Auch das über den rückwärtigen Anbau hinausragende Obergeschoss des Wohngebäudes ist in einer der Hauptansichtsseite in nichts nachstehenden Aufwendigkeit gehalten. An der ost-westlich verlaufenden Erschließungsstraße folgt ein eingeschossiger Flachbau für die Wasch-, Ess- und Abortanlagen. Er springt nach drei Achsen rechtwinklig, nach einer weiteren Achse mit Viertelkreisprofil vor, um nach weiteren, den Werkseingang für die Arbeiter umfassenden drei Achsen erneut in zwei Stufungen zurückzutreten. Nach den letzten zwei Achsen (alle zehn Achsen sind mit Stichbogenfenstern bzw. der Toranlage durchbrochen) springt dann das ebenfalls ost-westlich verlaufende längsrechteckige Kesselhaus nach Süden vor. Parallel ist diesem auf der nördlichen Längsseite das Maschinenhaus angebaut. Beide verfügen über firstüberspannende Lüfteraufsätze, der des Maschinenhauses kurzer als der Aufsatz des Kesselhauses. Die Stirnwände beider Bauten schmücken Rauten- und Dreiecksfelder. Letzteren sind Stufenmotive einbeschrieben. Alle eingetieften Schmuckfelder weisen klötzchenfriesartige Zierate aus hellen Backsteinen auf dunklem Grund auf. Die äußeren Längswände der Doppelanlage sind durchfenstert. Im Westen des Kesselhausteiles folgt freistehend der quadratische Schornsteinsockel, der über einer oktogonalen Übergangszone in den zylindrischen Schornsteinschaft übergeht. Sockel- und Gesim-szone sind ebenfalls mit Treppenfriesen in hellem Backstein geziert, der Schornstein selbst weist am unteren und oberen Ende flächig-dreieckig, quasi textile, hellrote Schmuckmotive auf. Die heutige Front zur Freiheitsstraße zeigt offen die Sheddachprofile. Die Wandflächen sind hier stufenförmig gegliedert und tragen Ornamentschmuck in hellem Backstein. Nach drei Shedstaffeln folgt im Norden die 1922 angefügte Erweiterungszone, die sowohl zur Freiheits- als auch zur Viktoriastraße hin horizontale Dachabschlüsse zeigt. Die vierteilige Ansicht zur Viktoriastraße ist nicht durchfenstert und weist eine mit flachen Lisenen und Gesimsen gebildete einfache Gliederung auf. Im Inneren der Gebäude ist, was das Wohn- und Comptoirgebäude anbelangt, die originale Fensterausstattung hervorzuheben. Der drei Shedzüge umfassende Websaal von 1900/01 zeigt drei zehn Stützen umfassende Folgen von Gußeisenpfeilern, die vier Sheddachstaffeln der Erweiterung von 1922 haben genietete Stahlprofilstützen. Maschinelltechnische Einrichtungen wie Transmissionen, Dampfmaschinen oder Webstühle sind nicht erhalten. Bewertung: Bei der unter Il aufgeführten Anlage der ehemaligen Buntweberei Nottberg & Sohn von 1900/01 mit dem Erweiterungsbau von 1922 für die Duisburger Buntweberei Kohlstedt & Crone handelt es sich im beschriebenen Umfange um ein Denkmal im Sinne des § 2 (1) des Denkmalschutzgesetzes NRW. Die Anlage ist bedeutend für die Städte und Siedlungen und für die Entwicklung der Arbeits- und Produktionsverhältnisse. Für Erhaltung und Nutzung liegen künstlerische, wissenschaftliche und städtebauliche Gründe vor. Der Erhaltungszustand der Gesamtanlage ist als außergewöhnlich zu bezeichnen. Die ursprüngliche Baugestalt ist fast vollkommen unbeeinträchtigt von Um- und Anbauten geblieben, ein für Bauten des Gewerbes und der Industrie höchst seltener Fall. Die 1922 vorgenommene Erweiterung fügt sich unter Nutzung der fortgeschrittenen technischen Errungenschaften (Stahlprofil- statt Gußstützen) in Gestaltung und Gliederung nahtlos an den ursprünglichen Bau an. Insbesondere die Firmenansicht von der Viktoriastraße aus bietet hoch heute die Wahrnehmungsmöglichkeit einer kleinen, für Viersen einst charakteristischen Textilfabrik mit dem eingeschossigen Websaal hinter repräsentativer Straßenfront nebst Verwaltungs- und Wohngebäude. Von der Freiheitsstraße aus sind dann die übrigen typischen Elemente eines derartigen Betriebes ohne Mühe wahrnehmbar: Kessel- und Maschinenhaus samt zugehörigem Schornstein sowie die hier funktional-unverhüllt (ursprünglich auf einen Nebenweg weisend) behandelte Shedfront. Hervorzuheben ist am gesamten Komplex die weit über dem Durchschnitt liegende Prächtigkeit der Baugestalt. Diese tritt nicht nur im reich ornamentierten Wechsel des Backsteinmaterials mit seinen flächigen und plastischen Schmuckmotiven (besonders auch am Schornstein) zutage. Der Haupteingang des Werkes an der Südseite ist vielmehr in seltener Weise in einer nahezu neobarock zu nennenden Grundrissgestalt ausgebildet, wie sie in dieser Form nicht häufig anzutreffen ist. Die Südseite ist in einer der Ostfront an der Viktoriastraße nicht nachstehenden Art und Weise als vollgültige Ansichtsseite behandelt worden. Die ehemalige Buntweberei Nottberg & Sohn ist damit in exemplarischer Weise Denkmal der strukturprägenden Textilindustrie Viersens in der Erscheinungsform der Jahrhundertwende. Zusammen mit der nahegelegenen fünfzig Jahre älteren Baumwollspinnerei Goeters in der Gereonstraße ist damit der wichtigste Industriezweig der Stadt in zwei wesentlichen wirtschaftsgeschichtlichen Epochen dokumentiert. Die Anlage zwischen Viktoriastraße und Freiheitsstraße charakterisiert dabei den in voller Blüte stehenden Historismus und Eklektizismus des Industriebaues der Jahrhundertwende mit ihrem Reichtum an neogotischen und neubarocken Elementen der Außenerscheinung, während die Disposition der einzelnen Werksteile – Krafterzeugung, Arbeitsflächen, Verwaltung und Wohnen – den Stand der Technologie der Zeit widerspiegelt. Dies gilt ebenso für die Erweiterung der 1920er Jahre, die sich unter Verwendung modernerer Bautechnik gestalterisch der bestehenden Anlage anfügt. Reichtum der Erscheinungsform und nahezu originalgetreuer Erhaltungszustand neben dem Vorhandensein aller ursprünglichen Architekturelemente machen die ehemalige Buntweberei zu einem vollgültigen Industriedenkmal. | 1901–1922              | 5. Juni 1992       | 300             |
| Grabstätten, Kroll, Cornely Middeldorf, Pfarrer | Grabstätten, Kroll, Cornely Middeldorf, Pfarrer  | Dülken Friedhof Dülken Arnoldstraße Bl. 6 345 Karte            | Die gesamte Anlage besteht aus drei Grabmälern. Das mittlere, die beiden anderen überragende Kreuz aus Granit mit Christuskörper, steht auf einem hohen profilierten Sockel. Im Kreuzunterbau befindet sich die Inschrift Barmherzigkeit mein Jesus! Das Grabkreuz wird auf beiden Seiten von einem niedrigen Granitmäuerchen mit Eckpfeilern eingefasst. Vor dem Kreuz ruht eine große Grabplatte. Die beiden flankierenden Kreuze sind aus dem gleichen Material wie das mittlere und haben die gleiche Form. Sie unterscheiden sich von diesem aber hinsichtlich der Größe und der Kreuzinschriften. Auf der linken Seite befindet sich im Kreuzunterbau das Christusmonogramm bzw. das konstantinische Kreuz. Beim Grabkreuz auf der rechten Seite erscheint unter dem Christusmonogramm der Spruch 0 crux, spes mea! Vor diesem Kreuz befinden sich zwei Grabplatten. Aus wissenschaftlichen, insbesondere lokalhistorischen und religionsgeschichtlichen Gründen stehen Erhaltung und Nutzung des Denkmals gemäß § 2 (l) des Denkmalschutzgesetzes NRW im öffentlichen Interesse. | um 1900                | 29. Mai 1991       | 266             |
| Grabstätte Haass / Friedhof Löh                 | Grabstätte Haass / Friedhof Löh                  | Viersen Friedhof Löh Karte                                     | Auf der dreistufigen Marmorstele mit schlichtem Dreiecksgiebel findet sich ein aufgelegtes Kreuz, über das zusätzlich ein Blütenzweig appliziert ist. In aufgesetzter Fraktur steht darunter die Inschrift: Ruhestätte von Apotheker Everh. Haass geb. 9. Mai 1838 gest. 8. Okt. 1866 Sabine Haass geb. Better geb. 7. Sept. 1849 gest. 27. Nov. 1921 Im Sockel Ruhe in Frieden Vor dem Grabstein liegt eine Namensplatte aus weißem Marmor Hier ruht unser liebes Fritzchen ( ) Mai 1904 ( ) Juli 1605 Die spätklassizistische Stelenform, die aus den drei Hauptelementen Sockel, verjüngtes Mittelteil und Dreiecksgiebel zusammengesetzt ist, ist typisch für das späte 19. Jahrhundert. Ebenso stellt der Wechsel vom Sandstein zum polierten Marmor den Zeitgeschmack dar. Der Stein zählt zu den ältesten Grabsteinen auf dem 1864 eröffneten Friedhof Löh. Everhard Haass übernimmt 1869 von seinem Vorgänger Franz Coenen die zweite Apotheke Viersens, die Adler-Apotheke (1813 von Friedrich Gattung eröffnet). Aus wissenschaftlichen, insbesondere kunstgeschichtlichen und lokalhistorischen Gründen liegen Erhaltung und Nutzung der Grabstätte gemäß § 2 (1) des Denkmalschutzgesetzes NRW im öffentlichen Interesse. | vor 1900               | 21. Dezember 1994  | 354             |
| Grabstätte Familie Joseph Heckmann              | Grabstätte Familie Joseph Heckmann               | Viersen Friedhof Löh Block 11, Grab 1054–1059d Karte           | Im Mittelalter wurden die Toten direkt neben der Kirche auf den Kirchhöfen bestattet. Diese unmittelbare Nähe der Kirche sollte auch die Nähe zu Gott symbolisieren. Mit schwindendem Einfluss der Kirche und dem Sieg der Aufklärung gewann die Sorge um die Gesundheit der Lebenden und den damit verbundenen hygienischen Erwägungen mehr Gewicht als die Sorge um das Seelenheil der Toten. So führten die Missstände auf dem katholischen Friedhof an der Pfarrkirche Remigius – üble Gerüche, Mehrfachbestattungen in einem Grab – sowie auf dem evangelischen Friedhof hinter der Kreuzkirche – Trinkwasserbelastung – dazu, dass 1866 ein kommunaler Friedhof an der Löh angelegt wurde. Bei der Gestaltung bevorzugt man „Parkfriedhöfe“, die Landschaftsgärten nachempfunden wurden. Der Viersener Friedhof ist dafür ein schönes und gutes Beispiel. Die gärtnerische Nachahmung der Natur dient der Beförderung der Vorstellung, dass der Hingeschiedene in den Schoß der Natur zurückkehrt. Er bleibt nicht bei den Lebenden, wie auf den mittelalterlichen Friedhöfen, sondern wird der Erde zurückgegeben, von der er genommen war. Den beiden großen Konfessionen trug man bei der Anlage des Friedhofs Löh Rechnung, in dem man zwei Friedhofskapellen errichtete und dem jeweiligen Leichenzug einen separaten Zugang auf den Friedhof durch ein repräsentatives Tor ermöglichte. Unmittelbar an den Friedhofskapellen finden sich auf großen Grabstätten mit meist imposanten Grabsteinen die wichtigen Familien und Persönlichkeiten, die die Stadt Viersen in wirtschaftlicher, politischer, gesellschaftliche und/oder kirchlicher Hinsicht prägten. Beschreibung In unmittelbarer Nähe der katholischen Friedhofskapelle auf dem Friedhof Löh, dem Hochkreuz und der Priestergruft steht auf einem ca. einen Meter hohen mehrfach gestuften Sockel aus schwarzen schwedischen Granitplatten ein Sarkophag aus dem gleichen Material. Dieser ruht an allen seinen vier Ecken auf mächtigen Pranken aus Bronze, die Raubkatzenpfoten imitieren. Ihre Krallen sind deutlich zu erkennen. Über ihn beugt sich, mit der rechten Hand einen Palmzweig auf dem Sargdeckel legend, ein lebensgroßer, naturalistisch gearbeiteter Grabengel aus Bronze. Sein linker Arm liegt angewinkelt am Körper an. Das bodenlange, fließende Gewand mit reichlichem Faltenwurf legt sich mit seinem Saum über einen Teil des gestuften Sockels. Die Tunika hat einen rechteckigen Halsausschnitt, deren umfassende Borte rundum mit erhabenen Sternen geschmückt wird. Sein linkes Bein ist angewinkelt und steht auf der obersten Stufen. Sein nackter Fuß schaut unter dem Gewand hervor. Sein linkes Bein ist leicht nach hinten ausgestreckt und ruht eine Stufe tiefer. Seine körpergroßen ausgebreiteten Flügel zeigen ein deutlich ausgearbeitetes Federkleid. Der Kopf ist leicht zur Seite geneigt. Sein Blick geht zu dem Palmzweig in seiner rechten Hand. Der ernste, in sich gekehrter Gesichtsausdruck und das lange gescheiteltete Haar verweist auf die Nazarener, wie zunächst die Anhänger Jesu nach seinem Kreuzestod bezeichnet wurden. In der Kunst wurden Raffael und Albert Dürer als Nazarener bezeichnet, da sie ihr Haar ebenfalls so lang gescheitelt trugen. Heute werden als Nazarener-Künstler des 19. und frühen 20. Jahrhunderts bezeichnet, deren künstlerisches Werk religiösen Inhalt hatte. Sie sahen sich der vorreformatorischen Zeit verpflichtet. Lustvolle Engel des Barocks wurden von ihnen strikt abgelehnt. Engel spielen in vielen Kulturen eine wichtige Rolle. Im Judentum, im Islam und im Christentum sind Engel Boten oder Geistwesen, die als Vermittler zwischen Himmel und Erde fungieren. Als Grabengel sollen sie eine Verbindung zwischen dem Verstorbenen und seiner Familie herstellen. Als Schutz für den Verstorbenensoll der Engel ihn auf seiner letzten Reise begleiten. Der Palmzweig verstärkt diesen Wunsch. Er erinnert an den Einzug Jesus in Jerusalem und seine Begrüßung durch das Volk. Er steht für die Auferstehung der Toten und ihren Empfang im Jenseits. Der Mittelteil des triptychal angeordneten Plattensockels trägt einen Dreiecksgiebel und die Inschrift JOS. HECKMANN JOSEPH HECKMANN GEB. 9. FEBRUAR 1855, GEST. 9. AUGUST 1919 HEDWIG HECKMANN GEB. SCHMITZ GEB. 12. OKTOBER 1855, GEST. 17. JULI 1931 LEOPOLD HECKMANN GEB. 24. JUNI 1886, GEST. 4. JULI 1947 linke Seite: Dr. JOSEPH HECKMANN GEB. 14. JANUAR 1881 ZU VIERSEN GEST: 7. APRIL 1905 IN MÜNCHEN Du achtest die ewige Kunst, und fandest sie droben im Licht rechte Seite: KLAUS HECKMANN GEB: 27. FEBRUAR 1921 GEFALLEN IN RUSSLAND ALS LEUTNANT 6.2.1943 Wenn auch in fremder Erde du ruhst, Der Heimat treuestes Gedenken bleibt bei dir. Die Inschriften sind in vergoldeter Fraktur in den Stein eingelegt. Davor befinden sich zwei Namenstafeln: Aenni Heckmann geb. Hupertz 1891–1970 Clara Schmitz Geb. 23.7.1859 Gest. 6.3.1948 Die Grabanlage wird eingefasst von einer kniehohen Mauer aus Granit. Die Mauer besteht aus mehreren Teilen, die an den Ecken und im Bereich des Zugangs zur Grabanlage durch quadratische, wenig erhöhte Pfeilern begrenzt werden. Diese sind nach oben an den Kanten abgerundet und weisen als Abschluss eine quadratische Fläche auf. Die Grabstelle ist komplett unterkellert. Eine schwere Betonplatte verschließt den Einstieg. Durch die Bepflanzung ist er nicht wahrnehmbar. Der Grabkeller, der über eine Eisenleiter betreten werden kann, weist zehn Grabkammern auf, jeweils fünf in einer Reihe. Diese werden in der oberen Reihe durch weiße Marmorplatten komplett verschlossen. In der unteren Reihe sind wesentlich kleinere weiße Marmortafel in die Verschlussplatten eingelassen worden. Auf beiden Tafeln finden sich in eingelegter vergoldeter Schrift die Namen und Lebensdaten der Toten. Zwischen den Namenstafel der oberen Reihe hängen zwei reich verzierte Kerzenlichthalter aus Gusseisen. Der Fußboden ist mit weißen und schwarzen Fliesen im Schachbrettmuster belegt. Familie Joseph Heckmann ist der Sohn von Leopold Heckmann sen., der 1830 in Köln geboren wurde. Seine Frau Maria Schaub stammte aus Elberfeld, einer Hochburg der Textilindustrie im 19. Jahrhundert. Durch die günstigen Arbeitsbedingungen in der Samtbranche in Viersen angelockt, gründete dieser gemeinsam mit seinem Schwager Karl Schaub im Jahr 1853 die Sammet- und Seidenfabrik an der Lindenstraße (heute Standort des Kreispolizeidienstgebäudes). Er wohnte mit seiner Familie gegenüber seiner Fabrik in einer herrschaftlichen Villa. Leopold Heckmann sen. engagierte sich in vielfältiger Weise in seiner neuen Heimatstadt Viersen. Er gehörte zu den Gründern des Viersener Verschönerungsvereins und war Mitglied des Quartett-Vereins, des Männergesangsvereins „Liedertafel“ und des Turnvereins. Er stiftete großzügig Geld für Bedürftige, aber auch für Kunstwerke wie z. B. das Chorgestühl in der Pfarrkirche St. Joseph in Erinnerung an die Kommunionen seiner beiden Enkel Joseph und Leopold. Im Jahr 1914 trat Leopold Schaub sen. als Teilhaber der Firma Schaub & Heckmann aus. Maria Franz Peter Joseph Heckmann, der Namenspatron der Grabstätte, ist das einzige Kind von Leopold und Maria Heckmann. Es gibt keinen Hinweis darauf, dass er in die Firma seines Vaters und seines Onkels eine Tätigkeit aufgenommen hatte. In seinen vielfältigen Nachrufen wurde auf seinen Dienstgrad als Oberleutnant der Landwehr und damit im Zusammenhang stehend auf seinen Vorsitz im Landwehr-Unterstützung- und Kriegerverein verwiesen. Wie sein Vater engagierte er sich in einigen sozialen Einrichtungen wie der städtischen Armenverwaltung, im Vorstand des Verwaltungsrates des katholischen Waisenhauses, im Vorstand des Vaterländischen Frauenvereins und im Kuratorium des städtischen Gymnasiums. Seine besondere Liebe galt aber der Musik, eine Leidenschaft die in seinem Familienkreis begeistert geteilt wurde. Seine Frau Henriette Ottilie Hedwig Schmitz war Tochter des Viersener Arztes Aloys Schmitz, der mit seinen „Medizinischen Topographie“ ein authentisches Bild des Alltags der Menschen im Viersener Raum gegeben hat. Sie hatte neun Geschwister u. a. ihre unverheiratete Schwester Clara, an die ein Gedenkstein auf der Grabanlage erinnert. Joseph und Hedwig Heckmann hatten drei Söhne. Franz Aloys Joseph Leopold, Lorenz Aloys Leopold und Aloys Lorenz Leopold. Der mittlere Sohn Lorenz verstarb nach wenigen Tagen und findet auf der Grabanlage keine Erwähnung. Der älteste Sohn Joseph beendete sein Jurastudium im Jahr 1904 mit seiner Promotion an der Universität Rostock. Anschließend wechselte er nach München, um sich dem Studium der Musik, insbesondere der Komposition zu widmen. Nur zwei seiner Werke sind bei Musikverlagen im Druck erschienen, ein drittes gaben die Eltern posthum nach seinem plötzlichen Tod im Alter von 24 Jahren heraus. Sein gesamter Nachlass verbrannte bei einem Bombenangriff auf das elterliche Haus an der Lindenstraße. Der jüngste Sohn Leopold, genannt Pölli, führte die Tradition der Familie fort, ein künstlerisch und musikalischen Haus zu führen. Er gründete nach dem Zweiten Weltkrieg einen nach ihm benannten Künstlerkreis. Ein Bild seines Malerfreundes Heinrich Nauen zeigt ihn als Cellospieler. An seine Frau Anna Luise Hubertina Heckmann, geborene Hubertz, erinnert ein weiterer Gedenkstein. Ihr gemeinsamer Sohn Klaus fiel als Leutnant 1943 in Russland. Künstler Die Bronzefigur ist im Gewand unten signiert: H. Stockmann, Köln 1902 Heinrich Stockmann wurde am 5.9.1859 in Einen an der Ems (Kreis Warendorf) geboren. Nach einer Holzschnitzer- und Bildhauerlehre studierte er von 1885 bis 1887 an der Kunstakademie Düsseldorf. Er war Mitbegründer des „Vereins zur Förderung der Bildhauerkunst in Rheinland und Westfalen“ mit Sitz in Düsseldorf, wo er von 1885 bis 1894 ansässig war. Seinen späteren Wohnsitz hatte von 1897 bis 1906 in Köln. Heinrich Stockmann schuf eine Reihe von Denkmälern wie das Königin-Luise-Denkmal (1888) und die Kaiser-Wilhelm-Büste (1900) in Mülheim an der Ruhr, die beiden Zweikaiserdenkmale in Wuppertal-Ronsdorf (1888–1890) und Moers (1890), das Kaiser-Friedrich-Denkmal (1893) in Heilbronn oder das Kaiser-Wilhelm-Denkmal (1898) in Bottrop. Zudem war Preisträger von Wettbewerben für Denkmäler, die zu Ehren von Kaiser Wilhelm I., Kaiser Friedrich III und Kaiserin Augusta aufgestellt werden sollten. Er gehörte auch zu Bildhauern, die im Jahr 1900 über die Kölner Bildhauervereinigung den Auftrag erhielten, 71 Figuren für die oberen Geschosse des Kölner Rathauses zu erschaffen. Die von Heinrich Stockmann erschaffenen Grabmäler für bedeutende Familien zeigen ein Zusammenspiel von monumentalen steinernen Anlagen und bronzenen, lebensgroßen Figuren. So schuf er für die Familie Hoeltgen auf dem Düsseldorfer Nordfriedhof eine tempelartige Anlage, in deren Portikus eine männliche Figur mit ausladenden Gesten steht. Das Familiengrab Schürenberg/Funke auf dem Ostfriedhof in Essen besteht aus einem Obelisken auf einem hohen Postament mit seitlichen halbhohen Pfeilern, deren Konsolen mit bronzenen Voluten, Wappen und Urnen geschmückt werden. Davor steht eine lebensgroße Figur einer trauernden Frau. Auf dem Melatenfriedhof in Köln schuf er für die Familie Schanzleh die gleiche Grabsteinanlage wie für die Familie Joseph Heckmann. Einzig der rote Granit unterscheidet die beiden Grabdenkmäler. Es ist nicht auszuschließen, dass die Familie Heckmann die Grabanlage auf einem Spaziergang über den Friedhof Melaten wahrgenommen hat. Es gab familiäre Kontakte durch Leopold Heckmann sen., der in Köln geboren und aufgewachsen war. Heinrich Stockmann gehörte zu den Künstlern, die überregional tätig waren. Er verstand es den Zeitgeist in seinen klassizistisch geprägten Entwürfen einzubringen. Dabei traf er in seiner Sepulkralkunst den Geschmack der zu Reichtum gekommenen Oberschicht. Heinrich Stockmann starb im Jahr 1906 in Bonn. Denkmalwert Die 1911 errichtete Grabanlage ist in ihrer heterogenen Zusammenfügung von aufwendigen Materialien und monumentaler Grabfigur typisch für den repräsentativen Anspruch des damaligen Bürgertums, zu der die Familie Heckmann zählte. Mit Anlegung des neuen Friedhofs auf der Löh spiegelte sich auch in der Ausgestaltung der Grabstätte die gesellschaftliche Stellung in den Familiengräbern nieder, eine typische Entwicklung der Sepulkralkultur des 19. Jahrhunderts. Während die weniger Bemittelten in einem Reihengrab, meist schmucklos und räumlich getrennt, bestattet wurden, erwarben sich die gehobenen bürgerlichen Kreise Gruften und zierten ihre Gräber mit aufwendigen Denkmälern. Auch mit dem Standort ihres Wahlgrabes zeigten sie ihre herausgehobene Stellung in der Gesellschaft. In unmittelbarer Nähe zur katholischen Totenhalle und neben dem 4,00 m hohen neugotischen Grabkreuz aus Sandstein für den Oberpfarrer Josef Schroeteler steht die Grabanlage der Familie Joseph Heckmanns an der prominentesten Stelle, die auf dem katholischen Teil des Friedhofs Löh zu vergeben war. Da der Friedhof als öffentlicher Park konzipiert war und zum Spaziergang einladen sollte, konnte sich die Familie Heckmann der über den Tod des einzelnen hinausgehenden Aufmerksamkeit sicher sein. Der monumentale Grabstein zeigt zudem die Möglichkeiten, die durch die Technisierung und Industrialisierung auch in der Bearbeitung von Grabdenkmälern im Verlauf des 19. Jahrhunderts vorangeschritten waren. Der Transport des Hartgesteins durch Eisenbahnen und Dampfschiffen brachte eine große Auswahl, auch aus fernen Regionen und Ländern. Verbesserte technische Möglichkeiten erlaubten die Bearbeitung härtester Materialien, so dass ein aus mehreren Blöcken sowie dem Sarkophag bestehender Grabstein der Familie Joseph Heckmann überhaupt herstellbar war. Die Engelsplastik spiegelt die Frömmigkeit und Nähe der Familie zur katholischen Kirche wider. Er interpretiert den Glauben an die Auferstehung. Mit der Wahl des Kölner Bildhauers Heinrich Stockmann demonstrierte die Familie ihren Kunstverstand. Er gehörte zu den arrivierten Künstlern der Sepulkralkunst zwischen 1887 und 1906 in Deutschland. Dabei ist unerheblich, dass die Engelsfigur kein Unikat ist und schon vor Ankauf der Grabste lle im Jahr 1911 gefertigt worden ist. Aus wissenschaftlichen, insbesondere künstlerischen und lokalhistorischen Gründen liegen Erhaltung und Nutzung der Grabanlage der Familie Joseph Heckmann gemäß § 2 (1) Denkmalschutzgesetz im öffentlichen Interesse. Quellen Stadtarchiv Viersen Familienanzeigen aus der Viersener Zeitung Quellenrecherche Dr. Marco Kieser Landschaftsverband Rheinland / Amt für Denkmalpflege im Rheinland Reinhold Hörkens Verein Geschichte für Alle e. V. Viersen Literatur - Norbert Fischer: Vom Gottesacker zum Krematorium – Eine Sozialgeschichte der Friedhöfe in Deutschland seit dem 18. Jahrhundert. Überarbeitete Fassung der Dissertation an der Universität Hamburg, 1995. - Axel Greuvers, Marcus Ewers: Totenbräuche im Wandel der Zeit. Ausstellungskatalog. Viersen 1999. - Axel Greuvers: Das Gemälde „Doppelblick vom Hohen Busch in Viersen“. In: Heimatbuch Kreis Viersen. 2013, S. 311–318. - Jutta Pitzen: Ein rheinischer Expressionist-Arbeiten von Heinrich Nauen in der graphischen Sammlung der Stadt Viersen. In: Heimatbuch Kreis Viersen. 2012, S. 276–283. - Karin Schmitz: Die industrielle Entwicklung Viersens von 1806–1898. Schriftliche Hausarbeit. Viersen 11965. - Verein für Heimatpflege e. V. Viersen (Hrsg.): Viersen – Beiträge zu einer Stadt. Band 5, 1983. | 1902/1911              | 16. Januar 2013    | 511             |
| Grabstätte Ehel.Gerhard Kreutzer                | Grabstätte Ehel.Gerhard Kreutzer                 | Viersen Friedhof Löh Karte                                     | Das kompakte, repräsentative Grabmal ist aus rotem Main-Sandstein gearbeitet. Der rundbogig angelegte Stein mit Kuppeldach und Pfeilerelement assoziiert einen Kapellenbau. Der niedrige Rundbogen wird gefasst von breit angelegtem, facettiertem Blendwerk, das wiederum beidseitig von kuppelartig bedeckten Pfeilern eingerahmt wird. Im Zentrum des Bogens ist das Relief einer Marmor-Mohnkapsel appliziert, die Allegorie des Schlafes. In den Bogen ist eine Kupferplatte eingelegt, die von drei Rosetten fixiert wird. In aufgesetzter Fraktur trägt sie die Inschrift: Ruhestätte der Eheleute Gerhard Kreutzer R.J.P. Vor dem Bogen liegt eine pultartig erhöhte, rechteckige Sandsteinplatte mit der Inschrift in eingelegter Fraktur: Franz Kreutzer * 29.8.1899 † 21.5.1977 Gerhard Kreutzer * 17.1.1833 † 25.1.1893 Hilde geb. Wolters * 4.3.1902 † 14.8.1986 Scholastika geb. Kohlen * 28.4.1835 † 5.8.1899 Der Rundbogen trägt ein ausladendes Gesims mit reduzierten Akroterien. Auf dem angedeuteten Dreiecksgiebel ist eine Engelsbüste appliziert. Der Giebel wird abgestumpft durch eine aufgesetzte, polygonale Kuppel. Aus deren Zentrum erhebt sich ein leicht verjüngter, polygonaler, durch Leisten gestufter Pfeiler, der unter seinem Kuppeldach reich mit Krabben verziert ist. Er wird bekrönt von einem hohlen Kreiselement. Der Stein ist im Fundament signiert: J. Bermbacht + Co. Uerdingen/Rh. In dem massiven, kompakt gearbeiteten Grabmal vereinigen sich, typisch für die Jahrhundertwende, klassizistische und neugotische Stilelemente, was hier jedoch nicht zu einer monumentalen Überladenheit führt. Die geschlossene, in sich ruhende Form, der getönte Stein sowie die applizierten Reliefs gehen miteinander eine gelungene Synthese ein, die zu dieser Zeit nicht selbstverständlich ist. Die Familie Kreutzer zählt zu den ältesten Handwerksfamilien in Viersen. Gerhard Kreutzer gründet in der zweiten Hälfte des 19. Jahrhunderts eine Schreinerei. Sein Sohn Franz entwickelt daraus eine Baufirma, die bis in die 1960er Jahre existierte. Er zeichnet als Architekt u. a. Verantwortung für die Viersener Generatorenhalle, die katholische Volksschule Hülsdonk und eine Vielzahl von Bürgerhäusern in der Innenstadt. Aus wissenschaftlichen, insbesondere kunstgeschichtlichen und lokalhistorischen Gründen liegen Erhaltung und Nutzung des Grabsteins gemäß § 2 (1) des Denkmalschutzgesetzes NRW im öffentlichen Interesse. | 1893                   | 6. Dezember 2007   | 472             |